# Vitoria
Vitoria (oficialmente Vitoria-Gasteiz, en euskera: Gasteiz) es una ciudad y municipio español, capital de la provincia de Álava y sede oficial del Parlamento y el Gobierno de la comunidad autónoma del País Vasco. A falta de un reconocimiento legal más explícito, se le considera capital de facto del País Vasco por ser sede de las instituciones comunes. En 2012 fue Capital Verde Europea.
Enclavada en un cruce de caminos, ha sido a lo largo de la historia un importante punto estratégico tanto en el plano militar como en el comercial y cultural. Ya desde tiempos romanos, en los que la calzada que unía Astorga y Burdeos (Ab Asturica Burdigalam), pasaba por Álava, estas tierras no han dejado de ser un eje de comunicaciones entre la Meseta Central y Francia. Es una ciudad con una intensa historia que se manifiesta en un valioso patrimonio monumental. Ostenta el título de «muy noble y muy leal». Su población es de 257 968 habitantes (INE 2024).

## Toponimia
El nombre originario de la aldea se documenta por primera vez como Gastehiz en el cartulario del monasterio de San Millán de la Cogolla, en el documento llamado Reja de Álava (año 1025). El lugar pagaba entonces al monasterio riojano tres rejas, por lo que se supone tenía treinta vecinos.
Este nombre primitivo de Gaste(h)iz empezó su declive a causa del nuevo impuesto en la fundación de la villa por el rey navarro Sancho el Sabio, en el año 1181. Como es sabido, el monarca llamó a la villa Nova Victoria, con un nombre propagandístico que no refleja hecho alguno de armas, pero en medio de un largo conflicto con la corona de Castilla. El nombre antiguo es citado igualmente en ese documento fundacional:

«...vobis ómnibus populatoribus meis de Nova Victoria (...) in praefata villa cui novum nomen imposui scilicet Victoria, quae antea vocabatur Gasteiz.»
«a todos vosotros mis pobladores de Nueva Victoria (...) en la susodicha ciudad a la que impuse el nuevo nombre de Victoria, que antes se llamaba Gasteiz».

También en lengua vasca se extendió el uso de Vitoria, perdiéndose el de Gasteiz, incluso en la toponimia menor; es decir, hay Bitoriabidea, «camino de Vitoria», por ejemplo, pero no Gasteizbidea. Junto a la forma Bitoria, hay que anotar Bituria, atestiguada al menos en Arratia. En Bituria nos encontramos probablemente con una forma analógica influida por los numerosos nombres en -uri (Basauri), etc. y una interpretación de la última vocal como artículo vasco (como en Busturi-a, por ejemplo).
Muchos autores han venido identificando Vitoria con Victoriacum, la ciudad supuestamente fundada por Leovigildo. Para ello no hay más prueba que el breve pasaje de Juan de Biclaro, obispo de Gerona (siglos VI-VII). Sobre este asunto, cabe mencionar el artículo de Odón de Apraiz «La fundación de Vitoria: ¿Leovigildo o Sancho de Navarra?» (1967), en que se desbarata dicha identificación.
Concedido el fuero de villa en 1181, Vitoria obtuvo el título de ciudad el 20 de noviembre de 1431, entregado en Medina del Campo por el rey Juan II, según recoge Iñaki Bazán en la Gaceta Municipal:

«...merced de hacer y por la presente hago ciudad a la dicha villa de Vitoria y quiero que de aquí en adelante sea ciudad y sea llamada la ciudad de Vitoria y haya y goce en cuanto ciudad de todas las preminencias y prerrogativas y privilegios que cada una de las otras ciudades de los mis reinos.»

La etimología de Gasteiz no es segura. Alfonso Irigoyen, en su artículo de 1981 «Sobre el topónimo Gasteiz y su entorno antroponímico», VV. AA., Vitoria en la Edad Media, 621-652, cree que Gasteiz proviene de un antiguo adjetivo gartze («joven»), atestiguado después gazte. Según el académico vizcaíno, de Gartze como nombre propio saldría Gartzeiz, dentro de un paradigma regular que presenta ejemplos como Otso(a) / Otsoiz, Sermeno / Semenoiz, etc. En resumen, Gasteiz sería nombre de persona impuesto a la aldea, en una época indeterminada, en todo caso antes del siglo XI, que aparece por vez primera en la Reja de Álava (año 1025) con la forma Gastehiz.
Julio Caro Baroja menciona (Materiales para una historia de la lengua vasca en su relación con la latina, 103) la forma Gasteici, pero sin indicar fuentes latinas. Parece más lógico pensar que la forma vasca Gazte-iz / Gaste-iz, como otras muchas, se acogió al modelo general del genitivo latino -ici, nominativo -icus, pero con esa raíz vasca.
Recientes investigaciones históricas han aportado nuevos datos que se añaden a la larga lista. Ernesto García, en su libro Gobernar la ciudad en la Edad Media: Oligarquías y élites urbanas en el País Vasco, saca a la luz una cita de 1485, extraída de las Actas Municipales, en la que se hace referencia a la existencia de la «ermita de Gasteays» en la ciudad de Vitoria:

En la hermyta de Gasteays desta dicha ciudad estando ende juntos el alcalde y reguidores e procurador e deputados...

Existe otra vía de investigación que no ha sido suficientemente estudiada, la de la identificación de Gastehiz con Castellaz. Henrike Knörr, en su trabajo «Sobre la recogida y el estudio de la Toponimia...» publicado en Onomasticon Vasconiae, 4, explora la citada vía:

...en textos anteriores (esto es lo importante) a 1181 se suele citar [Castellaz] junto a Treviño, por ejemplo en la conocida concordia de Sancho el Sabio con Alfonso VIII en 1179: «Insuper ego, Sancius, rex Nauarrae, relinquo Alauensibus suas hereditates, excepto Castellaz et Treuinno». Si esta identificación Castellaz = Gasteiz es correcta, resulta evidente que Gasteiz, antes de recibir el fuero de población en 1181, era para el rey navarro una fortaleza muy importante, y una aldea, sí, pero que ya en 1025 pagaba 3 rejas, es decir, que tenía unas treinta familias.

Gasteiz volvió por la vía culta (Landázuri, Becerro de Bengoa, Los Apraiz, etc.), hasta serle otorgado el carácter oficial tras la restauración democrática. El 31 de julio de 1979 se aprobó una moción en la que se acordaba que la denominación oficial de esta ciudad y de su término municipal fuera la de Vitoria-Gasteiz. A continuación, las Juntas Generales de Álava, en sesión ordinaria de 25 de noviembre de 1979, acordaron que la Hermandad y Cuadrilla de Vitoria pase a denominarse, en lo sucesivo, Hermandad y Cuadrilla de Vitoria-Gasteiz.

## Símbolos
Además de la sede del Ayuntamiento o Casa Consistorial, existen una serie de símbolos que representan a la ciudad: la Bandera de Vitoria, el Escudo de Vitoria y la medalla de la ciudad.
La Casa Consistorial comenzó a construirse en 1783, terminándose el día 24 de diciembre de 1791, fecha en la que se celebra la primera sesión del Ayuntamiento en las nuevas instalaciones. Fue Justo Antonio de Olaguíbel quien llevó adelante la construcción del edificio y uno de sus promotores fue el marqués de la Alameda, alcalde de la ciudad en esos años. Su fachada está perfectamente integrada en el conjunto de la plaza. En su parte central destaca el pórtico de columnas dórico-toscanas sobre el que descansa un balcón corrido de piedra. Se remata por un frontón triangular en el que resalta un disco donde se reflejaban en inscripciones alguna vicisitudes de la historia de España. El frontón se completa con el escudo de armas de la ciudad mantenido por dos guirnaldas que en el proyecto original fueron dos figuras humanas.

### Bandera

Bandera de Vitoria

La bandera de Vitoria es blanca, cruzada por un aspa roja, y ondea en la fachada de la Casa Consistorial solemnemente en ocasiones especiales. Actualmente está colocada en frente de la catedral nueva.
La actual bandera se eligió en el año 1922 tras una propuesta del escritor José Colá y Goiti, que la presentó en 1918 con un primer diseño en el que las aspas de San Andrés no eran las dos rojas, sino una azul y otra roja como representación de las clases burguesas y las trabajadoras, aunque finalmente se optó por el color rojo clásico adoptado también en otras ciudades cercanas.
La anterior bandera de Vitoria data del año 1835: bordada con el escudo de Vitoria bajo un fondo blanco, fue un regalo de Isabel II al batallón de Urbanos de Vitoria por no dejar que la ciudad cayera en manos de los carlistas.

### Escudo
En el centro de la bandera campea el escudo de Vitoria. En él, el castillo central representa la fortaleza de la misma ciudad, asentada sobre la base de dos leones protectores, y sobre sus almenas, los cuervos vigilantes.
Presenta también las iniciales de la reina Isabel II, por distinción de que, tras el ataque carlista de 1834, fue objeto la ciudad por la reina gobernadora María Cristina, quien regaló a la Milicia Urbana de Vitoria una bandera al nombre que el rey Sancho el Sabio diera a la ciudad: HAEC EST VICTORIA QUAE VINCIT.

### Medalla

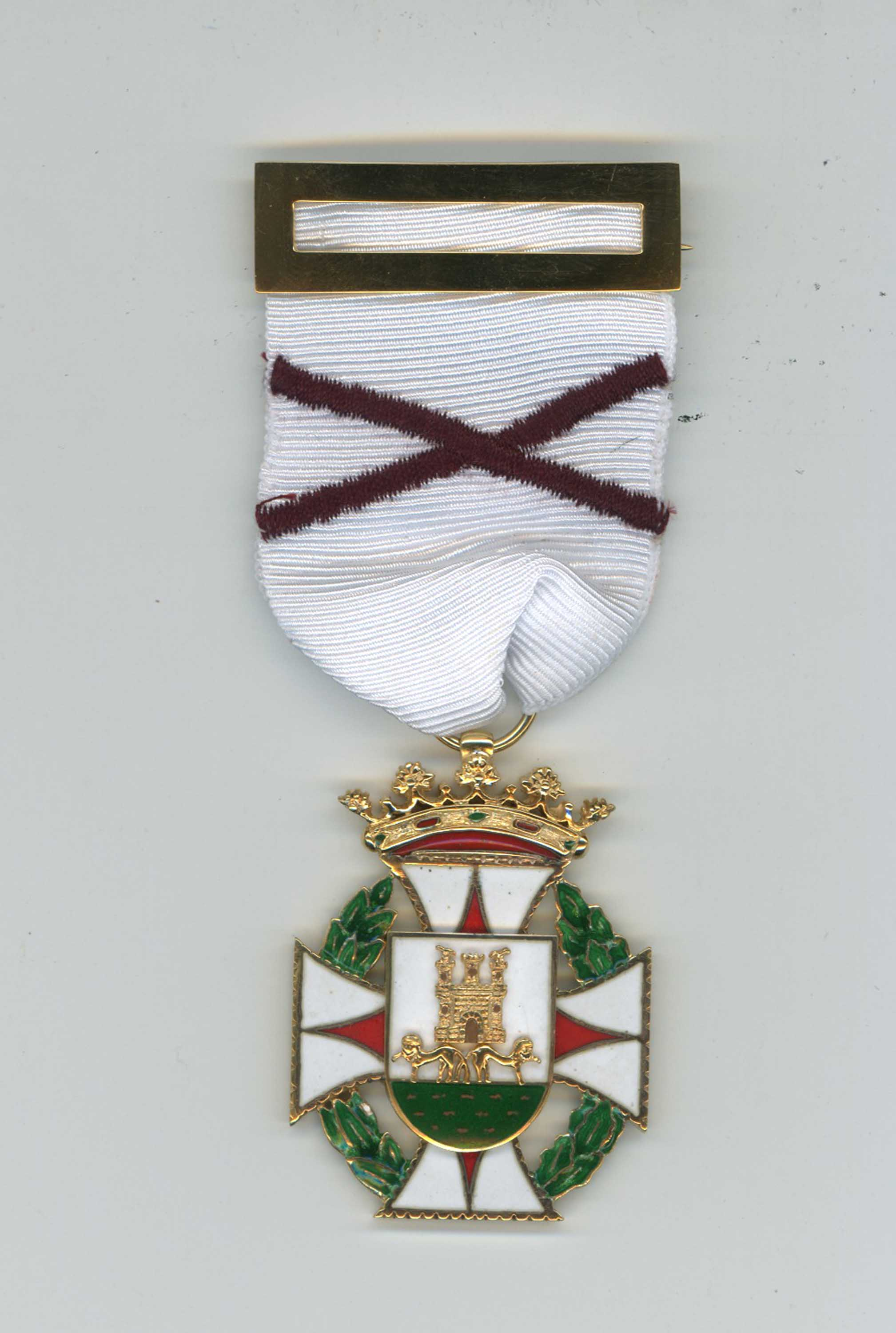
Medalla de Vitoria

En 1948 el ayuntamiento aprobó la creación de la actual Medalla de Vitoria para galardonar a aquellas personas que se distingan por sus méritos en pro de la ciudad, en sus tres categorías de oro, plata y bronce.
El diseño se hizo con base en la medalla conmemorativa de la batalla de Vitoria, creada en el siglo XIX.
Comenzó haciéndose en metal dorado y blanco, pero en 1977 el Ayuntamiento propuso que se elaborara en los metales preciosos —oro y plata— para realzar el valor que la medalla pretende representar.

### Otros
Al hablar de los símbolos de Vitoria no se puede dejar de mencionar el más antiguo de todos y cuya utilización en el mobiliario urbano, edificios públicos y actos protocolarios lo convierten uno de los símbolos que mejor identifican a la ciudad. Se trata de la firma del rey Sancho el Sabio que aparece en el Fuero fundacional de Vitoria de 1181.
Está formada por cuatro triángulos equiláteros enlazados por líneas paralelas que desembocan en los ángulos y formando al cruzarse un pequeño cuadrado en el centro, en cada triángulo y en el cuadrado central hay una «a» minúscula. Este motivo se viene utilizando en el mobiliario urbano.

## Geografía
El municipio se encuentra en el centro de la provincia de Álava ubicada en el extremo septentrional de la península ibérica. Su extensión es de 276,81 km2 con una altitud media de 525 m s. n. m. Es el único municipio incluido en la comarca de Cuadrilla de Vitoria.
| Noroeste: Zuya                                      | Norte: Cigoitia y Arrazua-Ubarrundia | Nordeste: Elburgo (exclave) y Barrundia                     |
| Oeste: Comunidad de Sierra de Badaya e Iruña de Oca |                                      | Este: Elburgo, Arrazua-Ubarrundia (exclave) e Iruraiz-Gauna |
| Suroeste: Iruña de Oca                              | Sur: Condado de Treviño (BU)         | Sureste: Bernedo                                            |

### Orografía

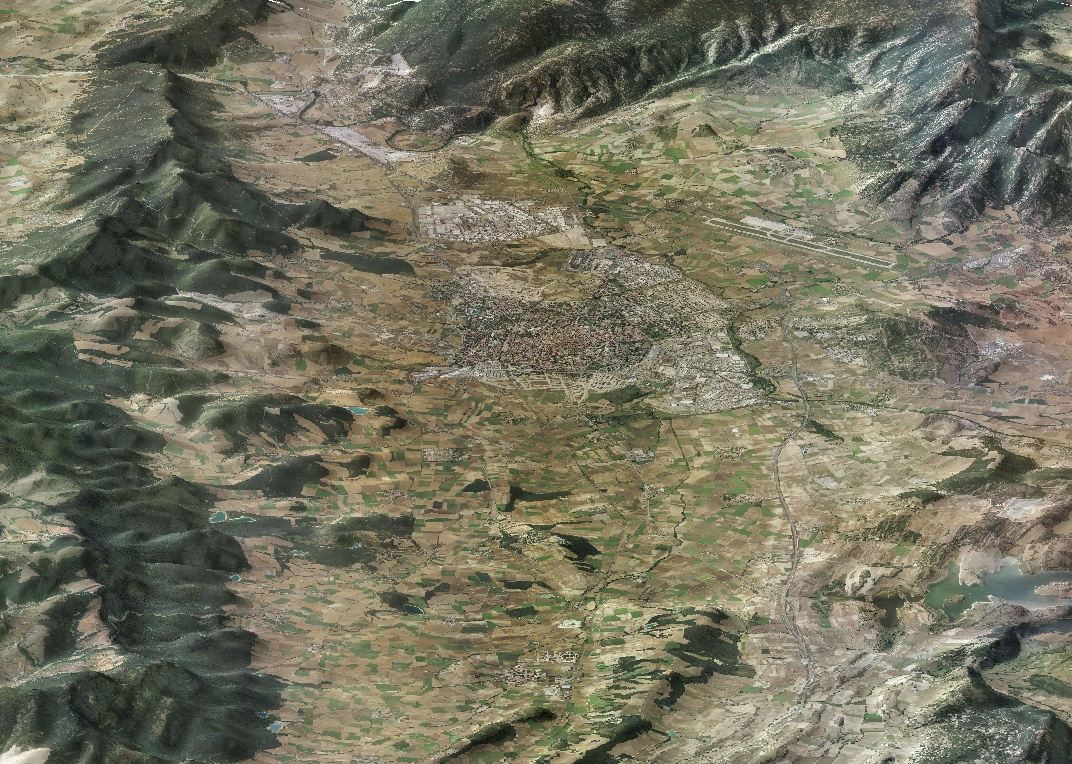
Vitoria y sus alrededores

Vitoria está fundamentalmente constituida por una llanura central comprendida entre los 500 y 600 m de altitud. Rodeando la mencionada llanura central, los principales accidentes orográficos son los Montes de Vitoria (situados al sur, con alturas máximas cercanas a los 1000 m, marcan el límite provincial de Álava y el Condado de Treviño), la sierra de Badaya (situada al oeste, con alturas máximas que alcanzan los 900 metros), la sierra de Gorbea (se extiende hacia el noroeste adentrándose en el municipio de Cigoitia con alturas que superan los 700 m), la sierra de Elguea (se extiende por el noreste adentrándose en el municipio de Barrundia tras el embalse de Ullíbarri-Gamboa, con alturas que alcanzan los 650 m) y la Llanada Alavesa (se extiende por el este). La ciudad se alza a 525 m sobre el nivel del mar en la orilla sur del río Zadorra.

### Hidrografía
El conjunto de la red hidrográfica está formado por una serie de ríos y arroyos que naciendo en las sierras que limitan y cierran la llanura central, vierten hacia ella, para ser drenados por el Zadorra. Este río llena el embalse de Ullíbarri-Gamboa para después entrar en Vitoria por el nordeste rodeando la ciudad por la zona norte para abandonarla por el oeste hacia un paso natural en las Conchas de Arganzón. Sus principales afluentes dentro de la zona de Vitoria son los ríos Santa Engracia, Mendiguren, Alegría, Avendaño y Zapardiel que constituyen las arterias principales de la red de drenaje superficial.

### Clima
De acuerdo con la clasificación climática de Köppen, Vitoria tiene un clima oceánico mediterráneo (Csb). Las características del clima de Vitoria están influenciadas por su configuración orográfica, de modo que las sierras que la limitan por el norte, la defienden de la influencia oceánica, mientras que por el sur también existe solución de continuidad con el clima mediterráneo continentalizado característico de las regiones centrales de la península. En resumen, se establece un microclima de inviernos fríos y húmedos y veranos frescos, semejante al de los páramos de la orla marginal de la meseta.

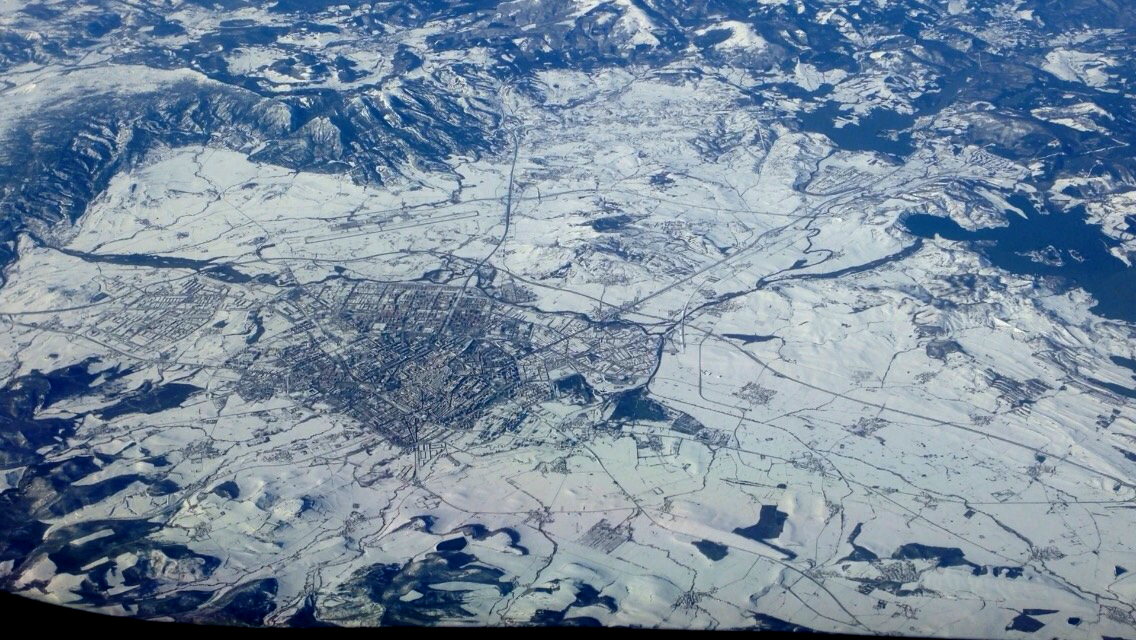
Vista desde el aire de Vitoria nevada (febrero de 2015)

| Parámetros climáticos promedio de Observatorio del Aeropuerto de Vitoria (513 m s. n. m.) (periodo de referencia: 1991-2020, extremas: 1973-presente) | Parámetros climáticos promedio de Observatorio del Aeropuerto de Vitoria (513 m s. n. m.) (periodo de referencia: 1991-2020, extremas: 1973-presente) | Parámetros climáticos promedio de Observatorio del Aeropuerto de Vitoria (513 m s. n. m.) (periodo de referencia: 1991-2020, extremas: 1973-presente) | Parámetros climáticos promedio de Observatorio del Aeropuerto de Vitoria (513 m s. n. m.) (periodo de referencia: 1991-2020, extremas: 1973-presente) | Parámetros climáticos promedio de Observatorio del Aeropuerto de Vitoria (513 m s. n. m.) (periodo de referencia: 1991-2020, extremas: 1973-presente) | Parámetros climáticos promedio de Observatorio del Aeropuerto de Vitoria (513 m s. n. m.) (periodo de referencia: 1991-2020, extremas: 1973-presente) | Parámetros climáticos promedio de Observatorio del Aeropuerto de Vitoria (513 m s. n. m.) (periodo de referencia: 1991-2020, extremas: 1973-presente) | Parámetros climáticos promedio de Observatorio del Aeropuerto de Vitoria (513 m s. n. m.) (periodo de referencia: 1991-2020, extremas: 1973-presente) | Parámetros climáticos promedio de Observatorio del Aeropuerto de Vitoria (513 m s. n. m.) (periodo de referencia: 1991-2020, extremas: 1973-presente) | Parámetros climáticos promedio de Observatorio del Aeropuerto de Vitoria (513 m s. n. m.) (periodo de referencia: 1991-2020, extremas: 1973-presente) | Parámetros climáticos promedio de Observatorio del Aeropuerto de Vitoria (513 m s. n. m.) (periodo de referencia: 1991-2020, extremas: 1973-presente) | Parámetros climáticos promedio de Observatorio del Aeropuerto de Vitoria (513 m s. n. m.) (periodo de referencia: 1991-2020, extremas: 1973-presente) | Parámetros climáticos promedio de Observatorio del Aeropuerto de Vitoria (513 m s. n. m.) (periodo de referencia: 1991-2020, extremas: 1973-presente) | Parámetros climáticos promedio de Observatorio del Aeropuerto de Vitoria (513 m s. n. m.) (periodo de referencia: 1991-2020, extremas: 1973-presente) |
| Mes | Ene. | Feb. | Mar. | Abr. | May. | Jun. | Jul. | Ago. | Sep. | Oct. | Nov. | Dic. | Anual |
| --- | --- | --- | --- | --- | --- | --- | --- | --- | --- | --- | --- | --- | --- |
| Temp. máx. abs. (°C) | 19.7 | 22.6 | 26.6 | 29.2 | 33.0 | 39.7 | 40.2 | 40.8 | 37.2 | 33.7 | 22.2 | 20.3 | 40.8 |
| Temp. máx. media (°C) | 9.2 | 10.6 | 14.2 | 16.2 | 20.0 | 23.7 | 26.1 | 26.7 | 23.4 | 18.7 | 12.7 | 9.5 | 17.6 |
| Temp. media (°C) | 5.3 | 5.8 | 8.5 | 10.3 | 13.7 | 17.1 | 19.3 | 19.8 | 16.8 | 13.1 | 8.5 | 5.7 | 12.0 |
| Temp. mín. media (°C) | 1.4 | 1.1 | 2.8 | 4.4 | 7.3 | 10.5 | 12.5 | 12.7 | 10.1 | 7.6 | 4.3 | 1.9 | 6.4 |
| Temp. mín. abs. (°C) | -17.8 | -15.4 | -9.2 | -3.9 | -2.2 | 1.0 | 3.2 | 0.8 | 0.2 | -2.7 | -9.4 | -11.5 | -17.8 |
| Precipitación total (mm) | 84 | 74 | 70 | 65 | 64 | 45 | 34 | 28 | 42 | 65 | 98 | 79 | 749 |
| Días de precipitaciones (≥ 1 mm) | 10.0 | 9.5 | 9.3 | 10.2 | 9.2 | 6.0 | 4.1 | 4.1 | 6.4 | 9.3 | 11.3 | 10.5 | 99.9 |
| Días de nevadas (≥ 0.01 mm) | 2.5 | 3.9 | 1.8 | 0.6 | 0.0 | 0.0 | 0.0 | 0.0 | 0.0 | 0.0 | 0.8 | 1.5 | 11.2 |
| Horas de sol | 87 | 113 | 158 | 177 | 208 | 222 | 248 | 239 | 186 | 152 | 96 | 81 | 1972 |
| Humedad relativa (%) | 84 | 79 | 73 | 73 | 72 | 71 | 70 | 69 | 73 | 78 | 83 | 85 | 76 |
| Fuente: Agencia Estatal de Meteorología | | | | | | | | | | | | | |

### Flora
Vitoria es una de las ciudades europeas con mayor superficie de espacios verdes y ajardinados por persona; unos cuarenta y dos metros cuadrados por habitante si incluimos la extensión actual del Anillo Verde. En la capital vasca se dispone de más de diez millones de metros cuadrados de parques y zonas verdes para pasear, andar en bicicleta y observar aves y ciervos.
Las especies de árboles ornamentales más numerosas dentro de la ciudad son: caducifolios, castaños de indias, fresnos, tilos, arces, acacias, chopos, coníferas, hayas, robles y abedules.

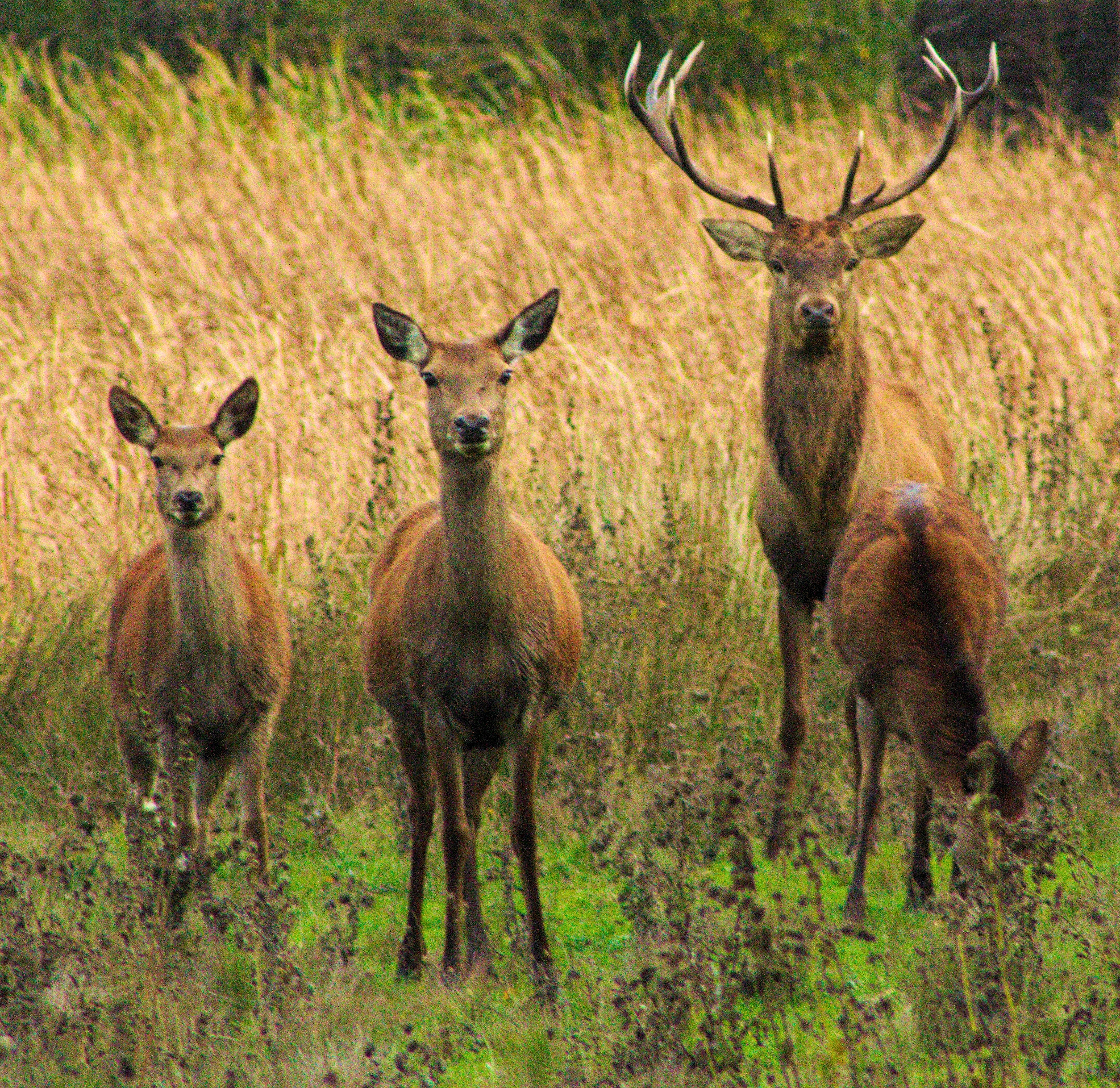
Ciervos en Salburua

### Fauna
En los estanques y lagunas de los parques podemos observar diferentes especímenes de aves. Dentro del Anillo Verde, Zabalgana es un magnífico refugio ecológico para la flora y la fauna silvestre como pueden ser las comadrejas, liebres y zorros. Alberga asimismo, multitud de especies de aves como las fochas y ánades reales. En el Bosque de Armentia se pueden hallar jabalíes, ardillas, aves rapaces y hasta una treintena de pequeños pájaros, como pinzones o petirrojos. Salburua, se merece una mención especial por ser uno de los lugares más importantes del País Vasco para la reproducción de aves acuáticas. Aquí crían especies únicas en nuestro entorno, como algunas garzas. Además de habitar cerca de doscientas especies, entre las que destaca el visón europeo y el ciervo común.

### Medio ambiente

Esquema de los tres pilares del desarrollo sostenible

El Ayuntamiento de Vitoria impulsa acciones en diversas áreas para promover el crecimiento equilibrado y el uso responsable de los recursos naturales, como estrategia de compromiso con el medio ambiente y el desarrollo sostenible.
Dado su compromiso con el medio ambiente, en 1995 Vitoria firma la Carta de Aalborg de Ciudades y Pueblos hacia la Sostenibilidad y pone en marcha su Agenda 21.
A través de la Agenda 21 la ciudad aspira a mejorar la calidad vida y el bienestar de sus ciudadanos y ciudadanas a través del máximo respeto al medio ambiente y a sus recursos incluido el ser humano.
Los indicadores en los que se trabaja actualmente son la contaminación urbana, el tráfico y transporte, el agua, la energía, la industria, los residuos, el urbanismo y territorio, la naturaleza y biodiversidad, la salud y riesgos ambientales, información, educación y participación ciudadana y medio socioeconómico.
Cada año se informa a la ciudadanía de la situación y evolución en materia ambiental, económica y social a través del Boletín de la Agenda 21.

## Historia
Si bien sobre la colina que ocupa el corazón del casco antiguo de la ciudad se han registrado hallazgos anteriores al período medieval, la mayor parte de la historiografía está de acuerdo en que sus orígenes no van más allá de la Edad Media. En general se piensa que, los restos prehistóricos y de época antigua por ahora recuperados, no son lo suficientemente relevantes como para afirmar que en lo alto de la colina de Gasteiz existía, ya en esos siglos, un hábitat estable.

### Hallazgos de época prehistórica (Edad del Bronce)
En las excavaciones arqueológicas realizadas en el año 2006 en el Campillo Sur se localizó un Depósito de Hoyo, con un contenido cerámico que, según A. Llanos, apunta: «la existencia de un posible espacio de hábitat en este entorno, generador de la basura que sirvió para rellenar el hoyo». Al parecer, aunque no es fácil concretar su cronología, el análisis de las cerámicas localizadas sugiere «un espacio temporal enmarcado en la Edad del Bronce, en sus fases media-final».

### Hallazgos de época antigua (siglosI-Vd.C.)
En las excavaciones de la plaza de Santa María se halló un conjunto de cerámicas de época romana (concretamente de Terra Sigillata Hispánica) que permiten «afirmar que existió una ocupación romana del cerro de Gasteiz en los primeros siglos de nuestra era, continua pero sin duda poco significativa». Según J. M. Martínez, esa presencia romana debió iniciarse a mediados del siglo I d. C. y perduraría, con seguridad hasta finales del siglo II d. C., y posiblemente hasta el siglo III d. C.
Por su parte, E. Gil, en otra intervención realizada en la misma plaza, localizó «evidencias de época romana altoimperial que, aunque descontextualizadas, constituyen un indicio claro de una ocupación de esta cronología al menos en la parte alta de la colina de Vitoria-Gasteiz». Estas evidencias se consideraron suficientes como para que, el mismo autor, hablara de los siguientes horizontes de ocupación para la colina de Gasteiz: un primer asentamiento fechable entre la segunda mitad del siglo I e inicios del siglo II d. C., y después uno segundo que se sustanció entre los siglos IV y V d. C.

### Edad Media

#### Antecedentes de época medieval

##### La cuestión de 'Victoriacum'
Aunque durante décadas buena parte de la historiografía lo ha tenido por cierto, las últimas investigaciones tienden a descartar que Vitoria proceda de aquel asentamiento de época visigoda llamado 'Victoriacum', el cual el rey Leovigildo aparentemente fundó allá por el año 581 según el cronista Juan de Biclaro'
Como alternativa a la actual Vitoria, algunas hipótesis han sostenido que dicha 'Victoriacum' pudiera corresponderse con la localidad de Vitoriano, situada en el municipio alavés de Zuya, mientras que otras, como la de Abilio Barbero y Marcelo Vigil, apuntan que pudo tratarse del oppidum de Iruña-Veleia, es decir, la Veleia de Ptolomeo, complejo romano de gran importancia ubicado en tierras alavesas, a 11 km de Vitoria. La hipótesis de Mikel Pozo duda incluso de que dicho asentamiento estuviese localizado en el entorno territorial vasco, señalando la posibilidad de que se tratase de una denominación de carácter propagandístico empleada por Juan de Biclaro para referirse en realidad a la ciudad de Mérida.

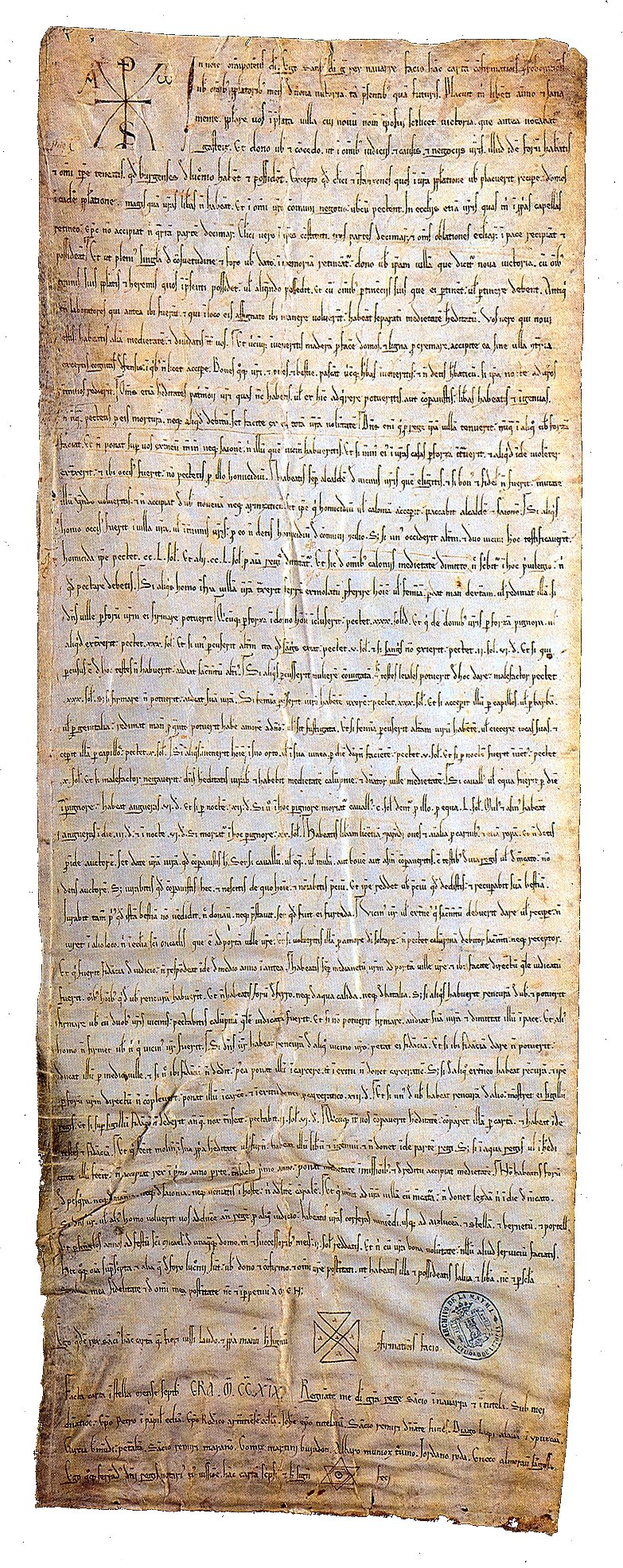
Carta fundacional de Vitoria

##### La cuestión de Aldaieta
Ciertos trabajos arqueológicos realizados en el entorno de la ciudad sugieren la presencia de francos en la zona, dificultando la identificación de la Victoriacum visigoda con Vitoria. Por ejemplo, en el yacimiento de Aldaieta (Nanclares de Gamboa) se han encontrado tumbas adornadas siguiendo las costumbres francas. Se cree que este asentamiento data entre los siglos VI y VIII. La tipología de ciertas armas halladas en las excavaciones de la catedral de Santa María de Vitoria parecían apuntar en esa misma dirección de la cultura franca. Sin embargo, tras examinar las características de estos objetos no se puede afirmar nada concluyente puesto que, si bien pudieran datar del siglo VIII, también pudieran ser de época posterior dada la pervivencia en el uso de esa clase de armamento.

#### El primitivo asentamiento (sigloVIII)
Según apuntan los hallazgos arqueológicos realizados en la catedral de Santa María, el primer asentamiento que tuvo continuidad temporal (dando finalmente lugar a Vitoria) data de las primeras décadas del siglo VIII. No es seguro que esa primitiva aldea ya se denominase Gasteiz, pero parece claro que estaba situada en todo lo alto de la colina alrededor de la cual fue configurándose el actual casco medieval.

#### Primera mención documental (año 1025 ca.)
Según muestra la reja de San Millán de la Cogolla, en el siglo XI la mayoría de topónimos de la Llanada Alavesa, donde se encuentra Vitoria, eran de origen vasco incluyendo algunos otros de origen romance. La reja de San Millán es un documento del año 1025 que lista una serie de poblaciones que pagaban diezmos al monasterio de San Millán. La primera mención documentada de una aldea denominada Gastehiz se encuentra en dicho documento, aunque no se cita la localización de dicha aldea. Este mismo documento menciona igualmente muchas de las poblaciones que componen actualmente el municipio de Vitoria.
Entre los siglos VIII al XI la llanada alavesa se encuentra bajo la órbita del reino de León, posteriormente bajo el Condado de Castilla, primero, desde su surgimiento con Fernán González en 931 y, después, a la Corona de Castilla cuando esta fue fundada gracias al reparto del reino Navarro que hace Sancho III de Navarra a su muerte en 1035.

#### Construcción del primer recinto amurallado
Los restos arqueológicos apuntan que a principios del siglo XII, la primitiva aldea fue dotada de un primer recinto defensivo. Por sus características constructivas, parece que estas murallas pudieran haber sido erigidas por una iniciativa del monarca navarro-aragonés Alfonso I En cualquier caso, una revisión de las fuentes escritas hecha a la luz de dichos hallazgos arqueológicos parecen confirmar un horizonte cronológico para estas defensas anterior a la concesión del fuero del año 1181. Las primeras menciones escritas que encontramos sobre el término de Vitoria previas a este fuero son:
- Documento fechado en 1157 que recoge una serie de «confirmes» entre los cuales se encuentra el «tenente de Sangüesa» que dice llamarse Martin de Vitoria. Por lo que sería un militar natural de Vitoria.[40]
- Documento fechado en 1178 que cita a un tal Álvaro Muñoz como «tenente de Vitoria» (persona a la que un monarca había asignado el control de un territorio).[41]

Controversia arqueológica-histórica: los estudios arqueológicos sobre una pequeña superficie en el interior de la catedral han dado con un análisis del C14 que sitúa la construcción de la muralla a finales del siglo XI (cien años antes de la fundación de la villa por el rey navarro Sancho el Sabio), sin embargo, muchos historiadores expertos en Fueros medievales no apoyan esa tesis. Los fueros otorgados por los reyes, o estamento jurídico, permitían la construcción de murallas y guarnición pero no podía existir un recinto de 20 torres como interpretan su cerco amurallado, sin el consentimiento real en forma jurídica. Vitoria fue creada como tenencia defensiva junto con Zaitegi (1188), con el fin de proteger la nueva frontera que se había creado tras el tratado con Castilla de 1179. La existencia de algún tramo de muralla anterior solo puede ser defendido desde el punto de vista arqueológico pero carece de fundamento histórico.

#### Concesión del primer fuero documentado (año 1181)
En el año 1181, Sancho VI de Navarra concedió un fuero de población al asentamiento preexistente, eligiendo para él la denominación de nova Victoria (... novum nomen imposui scilicet Victoria quae antea vocabatur Gasteiz... / «... a la que impuse el nuevo nombre de Vitoria que antes se llamaba Gasteiz...»). Una de las razones que probablemente impulsaron esta iniciativa por parte del navarro, fue la de crear una línea defensiva (que conformarían también Antoñana, Bernedo, La Puebla de Arganzón y Laguardia) para hacer frente al reino de Castilla, una línea que protegiese los territorios que recientemente había ocupado aprovechando la guerra civil castellana que se originó en la minoría de edad de Alfonso VIII. Recientes investigaciones sugieren además que Sancho VI, cuando emplea el término nova Victoria en el fuero se está refiriendo a una nueva ampliación del primitivo recinto amurallado (de ahí la necesidad de especificar lo de nova). Esta ampliación, que tradicionalmente se ha atribuido a una iniciativa del rey castellano Alfonso VIII, habría comportado el surgimiento de las actuales calles Correría, Zapatería y Herrería. Esta hipótesis aporta también argumentos que sugieren que este fuero de 1181 fue concedido específicamente a esa nueva parte de la población y no al conjunto del asentamiento.

#### Paso del dominio navarro al castellano (1199/1200)
El sistema amurallado fue clave en el asedio de ocho meses tras el cual las tropas del rey Alfonso VIII pudieron hacerse con el control de la ciudad, una vez esta capituló hacia enero de 1200. Desde ese momento Vitoria pasó a depender de Castilla.

#### Nuevas ampliaciones del asentamiento (sigloXIII)
Tradicionalmente se ha sostenido que fue el propio Alfonso VIII quien dotó a la población de su primer ensanche hacia la ladera oeste, hecho para el cual no se dispone de documentos contrastados. Existen sin embargo argumentos para pensar que esa ampliación fue realizada con anterioridad, en tiempos de Sancho VI de Navarra, acaso hacia el año 1181. Poca duda cabe sin embargo acerca de la nueva ampliación que, décadas después, promovió Alfonso X el Sabio. No obstante, si bien siempre se ha apuntado el año 1256 como fecha en que empezaron a poblarse las calles de la Cuchillería, la Pintorería y la Judería (hacia el este de la colina), una reciente revisión de la documentación aboga por no descartar el año 1270 como fecha de inicio de la obras de un amurallamiento, el cual, en cualquier caso, no se completaría hasta los años ochenta de esa centuria en que se excavó su foso.

#### SigloXIV
Enrique III, en 1399, concede a la ciudad dos ferias francas.

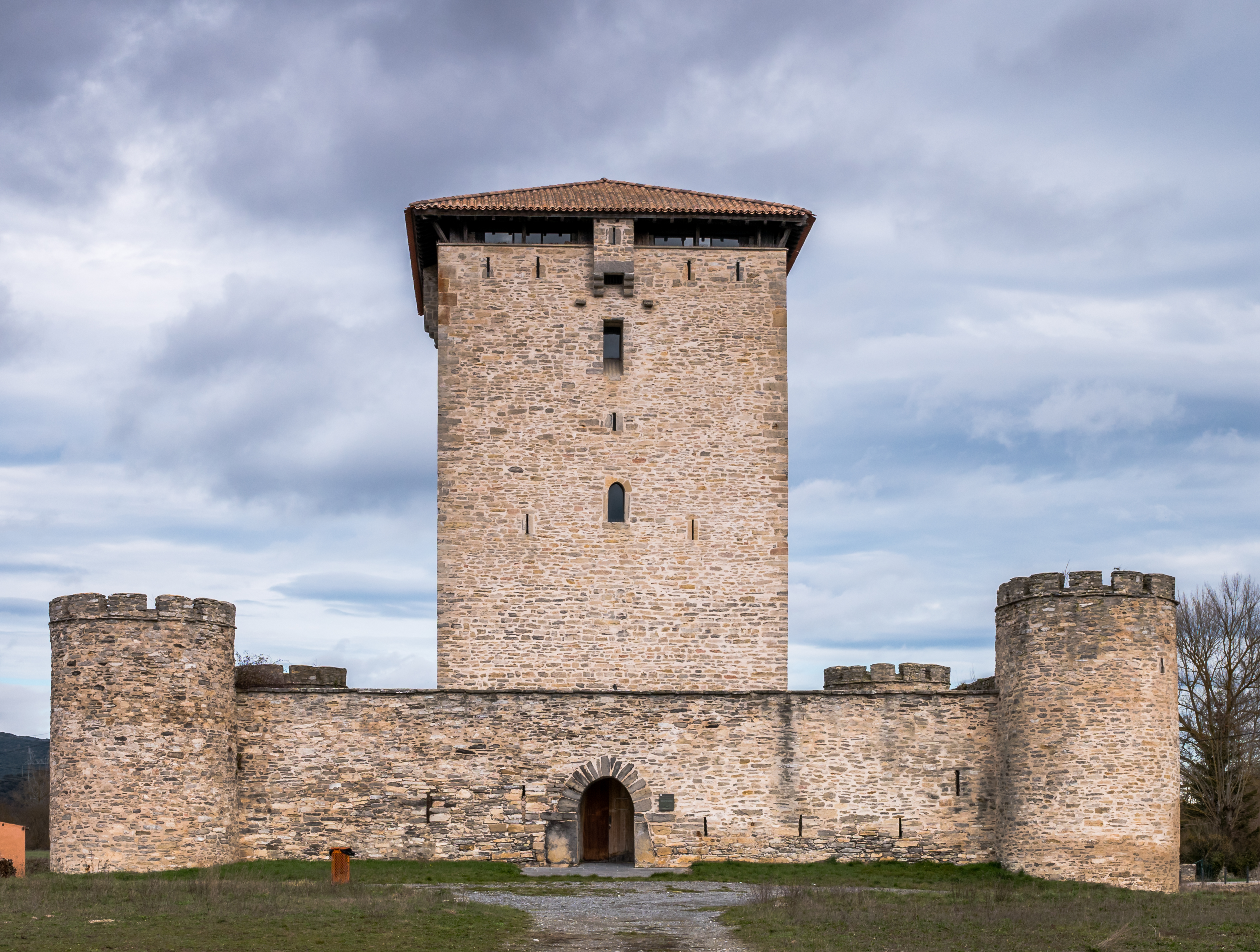
Torre de Mendoza

La Hermandad de Haro fue una de las hermandades concejiles que se formaron en Castilla tras las Cortes de Valladolid de 1295. En 1296 Vitoria firmó dos hermandades, una con villas de la costa cantábrica como Castro-Urdiales, Santander, San Sebastián, Bermeo, Fuenterrabía o Laredo, formando la Hermandad de las Villas de la Marina de Castilla con Vitoria y otra con villas de sus alrededores como Miranda de Ebro, Logroño, Haro, Nájera, Salvatierra o Santo Domingo de la Calzada. Debido a esta Hermandad se fundó la villa de Bilbao y su puerto en 1300, ya que las mercancías que iban a Castro-Urdiales y Bermeo, al existir dos villas en la ría del Nervión que acortaban el trayecto y acercaban el mar.
Entre 1368 y 1371, Vitoria volvería por un corto período de tiempo a manos navarras tras ocupar Carlos II de Navarra, el Malo, las villas de Vitoria, Salvatierra, Alegría de Álava, Contrasta y Santa Cruz de Campezo, aprovechando el conflicto civil de Castilla. Los tratados de 1371, incluido un arbitraje papal, devolverían las villas a Enrique II de Castilla.
Durante los siglos XIV y XV, las luchas banderizas en las que los parientes mayores y linajes de la nobleza rural vasca se alinearon en bandos para mantener su prestigio y aumentar sus ingresos, tuvo su reflejo en Vitoria con los enfrentamientos entre los Calleja y los Ayala. Este conflicto finalizó con el Capitulado de 1476, reforma municipal que estuvo en vigor hasta 1747, cuando Fernando VI estableció un nuevo ordenamiento municipal.
Fue importante su judería, antes de la expulsión de los hebreos ordenada por los Reyes Católicos: el viejo cementerio judío aún se conserva en forma de parque (Judimendi) con un monumento conmemorativo de su pasado. En 1431, el rey Juan II de Castilla le otorgó el título de ciudad. En 1463 fue una de las cinco villas fundadoras de la Hermandad de Álava junto con Sajazarra, Miranda de Ebro, Pancorbo y Salvatierra en Rivabellosa. En 1466 Enrique IV de Castilla concedió a la ciudad el título de leal y en 1470 Fernando el Católico la nombra muy leal.
El 22 de septiembre de 1483 Isabel I jura los fueros y privilegios de la ciudad en el portal de Arriaga.

### Edad Moderna

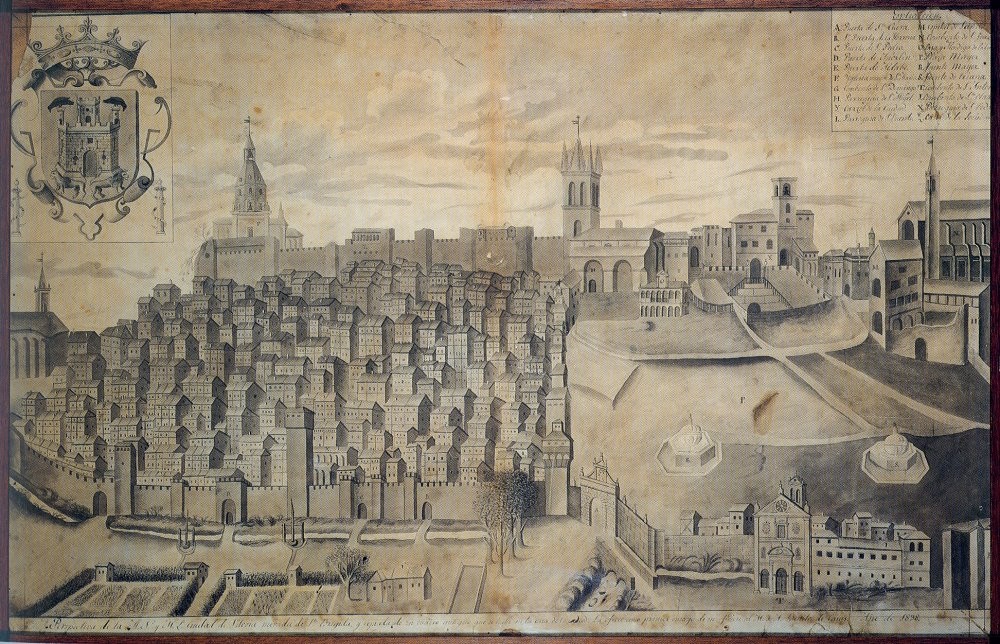
Grabado antiguo de la ciudad de Vitoria

El 22 de enero de 1522, llegó a Vitoria la noticia de que Adriano de Utrecht, que se encontraba en ese momento en la ciudad hospedado en la Casa del Cordón, había sido elegido nuevo Papa trece días antes. El futuro Adriano VI permanecería en la capital alavesa poco más de un mes, ejerciendo como regente de España y preparando a Navarra para la defensa frente a la invasión francesa.
En 1615, con motivo de las bodas reales, se hospedaron en la ciudad Ana de Austria, reina de Francia, e Isabel de Borbón, esposa del futuro Felipe IV.
Durante la guerra del Rosellón, Vitoria, así como gran parte del País Vasco, fue ocupada por un corto período por las tropas francesas, las cuales avanzaron hasta Miranda de Ebro. Esta ocupación concluyó con la Paz de Basilea que puso fin al conflicto.

### SigloXIX

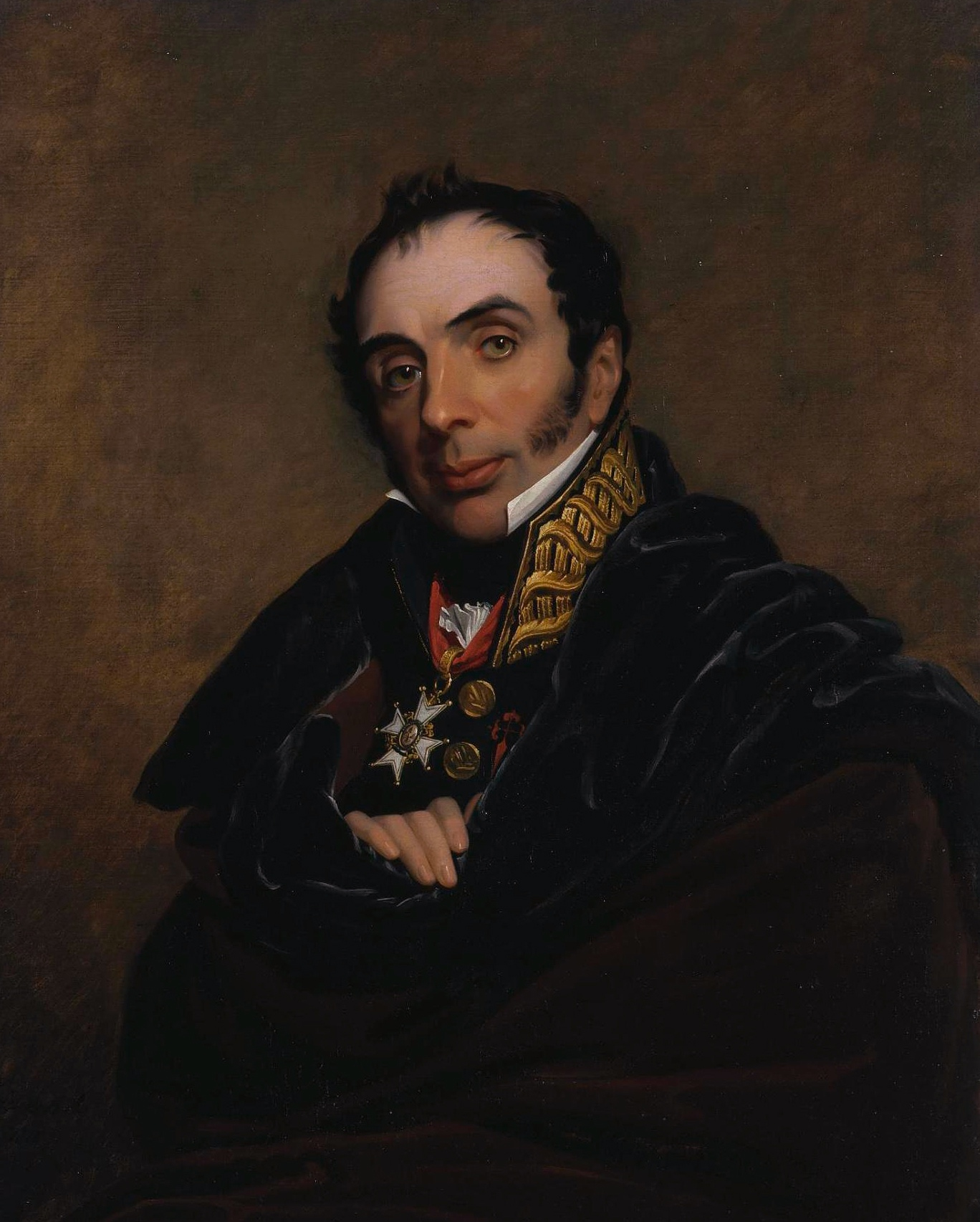
Miguel Ricardo de Álava, tercer Presidente del Consejo de Ministros en la historia de España

El 3 de abril de 1808, Fernando VII se alojó en la Casa Consistorial mientras se dirigía a Bayona, donde tendrían lugar las famosas abdicaciones. Al amanecer del 19 de abril, un inmenso gentío llenaba la actual calle de Mateo Benigno de Moraza para impedir dicho viaje, llegando a cortar los tirantes del carruaje, por lo que tuvo que partir de Vitoria precedido de la caballería francesa.
Entre el 5 y 9 de noviembre, Napoleón pernoctó en la casa Etxezarra de la capital alavesa en su camino hacia Madrid para colocar a su hermano, José, en el trono de España. José había hecho del palacio de Montehermoso su particular palacio real durante la retirada precedente (después de la derrota en Bailén).
Entre los acontecimientos históricos más reseñables está el de haber sido escenario de la batalla de Vitoria el 21 de junio de 1813, en la que las tropas francesas, moviéndose en retirada, fueron derrotadas por el duque de Wellington junto al alavés general Álava. Como resultado de la contienda, José Bonaparte huye perdiendo casi todo el botín robado a los españoles. Con esta batalla se puso fin prácticamente a la guerra de la Independencia española.
Cuando a finales de julio del mismo año llegó la noticia a Viena, Johann Nepomuk Mälzel encargó a Ludwig van Beethoven la composición de una sinfonía con motivo de este hecho. Se trata del op. 91 Wellingtons Sieg o Die Schlacht bei Vitoria o Siegessymphonie.
En el marco de la primera guerra carlista, la ciudad permanece fiel al bando isabelino y el 16 de marzo de 1834 es sitiada por el ejército carlista de Tomás de Zumalacárregui. El ataque es rechazado por la Milicia Urbana y los Celadores de Álava, presentes en Gamarra Mayor, y las tropas carlistas se ven obligadas a retirarse por las informaciones acerca de la llegada de refuerzos liberales desde Miranda de Ebro. El poco más de un centenar de Celadores de Álava hechos prisioneros fueron conducidos a Heredia y fusilados al día siguiente dando lugar a los fatídicos fusilamientos de Heredia. La regente María Cristina recompensó a Vitoria incluyendo las iniciales de Isabel II en el escudo de la ciudad.
En 1843, llegó la autorización para construir el Instituto de Enseñanza Media, sede actual del Parlamento Vasco y anteriormente el convento de Santa Clara. En el año académico de 1853-1854 comenzaron las clases culminando así un viejo sueño de la ciudad. El viejo Instituto de Enseñanza Media fue testigo de buena parte de la vida cultural de esta ciudad. Hay que recordar, entre otras cosas, la Universidad Libre, creada a raíz de la revolución de 1868. Esta Universidad funcionó a partir de 1869, truncándose antes de empezar el curso 1873-1874, en gran parte por culpa de la segunda guerra carlista. Baste recordar los nombres de Ricardo Becerro de Bengoa, Julián Apraiz, Federico Baraibar, etc. Este último, gran helenista (1851-1918), fue además uno de los primeros que en Vitoria impartió allí clases de euskera, en el apartado que hoy llamaríamos de extraescolares.
La riqueza cultural y educativa durante la segunda mitad del siglo XIX le valió a Vitoria el apelativo de Atenas del Norte.

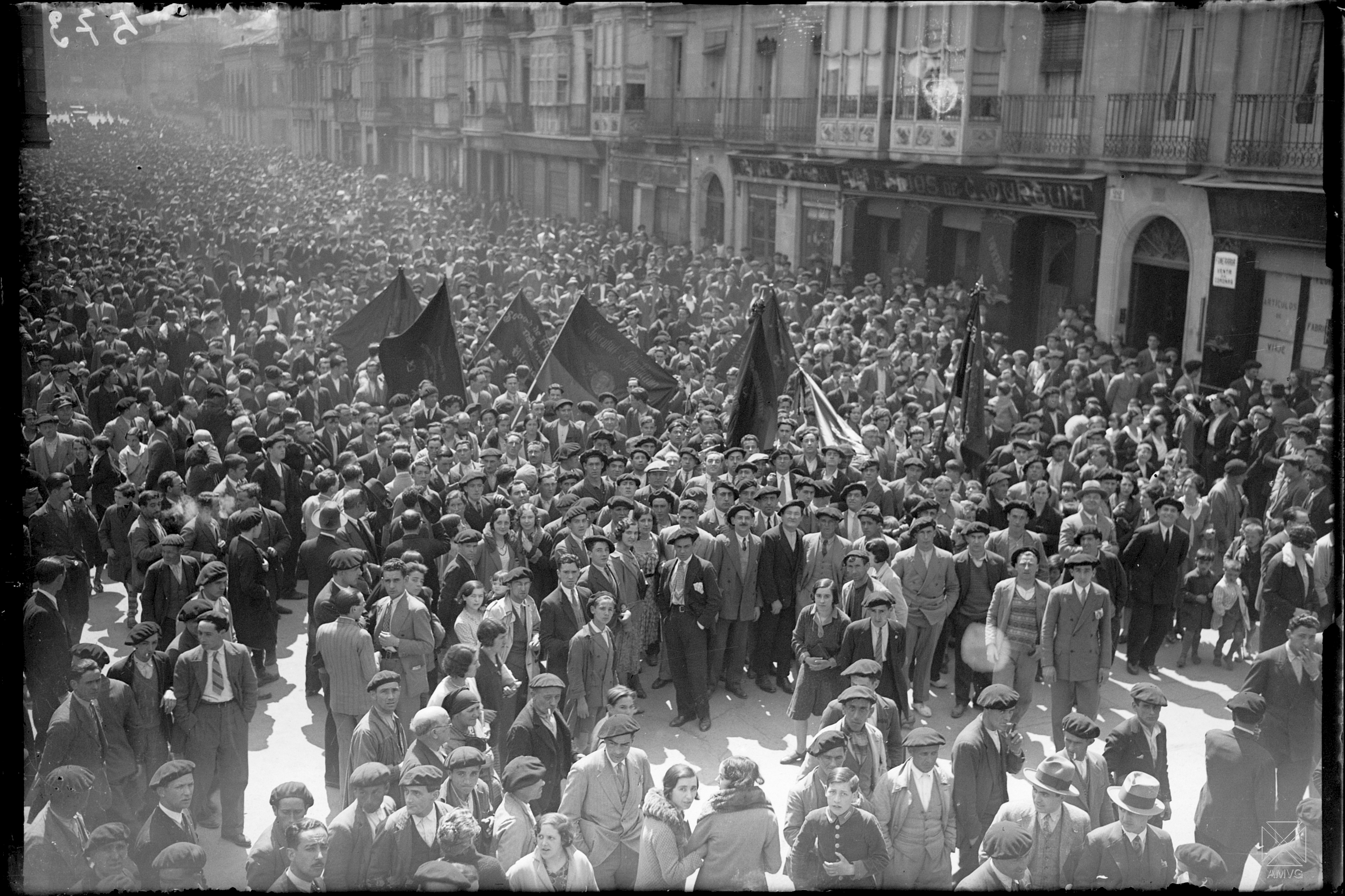
Proclamación de la II República en Vitoria

### SigloXX
A comienzos de siglo y hasta la década de los cincuenta, Vitoria era una pequeña ciudad, con apenas industria y muy conservadora. Tras el alzamiento en 1936 de un sector del ejército, apoyado por los partidos del espectro político de la derecha y de parte del centro, se iniciaba la Guerra Civil y los territorios vascos y navarros quedaron divididos entre los dos bandos; Álava y Navarra permanecen adscritas a los insurgentes y Guipúzcoa y Vizcaya fieles a la legalidad republicana aunque muchos pobladores de las mismas, adscritos ideológicamente al tradicionalismo carlista y a la monarquía, se suman al bando de los alzados, por lo que hubo vascos y navarros en los dos bandos, aunque la mayoría de la población permaneció leal a la República.

#### Franquismo

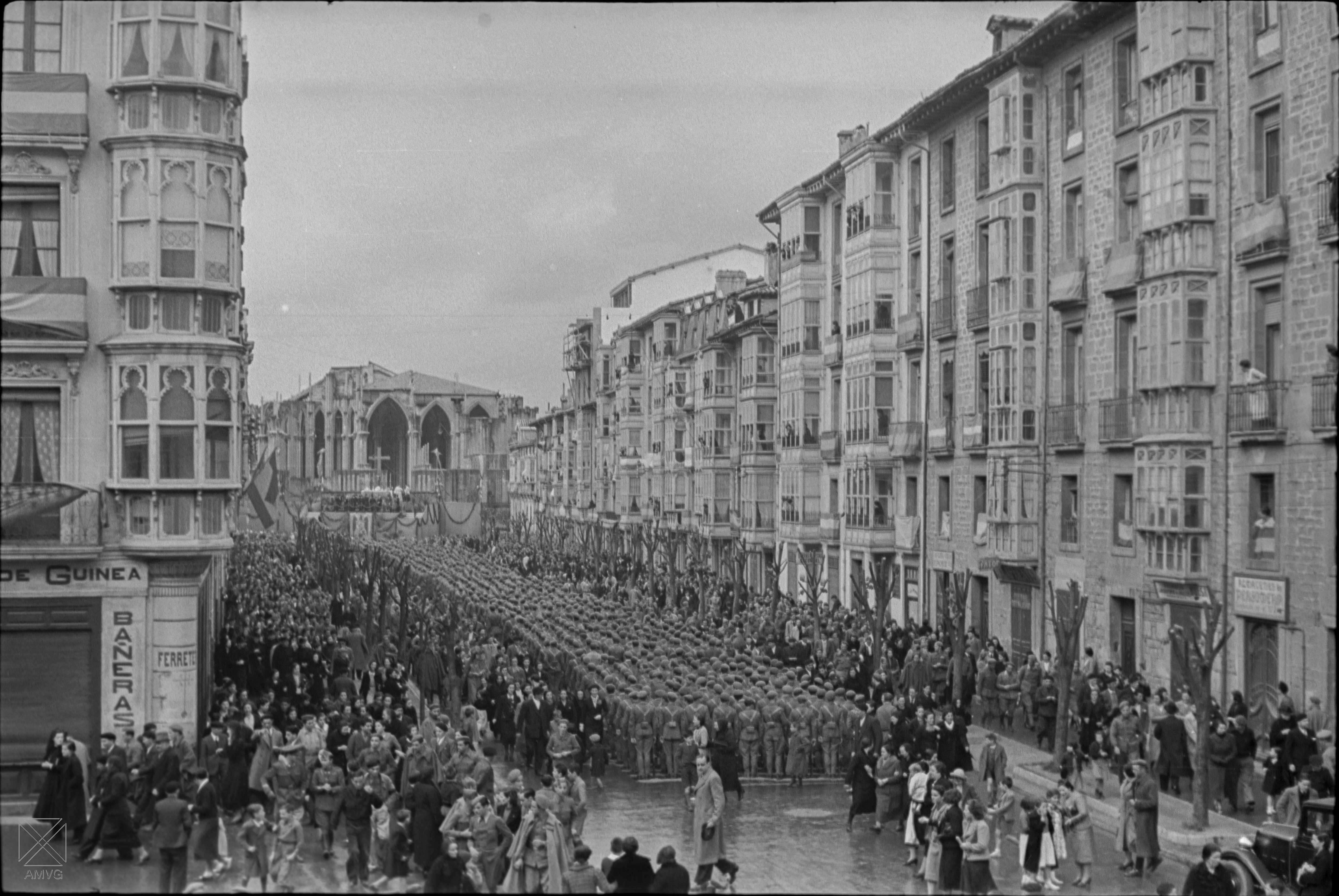
Soldados franquistas celebran la victoria de la guerra

El final de la Guerra Civil en el País Vasco, como en todos los sitios, dejó una sociedad profundamente dividida. Tras una etapa inicial en la que una intensa represión política servía de marco a la reanudación de la actividad en las fábricas, comenzaron los años del franquismo, en los que se combinaron un importante crecimiento económico y las actividades clandestinas de resistencia a la dictadura, tanto por parte de sindicatos y partidos políticos nacidos antes de la guerra como, desde finales de los años 50, de organizaciones terroristas como ETA y otras nacidas en su entorno.
A partir de la década de 1950, en la ciudad se inició una fuerte industrialización que produciría una transformación de la ciudad en todos los aspectos, sobre todo los demográficos y sociales, pasando a ser de una pequeña ciudad de servicios y administración a una ciudad industrial que batió récords de crecimiento demográfico relativo en toda España, en los años sesenta, con un porcentaje mayor del 40 %. Así, de la década de los sesenta a los setenta casi duplicó su población, por la gran cantidad de trabajadores inmigrantes recibidos.

#### Transición y democracia
El 3 de marzo de 1976 Vitoria sufrió la mayor agresión vivida en su historia contra la clase obrera. Los sucesos ocurrieron pocos meses después de la muerte del dictador Francisco Franco, en plena Transición española. En la iglesia de San Francisco de Asís del barrio de Zaramaga, un populoso barrio obrero situado al norte de la ciudad, se estaba celebrando una asamblea de 4000 trabajadores en huelga que deseaban mejorar sus condiciones laborales. La Policía Armada trató de desalojar la iglesia y para ello lanzó gases lacrimógenos al interior (un recinto cerrado y abarrotado de gente) y a medida que los trabajadores iban saliendo medio asfixiados y con pañuelos tapándose la boca, les disparaba con fuego real y pelotas de goma. Como resultado de tal agresividad fueron asesinadas cinco personas y resultaron heridas de bala más de ciento cincuenta. La policía resolvió la situación que había creado a tiro limpio, resultando muertos Pedro María Martínez Ocio, trabajador de Forjas Alavesas, de veintisiete años; Francisco Aznar Clemente, operario de panaderías y estudiante, de diecisiete años; Romualdo Barroso Chaparro, de Agrator, de diecinueve años; José Castillo, de Basa, una sociedad del Grupo Arregui, de treinta y dos años. Dos meses después moriría Bienvenido Pereda, trabajador de grupos Diferenciales, con treinta años. Fue una de las mayores matanzas que se produjeron durante la Transición. Los hechos no fueron investigados ni enjuiciados. El relevo al frente del gobierno de España que el rey Juan Carlos I realizó en julio de ese año, cambiando a Carlos Arias Navarro por Adolfo Suárez, pudo ser una consecuencia de este episodio.
El 20 de mayo de 1980, Vitoria se convirtió en capital («Se designa a Gasteiz-Vitoria como sede del Parlamento y Gobierno») de la comunidad autónoma del País Vasco por decisión del Parlamento Vasco, que así lo acordó por medio de su Ley de Sedes. Así, Vitoria es capital de la provincia de Álava y a su vez del País Vasco siendo sede de la Diputación Foral de Álava, las Juntas Generales de Álava, el Gobierno Vasco y el Parlamento Vasco. En 2012 Vitoria fue Capital Verde Europea (European Green Capital).

## Demografía
Vitoria cuenta con una población de 257 968 habitantes (INE 2024).
| Gráfica de evolución demográfica de Vitoria entre 1842 y 2021 |
| |
| Población de derecho según los censos de población del INE Población de hecho según los censos de población del INEEn 1877 crece el término del municipio porque incorpora a Alí, Elorriaga En 1930 crece el término del municipio porque incorpora a Aríñez En 1975 crece el término del municipio porque incorpora a Foronda, Los Huetos y Mendoza |

Según las Directrices de Ordenación del Territorio del Gobierno Vasco, Vitoria es la ciudad central de un área funcional llamada Álava Central que viene creada para la coordinación ciertas determinaciones como la ordenación urbanística, definición de espacios o desarrollo de programas comunes. Según las citadas directrices, el área funcional se compone de 29 municipios alaveses y 2 vizcaínos (Ochandiano y Ubidea). La creación de la Comisión Metropolitana de Álava Central, tiene el fin de establecer estrategias comunes y trabajo conjunto con los municipios integrados en el área funcional de Álava Central de cara a lograr los siguientes objetivos:
- Planificar el crecimiento del suelo residencial, especializando sus tipologías de viviendas.
- Proponer criterios de planificación del desarrollo y crecimiento de los suelos logístico e industrial, para especializar cada espacio o corredor y adaptarlo a esa especialización.
- Diseñar un sistema integral para la gestión de las infraestructuras de comunicación.
- Diseñar una estrategia común de conservación del medio natural y protección de la biodiversidad.

Teniendo en cuenta los flujos económicos y de población, la influencia de Vitoria traspasa además las fronteras del País Vasco hasta los municipios burgaleses de Miranda de Ebro, La Puebla de Arganzón y el Condado de Treviño, esto es, a la Comarca del Valle del Ebro, que ya en 1822 formó parte de la provincia de Álava y cuyas villas también fueron fundadoras de la Hermandad de Álava en 1463.

## Administración y política

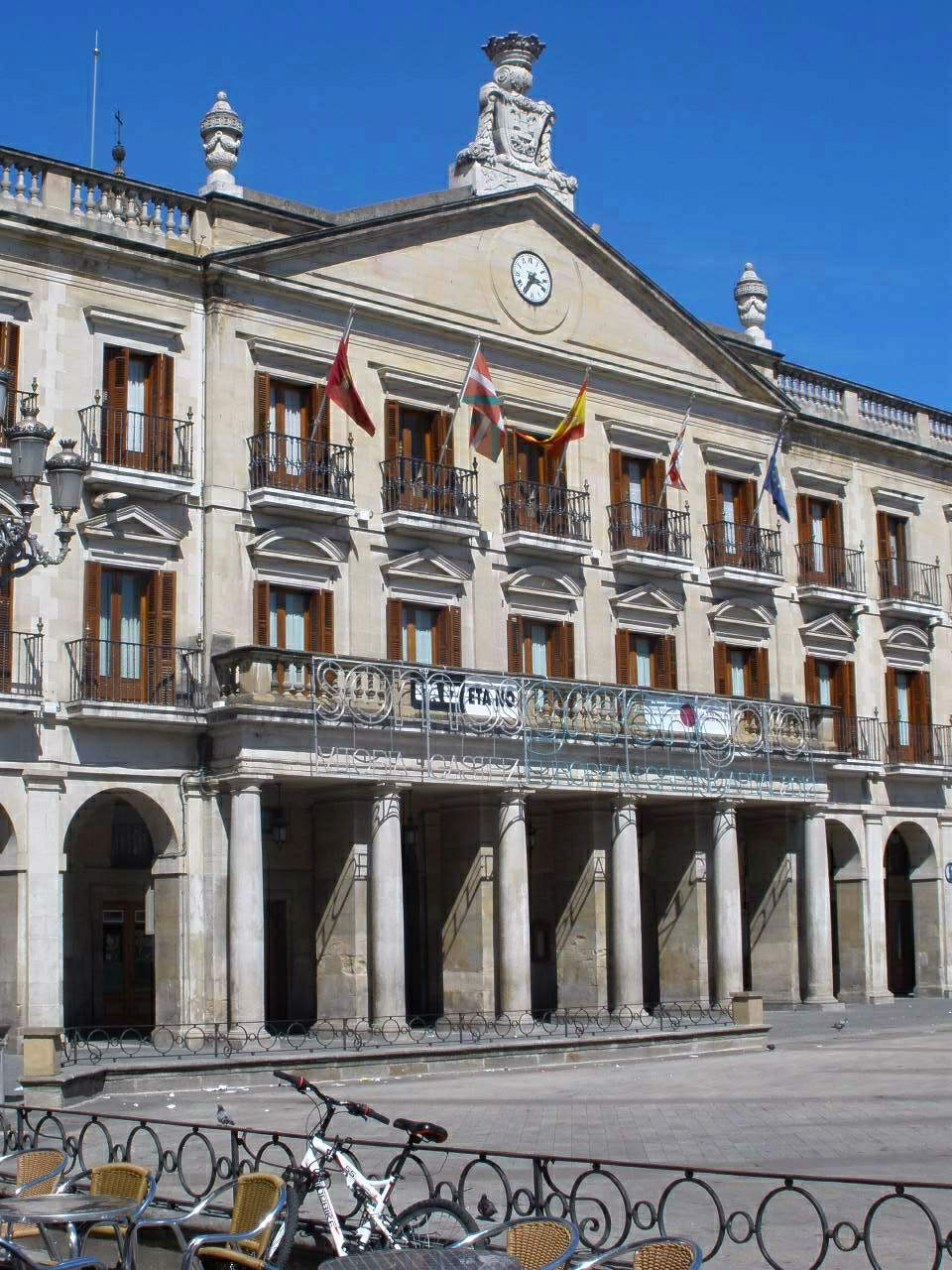
La sede del Ayuntamiento de Vitoria, en la plaza de España

### Gobierno municipal
| Periodo   | Nombre                    | Partido | Partido                                                       |
| --------- | ------------------------- | ------- | ------------------------------------------------------------- |
| 1979-1987 | José Ángel Cuerda Montoya |         | Euzko Alderdi Jeltzalea-Partido Nacionalista Vasco (EAJ-PNV)  |
| 1987-1991 | José Ángel Cuerda Montoya |         | Eusko Alkartasuna (EA)                                        |
| 1991-1999 | José Ángel Cuerda Montoya |         | Euzko Alderdi Jeltzalea-Partido Nacionalista Vasco (EAJ-PNV)  |
| 1999-2007 | Alfonso Alonso Aranegui   |         | Partido Popular del País Vasco (PP)                           |
| 2007-2011 | Patxi Lazcoz Baigorri     |         | Partido Socialista de Euskadi-Euskadiko Ezkerra (PSE-EE PSOE) |
| 2011-2015 | Javier Maroto Aranzábal   |         | Partido Popular del País Vasco (PP)                           |
| 2015-2023 | Gorka Urtaran Agirre      |         | Euzko Alderdi Jeltzalea-Partido Nacionalista Vasco (EAJ-PNV)  |
| 2023-act. | Maider Etxebarria         |         | Partido Socialista de Euskadi-Euskadiko Ezkerra (PSE-EE PSOE) |

Maider Etxebarria fue elegida alcaldesa en el pleno de constitución del ayuntamiento el 17 de junio de 2023 con los votos de PSE-PSOE, PNV y PP, logrando un total de 18 apoyos y, por tanto, cuatro votos por encima de la mayoría absoluta.
| Partido político                                              | 2023     | 2023     | 2023       | 2019     | 2019     | 2019       | 2015     | 2015     | 2015       | 2011   | 2011  | 2011       | 2007   | 2007  | 2007       |
| Partido político                                              | Votos    | %        | Concejales | Votos    | %        | Concejales | Votos    | %        | Concejales | Votos  | %     | Concejales | Votos  | %     | Concejales |
| Euskal Herria Bildu (EH Bildu)-Bildu                          | 24 845   | 22,79    | 7          | 24 529   | 20,53    | 6          | 23 422   | 19,54    | 6          | —      | —     | —          | —      | —     | —          |
| Partido Socialista de Euskadi-Euskadiko Ezkerra (PSE-EE PSOE) | 23 909   | 21,93    | 6          | 25 524   | 21,37    | 6          | 14 313   | 11,94    | 4          | 20 727 | 18,73 | 6          | 33 855 | 31,37 | 9          |
| Partido Popular del País Vasco (PP)                           | 21 853   | 20,05    | 6          | 22 096   | 18,49    | 5          | 35 722   | 29,80    | 9          | 32 300 | 29,19 | 9          | 32 101 | 29,74 | 9          |
| Euzko Alderdi Jeltzalea-Partido Nacionalista Vasco (EAJ-PNV)  | 21 454   | 19,68    | 6          | 28 241   | 23,64    | 7          | 19 945   | 16,64    | 5          | 21 143 | 19,11 | 6          | 23 622 | 21,89 | 6          |
| Elkarrekin Podemos (EP)-Irabazi-Ezker Anitza-IU               | 7742     | 7,10     | 2          | 11 774   | 9,85     | 3          | 6130     | 5,11     | 1          | 4916   | 4,44  | 0          | 8062   | 7,47  | 2          |
| Eusko Alkartasuna (EA)                                        | EH Bildu | EH Bildu | EH Bildu   | EH Bildu | EH Bildu | EH Bildu   | EH Bildu | EH Bildu | EH Bildu   | 19 677 | 18,78 | 6          | 6046   | 5,60  | 1          |

### Gobierno vasco
La sede del gobierno vasco se encuentra en el distrito de Lakua.

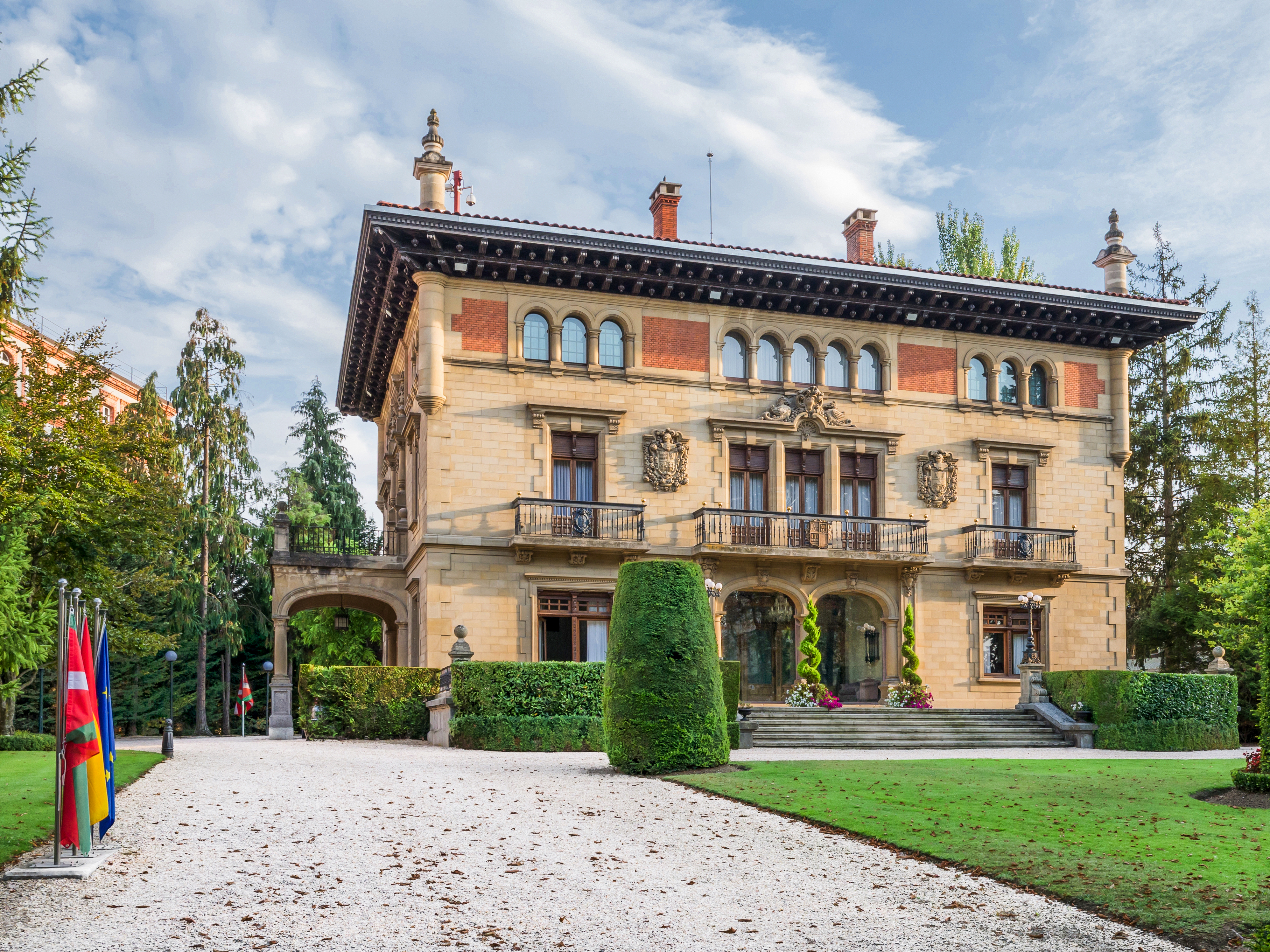
Palacio de Ajuria Enea

### Parlamento Vasco
El Parlamento Vasco (en euskera, Eusko Legebiltzarra) es la cámara que ejerce la potestad legislativa, elige el presidente del Gobierno Vasco, aprueba los presupuestos de la comunidad autónoma del País Vasco e impulsa y controla la acción del Gobierno Vasco. Representa, asimismo, a los ciudadanos vascos. Su sede se encuentra en Vitoria.

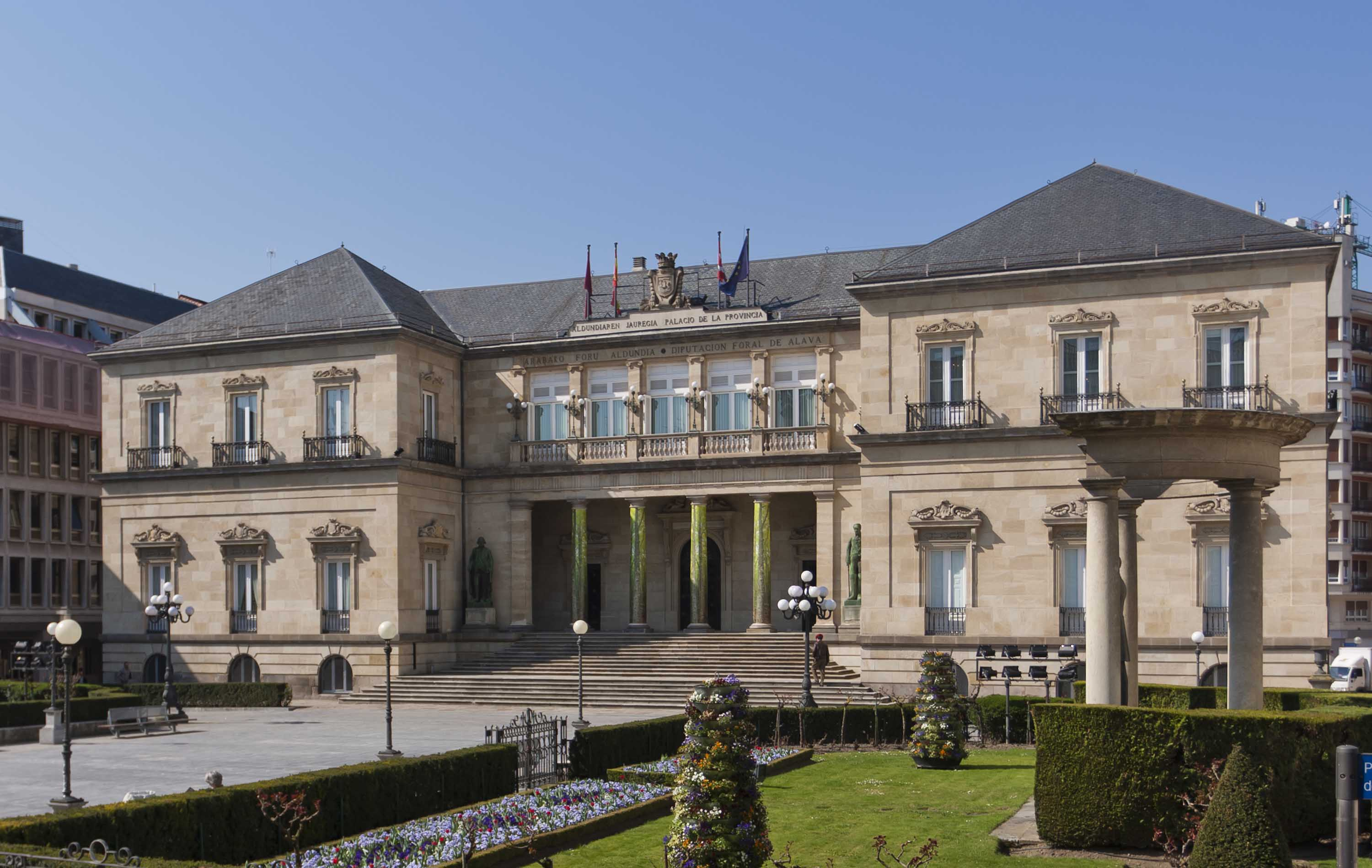
Diputación Foral de Álava

### Diputación Foral de Álava
La Diputación Foral de Álava (en euskera: Arabako Foru Aldundia) es el órgano de gobierno del territorio histórico y provincia de Álava (País Vasco, España).

### Juntas Generales de Álava
Las Juntas Generales de Álava (en euskera y cooficialmente Arabako Batzar Nagusiak) son el parlamento y órgano legislativo de la provincia y territorio histórico de Álava.
Su sede se encuentra en el barrio de Lovaina de la ciudad de Vitoria en la calle de Vicente Goicoechea, 2. Se trata de un edificio que data de 1868. Sin embargo, los plenos se celebran en el salón de plenos del edificio de la Diputación Foral de Álava, situado en el mismo barrio y a muy escasa distancia. Este edificio data a su vez de 1833.

### Capital del País Vasco
Según la Ley 1/1980, de 23 de mayo, de «Sede de las Instituciones de la Comunidad Autónoma del País Vasco» recogida en el Boletín Oficial del País Vasco, Vitoria es la sede del Parlamento Vasco y del Gobierno Vasco. Por ello, es considerada la capital de la comunidad autónoma a la espera de un reconocimiento legal más explícito.

### Urbanismo
Desde el punto de vista urbanístico, Vitoria es una ciudad de tamaño medio, cuyo trazado se adapta a las tradiciones de cada momento histórico. El casco medieval se desarrolla en forma de almendra en torno a la colina fundacional, que por su situación privilegiada como única elevación en la llanada alavesa, se convirtió en un bastión defensivo codiciado por los reinos de Navarra y Castilla durante los siglos XI y XII. El recinto amurallado es anterior a esta guerra entre navarros y castellanos, y se debe a la labor emprendida por el Conde de Álava, hijo bastardo del rey Ramiro I de Aragón, en el siglo XI, para la defensa de la aldea. Los muros defensivos de la vieja Vitoria fueron construidos entre el año 1050 y el 1100. Debido a esa primera función defensiva, sus calles estrechas y sombrías rodean el óvalo originario, en compactas hileras de viviendas paralelas entre sí y con respecto a las murallas medievales (de las cuales sólo se conservan algunos tramos y portones). Entre los años 1854 y 1856 se produjo un acontecimiento que cambió la fisonomía de la ciudad. Una epidemia de cólera fue el pretexto para derribar los portales, que eran casas fuertes, que daban acceso a las calles Correría (casa fuerte de los Nanclares), Zapatería (casa fuerte de los Soto) y Herrería (casa fuerte de los Abendaño) y que servía para proteger a cada gremio barrial. A la entrada de la actual plaza de la Virgen Blanca, se encontraba el portal de Santa Clara, que estaba unido por la muralla al convento de San Antonio. En el siglo XIX, y ante la evidencia de que la ciudad se estaba quedando pequeña, se planificó un ensanche en estilo neoclásico, y poco a poco la planificación de la ciudad fue dando a Vitoria su forma actual.

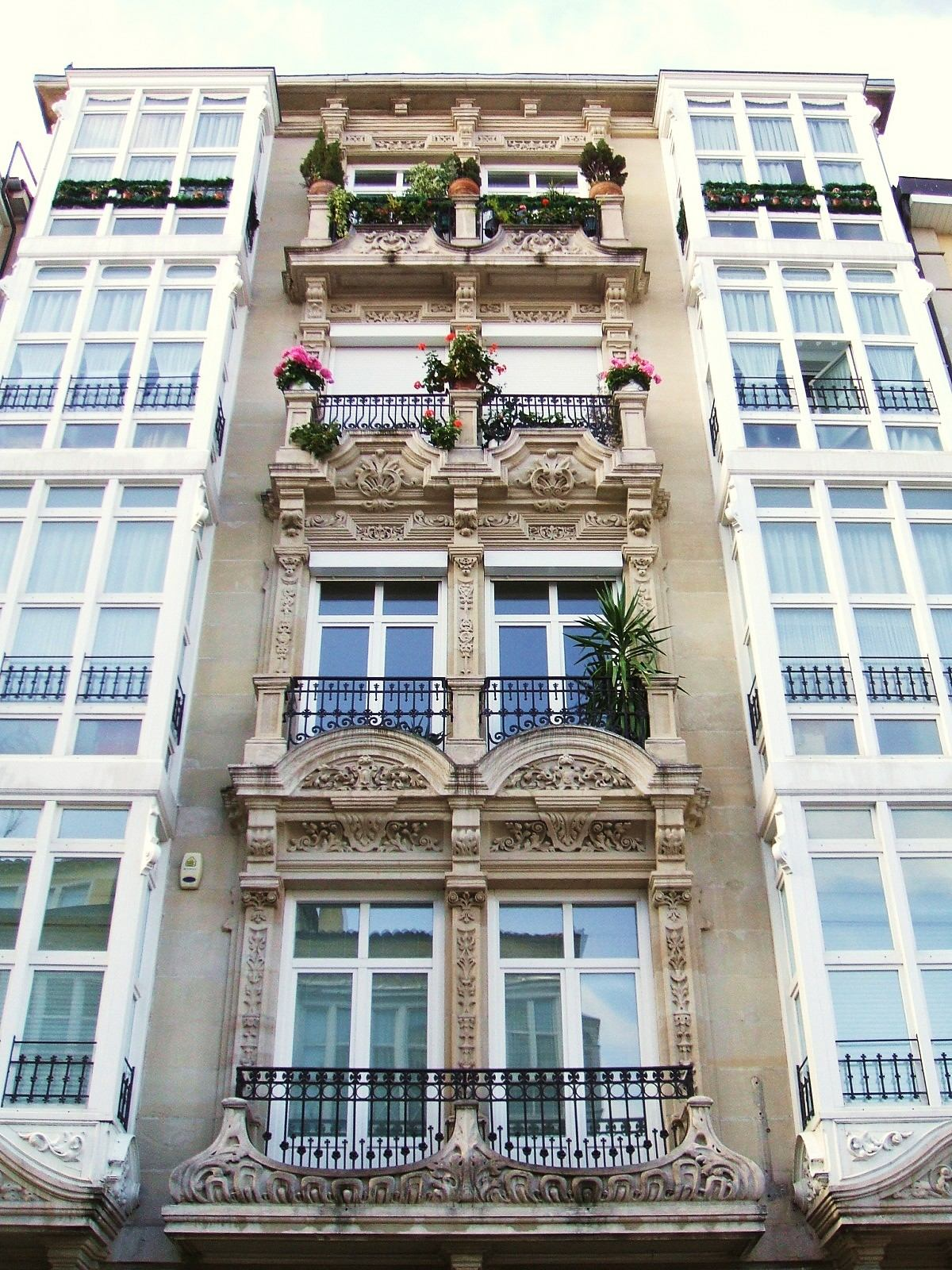
Edificio en el Ensanche de Vitoria

La almendra medieval, como suele llamarse, cuenta con multitud de joyas arquitectónicas tales como el Palacio de Bendaña, sede del Museo Fournier de Naipes (erigido en el año 1525 por Juan López de Arrieta, en el solar ocupado antes por la torre defensiva erigida por los Maeztu). El Palacio Escoriaza-Esquivel, del siglo XV, construido por Claudio de Arziniega. El de Villa Suso, en el que habitó Martín de Salinas, embajador de Carlos V (del siglo XVI). Y el mayor tesoro medieval de Vitoria: la catedral de Santa María (catedral vieja).
La historia de la catedral vieja (como se conoce popularmente), es en sí misma una síntesis de la historia de Vitoria. Edificada sobre el cementerio de la primitiva aldea vascona de Gasteiz (que hoy se puede visitar gracias a las excavaciones), la iglesia de Santa María se derrumbó con el incendio de 1202, y Alfonso VIII de Castilla (que había conquistado la plaza apenas dos años antes), ordenó reconstruir la ciudad y levantar en el sitio de la anterior iglesia una nueva que había de servir dos propósitos bien distintos: salvar almas y guardar armas. Así nació la catedral de Santa María (catedral vieja), todavía iglesia, como un templo-fortaleza que servía de entrada a la ciudad. El proyecto fue cambiando con los siglos, de tal forma que cada modificación se hizo sin tener en cuenta las anteriores, esto fue así en el siglo XV (cuando la iglesia se convirtió en colegiata), y finalmente en los años sesenta, cuando se decidió revertir las obras de fortalecimiento de los muros exteriores y ampliar los ventanales por motivos puramente estéticos. Lo que acabó obligando a cerrar el templo por temor a que se colapsase durante las misas. Hoy la catedral vuelve a estar abierta, y ofrece al visitante una experiencia única: un paseo a través del tiempo por capas. Desde los vestigios de la aldea originaria, raíz de la Vitoria actual, hasta el rediseño gótico de mediados del siglo XX, pasando por cimientos de más de un milenio de antigüedad, y planes románicos y góticos, todos perfectamente discernibles por el color de los materiales utilizados en cada etapa. Una oportunidad única en el mundo de transitar por los atajos de la historia, en un templo que por sus peculiares características, y múltiples funciones a lo largo de su vida, se ha convertido en el principal atractivo de Vitoria. Ken Follett, autor de Los pilares de la tierra, dijo tras su estancia en la ciudad que Santa María era una de las tres catedrales más interesantes del mundo.

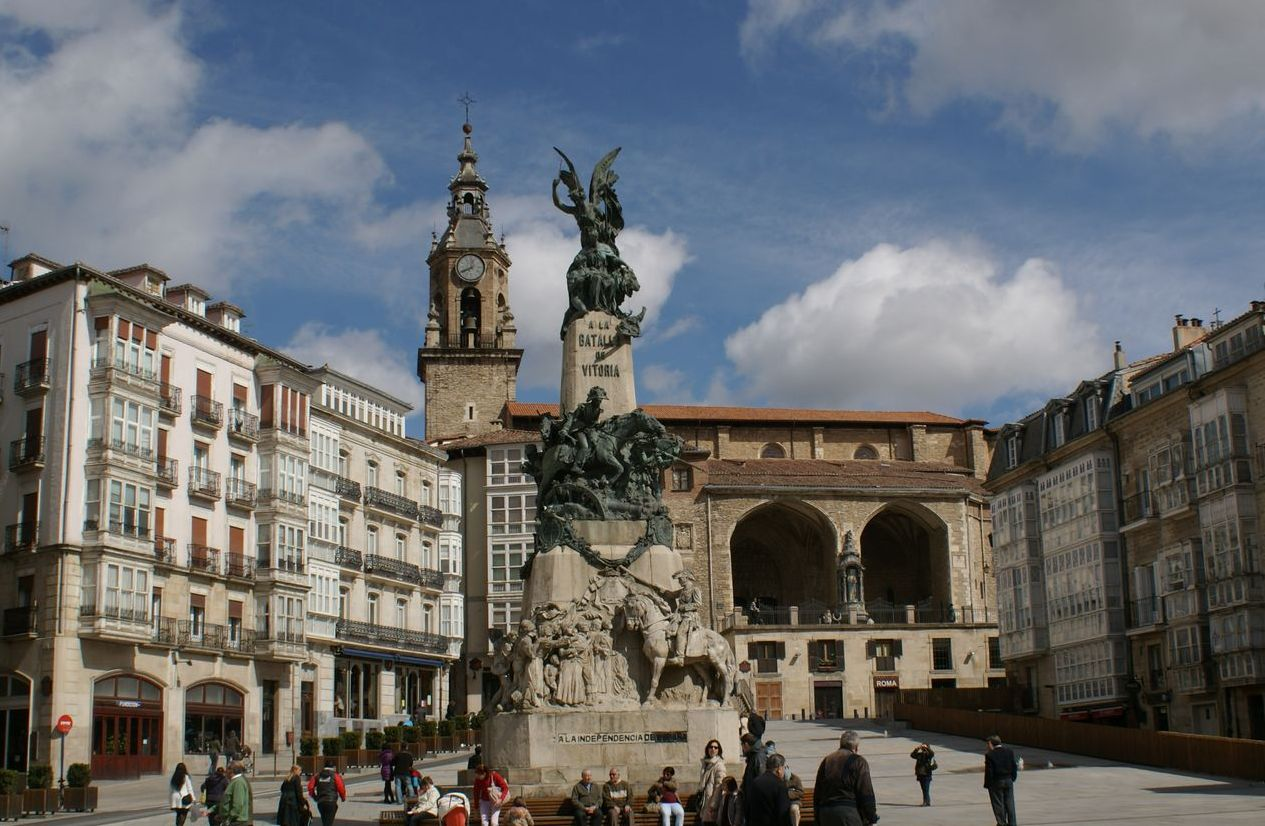
Plaza de la Virgen Blanca

Desde la Edad Media hasta el XVIII, la población de Vitoria y el trazado de sus calles se mantienen casi sin variaciones. Y no es hasta finales del siglo XVIII, cuando el crecimiento hace necesaria la ampliación de la ciudad extramuros. Para solventar el problema de la diferencia de altura entre el núcleo original sobre la colina, y la Llanada debajo, se erigen, diseñados por Justo Antonio de Olaguíbel, los Arquillos y la plaza de España, que suavizan la transición hacia el tan necesario ensanche romántico (siglo XIX), de amplias calles y jardines, cuyo máximo exponente se encuentra en la calle de Eduardo Dato, el parque de la Florida, y la plaza de la Virgen Blanca, con sus fachadas jalonadas de miradores.

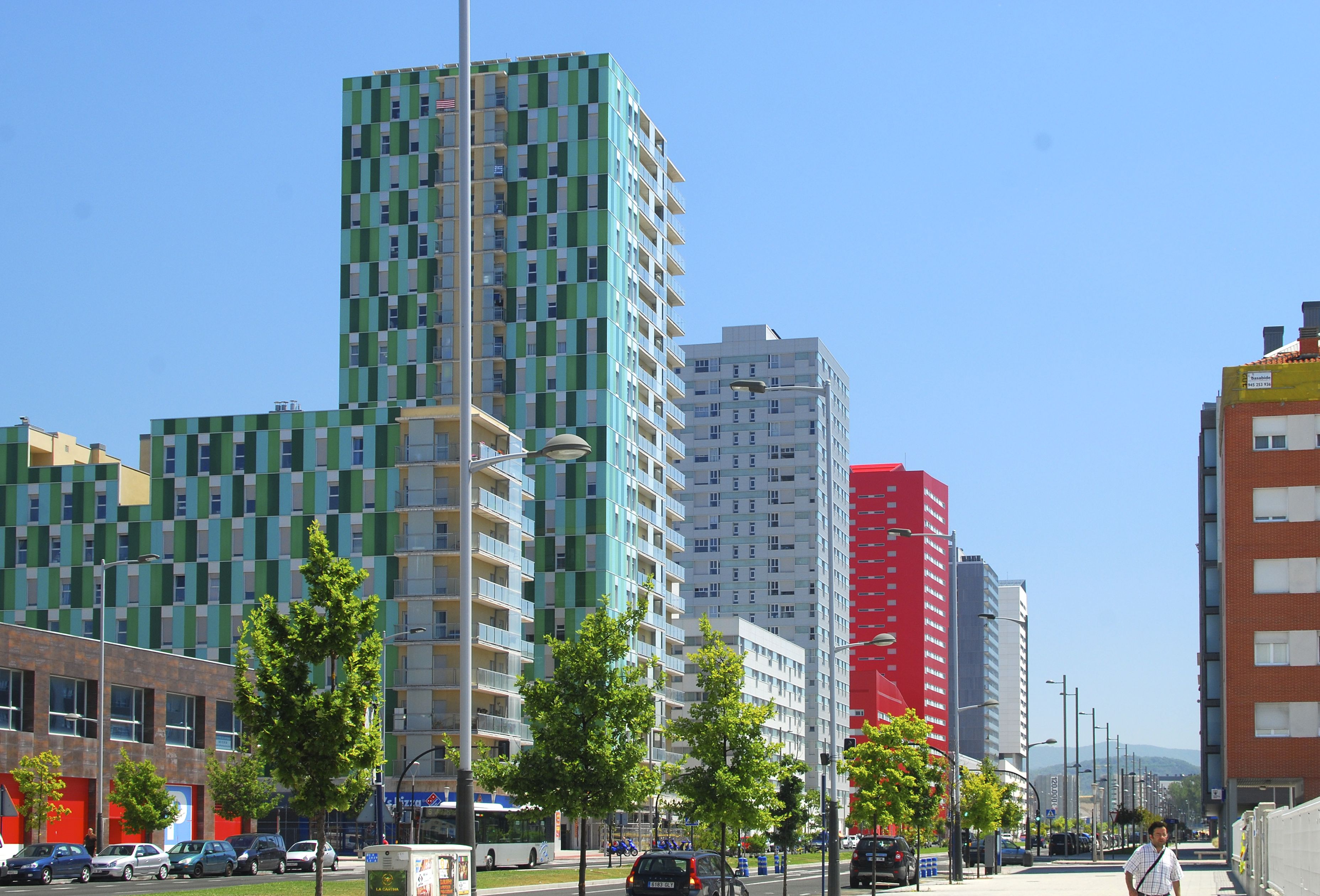
Bulevar de Salburua

Posteriormente y hasta la actualidad, los nuevos barrios de Vitoria se construyen siguiendo varios planes urbanísticos que privilegian los parques, las zonas de esparcimiento y la calidad de vida. Compaginando el mantenimiento de la identidad de la ciudad con la necesidad de alojar a la creciente población. Tomando como referencia el barrio de San Martín, primer barrio nuevo planificado de esta forma, la ciudad ha aumentado su extensión a una velocidad vertiginosa, crecimiento concentrado en los últimos años en los barrios de Lakua, Salburua y Zabalgana. La ciudad de Vitoria ha recibido varios premios internacionales por su desarrollo urbano. Mención especial merece el denominado Anillo verde, una red de parques y espacios verdes que rodea a la ciudad, destinado a ser el pulmón de la futura Vitoria, y enlazar la ciudad con el espacio rural.

#### Evolución urbana

Evolución de la densidad de población de Vitoria entre 2006 y 2010

Vitoria fue sucesivamente gótica y renacentista, barroca, neoclásica y romántica. La planificación ha sido una constante en su devenir histórico, desde su primer ensanche medieval a comienzos del siglo XIII hasta sus modernos barrios y parques periféricos. Su casco viejo mantiene íntegro el trazado gótico y sus calles elípticas y estrechas, con empinados cantones y antiguos y recobrados palacios. Los nombres de sus calles conservan los de las actividades gremiales de aquella época: Cuchillería, Zapatería, Herrería, Pintorería... El propio autor francés Victor Hugo definiría a Vitoria en una de sus obras como una «villa gótica completa y homogénea», e incluso, la llegó a comparar con Núremberg.
El Renacimiento también dejó su huella en la colina, en forma de elegantes palacios construidos por familias nobiliarias.
Fuera ya del casco medieval existen otros espacios emblemáticos como la plaza de la Virgen Blanca, la plaza de España y Los Arquillos, del Neoclasicismo: ambos fueron ideados por el arquitecto local Justo Antonio de Olaguíbel para salvar el fuerte desnivel que separaba la antigua ciudad de la expansión del siglo XVIII, es decir, el ensanche.
Vitoria es hoy en día un nudo de comunicaciones por carretera. La ciudad cuenta con una posición estratégica privilegiada dentro del llamado eje Atlántico. Por su condición de capital de la comunidad autónoma del País Vasco, alberga la sede de distintos órganos institucionales de la comunidad autónoma: presidencia del Gobierno de la comunidad autónoma en Ajuria Enea, Gobierno Vasco en Lakua y Parlamento Vasco en la calle de Becerro de Bengoa. La capitalidad ha dado a la ciudad un notable dinamismo. Hoy en día posee el centro comercial más grande de todo el País Vasco, denominado «El Boulevard».

#### Plan SmartEnCity
Según el ayuntamiento, se trata de un plan de rehabilitación energética de viviendas en el barrio de Coronación. Quiere conseguir una reducción de la demanda energética de las viviendas y, con ello, de las emisiones de CO2. Este plan está dentro del proyecto europeo SmartEnCity en el que participa Vitoria.

#### Masterplan centro
Es un plan fundamentado en tres principios basados en las 3Rs, que consisten en la regeneración de espacios públicos, reutilización y rehabilitación de edificios, y reactivación comercial y hostelera.

### Organización territorial

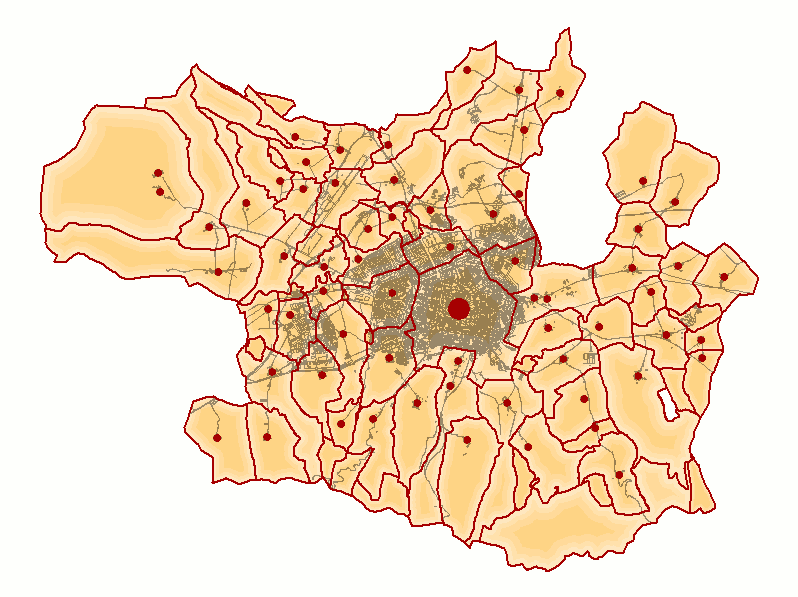
Concejos y ciudad de Vitoria

#### Concejos
Dentro del municipio de Vitoria, en primer lugar, hay que distinguir lo que es propiamente la ciudad de Vitoria y los numerosos núcleos rurales que fueron agregados a la villa o al municipio en diferentes momentos históricos y que siguen conservando cierta autonomía administrativa bajo la denominación de concejos. Los concejos tienen sus términos amojonados dentro del municipio de Vitoria.
| Nombre                   | Nombre oficial                            |
| ------------------------ | ----------------------------------------- |
| Abechuco                 | Abetxuko                                  |
| Aberásturi               | Aberasturi                                |
| Ali                      | Ehari/Ali                                 |
| Amárita                  | Amarita                                   |
| Andollu                  | Andollu                                   |
| Antezana de Foronda      | Antezana/Andetxa                          |
| Aránguiz                 | Arangiz                                   |
| Arcaute                  | Arkauti/Arcaute                           |
| Arcaya                   | Arkaia                                    |
| Arechavaleta             | Aretxabaleta                              |
| Argandoña                | Argandoña                                 |
| Aríñez                   | Ariñiz/Aríñez                             |
| Armentia                 | Armentia                                  |
| Arriaga                  | Arriaga                                   |
| Ascarza                  | Askartza                                  |
| Asteguieta               | Asteguieta                                |
| Berrosteguieta           | Berrostegieta                             |
| Betoño                   | Betoño                                    |
| Bolívar                  | Bolívar                                   |
| Castillo                 | Castillo/Gaztelu                          |
| Cerio                    | Zerio                                     |
| Crispijana               | Krispiña/Crispijana                       |
| Elorriaga                | Elorriaga                                 |
| Esquíbel                 | Eskibel                                   |
| Estarrona                | Estarrona                                 |
| Foronda                  | Foronda                                   |
| Gamarra Mayor            | Gamarra Mayor/Gamarra Nagusia             |
| Gamarra Menor            | Gamarra Menor                             |
| Gámiz                    | Gamiz                                     |
| Gardélegui               | Gardelegi                                 |
| Gobeo                    | Gobeo                                     |
| Gomecha                  | Gometxa                                   |
| Guereña                  | Gereña                                    |
| Hueto Abajo              | Hueto Abajo/Otobarren                     |
| Hueto Arriba             | Otogoien/Hueto Arriba                     |
| Ilárraza                 | Ilarratza                                 |
| Junguitu                 | Jungitu                                   |
| Lasarte                  | Lasarte                                   |
| Legarda                  | Legarda                                   |
| Lermanda                 | Lermanda                                  |
| Lopidana                 | Lopidana                                  |
| Lubiano                  | Lubiano                                   |
| Margarita                | Margarita                                 |
| Mártioda                 | Martioda                                  |
| Matauco                  | Matauko                                   |
| Mendiguren               | Mendiguren                                |
| Mendiola                 | Mendiola                                  |
| Mendoza                  | Mendoza                                   |
| Miñano Mayor             | Miñao/Miñano Mayor                        |
| Miñano Menor             | Miñano Menor/Miñano Gutxia                |
| Monasterioguren          | Monasterioguren                           |
| Oreitia                  | Oreitia                                   |
| Otazu                    | Otazu                                     |
| Retana                   | Erretana                                  |
| Subijana de Álava        | Subijana de Álava/Subillana-Gasteiz       |
| Ullíbarri de los Olleros | Ullíbarri de los Olleros/Uribarri Nagusia |
| Ullíbarri-Arrazua        | Ullíbarri-Arrazua                         |
| Ullívarri-Viña           | Ullíbarri-Viña/Uribarri-Dibiña            |
| Villafranca de Estíbaliz | Villafranca                               |
| Yurre                    | Yurre/Ihurre                              |
| Zuazo de Vitoria         | Zuazo de Vitoria/Zuhatzu                  |
| Zumelzu                  | Zumeltzu                                  |

A efectos administrativos y estadísticos los concejos rurales de Vitoria se agrupan en tres zonas: Zona Rural Este, Zona Rural Noroeste y Zona Rural Suroeste. Los concejos agrupados en estas zonas, casi 60 en total, se distinguen todavía perfectamente del núcleo urbano de Vitoria.
Algunos de los concejos han sido absorbidos completamente en la trama urbana de la ciudad por el crecimiento de esta y no se incluyen actualmente en esas tres zonas estadísticas. Son considerados ya barrios de la ciudad, aunque sigan conservando su estatus jurídico de concejos. Es el caso de Abetxuko, Ali, Armentia o Arriaga, que forman ya parte de barrios urbanos de Vitoria.
Otros concejos, todavía considerados como parte de la zona rural de Vitoria, se encuentran en trance de absorción por parte de la ciudad, engullidos por los polígonos industriales de la periferia de Vitoria o por los barrios de más reciente construcción, todavía en proceso de consolidación. Son los casos de Betoño, casi totalmente rodeado por un polígono industrial que lo une con el resto de la ciudad, de Arechavaleta en la zona sur y, en la zona este, de Arcaute y Elorriaga, que han quedado unidos a la ciudad con el reciente desarrollo urbano del distrito de Salburua.

#### Pueblos
Hay dos pueblos que no son concejos y cuya administración recae directamente en el ayuntamiento de Vitoria:
| Nombre            | Nombre oficial  |
| ----------------- | --------------- |
| Artaza de Foronda | Artatza Foronda |
| Mandojana         | Mandojana       |

#### Despoblados
Forman parte del municipio los despoblados de:
- Abendaño
- Adanna
- Adurza la Menor
- Adurza Nagusia
- Arrieta
- Astreta
- Benea
- Campanabea
- Dehesa de San Bartolomé
- Doipa
- Elhenivilla
- Galbarreta
- Gazaeta
- Juan de la Miquela
- Legardaguchi
- Meana
- Mendibil
- Olarán
- Olárizu
- Otaza
- Petriquiz
- Restia
- San Bartolomé
- San Juan de Mendiola
- San Juste
- San Mamés
- San Román de Ascarza
- Santa Cruz de lo Alto
- Sarricuri
- Ugarte
- Ullibarri
- Ullibarri de Araca
- Ullíbarri-Guchi
- Uriarte
- Urrialdo

#### Distritos y barrios

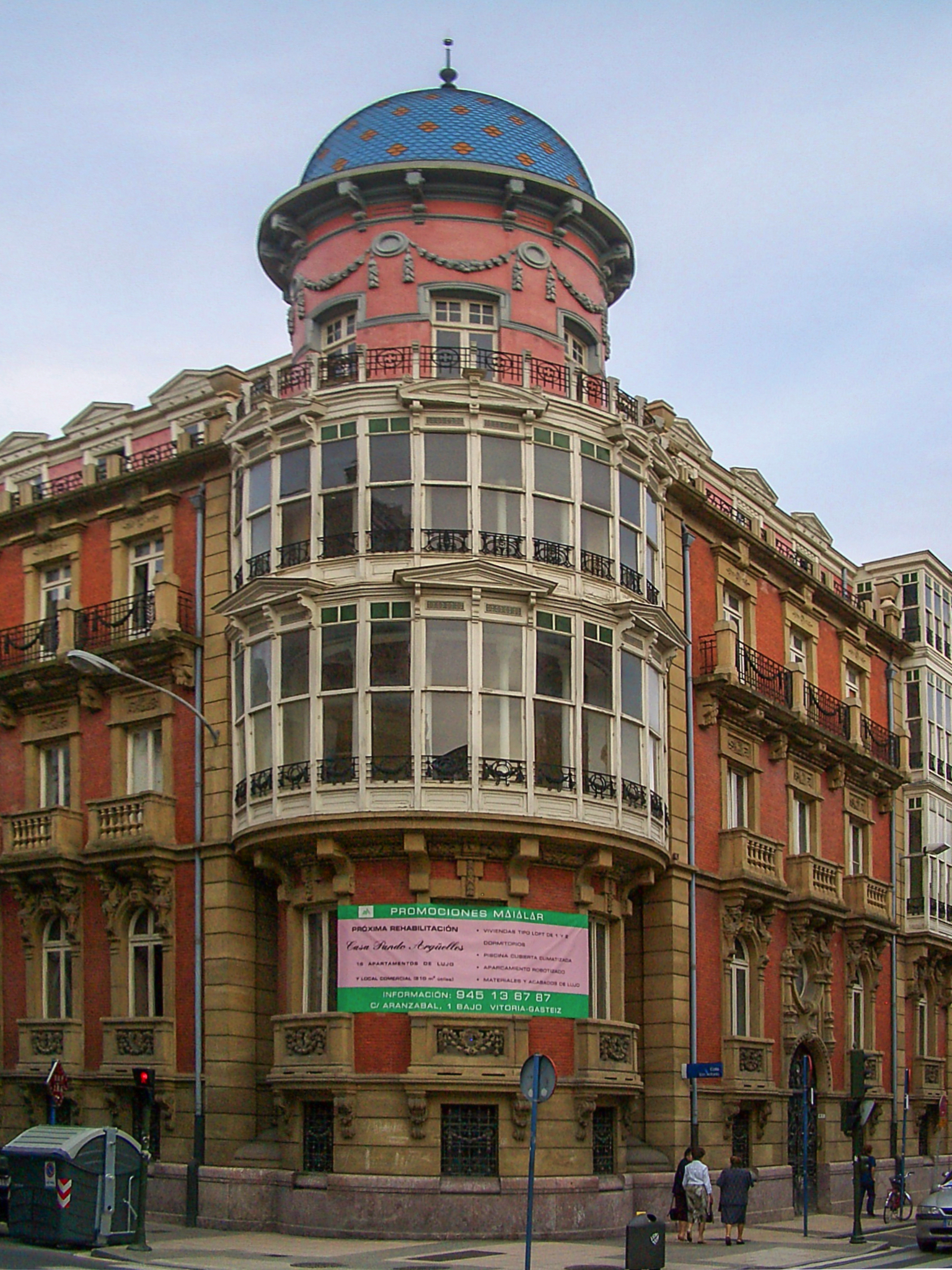
Casa Pando-Argüelles en el ensanche de Vitoria

En Vitoria existen varios distritos, que a su vez están divididos en barrios, mientras que el resto de barrios no se incluyen en ningún distrito concreto. Han sido clasificados en función a la posición relativa que ocupan respecto a su posición con el casco histórico de la ciudad de Vitoria:
- La zona norte de la ciudad. Incluye los barrios de Abechuco, Zaramaga, El Pilar, además del distrito de Lakua, dividido en los barrios de Lakua (Central), Arriaga-Lakua, Lakuabizkarra e Ibaiondo.
- La zona centro de la ciudad. Incluye los barrios de Casco Viejo, Ensanche, Lovaina y Coronación.
- La zona centro-oeste de la ciudad. Incluye los barrios de Txagorritxu, San Martín y Gazalbide.
- La periferia oeste, formada por los barrios de Sansomendi, el pueblo y polígono de Ali-Gobeo y el barrio de Zabalgana.
- La zona noreste de la ciudad. Incluye los barrios de Aranzabela, Arana, Arambizcarra, Santiago y El Anglo. Además de los pueblos absorbidos en la trama de Betoño, Eskalmendi, Gamarra Menor y Gamarra Mayor.
- La zona centro-este de la ciudad. Incluye los barrios de Desamparados, Judizmendi y Santa Lucía.
- La zona este de la ciudad. Además del pueblo de Elorriaga; el distrito de Salburua, dividido en los barrios de Salburua, y Arcayate.
- La zona sureste de la ciudad. Incluye Adurza, San Cristóbal, Errekaleor y los polígonos de Oreitiasolo y Venta La Estrella. Además de los pueblos de Aretxabaleta y Gardélegui.
- La zona suroeste de la ciudad. Incluye los barrios de Ariznavarra, Armentia y el distrito de Mendizorroza, dividido en los barrios de Mendizorroza, El Batán y la Ciudad Jardín, además del Campus Universitario.

##### Barrios que no se incluyen en ningún distrito
Concejos rurales pertenecientes al municipio de Vitoria:
- Zona Rural Este de Vitoria. Los 20 concejos que integran esta zona son: Aberásturi, Andollu, Arcaute, Arkaia, Argandoña, Askartza, Betoño, Bolívar, Zerio, Elorriaga, Gámiz, Ilárraza, Junguitu, Lubiano, Matauco, Oreitia, Otazu, Ullíbarri-Arrazua, Ullíbarri de los Olleros y Villafranca de Estíbaliz.
- Zona Rural Noroeste de Vitoria. La zona está compuesta por 23 concejos y 2 barrios que no forman concejos: Amárita, Antezana de Foronda, Aránguiz, Astegieta, Crispijana, Estarrona, Foronda, Gamarra Mayor, Gamarra Menor, Gobeo, Gereña, Hueto Abajo, Hueto Arriba, Legarda, Lopidana, Martioda, Mendiguren, Mendoza, Miñano Mayor, Miñano Menor, Retana, Ullivarri-Viña, Yurre. Además de los 2 barrios que no forman concejos: Artatza de Foronda y Mandojana.
- Zona Rural Suroeste de Vitoria. Los 15 concejos integrados son: Arechavaleta, Aríñez, Berrostegieta, Castillo, Esquíbel, Gardelegi, Gometxa, Lasarte, Lermanda, Margarita, Mendiola, Monasterioguren, Subijana de Álava, Zuazo de Vitoria y Zumelzu.

### Proyectos para el futuro

Situación actual de la Alta Velocidad Española (2022)

- Soterramiento del ferrocarril, definitivamente desechado, así como la estación intermodal. Además la ciudad cuenta con una nueva estación de autobuses de 13 639 m², veinticinco dársenas para autobuses, la cual inicialmente cosechó el rechazo del vecindario con más de 10 000 firmas recogidas a tal respecto. Finalmente la estación se ubicó en el agujero dejado por el proyecto fallido del BAIC Center en la plaza de Euskaltzaindia. El AVE retrasa su llegada a más allá de 2020.
- Anillo Verde Interior: consistiría en transformar dos arterias principales de la ciudad, la avenida de Gasteiz y la calle de los Herrán, en dos nuevos bulevares verdes y unirlos a través de un gran «Anillo Verde Interior», un proyecto estratégico de transformación y de regeneración urbana sostenible, que esté ligado a la seña de identidad de la ciudad: el Medio Ambiente. Comienza por llevar a cabo un proceso de regeneración urbana en la avenida de Gasteiz y en la calle de los Herrán, para que estos dos ejes estratégicos de la ciudad se conviertan en dos nuevos espacios de oportunidad. La tercera fase de este Anillo Verde interior, y que cosería ambos ejes, ya transformados, también por el Norte y por el Sur, llegaría, más tarde, con la transformación del espacio liberado por el soterramiento, en la zona Sur, así como con el tramo de Honduras, Juan de Garay y América Latina, en la zona Norte. La primera fase del anillo verde interior en la avenida de Gasteiz podría estar lista en 2013.[68]

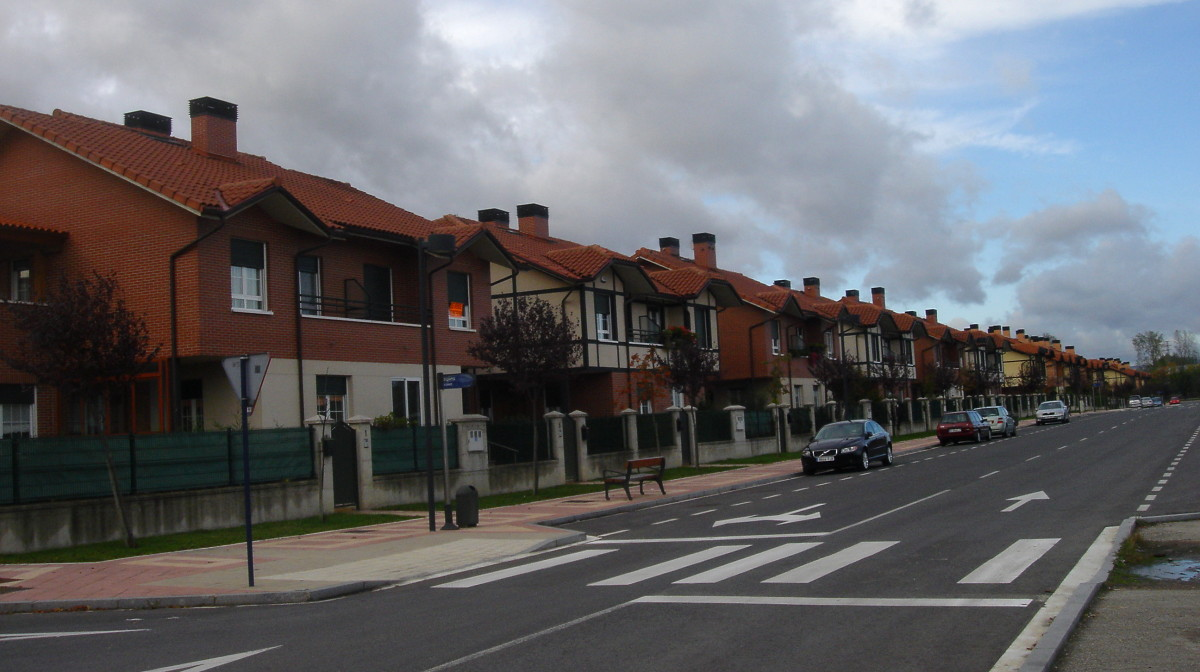
Betoño, zona en la que se ubicaría el nuevo parque empresarial urbano

- Parque empresarial urbano de Betoño:[69] supondría la creación directa de 1000 empleos nuevos, impulsando una nueva zona de actividad económica, apostar por un nuevo proyecto de empleo que transformaría Betoño en una nueva zona de innovación y de oportunidad. La apuesta consistiría en recuperar un espacio puramente industrial para darle nuevos usos. Por un lado crear nuevos espacios productivos, para empresas. Por otro, nuevos tipos de vivienda, y, por último, zonas verdes y otros usos. El núcleo principal del nuevo parque empresarial urbano de Betoño serían dos Centros de Investigación Cooperativa (CIC), un CIC de Ciencia Medioambiental y un CIC de Investigación Médica. También habría un Centro de Negocios dedicado a Investigación y Desarrollo, un Centro de incubación de empresas, Centros de desarrollo de software libre y un espacio para el apoyo al autoempleo de jóvenes emprendedores procedentes del mundo de la Formación Profesional.
- Tranvía en Salburua y Zabalgana: se quieren acelerar las fases de ampliación del metro ligero a Salburua y Zabalgana y poder iniciar brevemente los estudios en estos dos barrios. Así, se han propuesto dos nuevos trazados que no tienen que esperar al soterramiento del ferrocarril y que darían servicio a un total de 60 000 personas, 30 000 usuarios potenciales en cada uno de los dos barrios.
- ArabaTran: Existe un proyecto de cercanías ferroviarias para el área metropolitana de la capital vasca con comienzo en Miranda de Ebro y final en Alsasua que se conoce como ArabaTran.[70][71][72]

## Economía

### Industria
La economía vitoriana sufrió una profunda transformación con la industrialización que sufrió en los años 50. Una pequeña ciudad con funciones administrativas y de servicios, se convirtió, en menos de diez años en un centro industrial próspero pasando de tener poco más de 52 000 habitantes en 1950 a más de 190 000 habitantes en 1980, todo este crecimiento se debió principalmente a la inmigración. A día de hoy Vitoria cuenta en su suelo con empresas multinacionales como Mercedes Benz (que produce la furgoneta Mercedes-Benz Vito, siendo Vitoria la ciudad a la que debe su nombre y la Mercedes-Benz Clase-V, monovolumen de lujo basado en la segunda generación del modelo anterior.), Michelin, Aernnova, así como con empresas locales que proveen de suministros a aquellas.

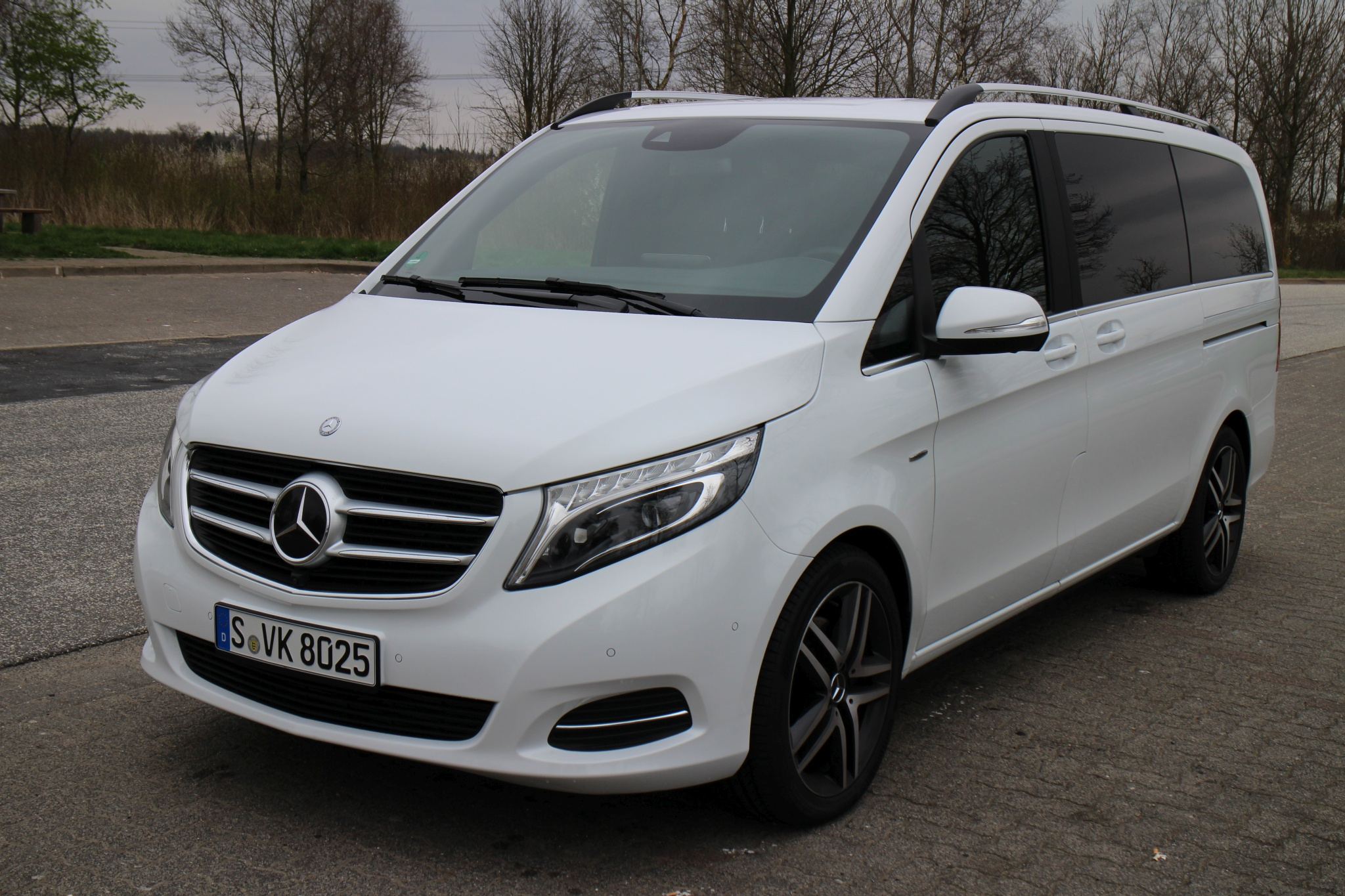
Mercedes-Benz Clase-V, modelo que se produce en Vitoria

Las zonas con mayor actividad industrial de la ciudad han sido tradicionalmente los polígonos nacidos durante la industrialización en la entonces periferia de la ciudad: Betoño, Uritiasolo o Ali-Gobeo pero en la actualidad, las zonas citadas han quedado plenamente integradas en el casco urbano de Vitoria limitándose sus posibilidades de expansión. Por ello, en los últimos años se han construido nuevos espacios industriales más alejados del casco urbano (Júndiz y parque tecnológico de Álava) y directamente conectados con las principales vías de comunicación como la autovías A-1 y A-622, la autopista AP-1, la línea de ferrocarril Madrid-Irún o el Aeropuerto de Vitoria. Son los espacios en los que se asientan algunas de las empresas más tecnológicas e innovadoras.
Por otra parte, el nombramiento de Vitoria como capital del País Vasco en 1980 propició el aumento del sector terciario hasta convertirse en el sector mayoritario en la ciudad hoy en día, centrado en el comercio y las actividades administrativas. Todo ello ha contribuido a que Álava sea la provincia del estado con el PIB per cápita más alto con 32 236 $ en 2005 siendo la media de la comunidad autónoma de 27 153 $ y de 20 933 $ la del conjunto del estado en el mismo año.

### Centros logísticos e industriales
Álava se encuentra situada en un ámbito geográfico cuyas características de terreno la hacen especialmente propicias para la creación y desarrollo de centros logísticos. Muchas empresas ya operan en estos centros y próximamente lo harán algunas más. Se ha presentado un plan estratégico cuyo principal objetivo es el de invertir para la mejora y desarrollo industrial en estas zonas.
La Diputación Foral quiere intensificar el posicionamiento de Álava como nodo logístico y territorio «atractivo» para invertir e incluye acciones con el objetivo de «reforzar a nivel global su posicionamiento como un nodo logístico clave» y hacer de la zona un Territorio «atractivo» para las inversiones por parte de las empresas.
Los principales núcleos logísticos son: Júndiz, Gamarra, Gojain y Arasur.
Júndiz

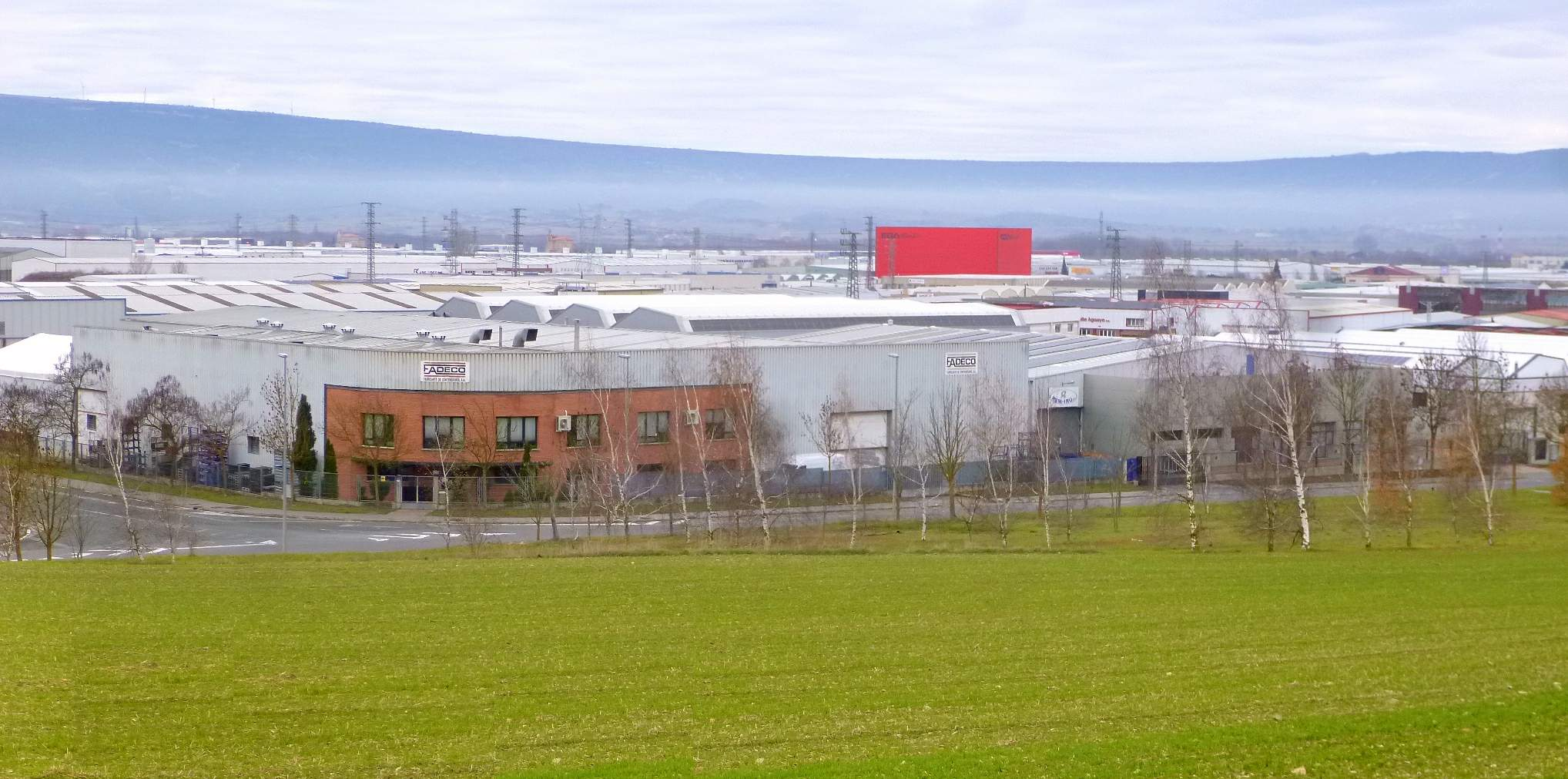
Parque industrial de Júndiz

El parque industrial de Júndiz está a 6 km del centro urbano de Vitoria y se encuentra situado en un punto estratégico de comunicaciones, tanto con las provincias limítrofes como con el resto del Estado y Europa, con accesos directos a la A-1, Madrid-Irún.
Cuenta en su interior con el Centro Intermodal de Transporte y Logística de Vitoria (CTVi), una zona logística de 900 000 m² estación de mercancías de ferrocarril de 177 501 m², ITV y enlace a tan solo 8 km por autovía con el aeropuerto internacional de Vitoria.
Existen multitud de empresas en Júndiz que desarrollan distintos tipos de actividad económica (transporte, automoción, embalajes...).
Gamarra
Se trata de uno de los activos propiedad de BSH España situado en la mejor zona de P. I. Betoño-Gamarra, polígono situado al norte de la ciudad de Vitoria con más de 943 000 m² de superficie construida. El activo comercializado se encuentra en plaza Gamarra, 1, y con una superficie total de 10 000 m², consistente en 3 pabellones industriales y 1550 m² de oficinas.
El polígono de Gamarra alberga también el centro de producción de la siderúrgica Sidenor.
Gojain
El polígono de Gojain se halla situado a 12 km de Vitoria flanqueado por los embalses de Urrúnaga y Ullíbarri, lugar ideal para baños y la práctica de deportes náuticos. Goza de una excelente red vial, la N-240 Vitoria-Bilbao, cuyo trazado se extiende anexo al polígono. El polígono de Gojain se caracteriza por la actividad meta mecánica y el asentamiento de más de cien empresas, incluyendo importantes firmas nacionales y extranjeras. Posee una completa dotación de servicios e infraestructuras.
Arasur
El parque industrial y logístico de Arasur se caracteriza por su amplia oferta de espacios industriales y naves logísticas de última generación, integrados en un entorno cuidado, con una amplia gama de servicios dirigidos a diferentes colectivos. Arasur es una sociedad participada por Kutxabank, Diputación Foral de Álava, Gobierno Vasco, Ayuntamiento de Ribera Baja y Merlin Parques Logísticos.
Ubicado en Álava, junto a Miranda de Ebro, Arasur disfruta de un emplazamiento estratégico en el corazón de una de las principales áreas industriales de la península ibérica con una población superior a 4,5 millones de habitantes en un radio de 100 kilómetros.
Por su localización, Arasur se consolida como el mejor parque industrial y logístico de referencia del norte de España para la distribución de cargas en la península ibérica y Europa, así como en una importante zona de apoyo a las actividades logísticas del aeropuerto internacional de Vitoria y de los puertos de Bilbao, Pasajes y Santander.
La Plataforma Logística Multimodal de Arasur se configura como una Terminal del Puerto Marítimo de Bilbao, conectada por lanzaderas ferroviales y viarias, situada dentro del eje formado por el Corredor Ferroviario Atlántico de Mercancías.
Arasur se encuentra en el eje central de uno de los grandes nodos de conexión terrestres para los tráficos entre Portugal, el Mediterráneo, el noroeste y el centro de España con Europa.
Los accesos a la AP-1, AP-68 y A-1, que lo conectan con las principales capitales españolas y europeas a través de la E-70 y la E-80, posicionan Arasur como uno de los parques logísticos más competitivos tanto en el plano nacional como internacional.
Además, sus conexiones ferroviarias con las líneas Madrid-Irún-París, Lisboa-Irún-París, Bilbao-Barcelona y Madrid-Bilbao permiten a Arasur ofrecer a los puertos de la cornisa mediterránea y atlántica un espacio ideal para la consolidación de cargas y su posterior distribución en el mercado nacional, europeo y del Magreb.

### Principales zonas comerciales

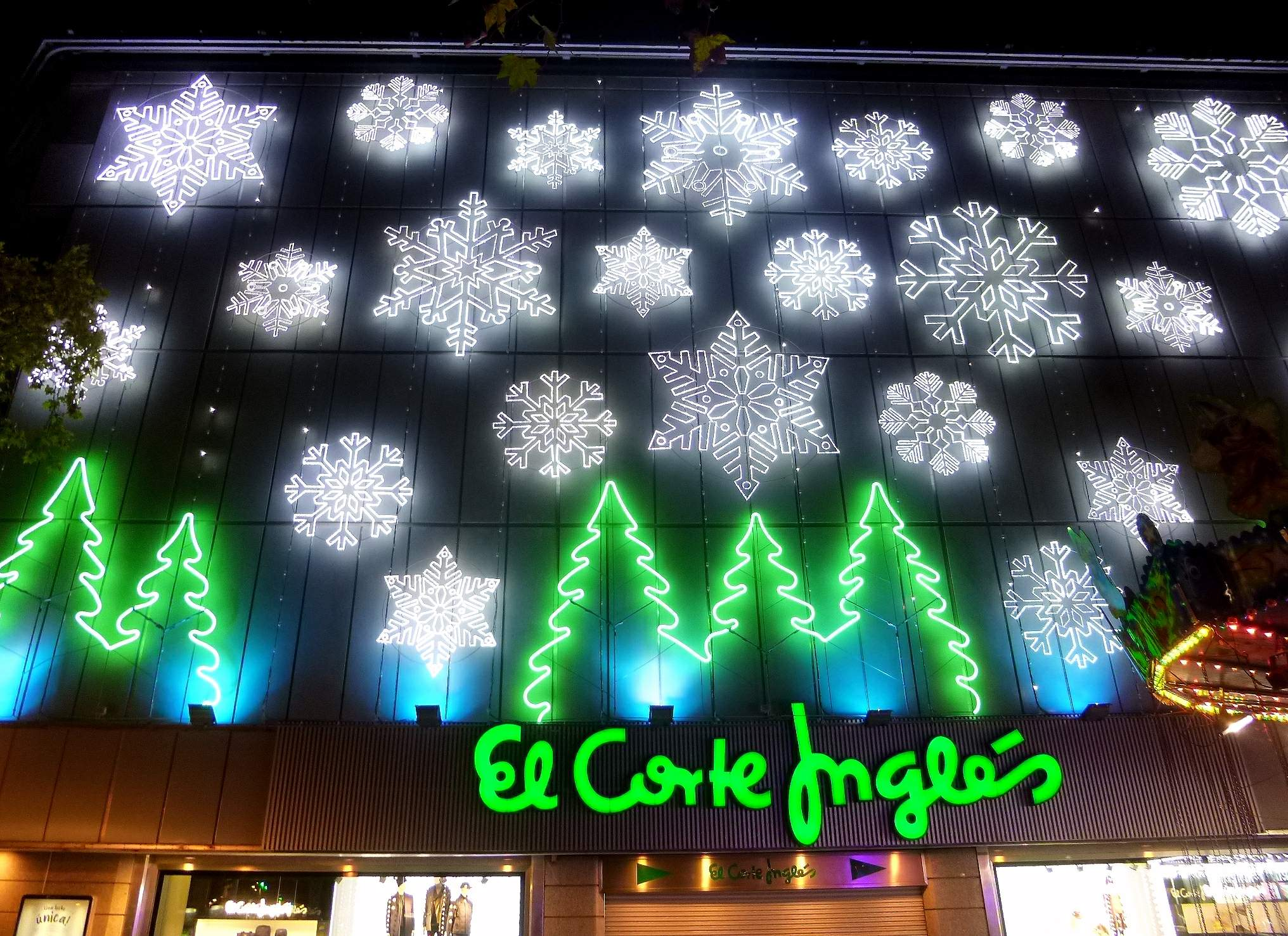
El Corte Inglés en Navidad

El casco medieval ofrece un gran surtido de comercio tradicional con numerosos locales dedicados a la artesanía, la decoración, pequeñas tiendas de ropa, hostelería tradicional... mientras que el Ensanche tiende a acoger a importantes firmas multinacionales de moda y complementos, sedes de los principales bancos, elegantes cafeterías, afamadas confiterías, restaurantes, exclusivas joyerías, grandes almacenes... sobre todo en las calles de Eduardo Dato, del General Álava, de San Prudencio, de Postas y de la Independencia.
En menor grado, zonas como Lovaina o Desamparados también poseen una oferta comercial importante sin olvidar los centros comerciales y grandes superficies que afloran desde hace unos años en la periferia de la ciudad: el parque comercial Gorbeia en el término municipal de Cigoitia a escasos 5 km de la capital o el Centro Comercial El Boulevard en el barrio de Zaramaga.

### Turismo
Vitoria recibió a más de 302 000 de las 427 000 personas que visitaron Álava en 2017. Así, se produjo un aumento del 6,2 % frente al año anterior en Vitoria, mientras que lo hizo en un 6,3 % en el conjunto del territorio histórico.

##### Palacio de Congresos Europa

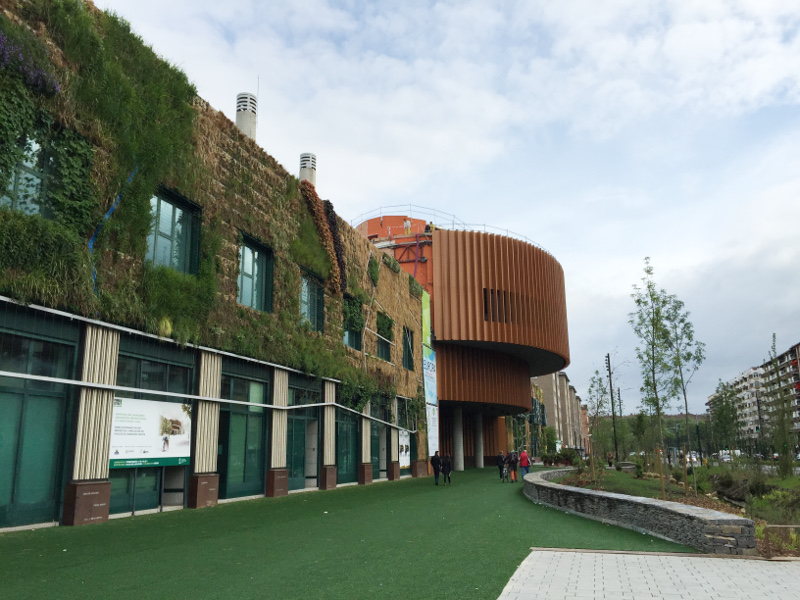
Palacio de Congresos Europa

El Palacio de Europa es un edificio que alberga varios espacios que albergan todo tipo de congresos, reuniones y conferencias. Las salas de las que dispone son: dos auditorios, once salas de conferencias, siete espacios polivalentes y dos salas de apoyo.
El edificio se caracteriza por ser espacioso, moderno y versátil que gracias a la reforma que se le realizó se ha convertido en un referente arquitectónico. De esta manera se ha conseguido reducir al 60 % el consumo de energía y reducir al máximo el impacto en el medio ambiente, generando menos residuos y reduciendo la emisión de CO2.
El proyecto de reforma y ampliación del edificio está basado en los criterios de Passivhaus que se basa en lo siguiente: lograr un gran aislamiento térmico, reducir el consumo energético y el aprovechamiento de la energía solar para alcanzar una climatización óptima.
La fachada del Palacio esta recubierta por una gran variedad de plantas propias de Álava y el País Vasco. Además los grandes ventanales del edificio los cubren enredaderas que lo protegen del calor y permiten la entrada de luz. Gracias a este recubrimiento vegetal se han mejorado tanto el aislamiento térmico como el acústico. También supone de ayuda para mejorar la calidad del aire y reducir la contaminación.

## Servicios

### Educación

#### Universidad del País Vasco–Campus de Álava

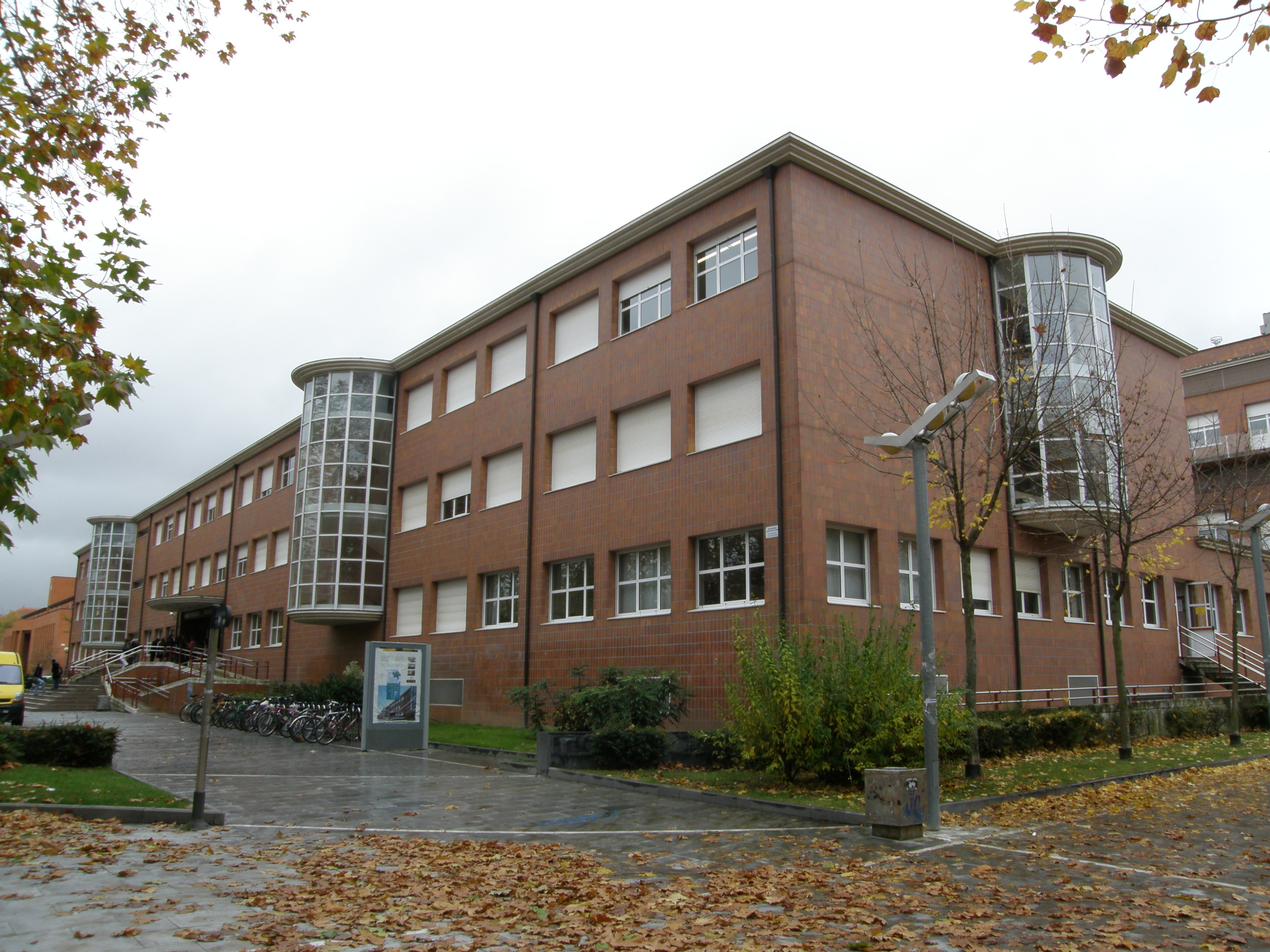
Facultad de Farmacia en el Cámpus de Álava en Vitoria

El Campus de Álava es uno de los principales campus de la Universidad del País Vasco (UPV). Este campus se encuentra en la zona centro-sur de Vitoria, y en el mismo hay una residencia, una biblioteca, aulario y pabellón deportivo. Cuenta con parada propia de tranvía y es atravesado por las líneas de autobús urbano 2, 3, 8 y 9. Además, se encuentra a escasos metros de la estación de Renfe, parada de numerosas líneas regionales, nacionales e internacionales.
Aquí se encuentran:
- Facultad de Farmacia
- Facultad de Letras
- Escuela Universitaria de Ingeniería
- Facultad de Economía y Empresa
- Facultad de Educación y Deporte
- Facultad de Relaciones Laborales y Trabajo Social
- Facultad de Medicina y Enfermería
- Unidad Docente de Medicina (fuera del campus, junto al Hospital de Txagorritxu)
- Aulas de la Experiencia
- Centro de Investigación y Estudios Avanzados Lucio Lascaray

En Vitoria hay un centro público adscrito a la Universidad del País Vasco:
- Escuela Universitaria de Enfermería (fuera del campus, junto al Hospital de Txagorritxu)

#### Universidad de Deusto
La Universidad de Deusto cuenta con sede en Egibide-Arriaga, donde se ofertan estudios de Grado Dual en Industria Digital.

#### Universidad Nacional de Educación a Distancia (UNED)
Vitoria cuenta con un centro asociado a la U.N.E.D situado en la calle de Pedro de Asúa en el barrio de San Martín.

#### Facultad de Teología del Norte de España
Es un centro de estudios eclesiásticos superiores, institución universitaria española con doble sede en la archidiócesis de Burgos y en su sufragánea diócesis de Vitoria. Fue creada por la Santa Sede, por medio de la Congregación de Seminarios y Estudios Universitarios, el 6 de febrero de 1967. En la ciudad de Burgos se imparten las especialidades de Dogmática Espiritual, mientras que en la de Vitoria Sistemática, Pastoral y Teología de la vida religiosa.

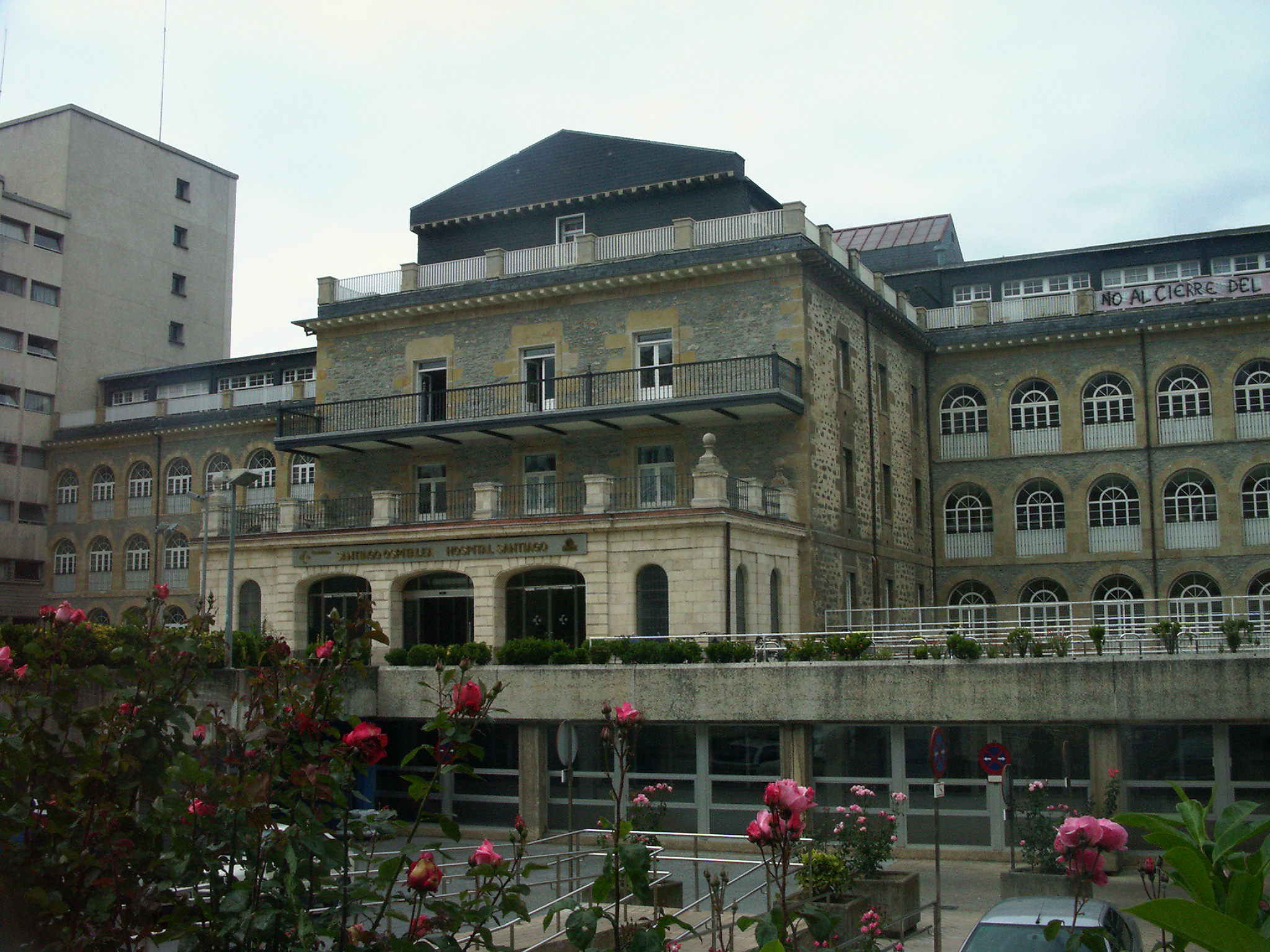
Hospital Universitario de Álava, sede de Santiago Apóstol

#### European University Gasteiz (Euneiz)
Universidad privada impulsada por Baskonia-Alavés Group con la colaboración de ENTI (Escola de Noves Tecnologies Interactives) y EUSES (Escola Universitària de la Salut i l’Esport), su campus se sitúa en la antigua sede de Caja Vital en Salburua. Inició su actividad académica en septiembre de 2022, tras ser reconocida por ley por el Parlamento Vasco en 2021. Ofrece grados en Ciencias de la Actividad Física y el Deporte, Fisioterapia, Multimedia, y Producción Musical y Sonido para la Industria del Entretenimiento.

### Sanidad
Sanidad pública
Osakidetza es el servicio vasco de salud pública cuya organización central se encuentra en el número 45 de la calle de Álava en Vitoria.
Existen tres hospitales públicos en la ciudad (dos generales recientemente unidos y un psiquiátrico):
- Hospital Universitario de Álava:[91] Nacido tras la unión de dos de los hospitales más importantes de la ciudad, el Hospital de Txagorritxu y el Hospital Santiago Apóstol. Cuenta con más de 800 camas.[92]
- Hospital Psiquiátrico de Álava: Situado en la calle Álava, cuenta con aproximadamente 225 camas.

La ciudad también cuenta con los siguientes centros de salud pública:
- CS Abetxuko
- CS Aranbizkarra I y II
- CS Casco Viejo
- CS Gazalbide-Txagorritxu
- CS La Habana-El Pilar
- CS Lakua-Arriaga
- CS Lakuabizkarra
- CS Olaguibel-Centro
- CS Olarizu-Adurza y San Cristóbal
- CS Salburua
- CS San Martín de Abendaño
- CS Zabalgana
- CS Zaramaga

Sanidad privada
Vitoria cuenta con varios hospitales y clínicas privadas:
- Hospital Vithas San José: Hospital situado en la calle del Beato Tomás de Zumárraga, cuenta con más de 120 camas.
- Hospital Quirón: Clínica situada en la calle Esperanza. Anteriormente conocido como Clínica La Esperanza; cuenta con 20 camas.
- Clínica San Onofre (Antigua Clínica Álava): Clínica situada en la calle Álava.
- Otras pequeñas consultas privadas.

### Centros cívicos
Los centros cívicos son equipamientos municipales ubicados en los distintos barrios de la ciudad donde se prestan diversos servicios, programas y actividades de carácter cultural, deportivo, formativo, y socio comunitario en el sentido más amplio del término. En estos espacios también se facilita información y atención social a la ciudadanía desde parámetros de integración y participación.
Su misión es posibilitar a los ciudadanos lugares abiertos de encuentro, información, formación, orientación y ocio donde se contribuya a la creación de hábitos saludables de ocio y a mejorar la calidad de vida. Para cumplir esta tarea los distintos servicios, programas y actividades, se ofrecen de un modo multidisciplinar, estando dirigidos a la participación activa de asociaciones, grupos o usuarios y usuarias independientes.
Objetivo
Los objetivos principales de la red son cuatro:
1. Integrar en una misma unidad organizativa todos los servicios, programas y actividades de carácter informativo, formativo, cultural, social, deportivo y de ocio que desarrollan los departamentos implicados en la Política Social del Ayuntamiento para impulsarlos y adaptarlos a las demandas y necesidades de la ciudadanía.
2. Descentralizar los diversos servicios municipales, haciéndolos más próximos al ciudadano, y lograr así un mejor conocimiento y una mayor apreciación de las necesidades, aspiraciones y posibilidades[95] de la comunidad posibilitando de esta manera realizar actuaciones más rápidas para atenderlas.
3. Conseguir un nivel de calidad óptimo en la prestación de los servicios, programas y actividades, acorde con las expectativas de los usuarios, buscando la satisfacción de los mismos, mediante la racionalización y coordinación de todos los recursos existentes.
4. Impulsar procesos participativos entre asociaciones, grupos y usuarios que permitan recoger las demandas y acoger las iniciativas de los mismos fomentando así la integración de personas y colectivos en los procesos sociales, culturales y deportivos de la ciudad.

Antecedentes e historia
En la primera legislatura de la democracia 1979-83, se crearon las oficinas municipales de barrio, que puede considerarse como una de las bases para la creación del proyecto de centros cívicos, si bien su fundamento era sobre todo asistencial y administrativo, estando dirigidas por un trabajador/a social.
En la siguiente legislatura 1983-87, con el trabajo conjunto de varios departamentos (Juventud, Cultura y Bienestar Social) y el apoyo de toda la Corporación, se redactó el proyecto de lo que hoy conocemos como centros cívicos. Nacen con un concepto mucho más amplio y con el objetivo de convertirse en el eje de dinamización social de su zona, colocando para ello al frente de los mismos a un animador/a sociocultural. Su construcción se realiza aprovechando inmuebles y locales vacíos integrados en los propios barrios, sin recursos deportivos, ya que se utilizaban los existentes.
Los primeros equipamientos de este tipo, constaban: de biblioteca, fonoteca, ludoteca, talleres y zona de encuentros en función de las posibilidades de la ubicación. El primer centro que inauguró la red fue el Centro de Sansomendi, en 1985. Le siguió: El Pilar en 1986, el Campillo, en el Casco Viejo, en un inmueble transferido por la Administración Central, en junio de ese mismo año (1986) y Abetxuko en 1987.
En 1989 se crea el centro cívico Iparralde y en diciembre del mismo año, el centro cívico Europa, este último con uso compartido como Centro de Congresos. Estos centros ya integran en un único edificio todos los servicios que el Ayuntamiento quiere ofrecer: sociocultural, asistencial, deportivo, lúdico, etc. Este será el modelo a cuya imagen se construirán y diseñaran el resto de los centros que han ido integrando la red municipal. La gestión de la red pasa a manos del Departamento de Cultura, creándose la figura del director del centro y perdiendo peso la participación ciudadana en su gestión y elaboración de proyectos, quedando reducida a receptores de servicios, con apenas implicación en su producción y elaboración.
Actualmente la red está compuesta por catorce centros: Abetxuko, Aldabe, Arana, Ariznabarra, Arriaga, El Campillo, El Pilar, Hegoalde, Ibaiondo, Iparralde, Judimendi, Lakua. Salburua y Zabalgana. Su dependencia orgánica actual: Área Social, Promoción Económica, Seguridad Ciudadana y Cultura.
Se mantiene como un proyecto único en el Estado, con un muy elevado nivel de usuarios y aceptación por parte de la ciudadanía.
Centros cívicos
- Abetxuko
- Aldabe
- Arana-Aranalde
- Ariznabarra
- Arriaga
- El Campillo
- El Pilar San Andrés
- Hegoalde
- Ibaiondo
- Iparralde
- Judimendi
- Lakua
- Salburua
- Zabalgana

### Comunicaciones

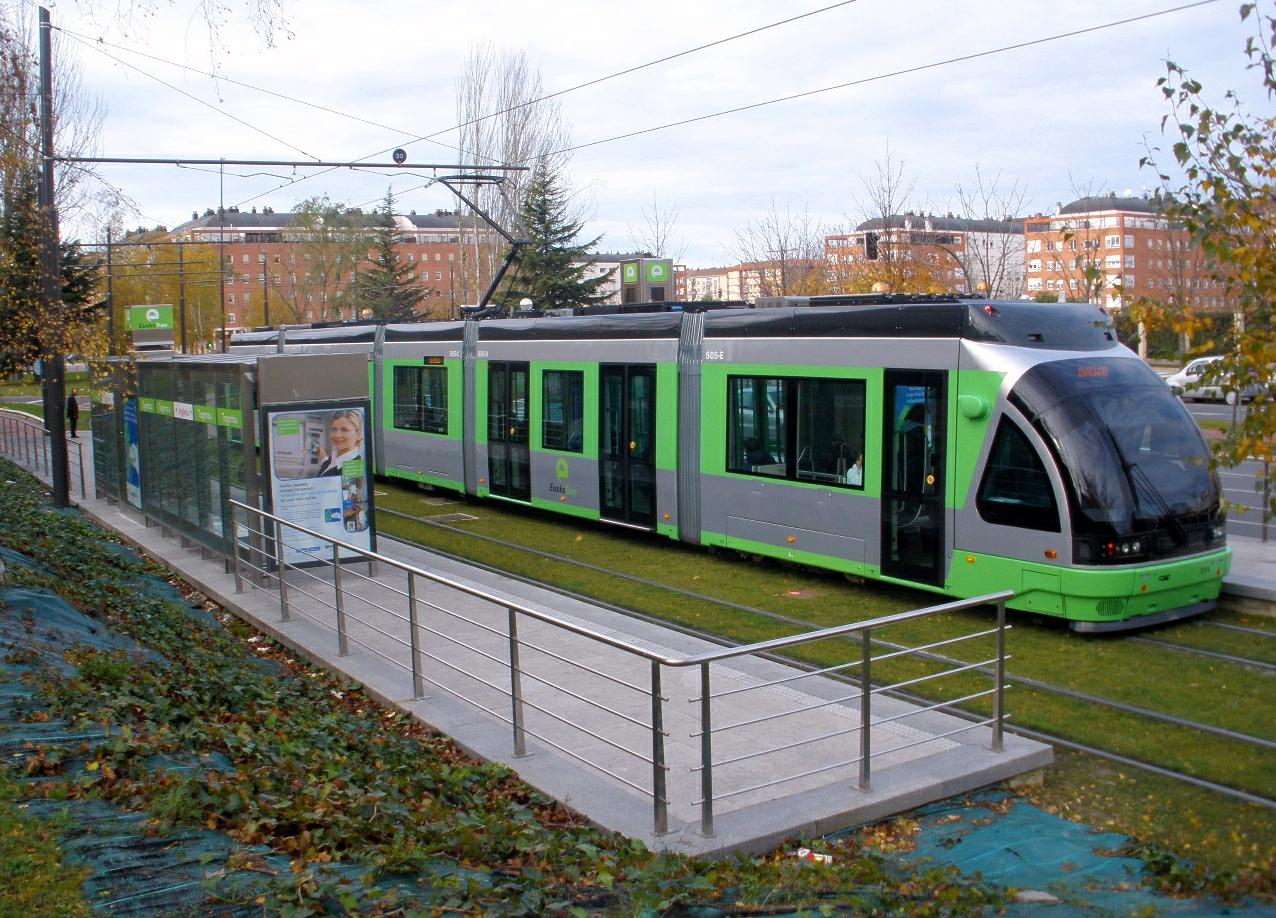
El Tranvía de Vitoria

#### Transporte urbano
La ampliación de la ciudad con macro-distritos tanto por el norte (Lakua), como por el este (Salburua y Santo Tomás) y por el oeste (Zabalgana y Mariturri) han hecho de Vitoria una ciudad que empieza a afrontar retos muy importantes en lo que a la gestión de su movilidad interna se refiere. Uno de los vértices de dicha gestión lo está llevando a cabo TUVISA (Transportes Urbanos de Vitoria Sociedad Anónima) que en los últimos tres años y medio amplió la red de líneas de autobuses urbanos de trece a dieciocho, así como sus frecuencias de paso, hasta que finalmente se ha realizado un cambio total en todas líneas modificando trazado y frecuencia. Hoy cuenta con nueve líneas diurnas, tres especiales y seis nocturnas. A este transporte se suma el tranvía a través de Euskotren Tranbia con dos líneas más.

##### Líneas de tranvía

Plano esquemático de líneas de autobús y tranvía (T) en 2010

| Nombre            | Destino Sentido Ida | Destino Sentido Vuelta | Estaciones | Frecuencia                       |
| ----------------- | ------------------- | ---------------------- | --- | -------------------------------- |
| Línea de Ibaiondo | Universidad         | Ibaiondo               | Universidad, Hegoaldea, Florida, Angulema, Parlamento, Lovaina, Sancho el Sabio, Europa, Honduras, Euskal Herria, Txagorritxu, Wellington, Lakuabizkarra, Landaberde e Ibaiondo.                                                 | 15 minutos (7 en el ramal común) |
| Línea de Abetxuko | Salburua            | Abetxuko               | Salburua, La Unión, Nicosia, Iliada, Santa Lucía, Florida, Angulema, Parlamento, Lovaina, Sancho el Sabio, Europa, Honduras, Intermodal, Portal de Foronda, Gernikako Arbola, Arriaga, Artapadura, Kañabenta, Kristo y Abetxuko. | 15 minutos (7 en el ramal común) |

Ampliación del tranvía hacia Salburua y Zabalgana
En septiembre de 2020 comenzaron las obras de la ampliación de la red de tranvía de la ciudad, la línea de Abetxuko será prolongada desde parada de Florida hasta el barrio de Salburua en la capital alavesa (inaugurado en abril de 2023). Además, se ha aprobado una extensión hasta el barrio de Zabalgana que partirá desde la Angulema, ampliación que poseerá dos ramales uno acabara en Mariturri y la otra en la calle de Naciones Unidas, proyecto que se empezara a efectuar a posterior de que se efectué el soterramiento del ferrocarril, la remodelación de la Estación de Vitoria y la puesta en funcionamiento de la Y Vasca.

Plano esquemático de líneas de autobús nocturnas en 2010

##### Líneas de autobús urbano
En Vitoria existen diez líneas diurnas, dos especiales y cuatro extensiones.
| Línea | Recorrido                                | Horario laborables (I) | Horario sábados (II) | Horario festivos (III) | Frecuencia (I/II/III) | Servicio minusválidos |
| ----- | ---------------------------------------- | ---------------------- | -------------------- | ---------------------- | --------------------- | --------------------- |
| 1     | Circular                                 | 6:15 a 22:25           | 7:05 a 23:20         | 8:00 a 22:15           | 10'/15'/20'           |                       |
| 2A    | BEI 2A                                   | 6:00 a 22:15           | 7:00 a 23:20         | 8:00 a 22:20           | 8'/15'/20'            |                       |
| 2B    | BEI 2B                                   | 6:00 a 22:15           | 7:00 a 23:20         | 8:00 a 22:20           | 8'/15'/20'            |                       |
| 3     | Betoño-Zumaquera                         | 5:20 a 22:00           | 7:00 a 23:00         | 8:00 a 22:00           | 20'/30'/30'           |                       |
| 4     | Lakua-Mariturri                          | 5:10 a 22:10           | 6:45 a 23:05         | 8:00 a 22:20           | 10'/15'/20'           |                       |
| 5     | Salburua-Elejalde                        | 5:10 a 22:17           | 6:55 a 23:15         | 8:00 a 22:20           | 10'/15'/20'           |                       |
| 5A    | Salburua-Elejalde - Extensión Asteguieta | 6:50 a 22:20           | 7:00 a 23:00         | 8:40 a 21:40           | 30'/30'-60'/60'       |                       |
| 5B    | Salburua-Elejalde - Júndiz (Ariñez)      | 5:10 a 22:08           |                      |                        | 30'                   |                       |
| 5C    | Salburua-Elejalde - Extensión Júndiz itv | 5:10 a 22:12           |                      |                        | 30'                   |                       |
| 6     | Zabalgana-Arkaiate                       | 5:10 a 22:05           | 7:00 a 23:00         | 8:00 a 22:00           | 10'/15'/20'           |                       |
| 7     | Borinbizkarra-Salburua                   | 5:10 a 22:00           | 6:50 a 23:05         | 8:00 a 22:20           | 10'/15'/20'           |                       |
| 8     | Unibertsitatea                           | 6:15 a 22:15           | 7:00 a 23:15         | 8:00 a 22:15           | 10'/15'/15'           |                       |
| 9     | Gamarra-Zumaquera                        | 5:35 a 22:10           | 7:15 a 23:15         | 8:15 a 22:15           | 20-60'/30'/30'        |                       |
| 10    | Aldaia-Larrein                           | 5:50 a 22:10           | 7:00 a 23:00         | 8:00 a 22:00           | 10'/15'/20'           |                       |

Las líneas del servicio de autobuses urbanos nocturnos (gautxori), son las siguientes:
- Línea G1 – Lakua Abetxuko
- Línea G2 – Adurtza Errekaleor
- Línea G3 – Armentia Zabalgana
- Línea G4 – Sansomendi Lakua
- Línea G6 – Salburua Aranbizkarra

Estas líneas funcionan durante toda la noche los viernes, los sábados y las vísperas de festivos.
También hay líneas especiales:
- Línea Cementerio de El Salvador

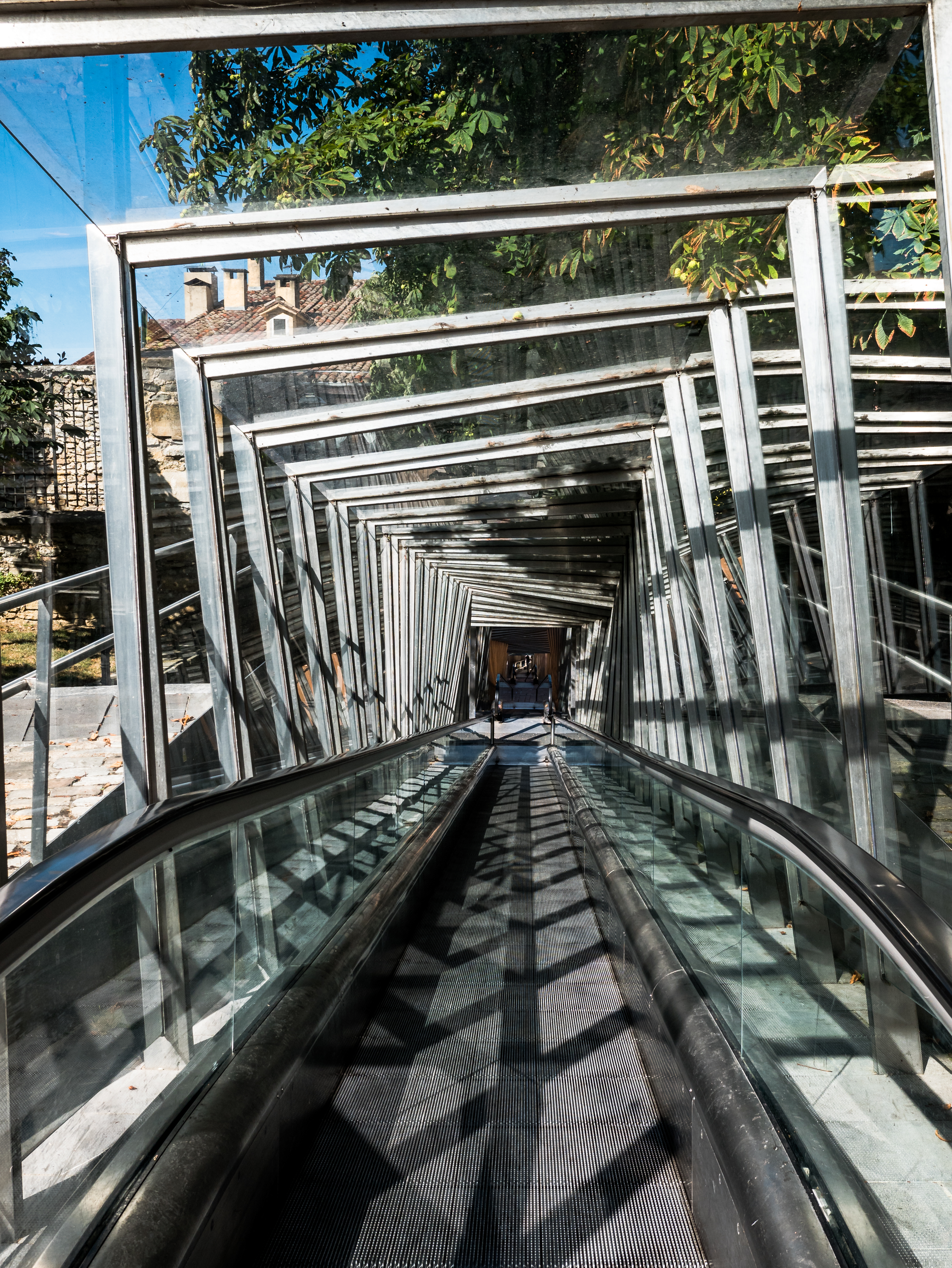
Andén mecanizado en las calles con pendiente del casco antiguo de Vitoria

- Línea Buesa Arena. Las salidas de los autobuses de ida se realizan desde las paradas de calle de la Paz, avenida de Gasteiz y portal de Legutiano, 38. Las paradas itinerario de regreso son Portal de Villarreal (Iparralde), Paz (Dendaraba), Cadena y Eleta (Catedral) y avenida Gasteiz (frente al Europa)
- Servicio especial a los partidos del Alavés. Los días del partido del Alavés en el Estadio de Medizorrotza. La salida se realiza desde el Boulevard y corresponde a las paradas de la línea periférica 2A y 2B.

Otras líneas:
- Aeropuerto. El transporte urbano entre Foronda y la ciudad es ofrecido por la empresa de autobuses La Unión Burundesa. Las paradas son calle monseñor Cadena y Eleta (catedral nueva), y calle bulevar de Euskal Herria junto a la entrada de la estación de autobuses.
- Jaibus (fiestas de localidades alavesas)
- Parque tecnológico. Se ofrece el servicio hasta el parque tecnológico de Álava a través de dos recorridos. El recorrido oeste comienza en la parada avenida Zabalganda, 31 junto a la Clínica Dental y el recorrido este a partir de Salbatierrabide junto a Clínica Álava (Parada Bus).
- Centro comercial Gorbeia. Parada correspondiente a la Línea de Autobús Vitoria -Cigoitia.
- Otras líneas (Álava Bus)

Vitoria también cuenta con su particular flota de taxis, que cubren con paradas permanentes la ciudad y el aeropuerto.
Algunas calles con pendientes relativamente fuertes cuentan con andenes mecanizados techados para uso de los peatones, tal como puede verse en la imagen, una iniciativa poco frecuente en la mayoría de las ciudades del mundo y que beneficia muy especialmente a las personas de la tercera edad.

##### Bicicleta
Es la ciudad de la bicicleta. Gracias a encontrarse en una zona llana, excepto el casco histórico que se encuentra en una colina, la ciudad es ideal para trasladarse en bicicleta, siendo uno de los medios de transporte preferidos por los ciudadanos. La ciudad tiene una extensa red de vías ciclistas.
Además de una amplia red de itinerarios ciclorutas que realizar dentro y fuera de la ciudad como puede ser el Bosque de Armentia o una ruta alternativa del Camino de Santiago.
Su actual Plan de Movilidad Urbana quiere conectar las zonas de la ciudad que no tienen carril bici y ampliarlo, llegando a un total de 145 km de bidegorris (bicicarriles) y bandas ciclables para que los ciclistas puedan desplazarse con comodidad.
En la ciudad existe una asociación de ciclistas urbanos denominada Gasteizko Bizikleteroak (www.bizikleteroak.org).

##### Movilidad sostenible
La ciudad participa en la red European Biking Cities proyecto liderado por una organización alemana sin ánimo de lucro que tiene como finalidad promover la movilidad sostenible. Dentro de esta red, forma parte del macropoyecto Clean Air («aire limpio»), a favor de una mejor calidad del aire en las urbes europeas. Vitoria dispone de una política amigable hacia la bicicleta, partiendo de la promoción de este vehículo y siendo un instrumento de gran valor para el cambio.
En el mes de mayo la ciudad acoge la Semana de la Bicicleta en la que se realizan múltiples actividades en distintos centros cívicos y barrios de la ciudad.

##### El Camino de Santiago

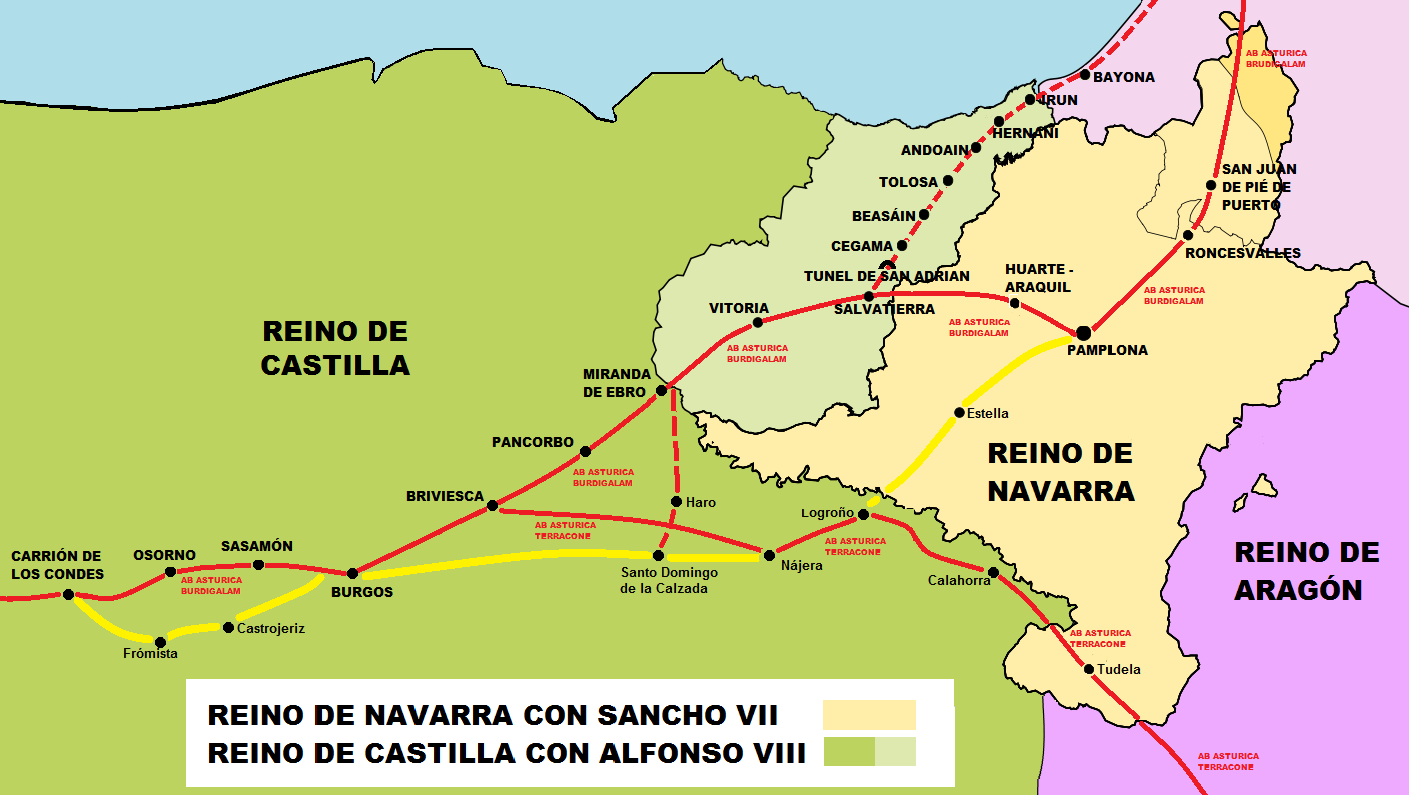
Reinos de Navarra y Castilla en 1200. Camino de Santiago-Calzadas romanas

El camino por tierras alavesas era conocido desde el siglo IX. por la calzada romana XXXIV Ab Asturica Burdigalam desde Pamplona, y más tarde con Alfonso VIII que invadió Álava, con un largo asedio a Vitoria, también desde Bayona por el túnel de San Adrián. en el conocido como Camino de Santiago Vasco del Interior.
Se tiene constancia de diferentes rutas pero en la actualidad, las balizas del Camino llegan a Vitoria por Elorriaga. Desde ahí, las modernas urbanizaciones permiten caminar por el cómodo paseo del portal de Elorriaga y luego por la avenida de Santiago, recorriendo el centro histórico y los lugares más señalados, como la catedral de Santa María.
La ruta por la ciudad finaliza en la Basílica de San Prudencio (Armentia).

##### Transporte interurbano regional
Existen actualmente más de 20 líneas regulares de autobuses interurbanos que conectan Vitoria con los diversos municipios de su área funcional (Salvatierra, Alegría de Álava, Iruña de Oca, Zuya...) y del resto de la provincia.

#### Carretera
Vitoria es un nudo de comunicaciones e importante núcleo de paso del norte de España. La Autovía del Norte A-1 atraviesa el municipio en el pK 342, posteriormente entre los pK 344 y 356 y finalmente entre los pK 360 y 362. La antigua N-I sirve para acceder a la ciudad desde la autovía y ha sido renombrada como VG-11/N-102 para la entrada desde el suroeste y VG-21/N-104 para la entrada desde el este. La autopista de peaje AP-1 reaparece al norte del municipio y permite la comunicación con Éibar y San Sebastián. La carretera N-622 es una autovía que llega hasta Altube para conectar con la AP-68 hacia Bilbao. La carretera N-240 sirve de alternativa por carretera convencional para comunicarse con Bilbao. Finalmente, la carretera autonómica A-132 se dirige desde Vitoria hacia el sureste hasta Santa Cruz de Campezo.

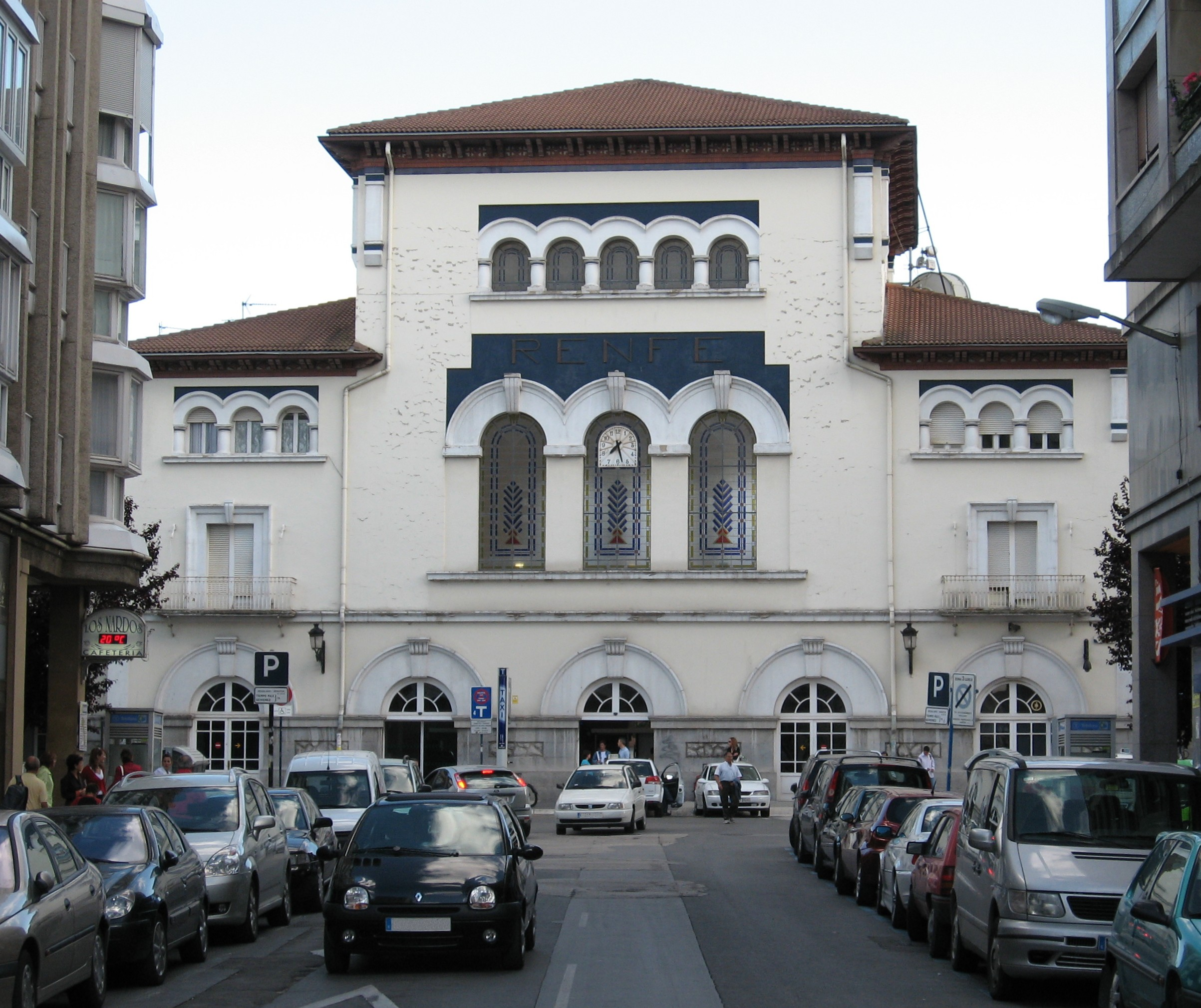
Estación de tren

#### Ferrocarril
La línea Madrid-Irún tiene en Vitoria una de sus paradas principales. Media docena de trenes unen cada día la ciudad con Madrid, destacando el servicio Alvia (tres trenes diarios por sentido) que, vía Valladolid, utiliza la infraestructura del AVE para llegar en tres horas cuarenta y tres minutos a Madrid. También hay conexiones con toda Castilla y León, Galicia, Cataluña, Alicante y Asturias. Entre los déficits cabe destacar la falta de servicios directos que conecten con Andalucía, hay que hacer transbordo en la ciudad de Madrid desde Chamartín a Atocha y en ella se dispone de múltiples posibilidades de acceder al sur de la península. La falta de conexión ferroviaria con Bilbao es un problema que en el año 2026, con la construcción de la Y Vasca, quedará solventado.
Además, la línea de Cercanías Álava de trenes interurbanos que da servicio a Vitoria y a su área funcional, explotado por Renfe bajo la marca Renfe Cercanías. Las estaciones empleadas, sin embargo, pertenecen a Adif. Está compuesta por una sola línea, que une las estaciones de Miranda de Ebro, Manzanos, La Puebla de Arganzón, Nanclares de la Oca, Vitoria, Alegría de Álava,  Salvatierra, Aspárrena y Alsasua empleando la línea ferroviaria Madrid-Irún-Hendaya durante todo su recorrido. La línea fue inaugurada en mayo de 2025 con la presencia de diversas autoridades.

#### Avión
El aeropuerto de Vitoria fue construido para ser el gran aeropuerto del norte de España [cita requerida] y sustituir al aeropuerto de Bilbao, pero no consiguió consolidarse como tal aunque sí que logró convertirse en el cuarto aeropuerto con mayor transporte de mercancías de España,[cita requerida] por detrás de los de Madrid, Barcelona y Zaragoza. Hoy en día opera en él la compañía Ryanair con vuelos regulares a Milán-Bérgamo, Palma de Mallorca, Bruselas-Charleroi, Colonia, Alicante, Málaga y Sevilla.

## Monumentos y lugares de interés

### Edificios religiosos
Catedral de Santa María (catedral vieja)

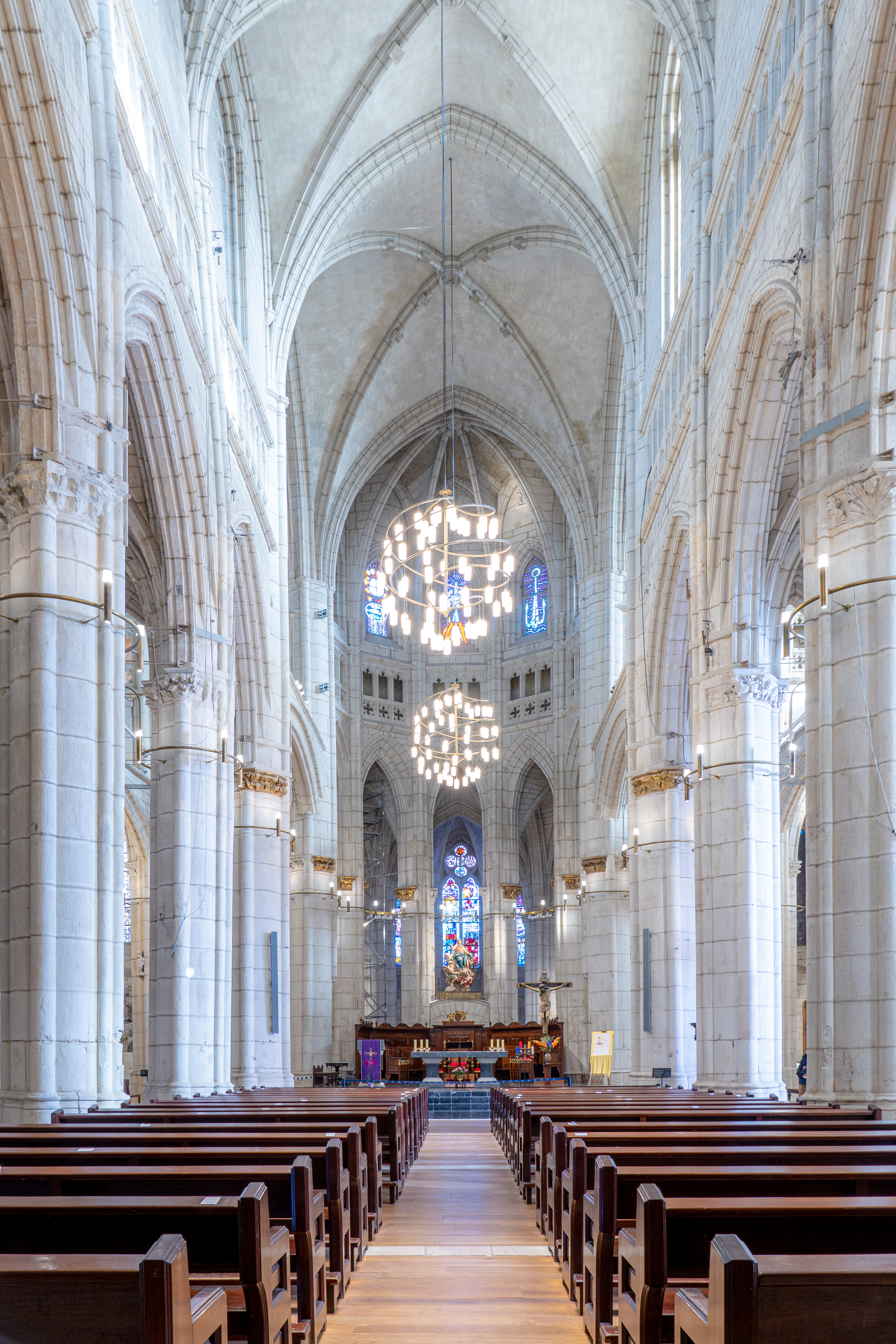
Interior de la Catedral de Santa María

Edificio gótico del siglo XIV con una torre del XVII. Bajo el pórtico se abren tres portadas decoradas con estatuas y relieves. En el interior, las capillas contienen imágenes góticas, flamencas y renacentistas italianas. En las capillas de la izquierda se pueden ver pinturas de Rubens y Van Dyck. La catedral está en período de restauración y ha sido estudiada por expertos de todo el mundo por sus curiosidades arquitectónicas, entre ellas las deformaciones que ha sufrido debido a reformas y restauraciones anteriores. Las obras de restauración que se están realizando actualmente bajo el nombre de «Abierto por obras» pueden ser visitadas y están teniendo un gran éxito.
Además se han desarrollado numerosos congresos, seminarios y conferencias con personalidades literarias como Paulo Coelho, Ken Follett, Arturo Pérez-Reverte o José Saramago. Por el trabajo realizado, la catedral de Santa María recibió el premio Turismo Vasco 2000, concedido por el Gobierno Vasco así como el premio Europa Nostra 2002, la máxima distinción que la Unión Europea concede a los trabajos de restauración y conservación del patrimonio. Desde 2015, la catedral está bajo el reconocimiento de Patrimonio de la Humanidad dentro de la denominación Caminos de Santiago: Camino francés y caminos del Norte de España.
Catedral de María Inmaculada (catedral nueva)

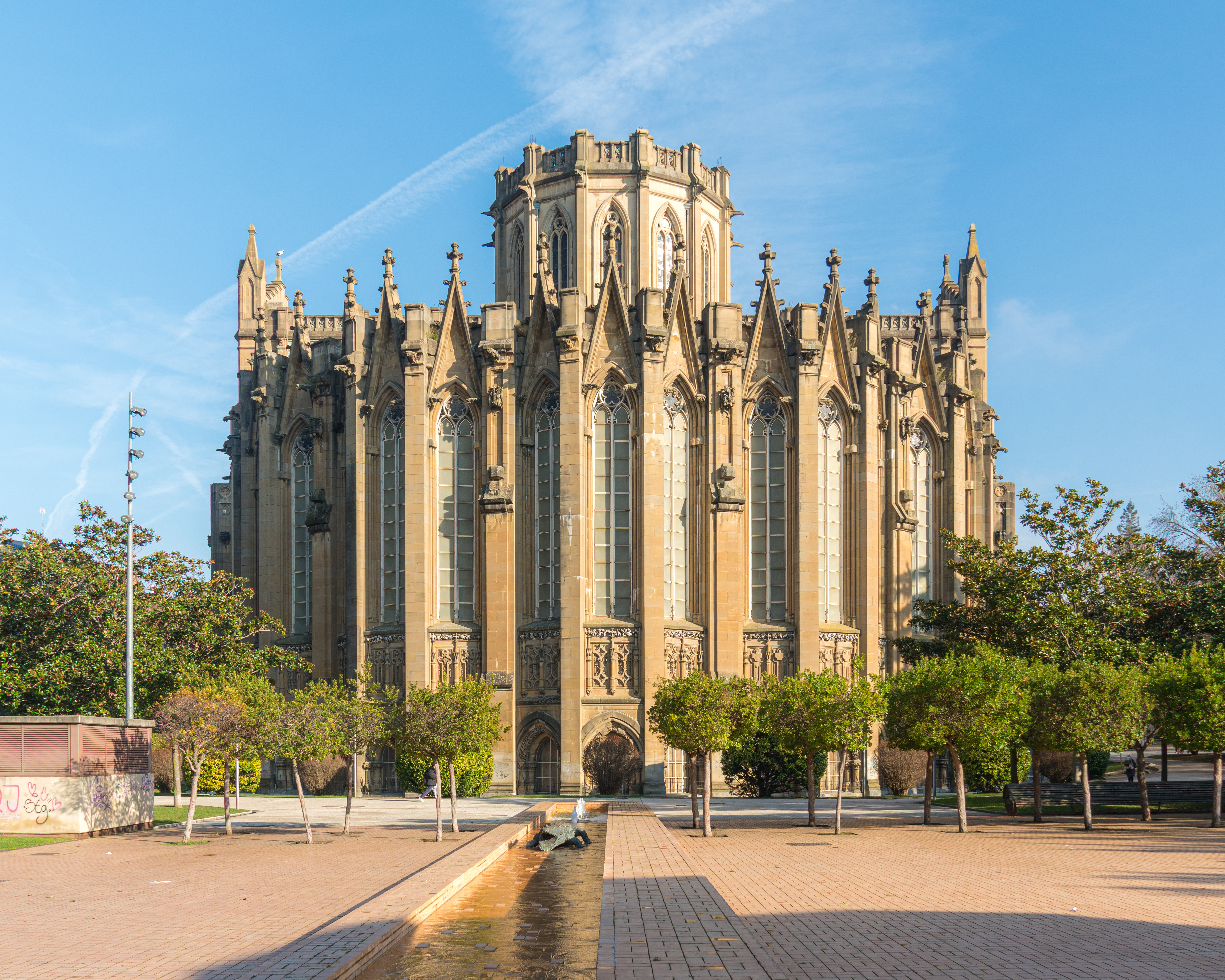
Ábside de la catedral de María Inmaculada (catedral nueva)

Templo catedralicio construido y consagrado en el siglo XX, de estilo neogótico. Su principal valor radica en la riqueza escultórica, en muchos casos correspondiente al estilo modernista, que ornamenta los paños de las naves y el ábside en el exterior, así como las capillas de la girola, el trascoro y la cripta en el interior.
El edificio, de imponentes proporciones, consta de cinco naves longitudinales, la principal y cuatro laterales, un crucero de tres naves, una girola de dos naves con siete capillas absidiales, pórtico, cripta y sacristía. Con sus 118 m de ábside a pórtico, sus 48 m de ancho entre los dos testeros del crucero y sus 35 m de altura en el crucero, se trata de una de las catedrales más grandes de España. Desde 1999 la girola catedralicia sirve de espacio para el Museo Diocesano de Arte Sacro de Álava, que recoge una rica muestra del patrimonio artístico religioso de la provincia, dividida en secciones de talla en piedra, talla en madera, pintura sobre tabla, pintura sobre lienzo, orfebrería y mobiliario litúrgico.
Iglesia de San Pedro Apóstol
Templo gótico del siglo XIV. Destaca el Pórtico Viejo, con un conjunto de relieves con escenas de las vidas de San Pedro y la Virgen María, bajo los cuales discurren las imágenes de la Virgen y los apóstoles. En su interior, en la cabecera, hay varios sepulcros de valor. Adosado a la muralla de poniente, la mayor parte de la fábrica corresponde al siglo XIV. La torre es barroca, con cubo del siglo XVII y chapitel del XVIII, obra de Valerio de Ascorbe, muy parecido al de la torre de la cercana iglesia de San Miguel Arcángel. Entre 1892 y 1896 sufrió una restauración de la que se conserva el pórtico neogótico en el lado sur, obra del arquitecto vitoriano Fausto Íñiguez de Betolaza.
Las vidrieras, fabricadas en Burdeos, por la casa Dagrant, fueron colocadas entre 1861 y 1901. El templo se encuentra junto al Cantón de la Soledad, una empinada calle que dispone de unas modernas rampas mecánicas que facilitan el acceso a la parte más alta del Casco Medieval.
Iglesia de San Miguel Arcángel
Templo gótico-renacentista de los siglos XIV a XVI en cuyo pórtico se sitúa la imagen de la Virgen Blanca, patrona de la ciudad. Retablo mayor de Gregorio Fernández. Fue levantada a finales del siglo XIV en la ladera meridional de la colina de la primitiva Vitoria, fuera de sus muros y de la puerta de San Bartolomé. Ocupa seguramente el mismo lugar de la iglesia juradera dedicada también a San Miguel, que cita y sitúa a las puertas de la villa el documento del fuero fundacional concedido por el rey navarro Sancho VI el Sabio en 1181. La iglesia se asoma a la calle de Mateo Benigno de Moraza y domina las plazas de la Virgen Blanca y del General Loma, centros vitales de la ciudad, y su factura mayormente gótica contrasta con el conjunto de construcciones neoclásicas que discurren a sus pies. Bien de Interés Cultural (BIC), es Monumento Histórico-Artístico Nacional desde 1995.
Iglesia de San Vicente Mártir

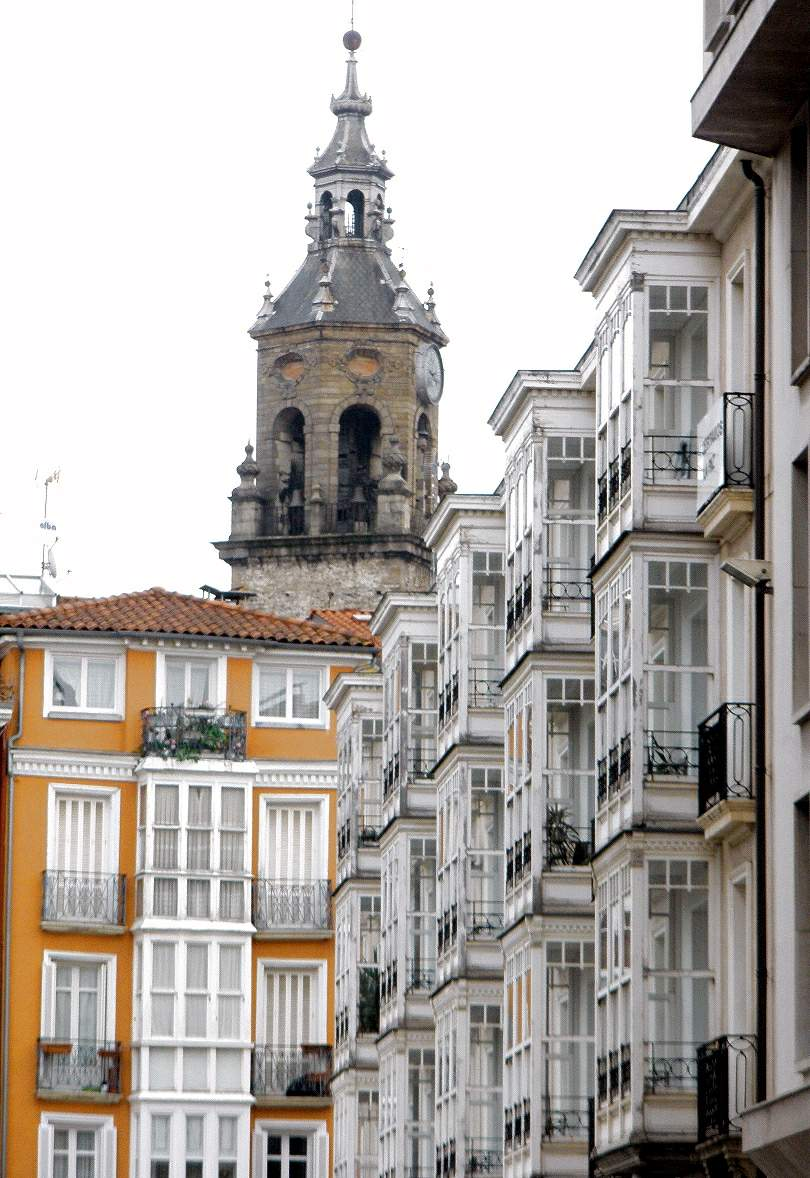
Torre de la iglesia de San Miguel desde la plaza de la Provincia

Templo gótico tardío de los siglos XV y XVI. El templo se construyó sobre una de las fortalezas de la Vitoria de la época del rey Sancho VI de Navarra, entregada para tal fin al Concejo de la ciudad por los Reyes Católicos en el año 1484. Desde el siglo XIII existiría en el emplazamiento un templo de pequeñas dimensiones que fue derribado para dar lugar a la nueva iglesia. Bien de Interés Cultural (BIC), es Monumento Histórico-Artístico Nacional desde 1984.
Iglesia del Carmen
Templo de tipo neoclásico construido entre 1897 y 1900 como parte del Convento de los Padres Carmelitas Descalzos.
Basílica de San Prudencio de Armentia
Desde el parque de la Florida, una larga sucesión de paseos, conducen a Armentia, donde puede contemplarse una de las joyas del románico vasco: la Basílica de San Prudencio (patrón de Álava). El templo fue levantado en las últimas décadas del siglo XII, coincidiendo seguramente con la fundación de la ciudad de Vitoria en 1181, aunque se cree que en ese mismo solar se conservaban los restos de una edificación religiosa más antigua, del siglo VIII. Entonces, ya hacía un siglo que se había extinguido el antiguo Obispado de Armentia, surgido a finales del siglo IX, unas décadas después de la fundación del cercano Obispado de Valpuesta, en tierras occidentales alavesas y burgalesas. En la época altomedieval, el poblado de Armentia era un importante núcleo de población al ser encrucijada del Camino de Santiago y de la antigua calzada romana Astorga-Burdeos, que tenía aquí un hito llamado Suisaco, citado en el itinerario de Antonino, entre Veleia (Iruña) y Tulonio. Todo ello, unido al reconocimiento de Armentia como lugar de nacimiento de Prudencio, santo de época visigótica (hacia el siglo VI) muy venerado, además de en Álava, en tierras riojanas, sorianas y zaragozanas, donde transcurrió su vida de ermitaño, evangelizador, conciliador y obispo, convirtió a Armentia en el centro espiritual más importante de Álava.
Iglesia de San Miguel (popularmente; ermita del Santo Cristo de Abetxuko)
Situada al noroeste de la ciudad, en el antiguo pueblo de Abetxuko perteneciente al barrio del mismo nombre, a solo cuatro kilómetros de la plaza de la Virgen Blanca. Templo románico del siglo XIII, restaurado sucesivamente en el XVII y XX. Espadaña en el poniente del XII y capillas laterales de arcos y bóvedas de los siglos XIV y XVI. En la fachada sur, de mampostería, se abre su bella portada románica que está compuesta por tres arquivoltas de medio punto sobre columnas, decoradas con motivos vegetales y bolas. En el interior de la iglesia se mantiene la estructura medieval, con una sola nave de dos tramos y cabecera recta, que alberga una imagen de Cristo Crucificado, de gran valor artístico, del siglo XVI. También conserva el pie medieval de la pila bautismal, que hoy sujeta el altar; columna con base de garras y mascarones.
San Martín de Abendaño
Fechable antes del siglo XIII, presenta nave rectangular de muros románicos, anteriores a los arcos, bóvedas y contrafuertes exteriores, que responden a reformas posteriores. La imagen del titular es de finales del siglo XIII. Lo más destacable de San Martín de Abendaño son las pinturas murales de la antigua cabecera, hoy en los pies del templo. Desplegaban un gran plan iconográfico con fines didácticos, hoy de difícil reconstitución; las identificables por su mejor estado de conservación representan escenas de la Crucifixión y Anunciación. Los muros exteriores conservan asimismo restos de pinturas que atestiguan la práctica de la decoración exterior de los templos medievales.

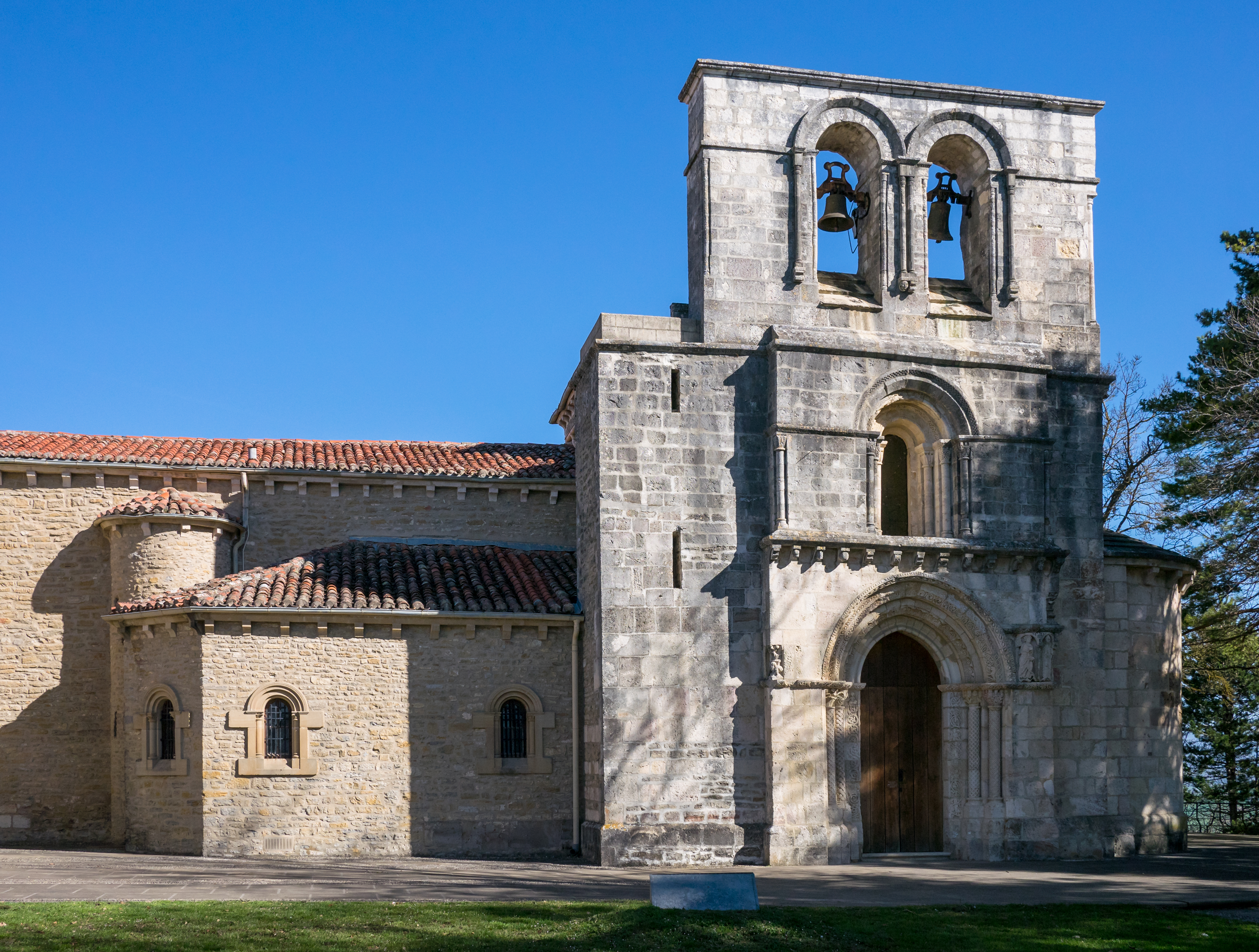
Santuario de Estíbaliz

Santuario de Nuestra Señora de Estíbaliz
Situado en el concejo de Argandoña, a 8 km de Vitoria, data del siglo XI y es una verdadera joya del arte románico. Nuestra Señora de Estíbaliz es la patrona de Álava. En la iglesia hay una Virgen sentada con el Niño que se mantiene desde el siglo XII y es venerada como patrona de la provincia de Álava. De particular interés es la portada sur, llamada Porta Speciosa. Ya en 1074 el monasterio fue mencionado por escrito. Desde 1138 estaba bajo el monasterio benedictino de Santa María la Real de Nájera. La iglesia actual fue en el siglo XIII. En 1542, don Atanasio de Ayala, descendiente y heredero de aquel, donó el monasterio de Estíbaliz al hospital de Santiago de la ciudad de Vitoria que lo cedió a la provincia de Álava previa condición de proceder a la restauración de tan preciada basílica. Después de la disolución del monasterio en el siglo XV se utilizó como iglesia parroquial. Desde mediados del siglo XVI la planta era propiedad de la Hospital de Santiago, Vitoria hasta principios del siglo XX, la provincia de Álava se hizo cargo. Entonces se comenzó a restaurar la iglesia y en 1923 se trasladó de nuevo a los benedictinos.
Convento de San Antonio
Convento de monjas Clarisas del siglo XVII. El edificio, dedicado a la Purísima Concepción de María, fue fundado en 1608 a iniciativa de Doña Mariana Vélez Ladrón de Guevara, condesa de Tripiana y viuda de Don Carlos de Álava, quien cuatro años antes dejó en su testamento el dinero, 1150 ducados, para las obras. Se contrató, para ello a los canteros trasmeranos Juan Vélez de la Huerta y su hijo, Pedro, quienes terminaron el edificio en 1622. Ubicado extramuros de la ciudad, el Convento fue habitado inicialmente por religiosos Franciscanos Recoletos. En 1855 el Ayuntamiento lo cedió a las hermanas Clarisas. De la fábrica original solo se conserva la iglesia; el edificio conventual propiamente dicho es un inmueble moderno.
Convento de Santa Cruz
Convento de monjas Dominicas del siglo XVI. A partir de 1530 se levantó el Convento de Santa Cruz en la calle de la Pintorería con el patrocinio del licenciado Hortuño (o Fortunio) Ibáñez de Aguirre, miembro del Consejo Real y de la Inquisición, y su esposa María de Esquível y Arratia. Los señores de Aguirre convirtieron parte del edificio en su residencia privada. En 1547 las obras concluyeron bajo la tutela de Mateo de Aguirre, sobrino y heredero del licenciado. Se trata de una construcción formada por dos núcleos: la iglesia y el convento, propiamente dicho. El convento, habitado por la comunidad de religiosas dominicas, tiene planta cuadrada y un gran claustro central en el interior. Al exterior presenta el aspecto de un muro sólido muy cerrado que le confiere una apariencia sobria y austera, pero posee un elemento de gran interés: la portada, donde encontramos un acceso sencillo, en arco de medio punto, con el escudo de la comunidad dominica sobre él.

### Arquitectura civil
Muralla medieval
Sus últimos restos fueron descubiertos en 2001 en unas excavaciones arqueológicas llevadas a cabo en el subsuelo de la catedral de Santa María con motivo de las obras para su rehabilitación y completaron los tramos que ya se conocían con anterioridad. Se trata de una obra realizada en el siglo XI y que rodeaba completamente con sus 900 m de perímetro la antigua Vitoria. El Ayuntamiento de Vitoria, en colaboración con el Gobierno vasco y el Departamento de Arqueología de la Arquitectura de la UPV, dejó al descubierto en una primera fase 236 m de fortaleza y dos torreones situados en la parte trasera de la calle de la Correría a los que se han ido sumando nuevos tramos. La muralla medieval de Vitoria obtuvo el premio Europa Nostra en 2010, considerados como los Nobel del patrimonio, así, el galardón concedido en esta edición se suma a la medalla obtenida por la capital alavesa en 1982 por el tratamiento urbanístico del Casco Medieval y el Premio Especial otorgado a la restauración de la catedral de Santa María en 2002.
Palacio de los Álava-Esquivel
Es un edificio de estilo renacentista del siglo XVI. La fachada principal se sitúa en la calle de la Zapatería con una doble portada de arcos de medio punto con un bello escudo nobiliario. La fachada posterior es de mampostería con elementos neogóticos, más conocida, se encuentra en la calle de la Herrería. El edificio es propiedad del Rey de Marruecos.
Casa-Palacio Ruiz de Vergara y Álava
Es un palacio renacentista muy alterado, construido por Juan Ruiz de Vergara y María Díez de Álava sobre los solares de diez casas que este recibió como dote de sus padres con el objetivo de colocar sus escudos.
Casa de los Landázuri y Romarete
La Casa de los Landázuri y Romarete ha sido considerada la casa de aduana. Hasta 1841 era donde se realizaba el control del paso de mercancías desde el interior de la península hacia el resto de Europa. En ella nació y vivió el historiador Joaquín José de Landázuri y Romarate. Las casas al comienzo de la calle de la Correría fueron construidas en los primeros meses de 1757 por Manuel Baltasar de Uriarte y Castillo, que colocó su escudo de armas entre los dos primeros portales de la calle y en la primera planta. Las casas de Alforja son un ejemplo de las construcciones de los comerciantes en el siglo XVII. La planta inferior se utilizaba para los negocios y la superior como vivienda.
La Casa Uralde o Casa de la Yedra
Este edificio pertenece al primer ensanche de la ciudad y formó parte del recinto amurallado que la circundaba.
Palacio de los Álava-Velasco
El palacio de los Álava-Velasco es de estilo barroco, fue mandado construir por Francisco Carlos de Álava y Arista y Amézaga y su esposa María Josefa de Ibarra y Echazarreta. El nombre se debe a sus últimos propietarios, los Velasco, herederos del fundador.
La casa de los Corcuera
La casa de los Corcuera es una de las más antiguas de la ciudad. Destacan en su fachada sur tres escudos con las armas de los Corcuera, unidos a los Mendoza y Urbina. De ellos es especialmente interesante un escudo redondo que por su estilo y sencillez, podría corresponder al último tercio de siglo XV.
Torre de los Hurtado de Anda

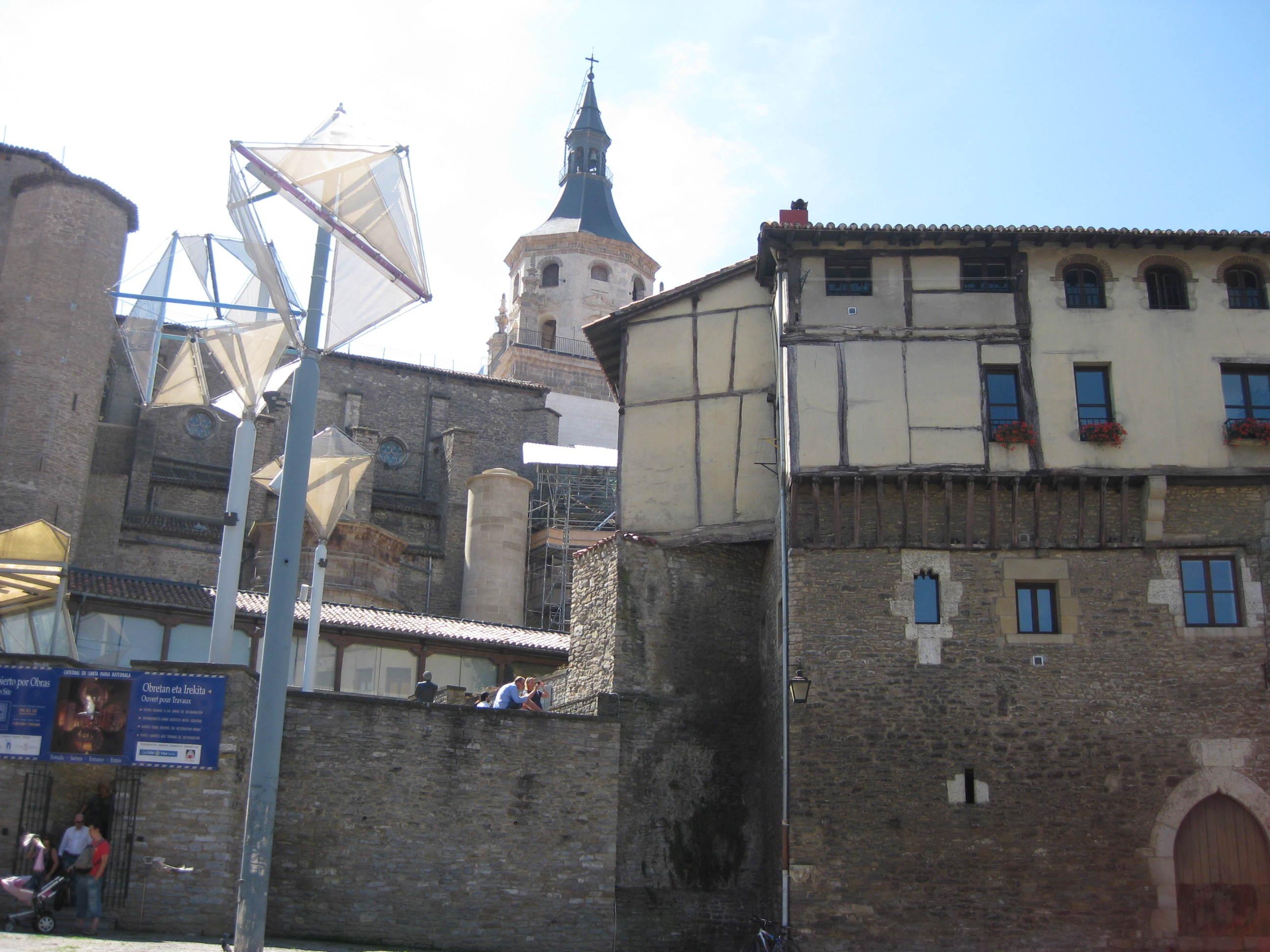
Torre de los Hurtado de Anda junto a la catedral de Santa María

La Torre de los Hurtado de Landa data del siglo XV, situada en la parte trasera de la catedral de Santa María en la plaza de las Burullerías. Formaba parte del sistema defensivo de la ciudad y se trata de un edificio gótico de grandes dimensiones que conserva su aspecto cerrado en la parte inferior, realizada en piedra de mampostería. La superior es más abierta, y fue fabricada con entramado de madera y ladrillo. Fue declarado Monumento Histórico-Artístico en 1984, tras someterse a una importante restauración en 1981.
Palacio Escoriaza-Esquivel
El palacio Escoriaza-Esquivel perteneció a Fernán López de Escoriaza, médico del rey Enrique VIII de Inglaterra, y su mujer Victoria de Anda y Esquivel ordenaron construir este palacio a mediados del siglo XVI. Por su riqueza arquitectónica y ornamental, se trata de uno de los mejores ejemplos de la arquitectura civil renacentista. Construido con piedra de mampostería, se organiza alrededor de un patio cuadrado de doble arquería superpuesta en tres de sus lados y una escalera. Los capiteles y medallones de las columnas están ricamente adornados. Cabe destacar la fachada principal, frente a una plazuela, en la que sobresale la portada plateresca donde se pueden ver los bustos del propietario y su esposa

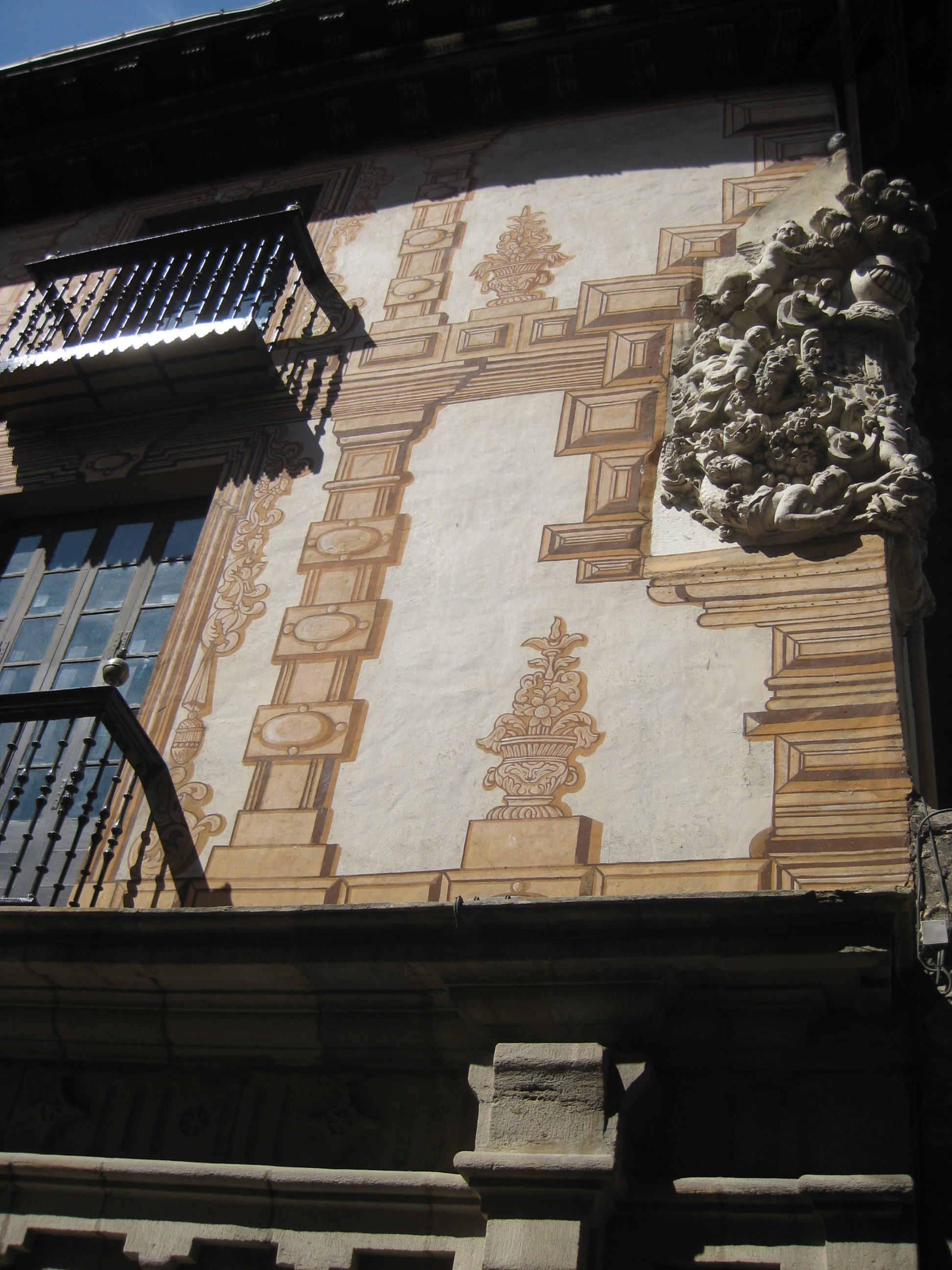
Escudo en el Palacio de los Marqueses de la Alameda

Palacio de los Marqueses de la Alameda
El palacio de los Marqueses de la Alameda es una casa exenta, construida bajo los cánones del Barroco civil por Bartolomé de Urbina (primer Marqués de la Alameda) en el siglo XVIII en un estilo barroco. De planta rectangular fue edificado salvando el gran desnivel de la colina que ocupa el casco medieval. En 1830 fue construido un puente (hoy desaparecido) para comunicar el jardín de la casa con otro mayor situado entre las calles de la Fundadora de las Siervas de Jesús y la de las Cercas Bajas, en lo que hoy es la plaza del Marqués de la Alameda. Cuenta con un precioso escudo esquinero en la fachada principal de la calle de la Herrería.
Casa-torre de los Iruña-Torre de Doña Ochanda
La casa-torre de los Iruña es una casa fuerte situada en el casco viejo de Vitoria (España) data en el siglo XV, defendía desde su fachada exterior la muralla de la ciudad. En 1970, se realizó con criterios historicistas la reconstrucción bajo la dirección de Emilio y Luis Ángel Apraiz. Se hizo al estilo de las torres segovianas o italianas del Bajo Medievo, ya que sobre la base de la torre no sobresalía el tejado. Se remató con una corona de almenas de voladizo sobre modillones de triple curva. En el año 1984 se acondicionó como Museo de Ciencias Naturales de Álava.
Antiguo Hospicio
El antiguo Hospicio de Vitoria fue fundado en 1778 por Real Cédula de Carlos III, comenzando a ser dirigido por la Real Junta de Diputación a Pobres. La institución de acogida de huérfanos se instaló en el edificio del que fuera colegio de San Prudencio, fundado en 1589 por el vitoriano D. Martín de Salvatierra (1583-1592), obispo de Segorbe y de Ciudad Rodrigo. El conjunto de colegio y capilla, orientado a la calle de San Vicente de Paúl, se edificó a caballo entre los siglos XVI y XVII. El primero, construido en buena sillería arenista, presenta una severa fachada clasicista de tres cuerpos, los dos primeros con estructura gemela, consistente en arquitrabes que sostienen cuatro pares de columnas, de orden toscano en el nivel de la calle y de orden jónico en el superior, dieciséis en total. En el tercer cuerpo sobresale un relieve escultórico de la Caridad.
Antiguo Seminario Conciliar
Es un edificio que se construyó originalmente como defensa de la ciudad. A lo largo de su historia ha sufrido varias reformas y en la actualidad alberga viviendas y un centro de salud.
Casa Armera de los Gobeo y Landazuri Guevara, hasta hace unos años funcionaba como Museo de Arqueología.
Casa de los González de Chávarri
construida en el siglo XVII como elemento de protección de Media. En la actualidad funciona como centro cívico El Campillo.
Casa Echanove
en ella está el departamento municipal de Presidencia, anteriormente era el Centro de Diseño del Ayuntamiento. Al lado de la Casa hay un parque en el que hasta hace poco existía una importante secuoya de la que se conserva «mocha».
Antigua Academia de Dibujo
a lo largo de su historia ha sido sede de diferentes espacios, como la Academia de Dibujo, la Escuela de Artes y Oficios, Conservatorio de Música…hasta convertirse en el semillero de empresas que es hoy.

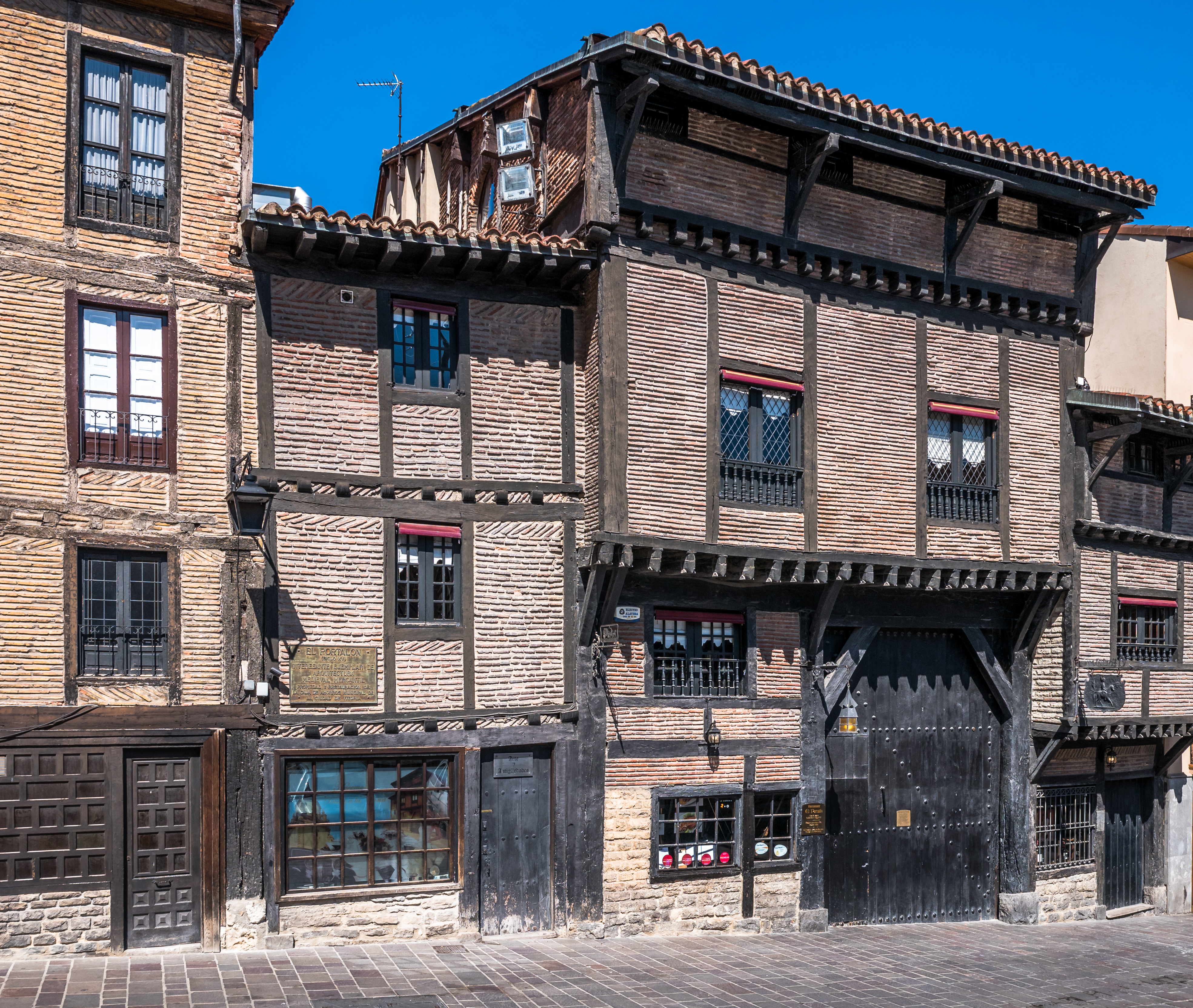
El Portalón
El Portalón fue fundado a finales del siglo XV como casa de Postas, constituyendo uno de los edificios más emblemáticos de Vitoria en la época y conservando hoy en día todo su aspecto y encanto medieval, estando catalogado como edificio de interés histórico. Ubicado en la salida norte de la antigua aldea de Gasteiz (hoy en día centro del casco histórico de Vitoria) está escoltado por la famosa catedral de Santa María, la Torre los Hurtado de Anda y la plaza de las Burullerías. El nombre «El Portalón» es totalmente descriptivo del edificio y hace referencia al portón de roble que desde su fundación hasta los años 50 del siglo pasado mantuvo su puerta abierta para dar resguardo a los carruajes de los comerciantes y evitar de esta forma robos o deterioros de las mercancías transportadas. Fue precisamente en la rehabilitación de los años 50, cuando el edificio en su conjunto adquirió el uso que conocemos hoy un restaurante de primer nivel que aúna historia y gastronomía.
Palacio de Villa Suso
Situado junto a la iglesia de San Miguel y a pocos metros de la iglesia de San Vicente, en la conocida plaza del Machete, en pleno casco histórico de la ciudad. Su construcción fue ordenada hacia 1539 por Martín de Salinas, embajador en la corte del emperador Carlos I. El edificio es de corte singular, en forma de U, debido a que hubo que adaptarlo a la muralla de la ciudad (contra la que construyó) y a los desniveles del terreno. La fábrica es de sillarejo en el fondo de los muros y de piedra sillar en la portada, el escudo y los cercos de los vanos. El Ayuntamiento de la ciudad se hizo con la propiedad del palacio y lo ha adaptado para ofrecer en él congresos, conferencias y exposiciones.
Casa del Cordón
Situada en la calle de la Cuchillería, es un bello ejemplo de arquitectura gótica civil. Se construyó en el siglo XV y tiene una torre del siglo XIII. En esta casa se alojaron los Reyes Católicos, y Adriano VI fue nombrado Papa mientras se encontraba en la misma. Fue construida en el siglo XV por el comerciante judío converso Juan Sánchez de Bilbao sobre unas viejas casas medievales, rodeando la antigua torre de linaje de los Gaona del siglo XIII, la cual permanece en el interior de las dos primeras plantas del palacio. Destaca sobremanera la bóveda estrellada y policromada con la que se cubre la sala noble del torreón y que ha permanecido intacta hasta la actualidad.
Palacio Maturana-Verástegui
Este palacio también es conocido como casa-palacio del marqués del Fresno, data de mediados del XVI y fue promovido por Antonio Sáez de Maturana. Las instituciones públicas lo están rehabilitando para convertirlo en sede de Zain, un centro de investigación de patrimonio cultural del País Vasco.
Casa de los Maturana
La casa de los Maturana es una casa noble de pisos volados cerrando la calle de la Correría, que perteneció probablemente al linaje de los Maturana. En su fachada lateral se colocó en el año 1869 una lápida conmemorativa de la Jura de los Fueros Vitorianos por Isabel la Católica. Esta casa está muy restaurada y sin ningún signo exterior, que recuerde a los primeros inquilinos.

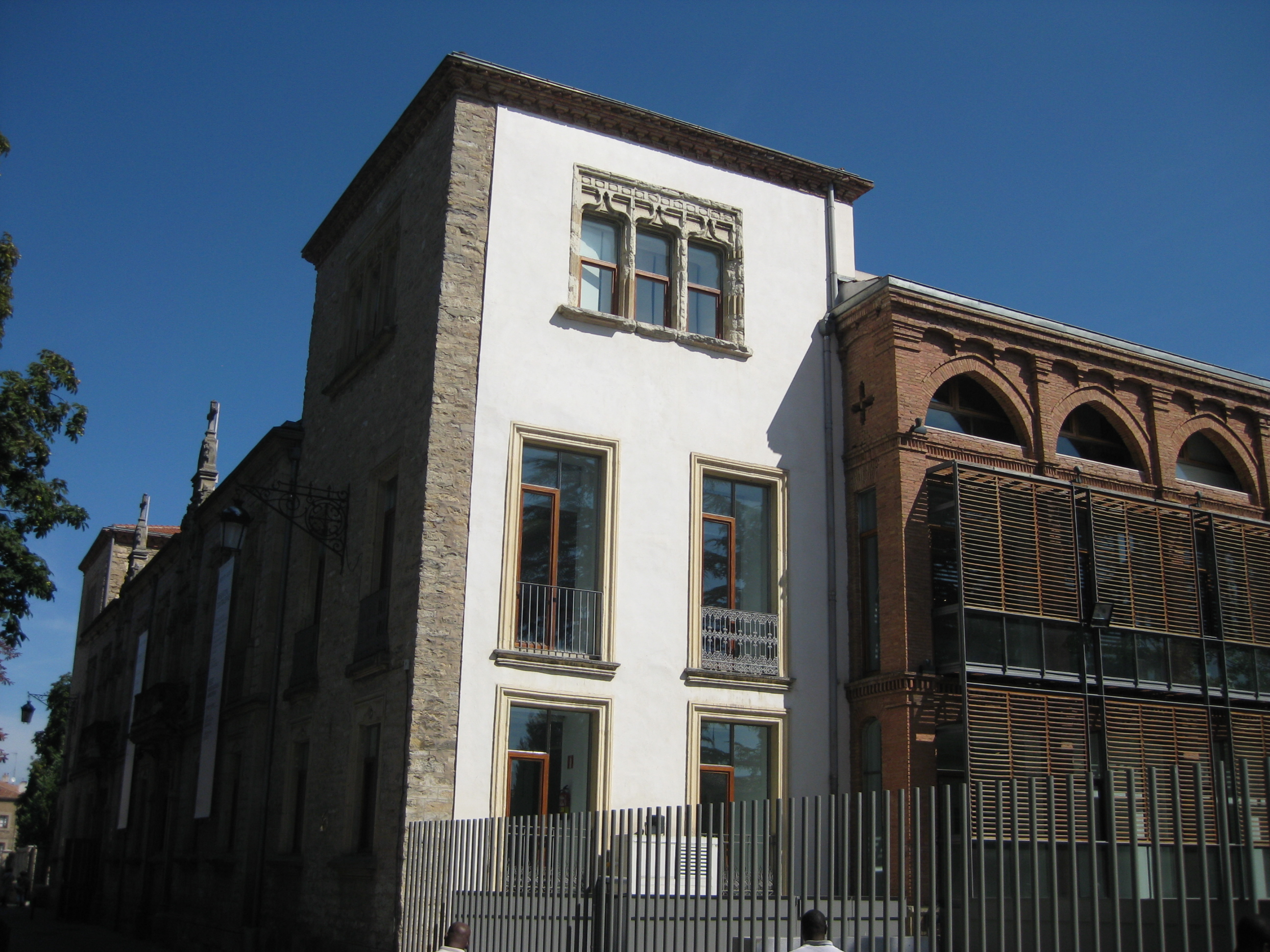
Palacio de Montehermoso

Palacio y centro cultural Montehermoso
El palacio de Montehermoso data del siglo XVI, muy reformado, que históricamente ha tenido varios usos. El edificio fue construido en 1524 en un estilo gótico-renacentista a iniciativa del licenciado Hortuño (o Fortunio) Ibáñez de Aguirre, miembro del Consejo Real de Castilla y de la Inquisición, y su esposa María de Esquível y Arratia, con el objeto de albergar una comunidad de monjas Dominicas. Sin embargo, una vez concluido, el Palacio se destinó a residencia privada de la familia Aguirre-Esquível, decidiendo esta construir a cambio el convento de Santa Cruz para las Dominicas. En los siglos siguientes, el Palacio, provisto de un patio interior de dos pisos con arquerías escarzanas, fue mansión de pernocta habitual de los monarcas españoles cuando hacían parada en Vitoria y de otras personalidades de la nobleza, incluso José Bonaparte durante la retirada napoleónica hizo del palacio su corte en Vitoria antes de su huida a Francia. Al convertirlo en su sede, el Obispado encargó al arquitecto Fausto Íñiguez de Betolaza la reforma de la fachada, que adquirió su actual aspecto neogótico. En 1928 se acometió otra importante reforma. En 1994 dejó de ser la sede de la diócesis de Vitoria y en 1997, con la anexión del antiguo Depósito de Aguas, se convirtió en el centro cultural Montehermoso, concebido como espacio de exposiciones artísticas y representaciones musicales.
Plaza de la Virgen Blanca

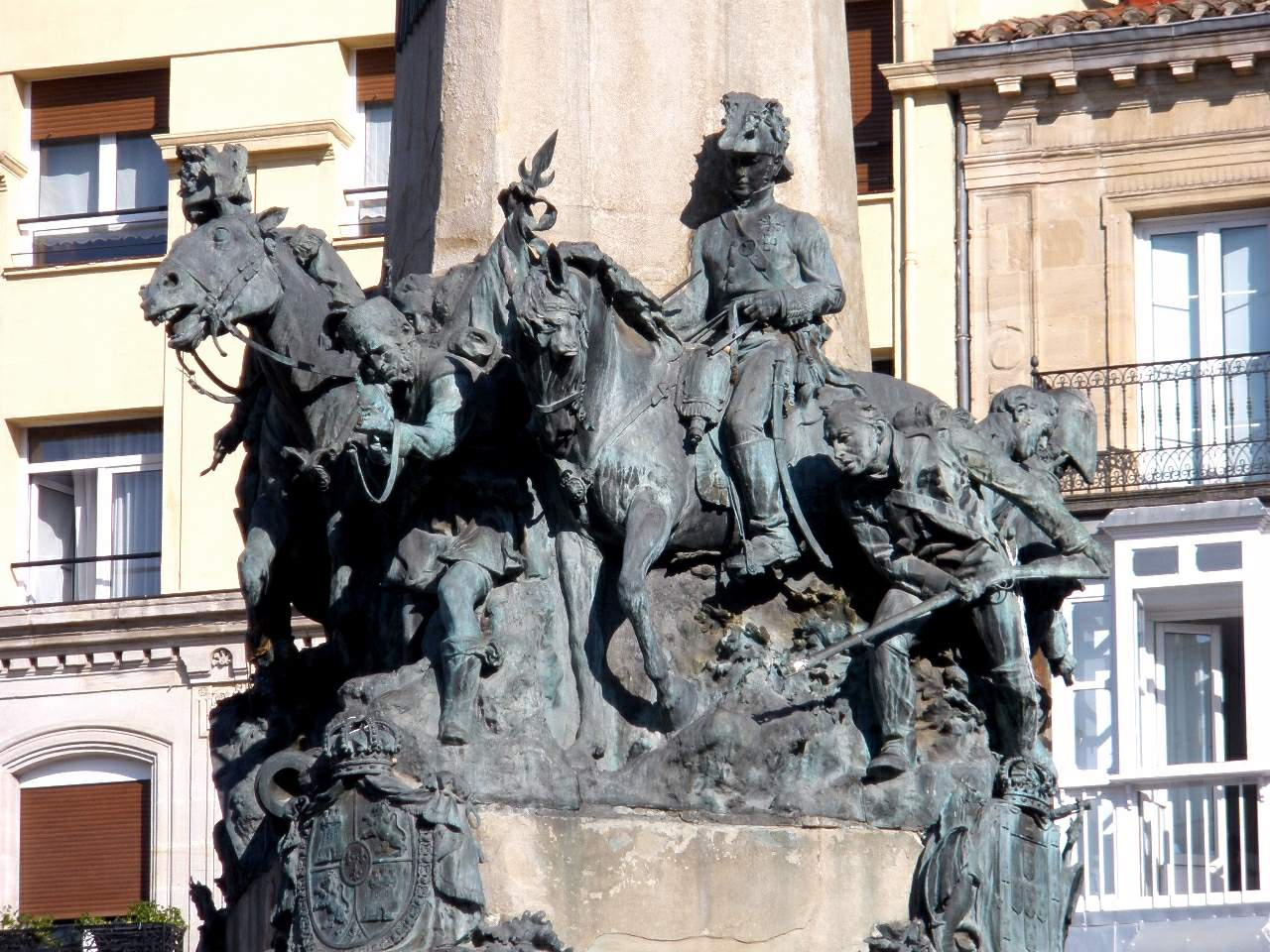
Monumento a la Batalla de Vitoria en la plaza de la Virgen Blanca

La plaza de la Virgen Blanca era conocida antaño como plaza Vieja, es el centro neurálgico de la ciudad. Allí confluyen algunas de las calles más típicas del casco antiguo y del Ensanche y está rodeada de casas antiguas con miradores acristalados. En su centro se yergue el monumento conmemorativo de la Batalla de Vitoria. Entre los edificios que se encuentran en esta plaza destaca la iglesia de San Miguel, del siglo XVI donde en uno de sus pórticos se representa una imagen de la Patrona, que da nombre a la plaza.
Plaza de España
Es una gran plaza porticada concebida por el arquitecto Antonio de Olaguibel en 1781 para unir el casco antiguo con el nuevo Ensanche (entonces en construcción), y para dotar a la ciudad de un espacio para celebrar festejos, corridas de toros y mercados populares. Uno de los elementos más importantes del conjunto es la Casa Consistorial, de decoración neoclásica. Se utilizó el nombre de plaza nueva en contraposición a la contigua plaza de la Virgen Blanca antes denominada plaza Vieja, durante sus primeros años de existencia.
Plaza de Los Fueros
La plaza de los Fueros, construida según el proyecto de Luis Peña Ganchegui y Eduardo Chillida, fue inaugurada en 1979. Erigido el lugar en piedra de granito rosado, alberga el Monumento a los Fueros, de Eduardo Chillida, así como un frontón y un espacio pensado para el deporte rural vasco. Esta plaza alberga los conciertos gratuitos que se celebran en las fiestas de la ciudad, deporte rural vasco y otro tipo de eventos como la Semana de la Ciencia de Vitoria o el Ardo-Araba (feria del vino de Álava). Vista la plaza de los Fueros desde arriba, se puede contemplar el mapa de Álava, diseñado a base de muros de piedra que le dan forma. Desde el verano de 2011, la plaza luce en gran parte el diseño original de los arquitectos.
Los Arquillos
Los Arquillos es una calle con soportales que se construyó en el siglo XVIII también por Olaguibel junto a Díez de Güemes. Por medio de una serie de edificios escalonados se salva el desnivel existente entre la ciudad antigua y el ensanche. Desciende desde la plaza del Machete hasta la parte trasera de la plaza de España. La zona medieval de la capital alavesa se asienta sobre una colina y «Los Arquillos» permiten salvar el importante desnivel por medio de una serie de edificios escalonados. La nueva obra, que tardó diez años en construirse, fue la solución del ensanche de la ciudad junto a la plaza de España, concebida también por Olaguibel. Así, las calles medievales fueron accesibles desde el ensanche neoclásico. Se suele dar como fecha de construcción el año 1787.
Palacio de Ajuria-Enea
Es la sede del Gobierno Vasco desde el año 1980 y es residencia oficial del lehendakari. Fue construido en 1918 como residencia de la familia de Serafín Ajuria, y es un ejemplo de la arquitectura vasca de la época. Su nombre proviene de la separación en dos palabras de ajuriaenea, denominación que está compuesta por el apellido de la familia que construyó el palacio (los Ajuria) declinado en euskera en la forma del genitivo, viniendo a significar «de Ajuria».
Palacio Elvira Zulueta

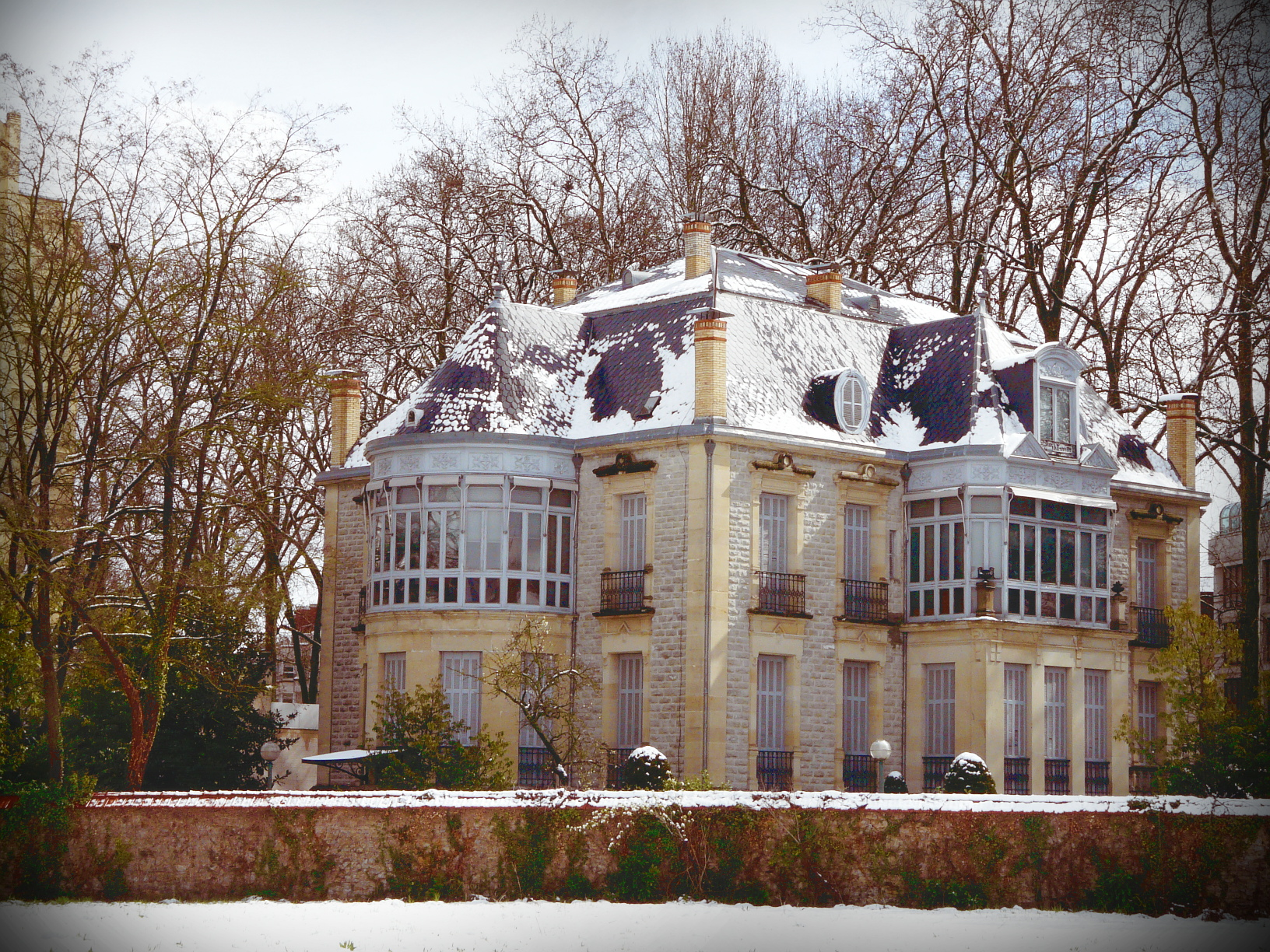
Palacio de Zulueta

Fue mandado construir por Alfredo de Zulueta como casa-hotel a comienzos de siglo XX. Se trata de una elegante mansión situada en el paseo de la Senda rodeada de zonas ajardinadas y fue sede de la Fundación Sancho el Sabio, un centro de documentación sobre la cultura vasca con fondos históricos desde el siglo XVI hasta nuestros días. En el 2012 se decidió habilitar el Palacio Zulueta como sede principal de la capitalidad verde europea, Green Capital. Existe un plan para convertir el Palacio Zulueta en el Centro del vino de Rioja Álava. Este centro consistirá en un espacio donde se realizarán actividades que tendrán como eje principal el vino de Rioja Alavesa. De esta manera se quiere convertir a Vitoria en un referente de gran importancia tanto a nivel nacional como internacional.
Palacio de la Diputación Foral de Álava
Es un edificio construido en piedra de sillería, de forma cuadrangular y con columnas en su atrio de entrada. Obra de Martín de Saracíbar, su fachada principal es de estilo neoclásico tardío y su construcción tuvo lugar entre los años 1833 y 1858.
Antigua plaza de toros de Vitoria (Iradier Arena)
Rehabilitado como un recinto multiusos que recibe el nombre de Iradier Arena en honor a cuatro «iradieres» ilustres de la ciudad de Vitoria: Pantaleón Iradier, el arquitecto que diseñó la antigua plaza taurina de la ciudad y el edificio que acoge el Parlamento Vasco; Cesáreo Iradier, el arquitecto que construyó el Teatro Principal de la ciudad; el músico Sebastián Iradier y el explorador Manuel Iradier. Fue inaugurada el 4 de noviembre de 2006 para comenzar a acoger la Feria de la Blanca que comienza tradicionalmente el 5 de agosto. Es un edificio con una estructura de veintitrés metros de altura con fachada recubierta de aluminio y amplios espacios de vidrio transparente. Cuenta con un ruedo de cuarenta y cinco metros de diámetro, cinco corrales, diez chiqueros, una báscula electrónica para pesar a los toros, un desolladero con cámara frigorífica para almacenar hasta cinco corridas, quirófano, sala de curas y reanimación, además de capilla.
Edificio Vital

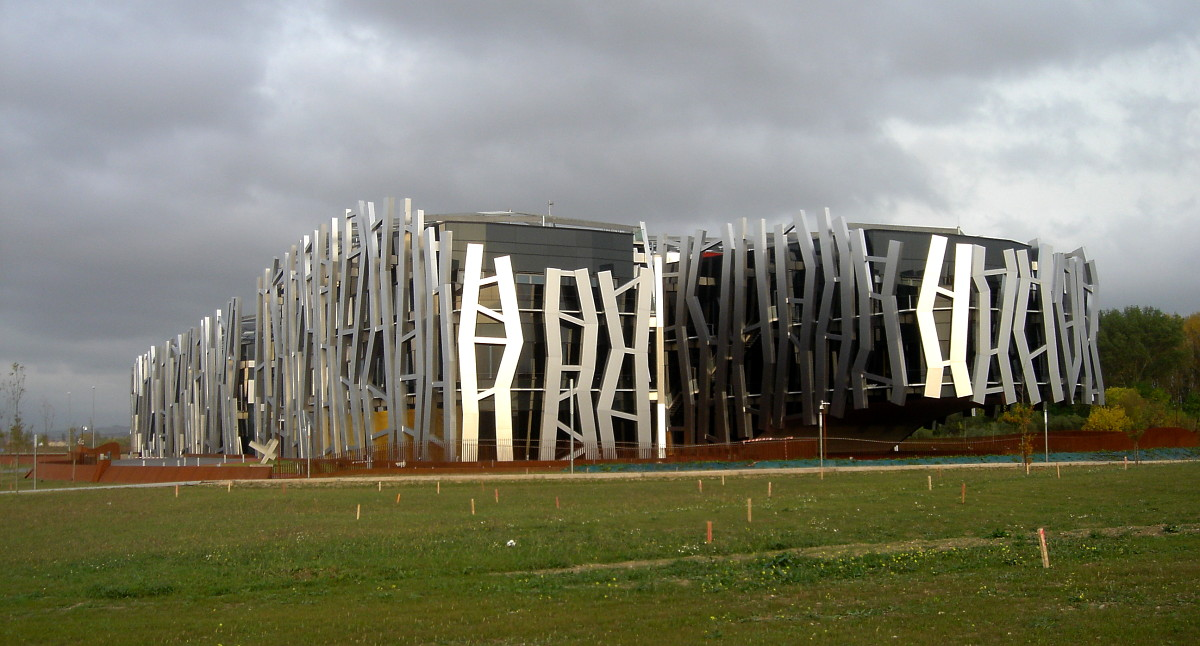
Edificio Vital, sede central de la Caja Vital

El edificio Vital es la sede central de la Caja Vital (Caja de Ahorros de Vitoria y Álava) hoy parte de Kutxabank, es una moderna construcción de acero y cristal ubicada en el entorno ecológico de los Humedales de Salburua que nació para ser un referente de la arquitectura local y un elemento dinamizador de Salburua y de la capital alavesa. Se trata de un edificio inteligente diseñado por los arquitectos Javier Mozas y Eduardo Aguirre, su imagen exterior representa el código genético de un organismo vivo y recuerda a los troncos y juncos del humedal junto al que se ha construido. Cuenta con 16 000 m cuadrados construidos con todas aquellas dependencias que no prestan atención directa al público, incluida Presidencia y Dirección General. Dispone de un auditorio de doscientas butacas, una sala polivalente, catorce despachos y veinticinco salas de formación, además de las salas de reuniones de la Comisión Ejecutiva y la del Consejo de Administración.
Itinerario Muralístico de Vitoria

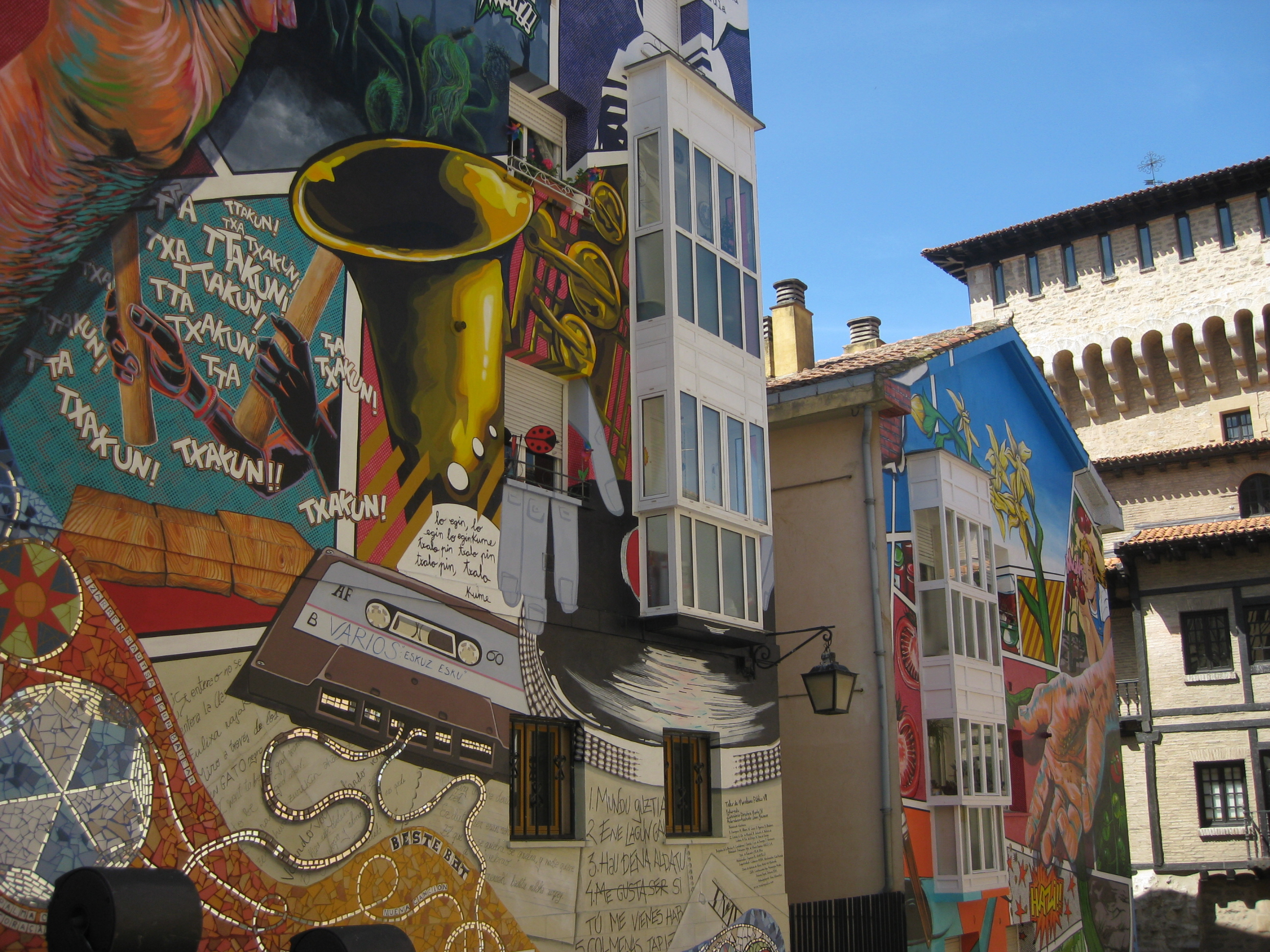
Mural situado en el cantón de las Carnicerías

Se trata de una galería de murales realizados por artistas y personas voluntarias en distintas fachadas del casco medieval y del barrio de Zaramaga. Se trata de un proyecto que impulsa a creadores a implicarse en su entorno y a vecinos e interesados a participar activamente en creaciones que mejoran y embellecen su propio barrio produciendo obras de arte públicas. Las visitas guiadas permiten descubrir la historia, el significado y los secretos de cada mural además de cómo se pintaron. Hoy en día, podemos encontrar murales en diversas partes del casco medieval: plaza de las Burullerías, cantón de las Carnicerías, cantón de Anorbín, calle de Santa María, cantón de Santa Ana, cantón de Santa María, frente a la Muralla Medieval también junto al cantón de las Carnicerías y en la calle de Francia frente al museo ARTIUM. El proyecto tiene intención de seguir realizando murales que amplíen la colección actual.

### Parques y espacios verdes principales
Parque de La Florida
Situado en el ensanche, está considerado un verdadero jardín botánico. Con 35 000 m², fue diseñado en el siglo XIX según el estilo romántico imperante en la época, con riachuelos y bosquetes. En él pueden encontrarse extrañas y exóticas variedades botánicas procedentes de todas las partes del planeta con noventa y cinco especies de árboles y setenta y nueve de arbustos. Alberga el quiosco de música de la década de 1890 y las estatuas de cuatro reyes godos.
Jardines del Obispo Fernández de Piérola.
Podría decirse que son una continuación del parque de la Florida. Bordean la parte de la girola de la catedral nueva y albergan una curiosa escultura de un enorme rinoceronte, obra del escultor vitoriano Koko Rico.
Parque de San Martín
Es conocido popularmente como «parque de las Conchas» por la forma de los edificios que lo rodean o «parque de los Patos» por la gran cantidad de patos que habitan en su estanque. Se trata de uno de los más bellos parques urbanos construidos en la ciudad y cuenta con 85 000 m² donde habitan once especies diferentes de coníferas, sesenta y seis especies de frondosas y más de diez mil rosales. Se encuentra en el barrio homónimo y cuenta con numerosas zonas para el ocio infantil, un skate-park y un gran estanque con un vistoso géiser.
Parque del Norte
También conocido como «parque de Molinuevo», se encuentra al norte del casco medieval. Además de una gran variedad de especies de frondosas y coníferas, destacan su pícea azul y sus palmeras excelsas.
Parque de Judimendi

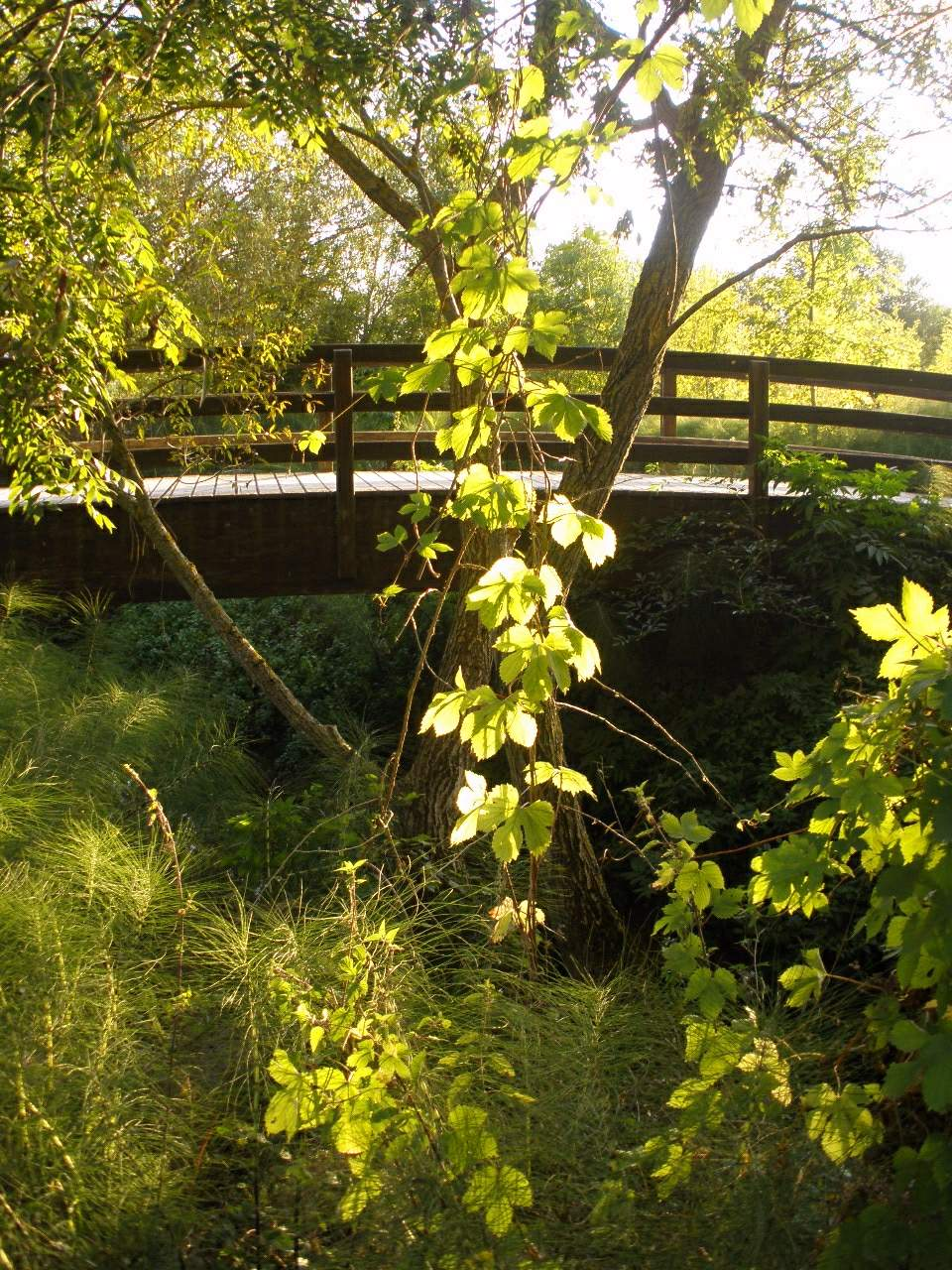
Parque de Salburua, en el Anillo Verde

Judimendi (que traducido al castellano sería «colina de los judíos») está ubicado en el antiguo cementerio judío de la ciudad que fue entregado a las autoridades en el siglo XV cuando los Reyes Católicos ordenaron su expulsión. Dentro del parque se puede contemplar el monolito que recuerda su historia. Este bonito espacio sobresale por sus álamos blancos.
Parque de Arriaga
Se ubica en el distrito de Lakua-Arriaga y está configurado en torno a una ermita juradera. Destaca, sobre todo, por sus 190 000 m² poblados con acacias, chopos, rosaledas y numerosas plantas aromáticas. Cuenta, además, con un lago frecuentado por diversas especies de aves.
El Prado
Es un parque muy utilizado por los vitorianos, sobre todo, por los amantes del footing. La historia de este parque se remonta más allá del siglo XII cuando era una antigua dehesa para el pasto de los animales domésticos. Alberga veintiuna especies de árboles, todos ellos caducifolios. Los especímenes más notables que se pueden contemplar son los castaños de Indias, fresnos, tilos y arces.
Parque de Aranbizkarra
Se encuentra en el nordeste de la ciudad y cuenta con gran número de abedules, hayas y robles.
Paseo de La Senda
Conecta desde hace más de un siglo el parque de la Florida con la románica Basílica de San Prudencio de Armentia. Con más de dos kilómetros de longitud, el agradable paseo que ofrece bajo sus castaños conduce hacia otros puntos verdes de gran interés como los jardines del palacio Zulueta, El Prado o Las campas de Armentia. En el paseo de la senda, se encuentran otros puntos de interés como el palacio de Ajuria-Enea, el Museo de Armería o el palacio Augusti-Museo de Bellas Artes.
Anillo Verde
Red de parques seminaturales que rodea el perímetro de la ciudad. Una iniciativa que surge en la década de los noventa del siglo XX y que fue seleccionada por la ONU entre las cien mejores actuaciones mundiales en el III Concurso Internacional de «Buenas Prácticas para la mejora de las condiciones de vida de las ciudades», celebrado en Dubái en el año 2000. Actualmente se compone de seis parques: parque del Río Zadorra, parque de los Humedales de Salburua, parque y jardín botánico de Olárizu, parque del Bosque de Armentia, parque de Zabalgana y Errekaleor. Todos ellos conectados a través de sendas urbanas con el fin de facilitar el desplazamiento entre la ciudad y la naturaleza que la rodea.

### Anillo verde
El Anillo Verde es un conjunto de parques periurbanos de alto valor ecológico y paisajístico enlazados estratégicamente. Es el resultado de un proyecto que se inició en los noventa para restaurar y recuperar la periferia de Vitoria, tanto desde el punto ambiental como social.
Se compone de seis parques: Armentia, Olarizu, Salburua, Zabalgana, Zadorra y Errekaleor. Todos ellos conectados a través de sendas urbanas con el fin de facilitar el desplazamiento entre la ciudad y la naturaleza que la rodea.

### Puentes

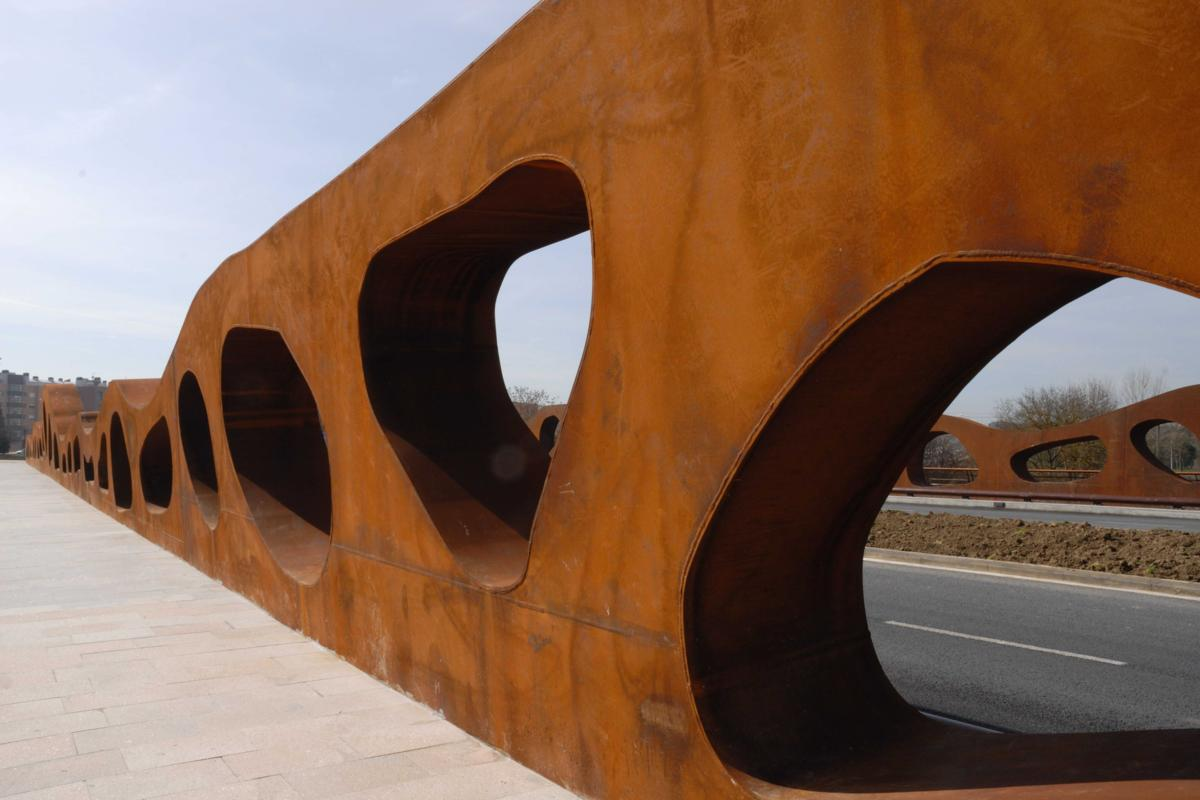
Puente de Abetxuko

Puente de Abetxuko: Se trata de un puente construido sobre el río Zadorra en la zona norte de la ciudad. Fue una de las iniciativas del ayuntamiento de Vitoria para mejorar la movilidad de los ciudadanos de Abetxuko que durante años han estado conectados con el centro de la ciudad a través de un puente angosto, de seis metros de ancho, que generaba situaciones de riesgo para los peatones. La estructura está formada por dos celosías longitudinales. El diseño de las celosías supera las formas tradicionales e introduce formas complejas de aspecto orgánico cuyas dimensiones se ajustan a las necesidades resistentes. Los diseñadores del puente han empleado acero corten como homenaje a los escultores vascos Eduardo Chillida y Jorge de Oteiza. Los espacios de las celosías tradicionales se convierten en alveolos de formas variadas cuyo aspecto y color varían con la luz e invitan a perspectivas muy distintas y que lo convierten en un puente vivo.
Antiguo Puente de Castilla: Se encuentra en desuso como puente desde 1994, año en el que se instaló en los jardines del portal de Foronda como monumento ya que es una joya de la arqueología industrial, construido con estructuras que ya no se fabrican de estilo Eiffel. Se trata del puente de la línea férrea Madrid-Irún que desde finales del siglo pasado cruzaba el portal de Castilla de Vitoria. Los orígenes de este peculiar monumento nacen del crecimiento urbanístico de la ciudad que provocó que a mediados de los noventa, ese punto, nexo entre el centro de la ciudad y el parque del Prado y más allá con el barrio de Ariznavarra, se convirtiera en un cuello de botella para los automóviles y en un paso incómodo para los peatones. Fue sustituido por el nuevo Puente de Castilla.
Nuevo Puente de Castilla: También llamado Puente Azul por los vitorianos, este puente sustituye al antiguo puente de nueve metros de luz que impedía el normal desarrollo de la ciudad. El puente nuevo tiene sesenta y cuatro metros de luz y cruza la vía inferior con gran oblicuidad cuarenta y nueve grados.

### Teatros
Teatro Principal Antzokia
Es el mayor teatro de la ciudad que en el año 2018 cumple 100 años de existencia. Cuenta con casi mil localidades y una programación anual muy variada en la que se presentan tanto obras de teatro como conciertos, llegando a hasta los ciento cincuenta espectáculos. Estos se estructuran en cuatro temporadas que son invierno-primavera, verano, el Festival Internacional de Teatro y Navidad. 
Teatro Beñat Etxepare

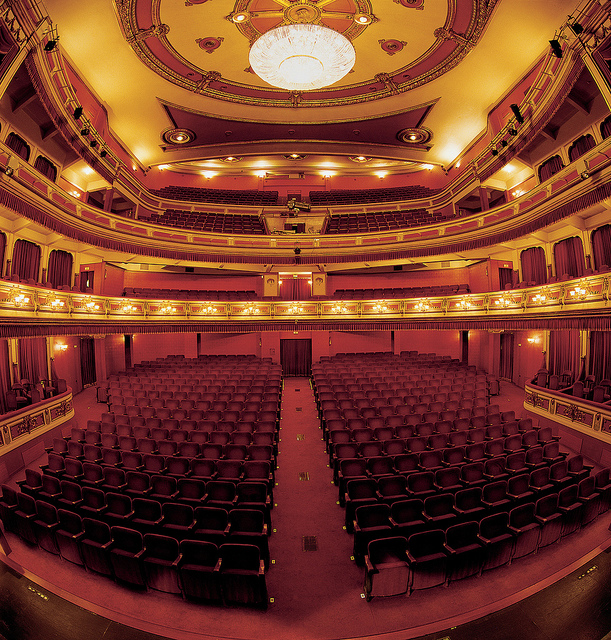
Interior del Teatro Principal

Es el teatro más antiguo de los que se ubican en los centros cívicos y el que más demanda de utilización tiene. Gracias a su programa de teatro infantil, lleva años contribuyendo a la creación de nuevos públicos para las artes escénicas.
Teatro Ibáñez de Matauco (centro cívico Hegoalde)
El Teatro Jesús Ibáñez de Matauco es uno de los espacios dónde se realizan y desarrollan distintas iniciativas artísticas. Localizado en el centro cívico Hegoalde asociado a la red municipal de teatros. Entre la programación del teatro destacan el ciclo de Flamenco siglo XXI y el JIM Aktual dedicado a la creación contemporánea.
Teatro Félix Petite
Se trata del teatro que cuenta con la infraestructura escénica más moderna de la ciudad ya que dispone de equipo de última generación. Se le llamó así en homenaje a uno de los programadores escénicos más importantes de Vitoria, Félix Petite, que también fue fundador del Festival Internacional de Teatro.
Teatro Federico García Lorca (centro cívico Lakua)
Teatro en el que varios colectivos, asociaciones, escuelas de música y danza de la ciudad desarrollan sus programas y creaciones artísticas. Muchos niños y niñas asisten a los programas de educación musical que allí se llevan a cabo.

### Esculturas urbanas

Principales esculturas urbanas de Vitoria
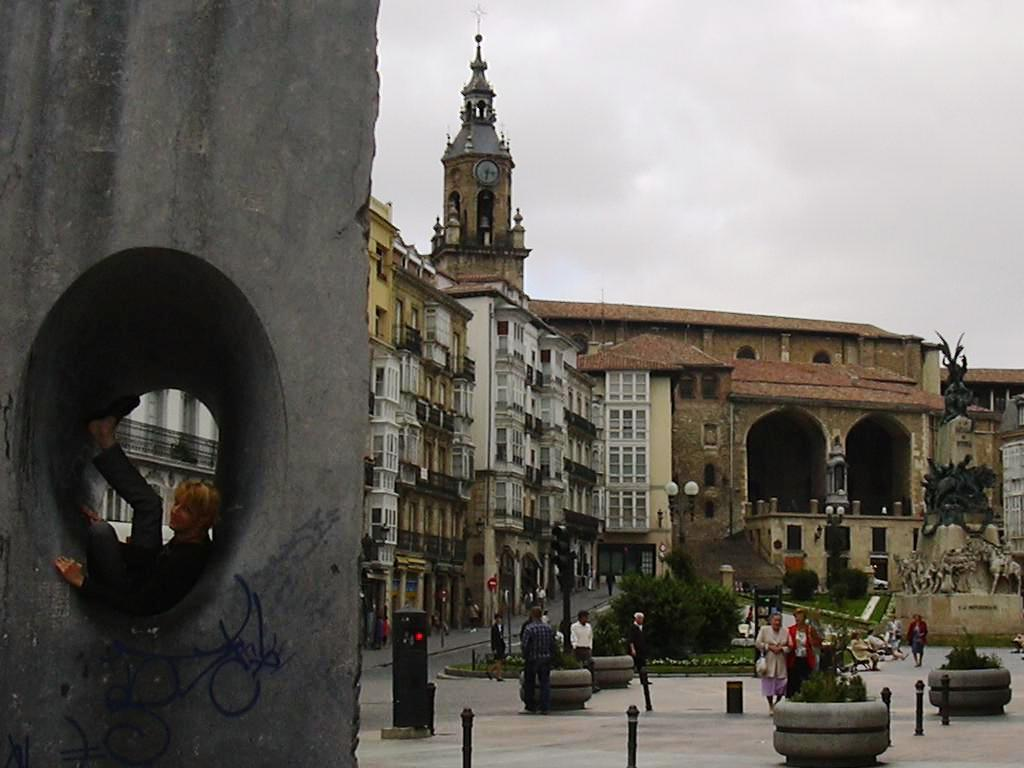
La Mirada, 1992, de Agustín Ibarrola, plaza General Loma (junto a la plaza de la Virgen Blanca)
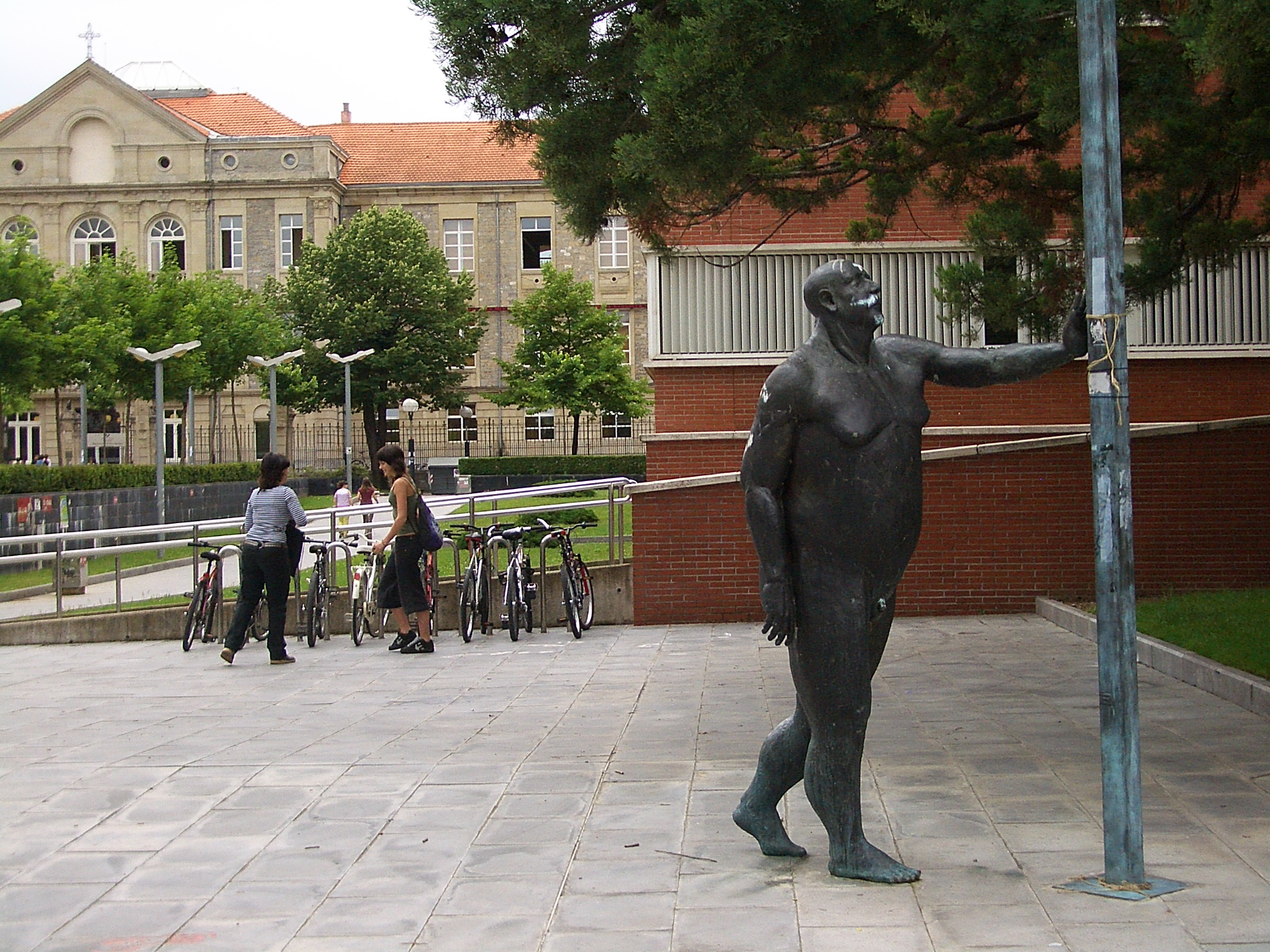
Equilibrio, 2000, de Benito Valladares, Campus Universitario UPV
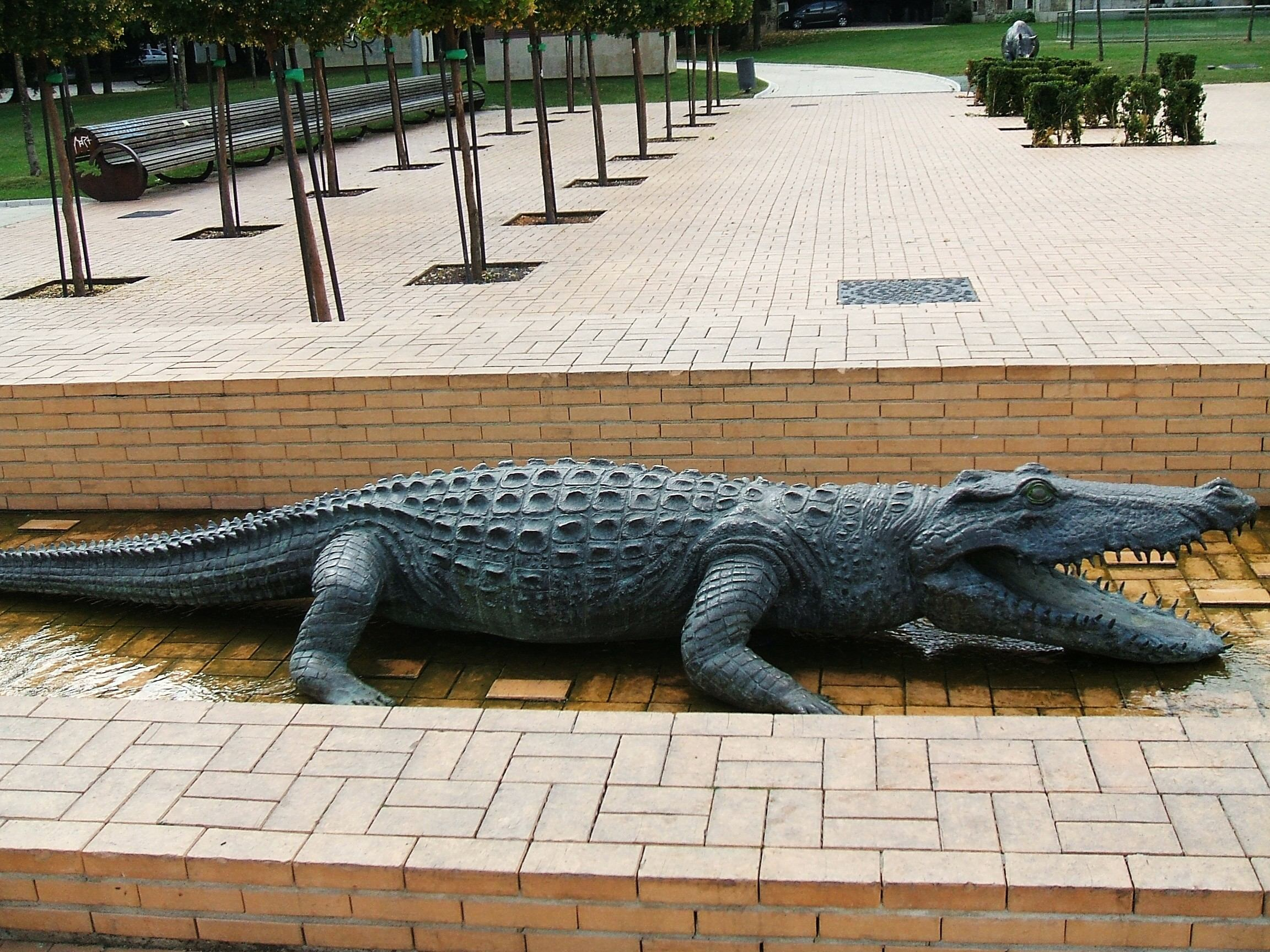
Cocodrilo, 2005, de Koko Riko, jardines del Obispo Fernández de Piérola
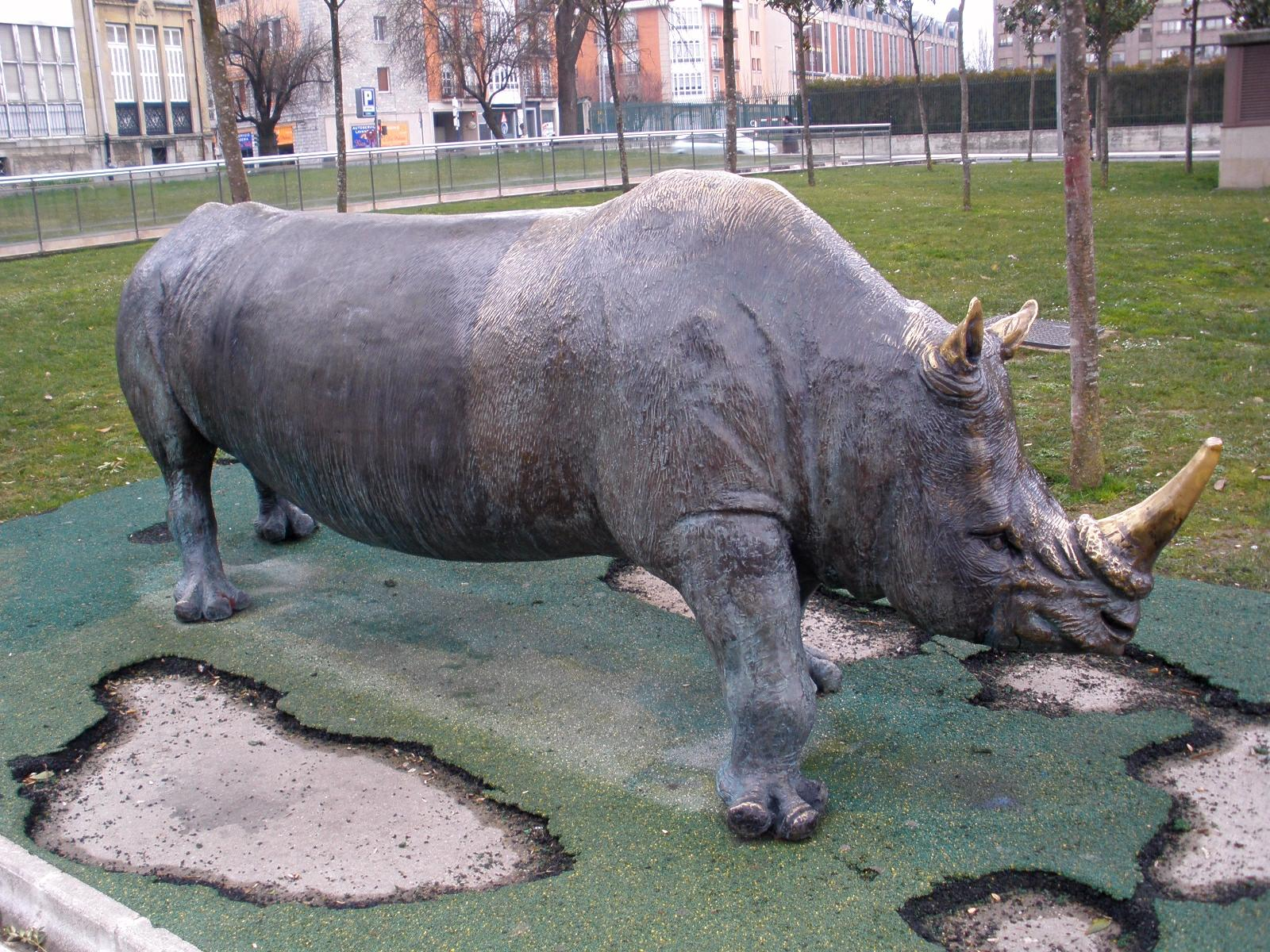
Rinoceronte, 2005, de Koko Riko, jardines del Obispo Fernández de Piérola
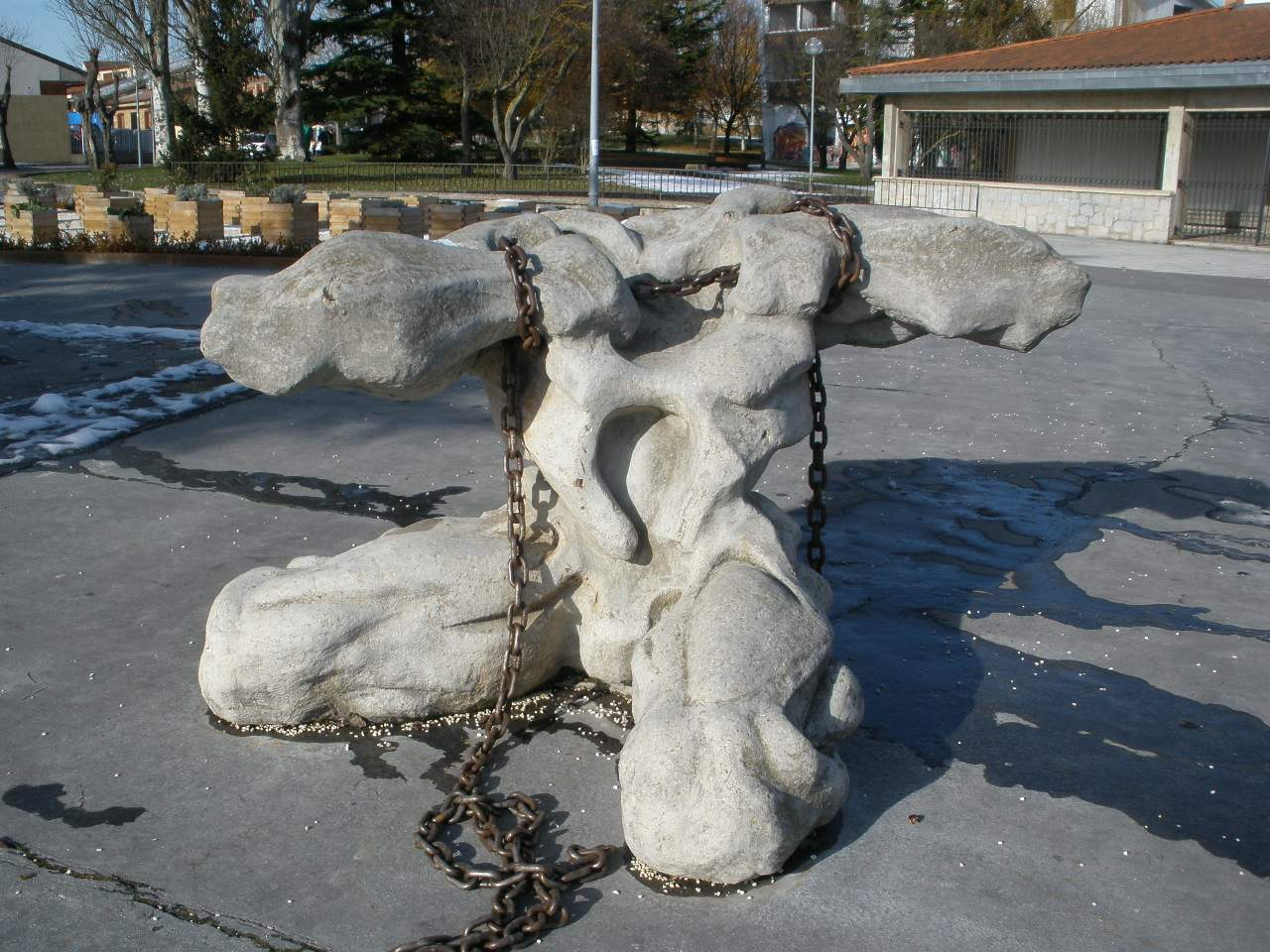
Prometeo-Libertad, 1982, de Casto Solano, Abechuco

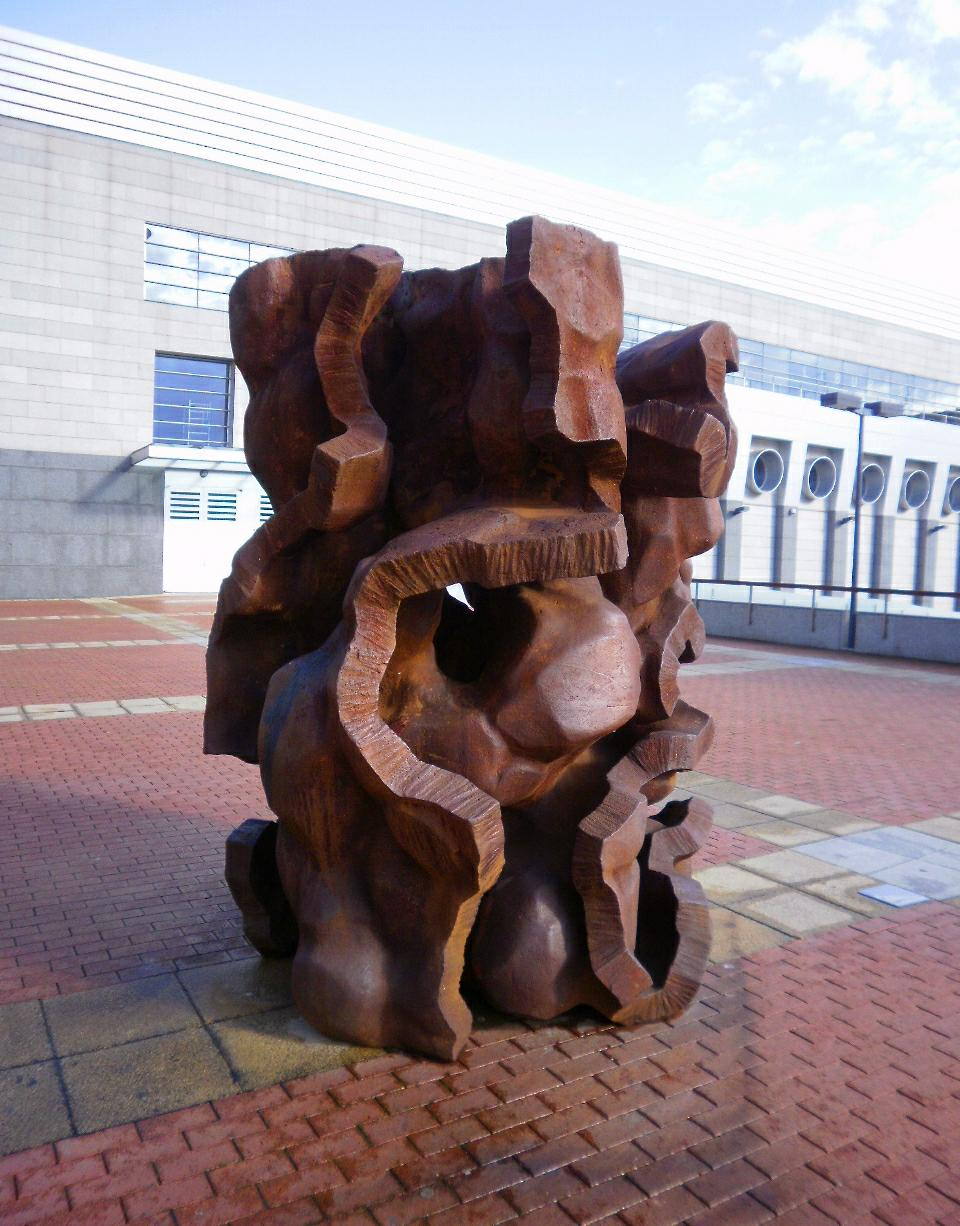
Broca Kenkenes, 1976, de Vicente Larrea, Museo ARTIUM
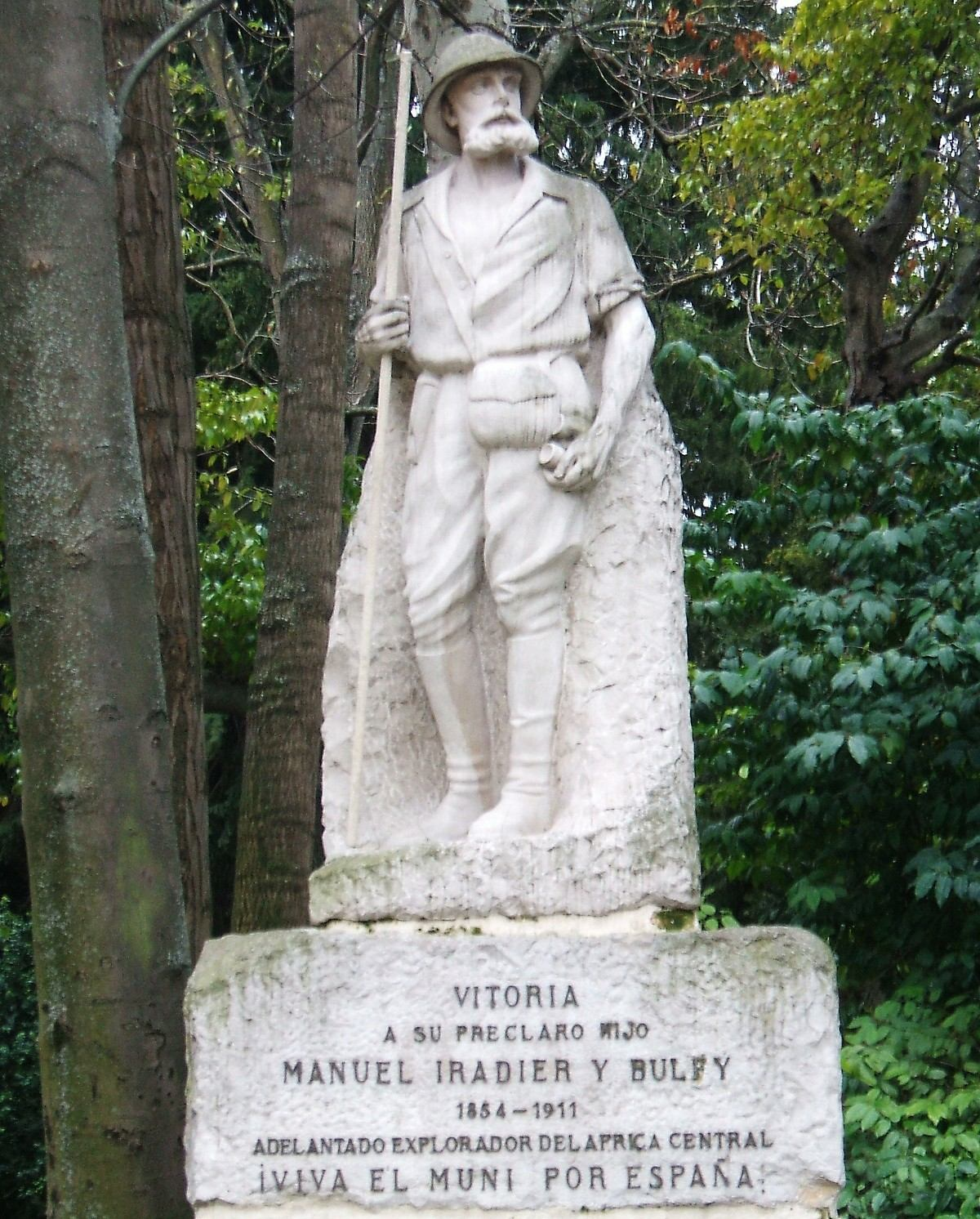
Monumento a Manuel Iradier, 1956, de Lorenzo Ascasibar, parque de La Florida
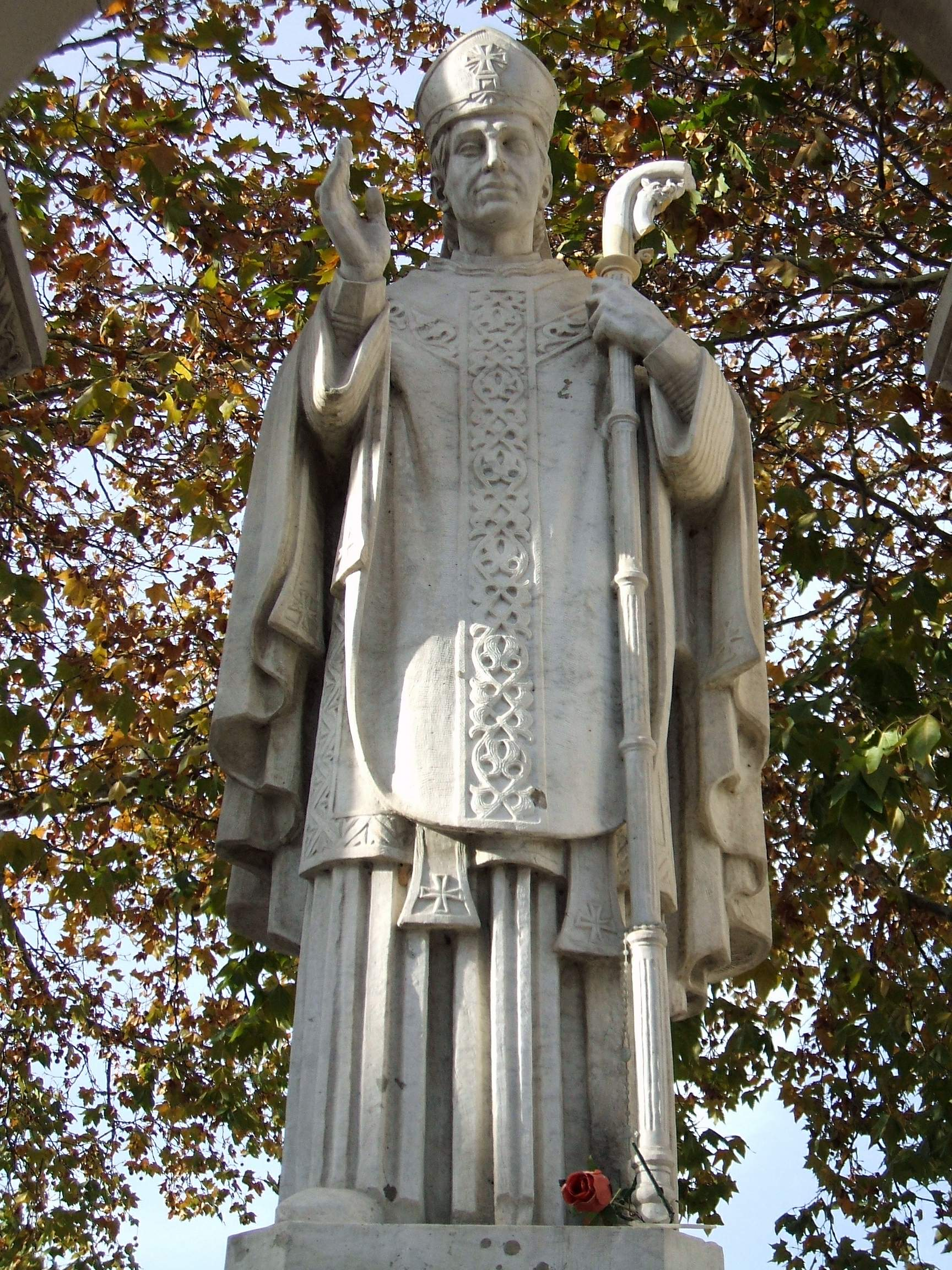
San Prudencio, 1940, de José Marín Bosque y José López Goicolea, avenida de San Prudencio
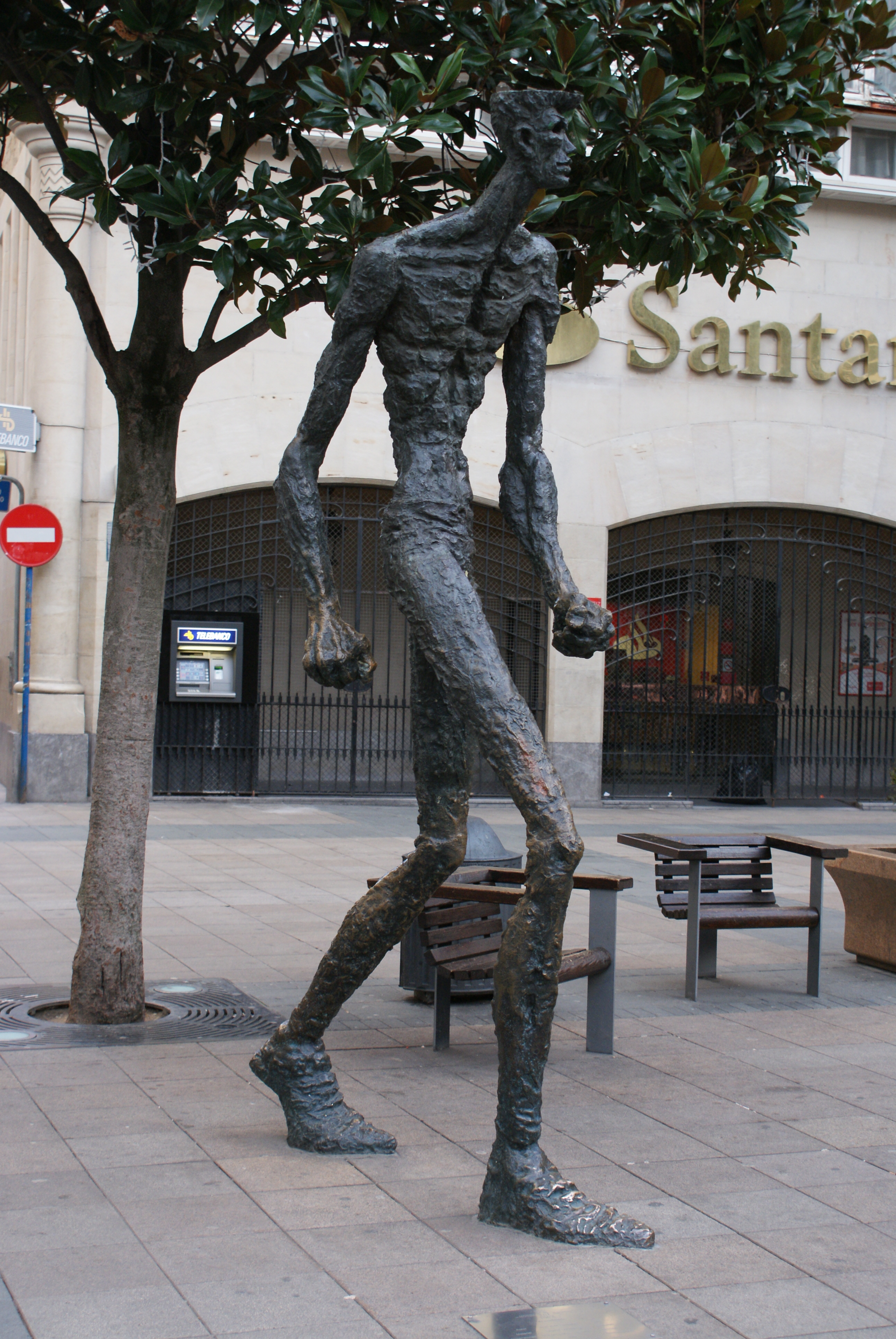
El Caminante, 1985, de Juan José Eguizábal, plaza del Arca
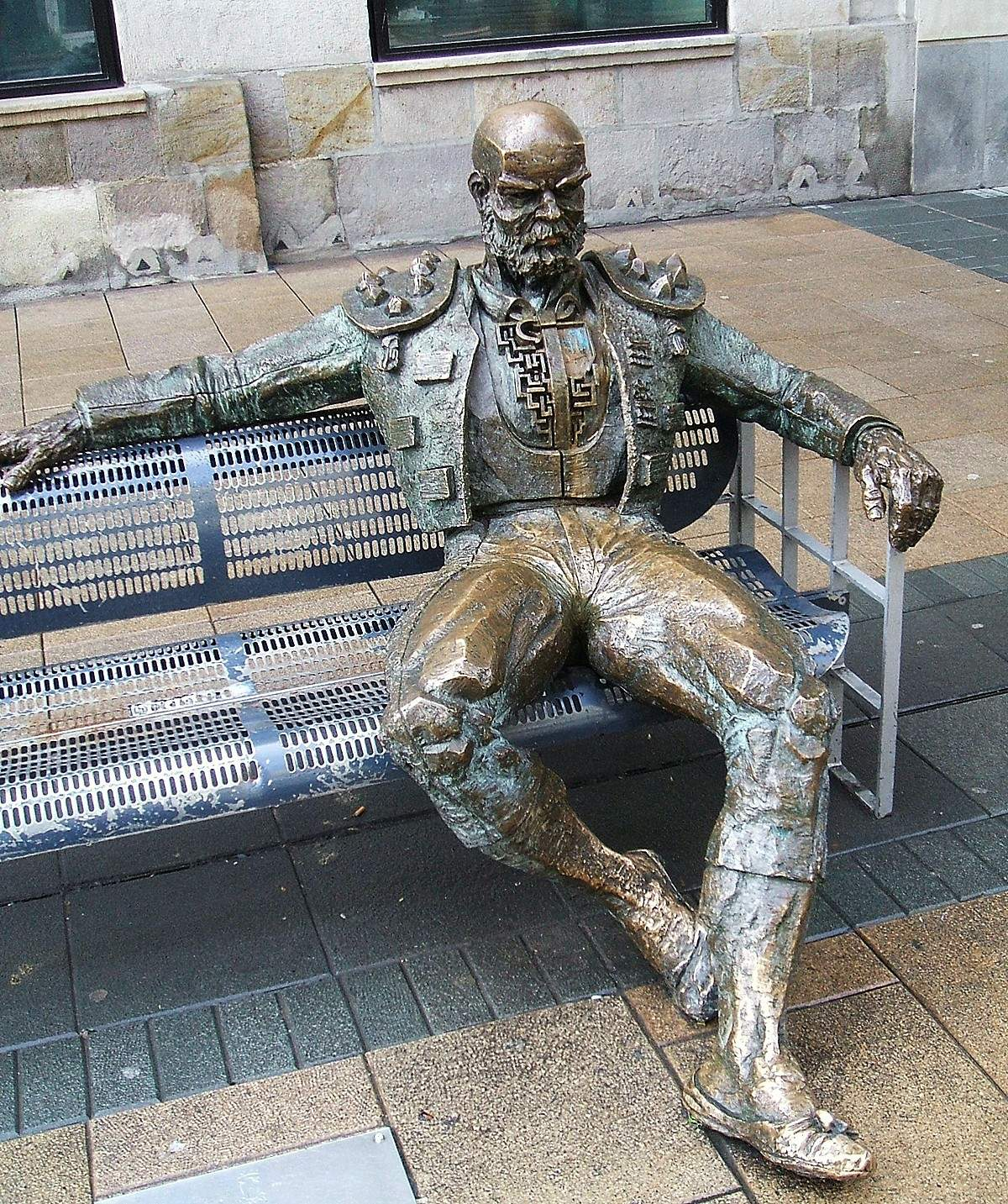
El Minotauro (El Torero), 1992, de Casto Solano, calle Eduardo Dato
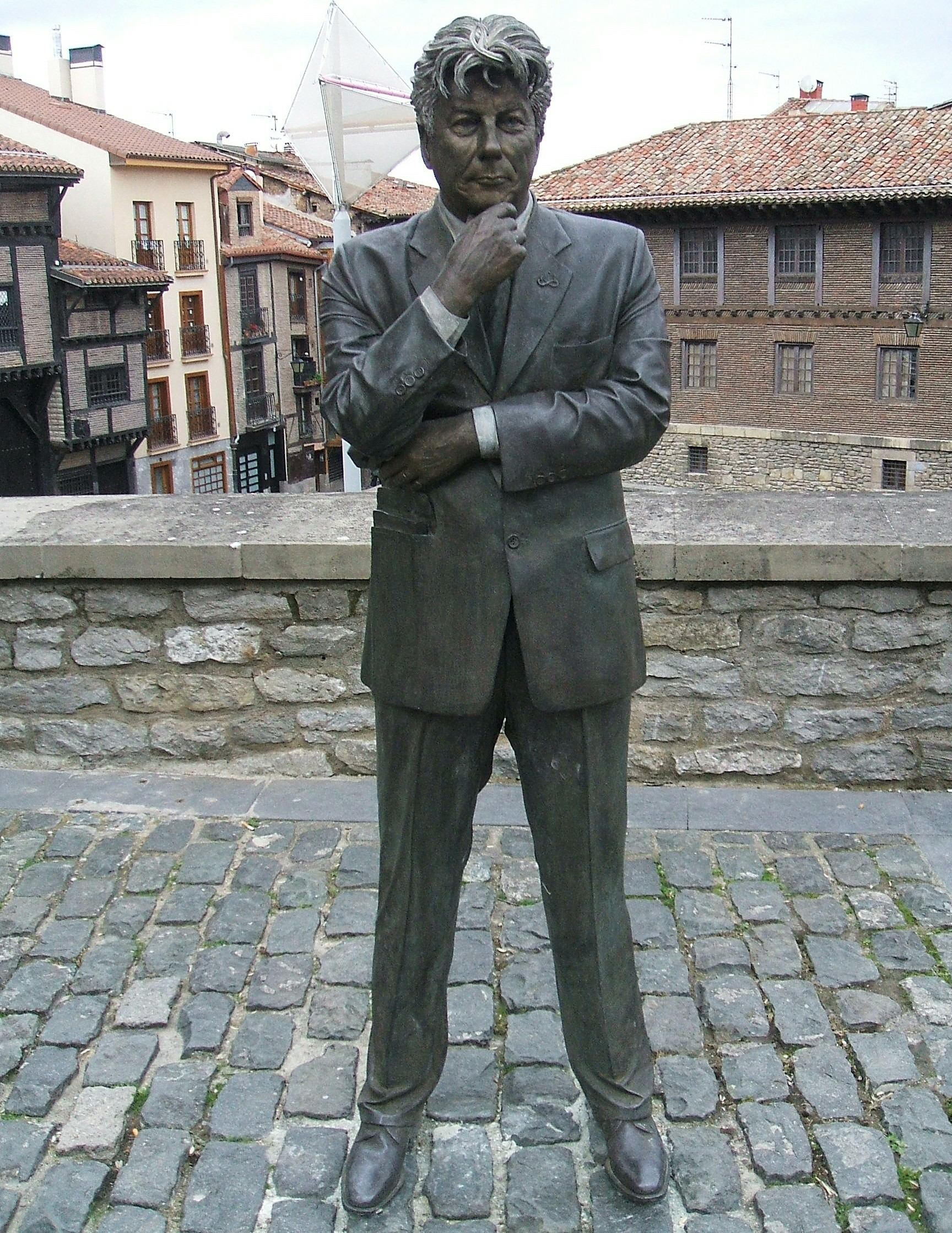
Monumento a Ken Follett, 2008, de Casto Solano, aledaño a la catedral de Santa María
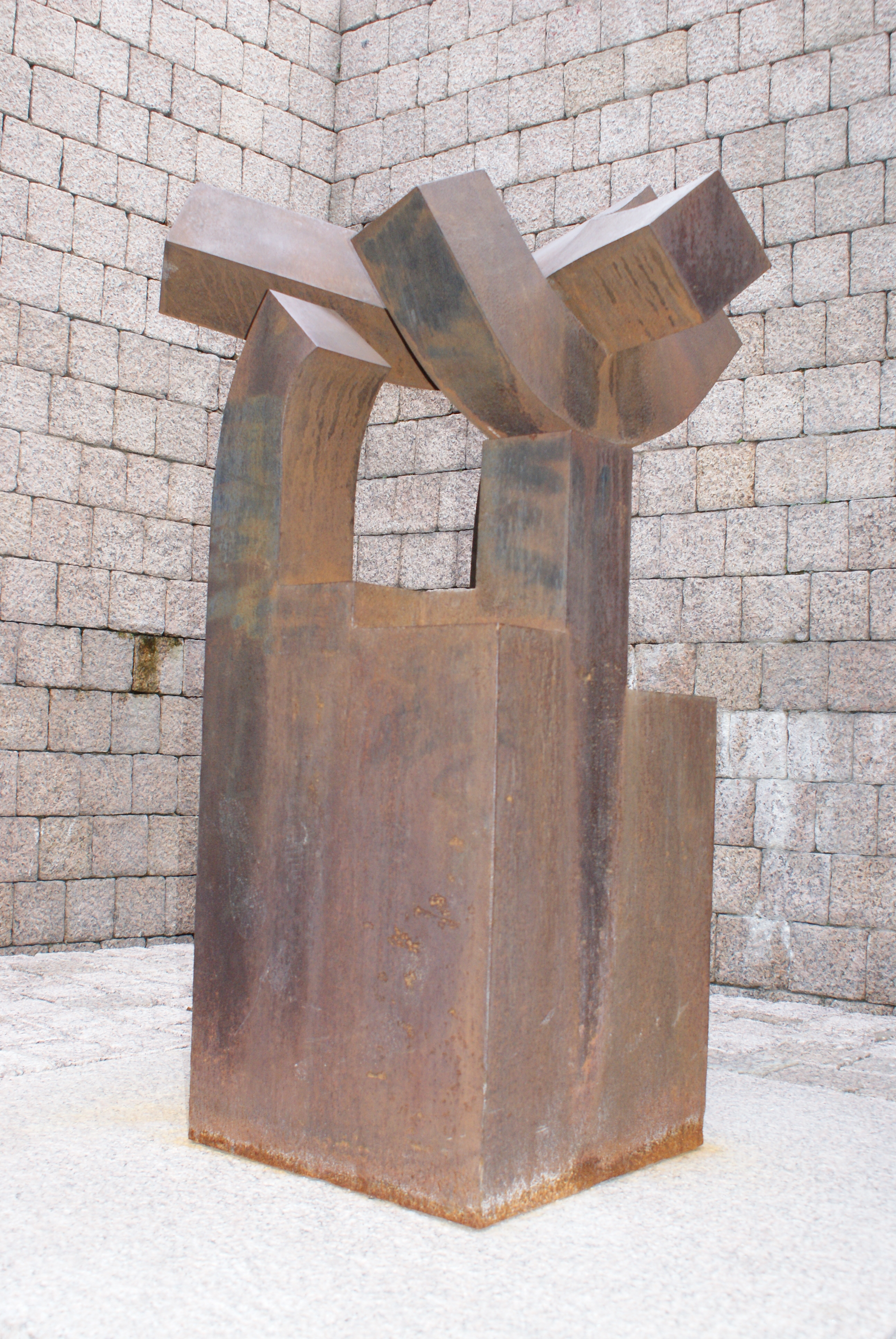
Homenaje a Los Fueros, 1981, de Eduardo Chillida, plaza de los Fueros
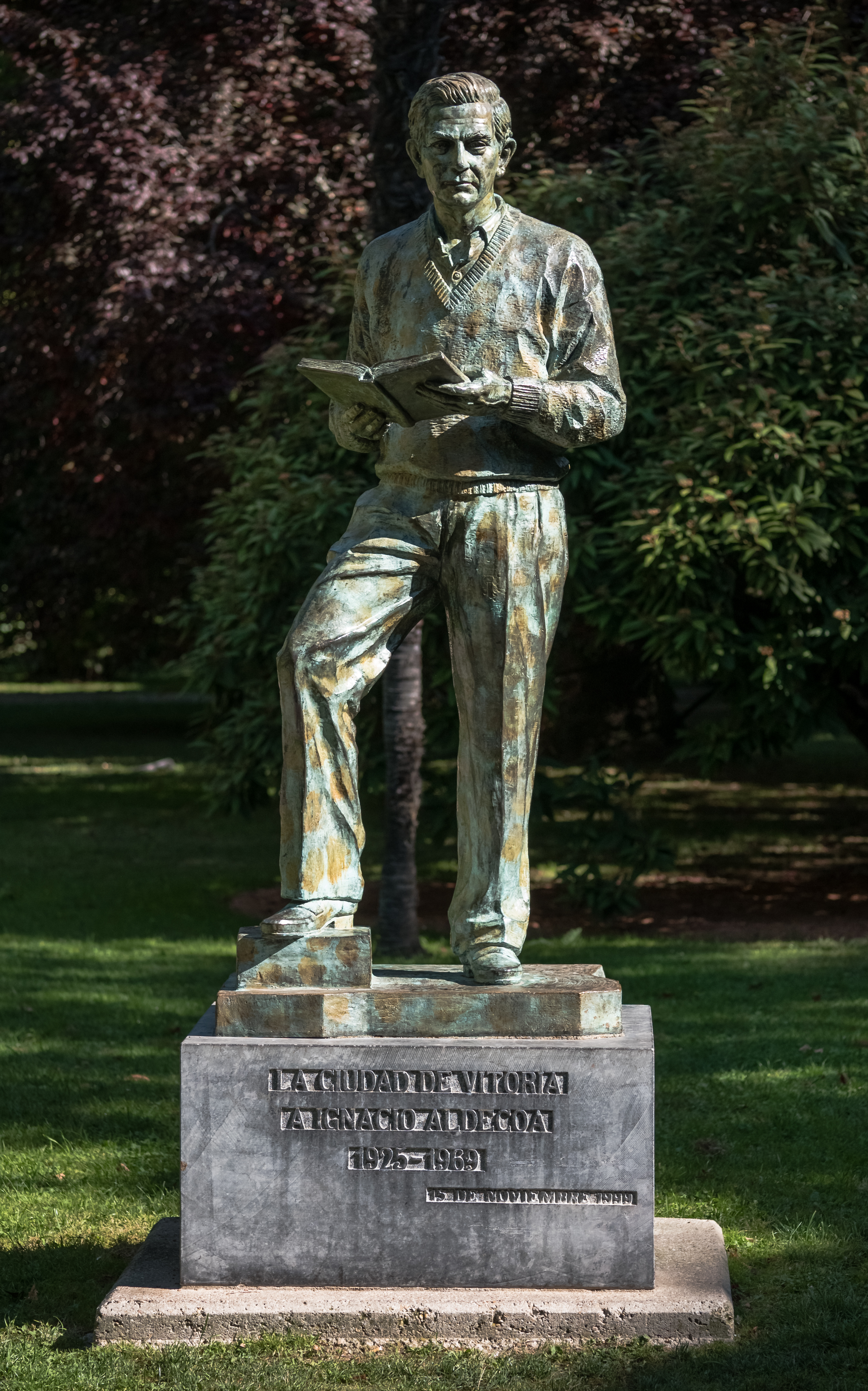
Monumento a Ignacio Aldecoa, 1999, de Aurelio Rivas, parque de La Florida
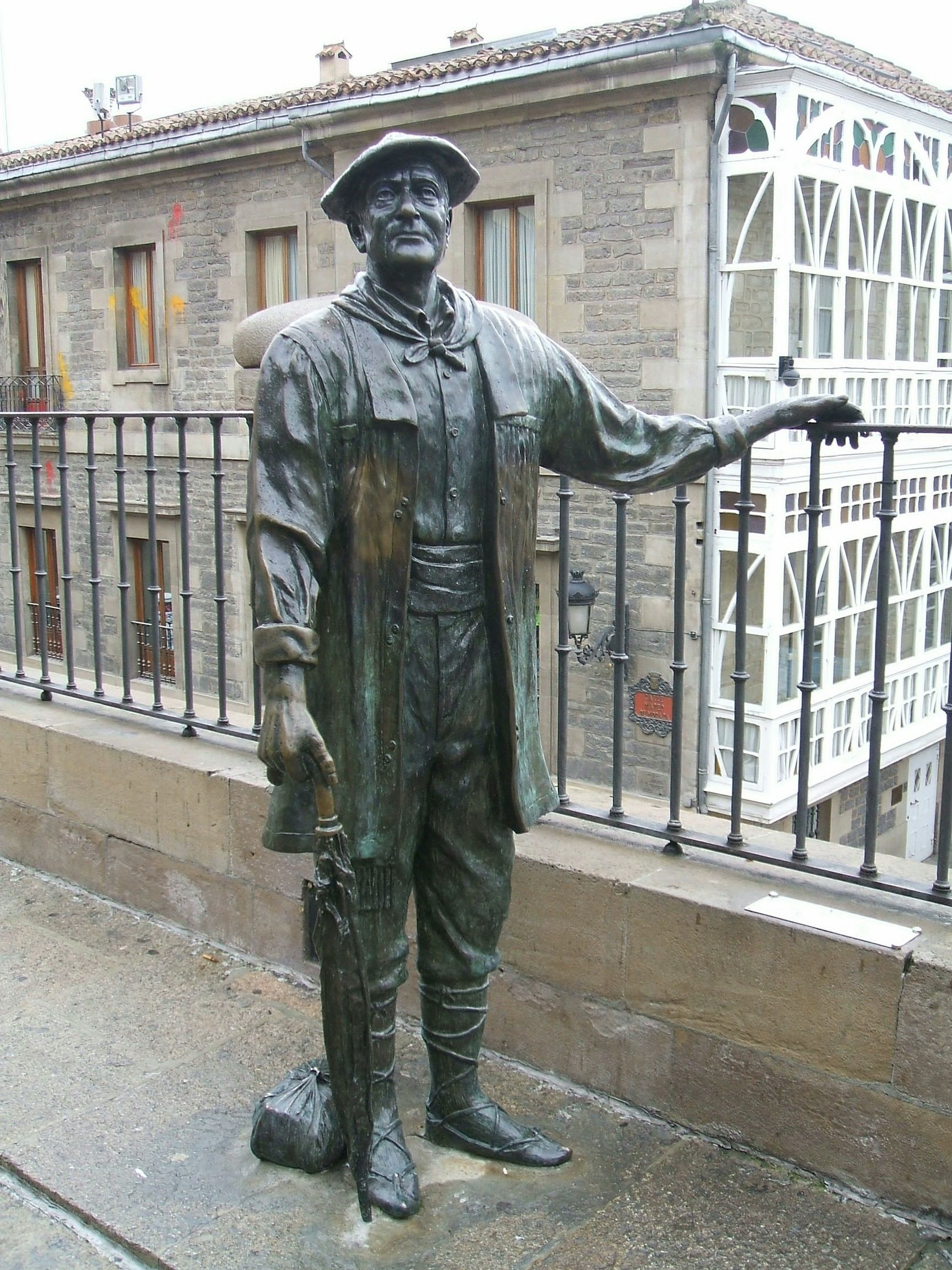
Estatua de Celedón, 2005, de Ángel Benito Gaztañaga, balconada de la iglesia de San Miguel
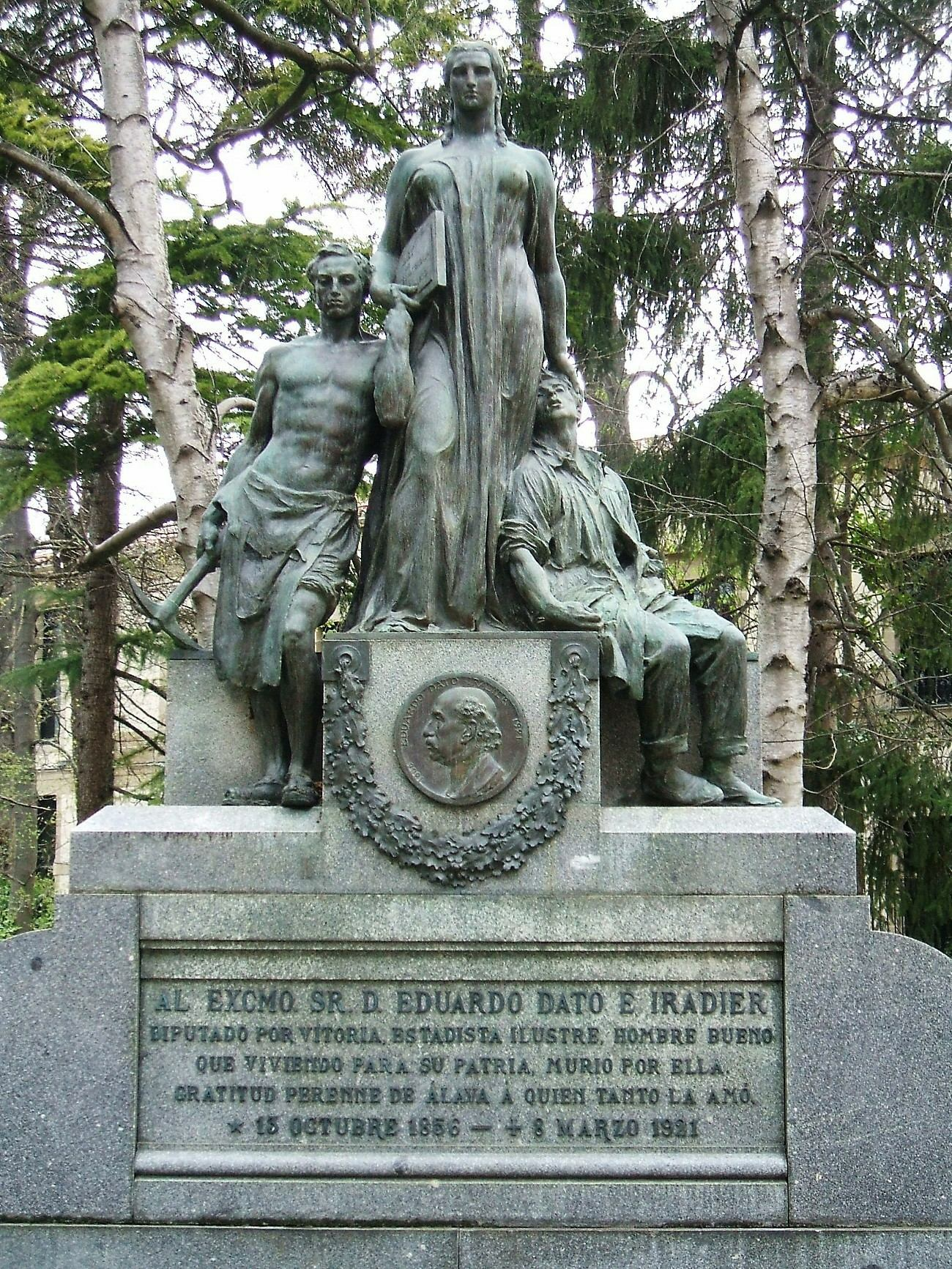
Monumento a Eduardo Dato, 1925, de Mariano Benlliure, parque de La Florida
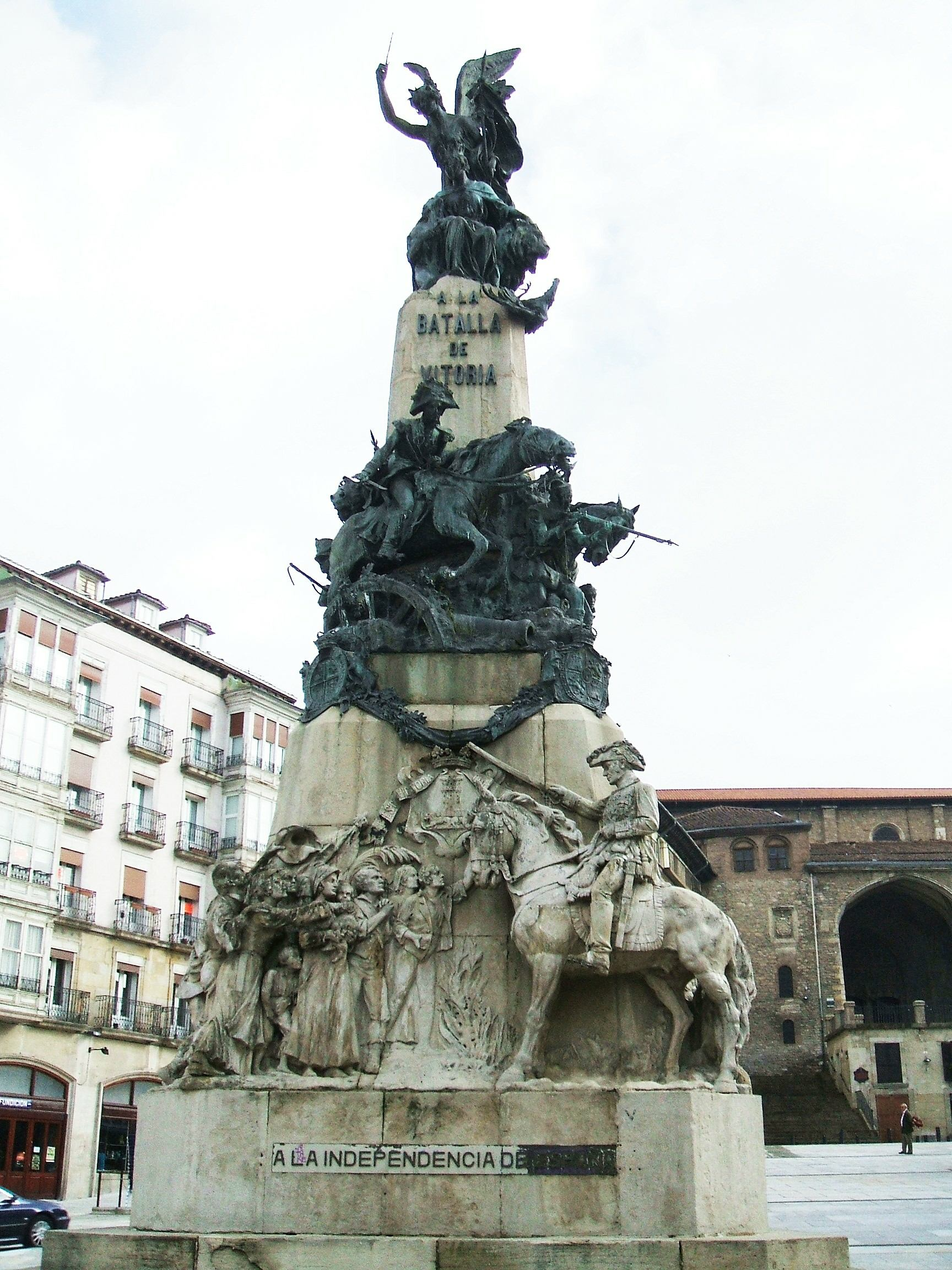
Monumento a la Batalla de Vitoria, 1917, de Gabriel Borrás Abella, plaza de la Virgen Blanca
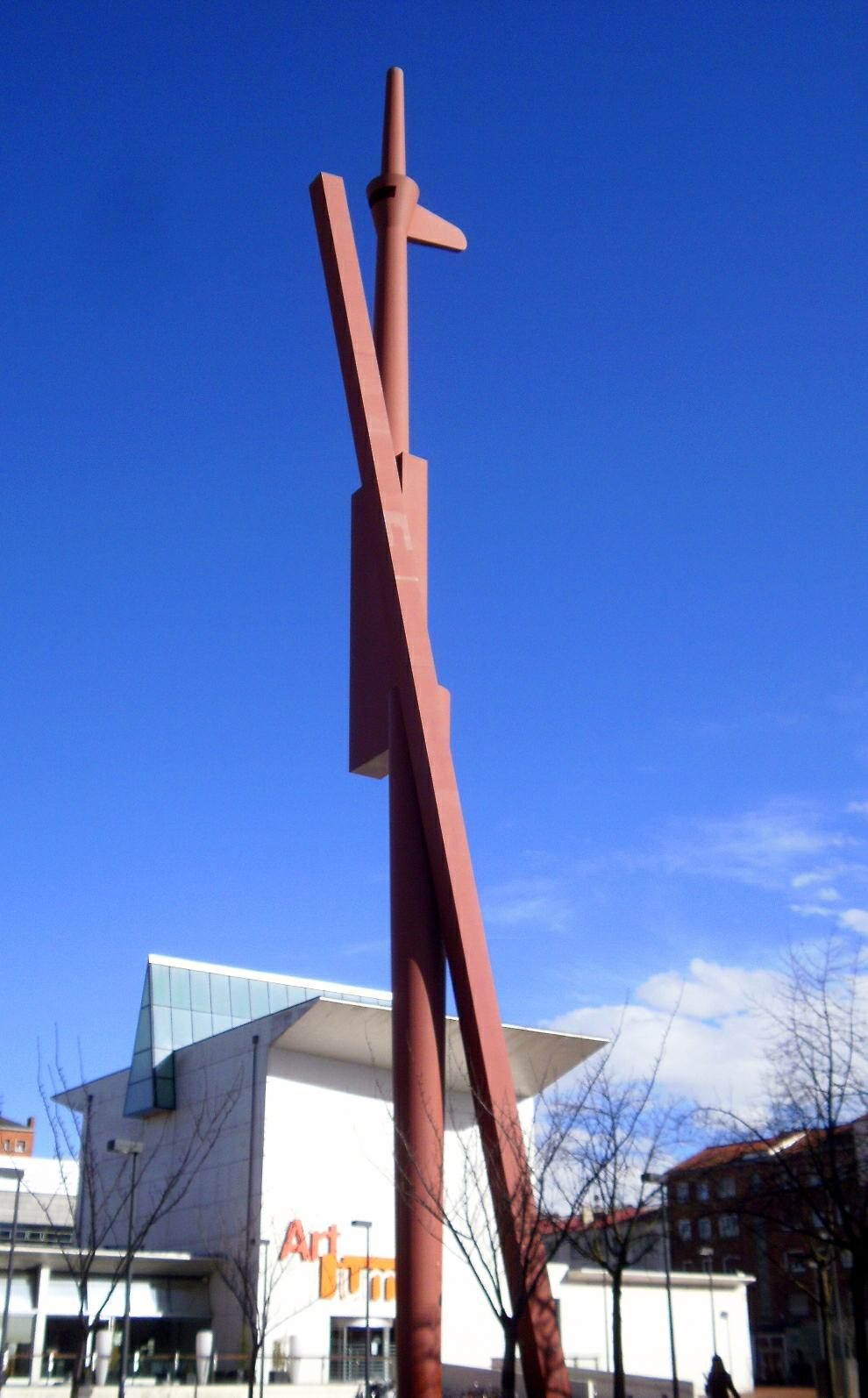
La Mirada, 2001, de Miquel Navarro, calle de Francia frente al ARTIUM
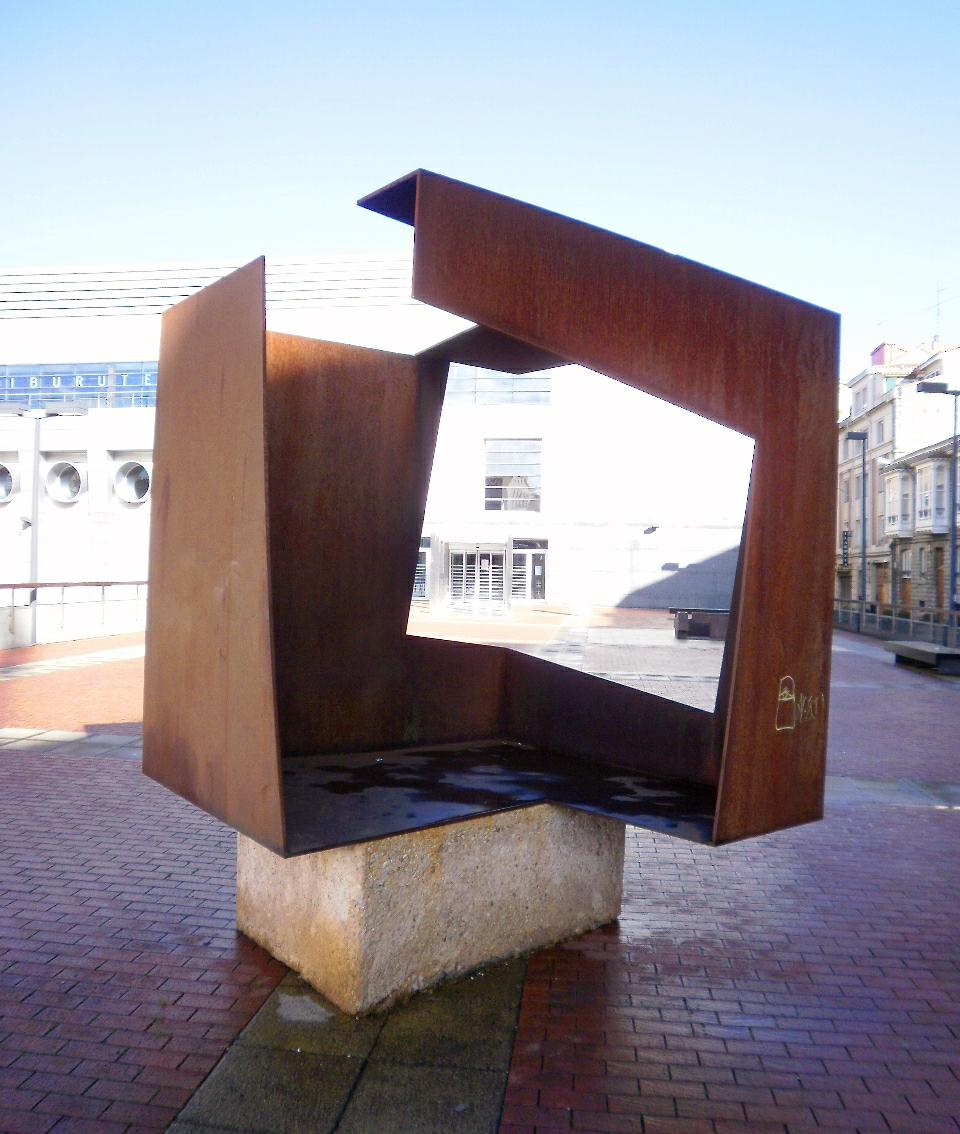
El mirador mirando, 1958, de Jorge Oteiza, frente al ARTIUM
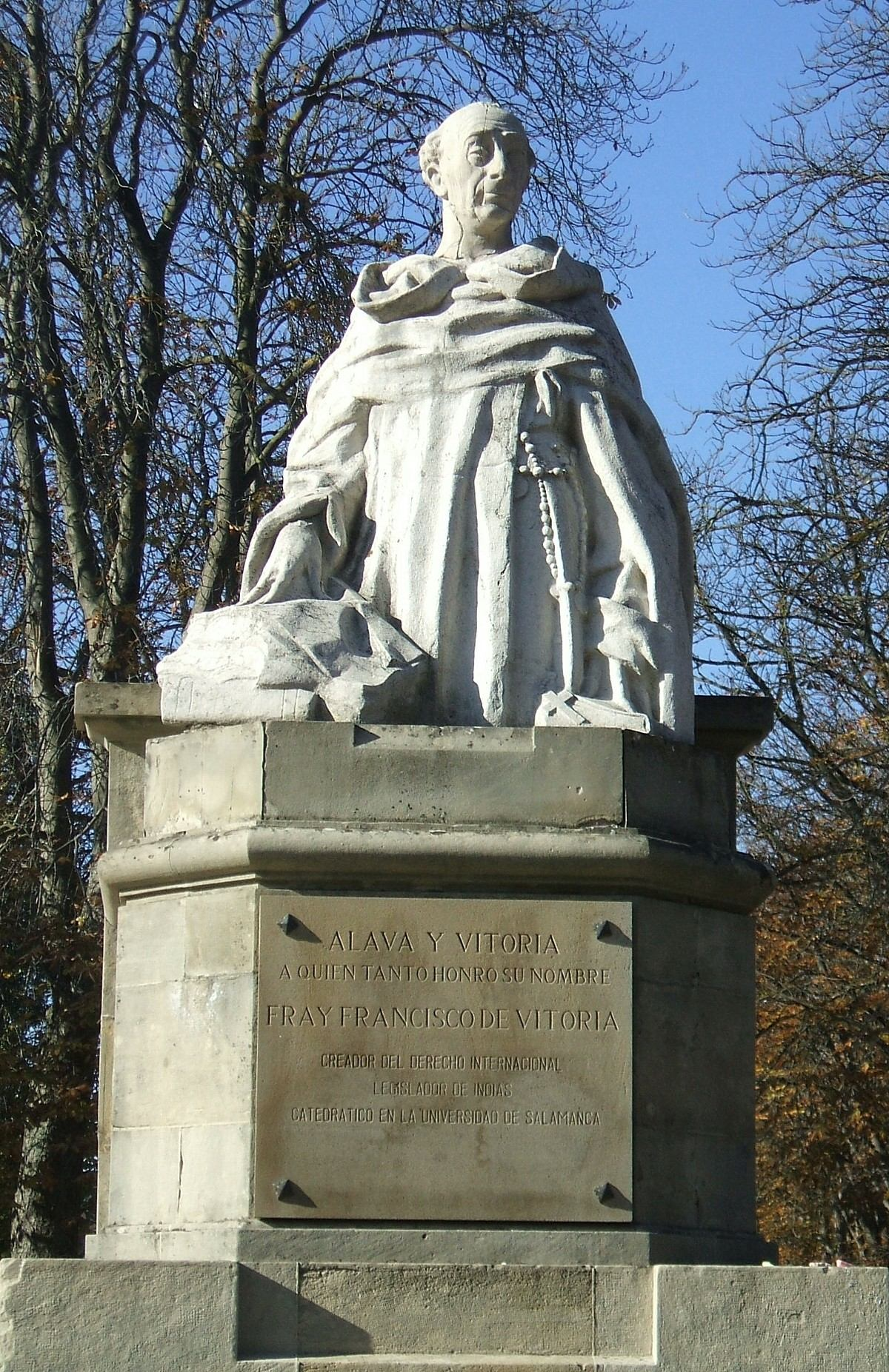
Fray Francisco de Vitoria, 1945, de Moisés Huerta, paseo de Fray Francisco
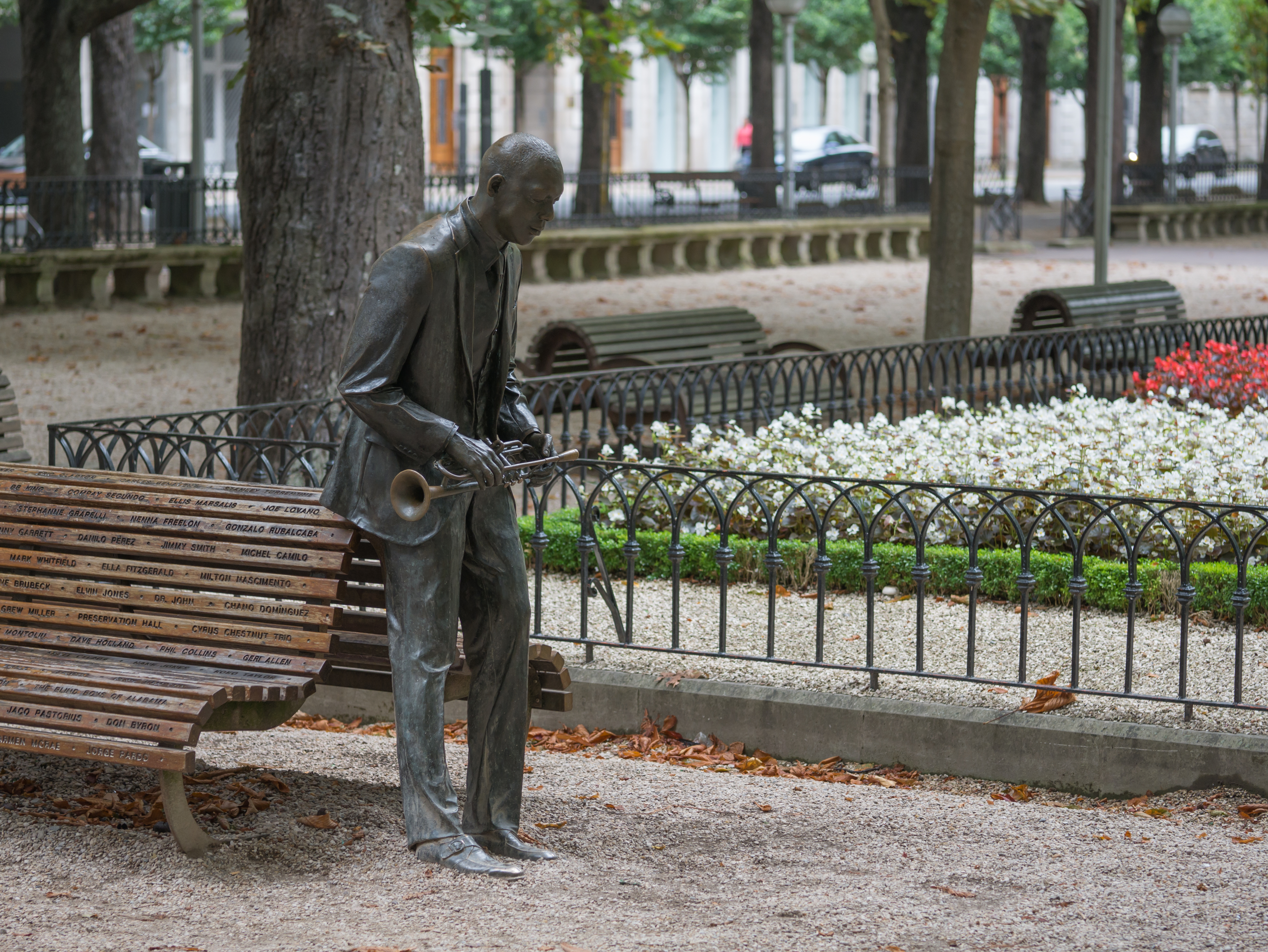
Wynton Marsalis, 2006, de Koko Riko, parque de La Florida
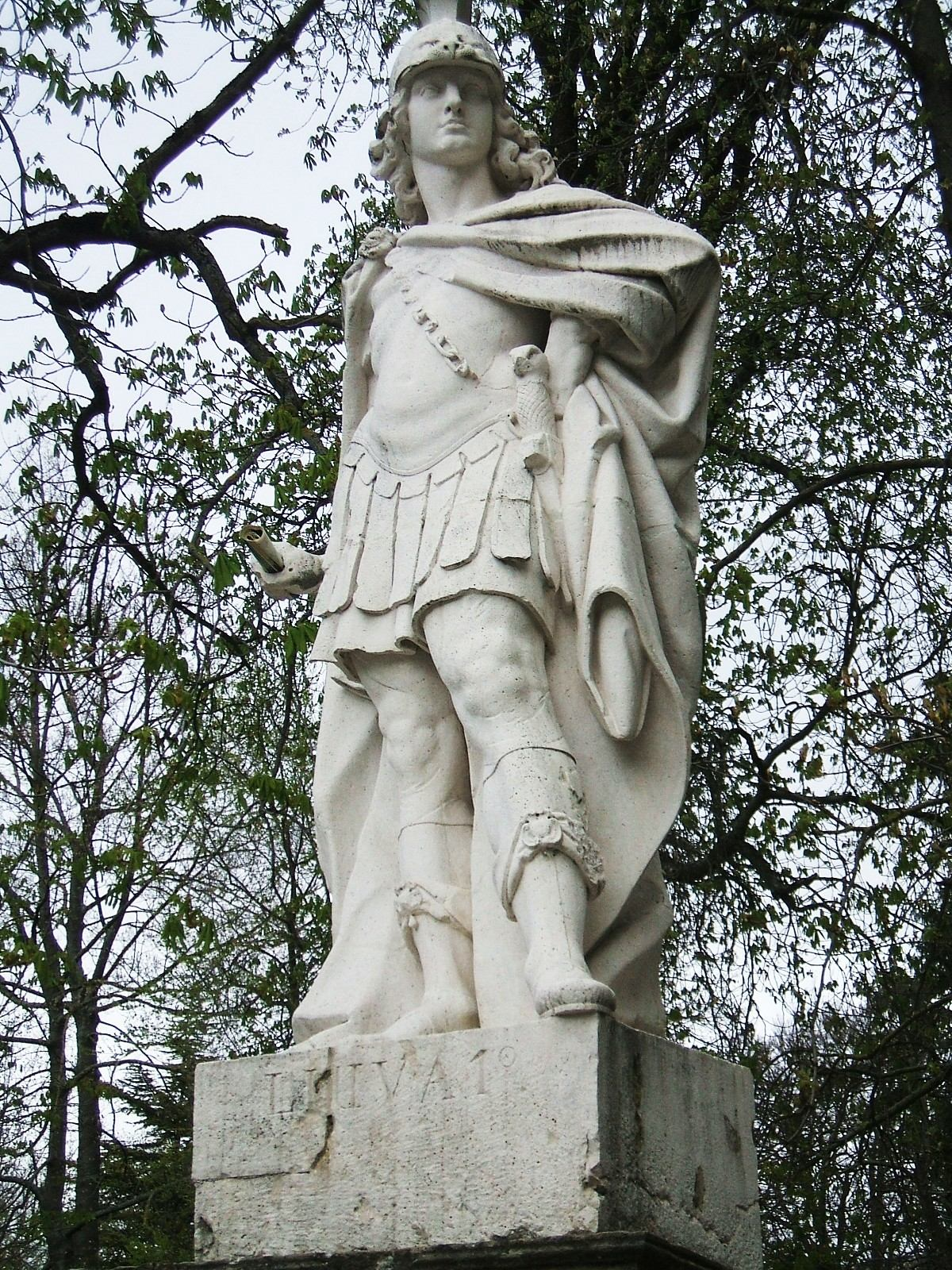
Reyes godos, siglo XVIII, parque de La Florida

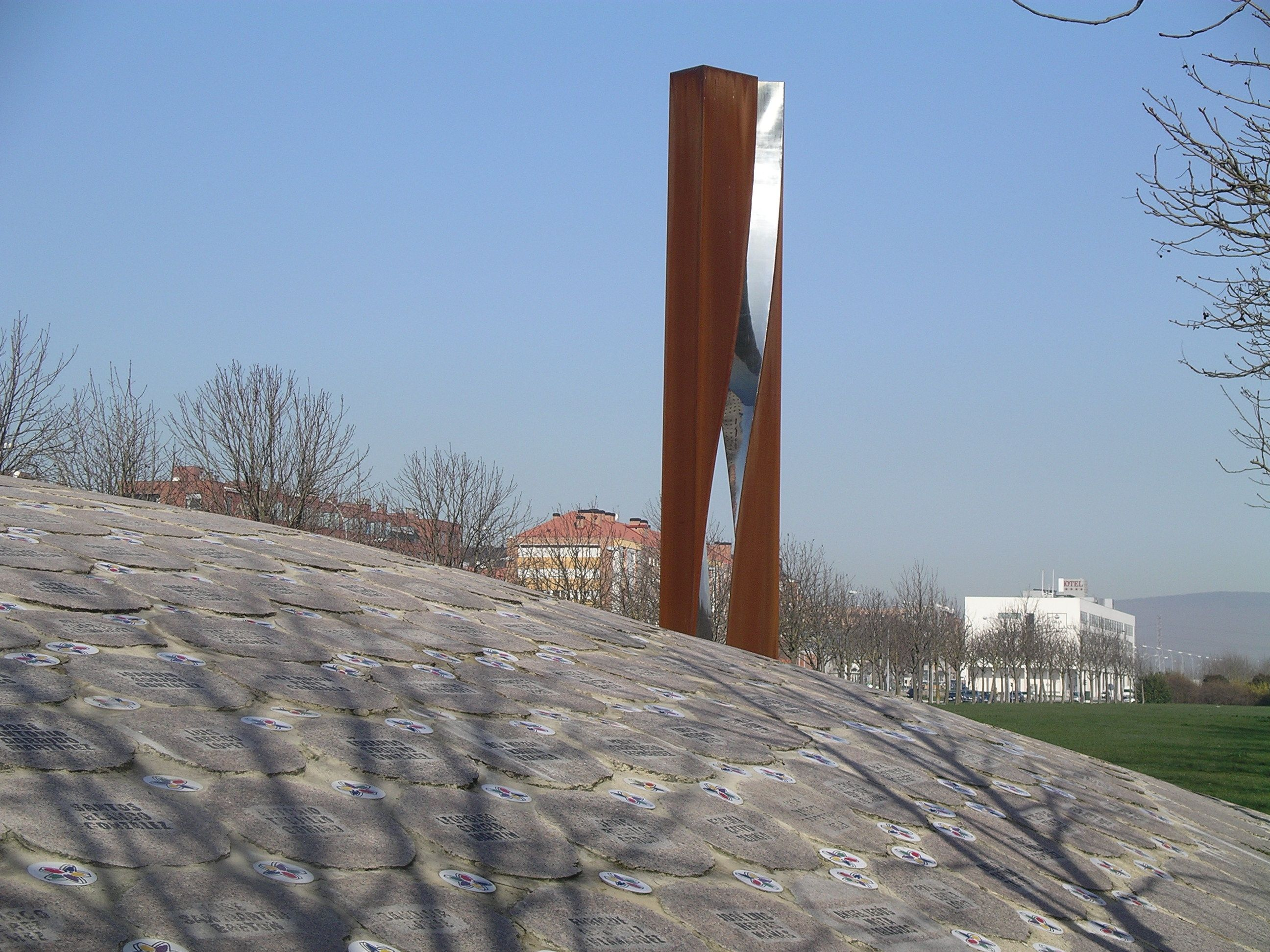
A las Víctimas del Terrorismo, de Agustín Ibarrola, avenida Portal de Foronda
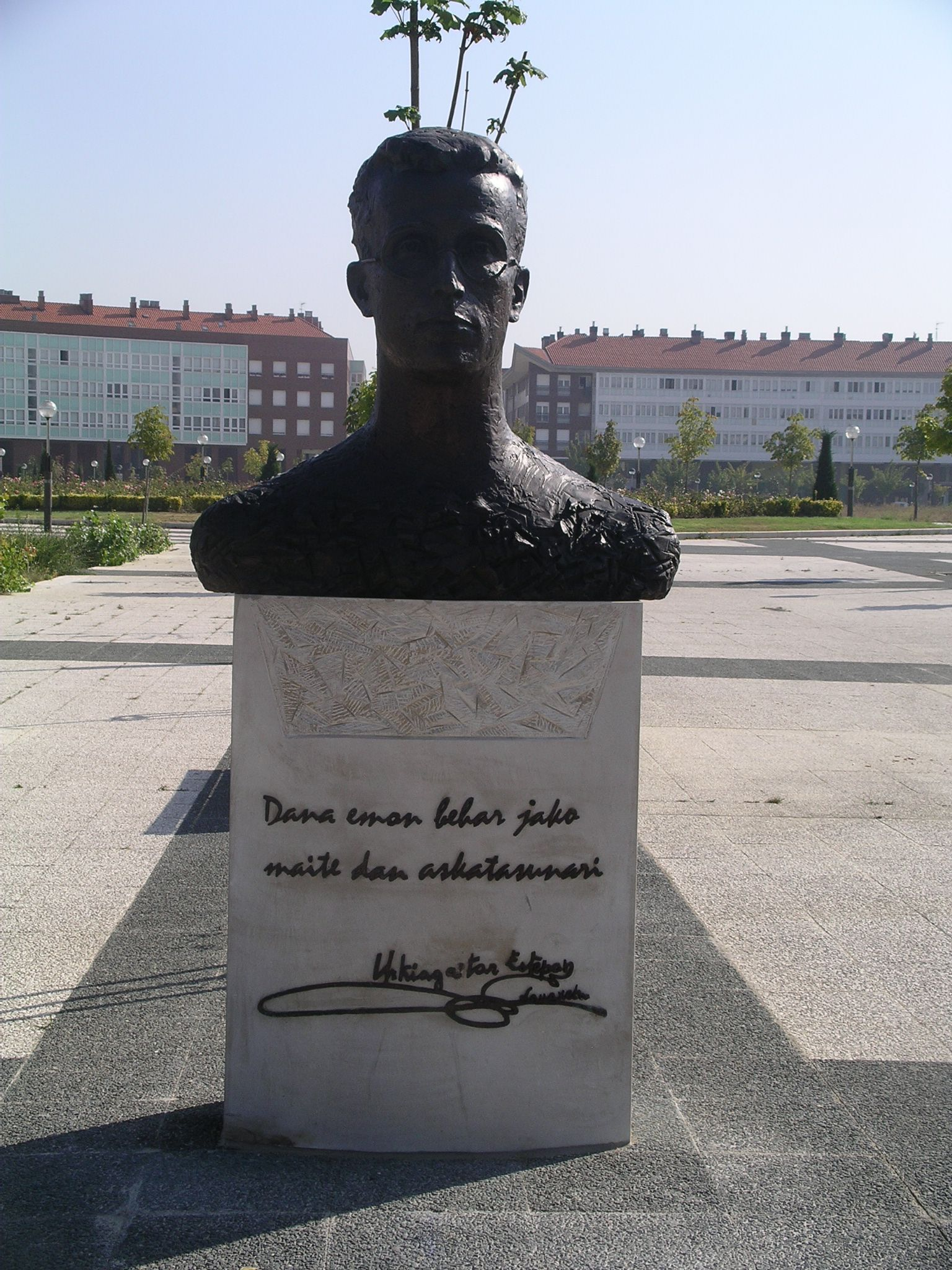
Busto de Lauaxeta, 2006, Septimiu Jungretan, plaza del convento del Carmen
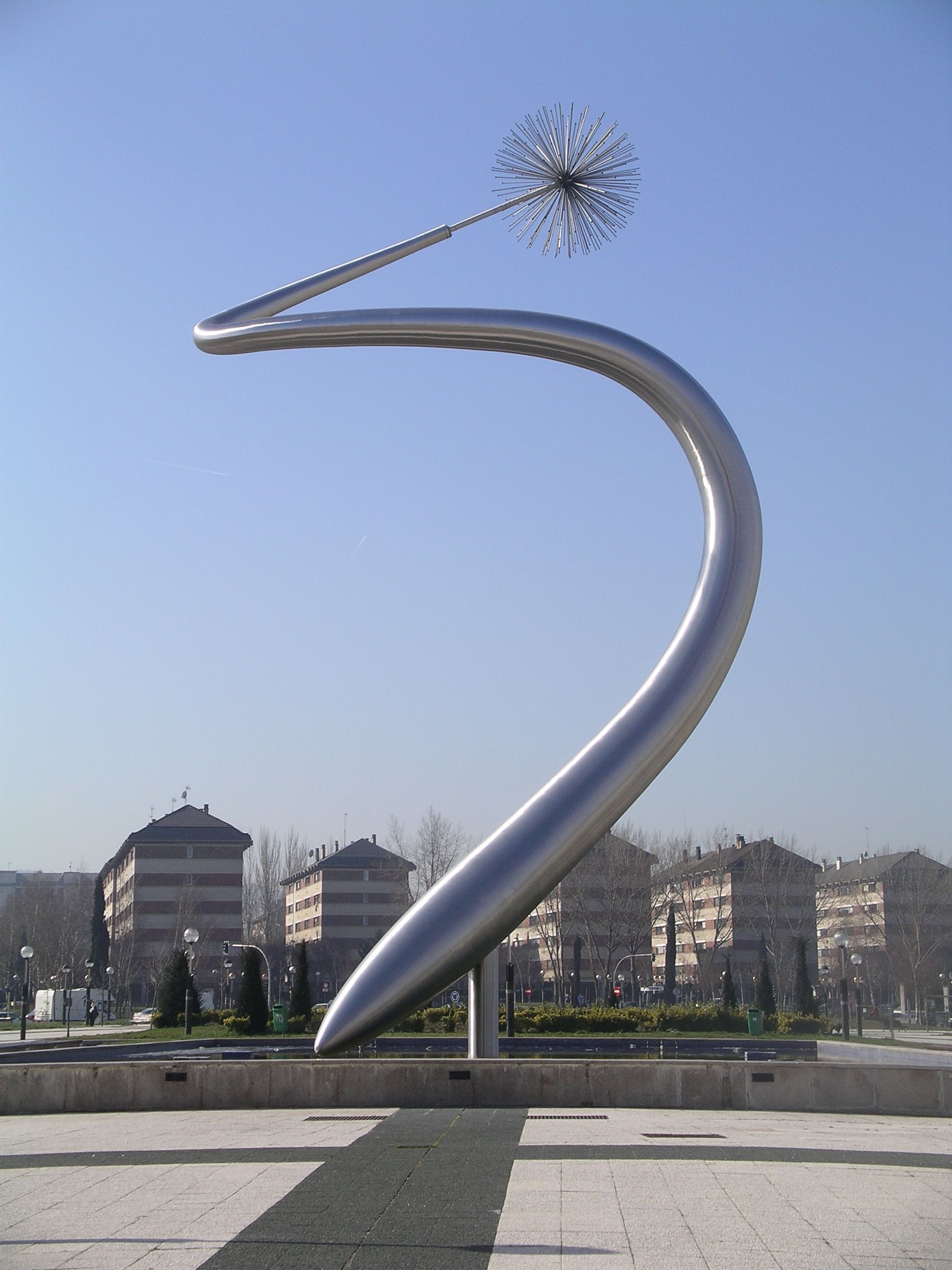
La inocencia Lo Inesperado, 2002, de Imanol Marrodán, avenida Portal de Foronda
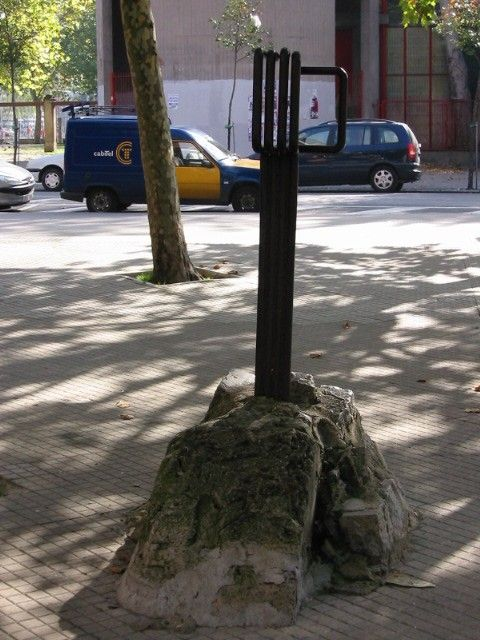
Monolito a las víctimas del 3 de marzo, frente a la iglesia de San Francisco
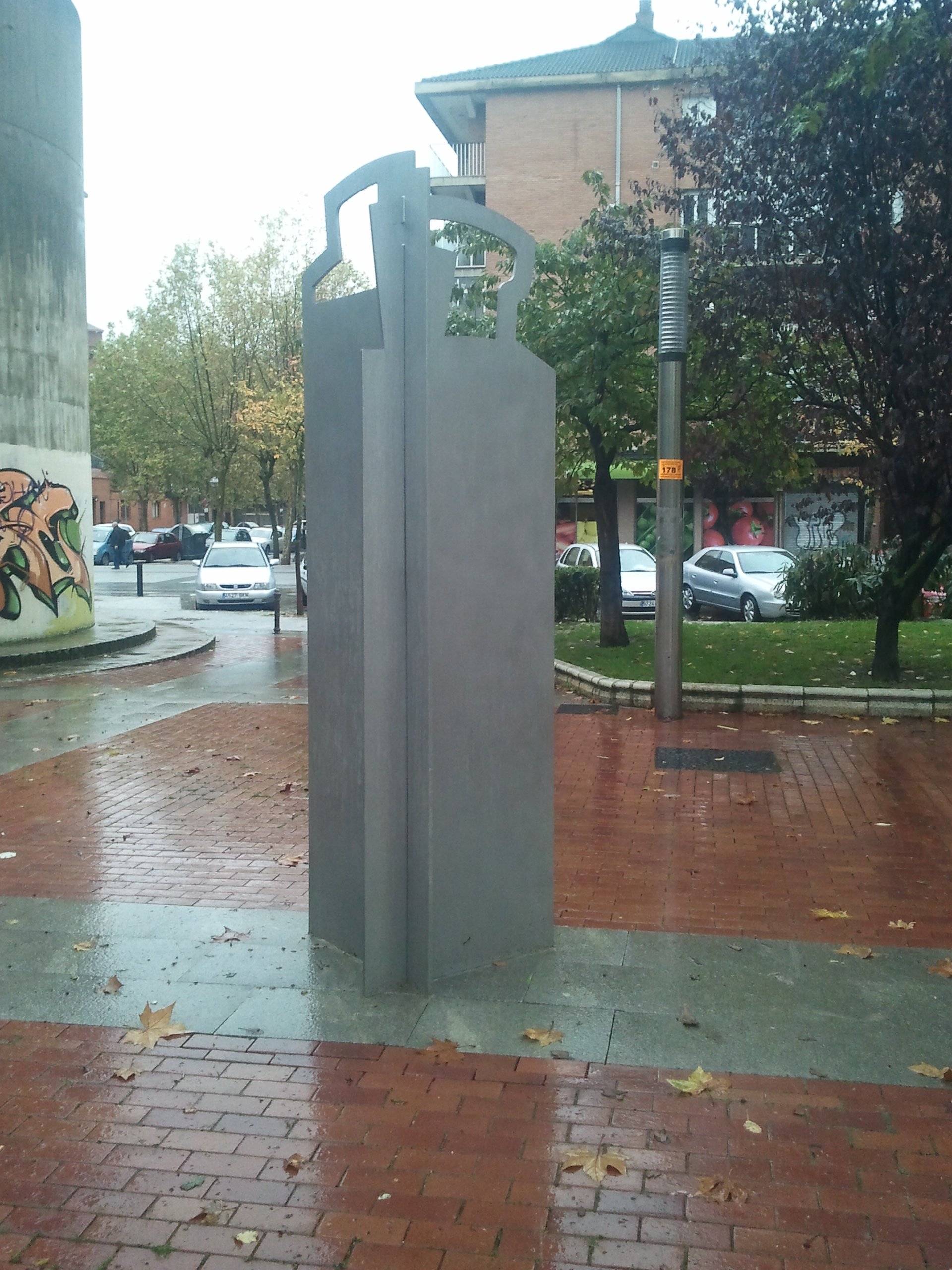
Arrazoiaren Indarra (La Fuerza de la razón), 2013, de Iñigo Arregui, frente a la iglesia de San Francisco

## Cultura
La ciudad ha recibido la influencia de diferentes culturas, que se han ido añadiendo al sustrato nativo vasco. En la segunda mitad del siglo XX arribaron a ella gran número de emigrantes procedentes del resto de España, a los que se han sumado en los últimos años algunos ciudadanos norteafricanos e iberoamericanos. Como consecuencia de ello, Vitoria es hoy día una ciudad bulliciosa y multicultural. Se encuentra entre las ciudades europeas más sostenibles y con mayor calidad de vida. Es además la ciudad española con más zonas verdes, 42 m² por persona contando el Anillo Verde de la ciudad, y la segunda si solo se cuentan las áreas verdes dentro de la ciudad con 23,4 m² por persona.
La vieja catedral de Vitoria y las visitas guiadas al templo y los trabajos de restauración han supuesto un antes y un después para el casco histórico de la ciudad, junto con el descubrimiento de varios tramos de muralla medieval han seguido el modelo de «abierto por obras». Esto ha reforzado los esfuerzos que la ciudad está realizando para promover la revitalización, restauración y conservación de su barrio medieval, llegando a mostrar interés por parte del ayuntamiento para iniciar los trámites para declararla Patrimonio de la Humanidad y consiguiéndolo en el año 2015 bajo la denominación Camino de Santiago: Camino Francés y Caminos del Norte de España.
Anualmente se celebran varios festivales musicales de Jazz y de Rock. El Festival de Jazz de Vitoria —acaece entre el 15 y el 21 de julio—, en el que han tomado parte casi todas las grandes leyendas del género, desde Ella Fitzgerald, Dizzy Gillespie, o Miles Davis, hasta Chick Corea, Bobby McFerrin o Wynton Marsalis, quien ha compuesto un álbum de homenaje al festival. El Azkena Rock Festival (festival de indie rock) cumplió en el año 2011 su décima edición, convirtiéndose así en uno de los festivales más importantes del país gracias a su interés por traer reconocidas bandas de rock como Kiss, Ozzy Osbourne, Pearl Jam, Iggy Pop & The Stooges, Wilco, Queens of the Stone Age, Bad Religion, Deep Purple, Alice Cooper, Blondie o Fun Lovin Criminals.
Otro evento cultural anual de la ciudad, enfocado en la difusión de ideas innovadoras, es el TEDxVitoriaGasteiz, que desde 2015 se viene celebrando por primavera; en el que han participado personajes como Erion Veliaj, José Mota, Tania Lamarca, Hossein Derakhshan, Edurne Portela, Karmele Jaio o Virginia Pérez Alonso, entre otros.
La manifestación festiva más importante de la ciudad, sin embargo, son las Fiestas de La Blanca, que tienen lugar entre el 4 y el 9 de agosto; sin olvidar el Día del Blusa (celebrado cada 25 de julio desde 1926), con su tradicional mercado de ajos, la Romería de Olarizu (el primer lunes después de la Virgen de septiembre) ni la festividad de San Prudencio cada 28 de abril, cuando se celebra la Romería en las campas de Armentia en honor del Patrón de la provincia de Álava. No hay que olvidar el FesTVal de Vitoria, primer festival que se dedica exclusivamente a la televisión y a la radio en todos sus formatos: programas, concursos, magazines, series… que se celebra en la ciudad cada septiembre desde 2009 todo ello, con la participación de todas las cadenas generalistas (EITB, TVE, Antena 3, Cuatro, Telecinco, La Sexta y Canal +) y con los diferentes artistas de interés.

### Museos

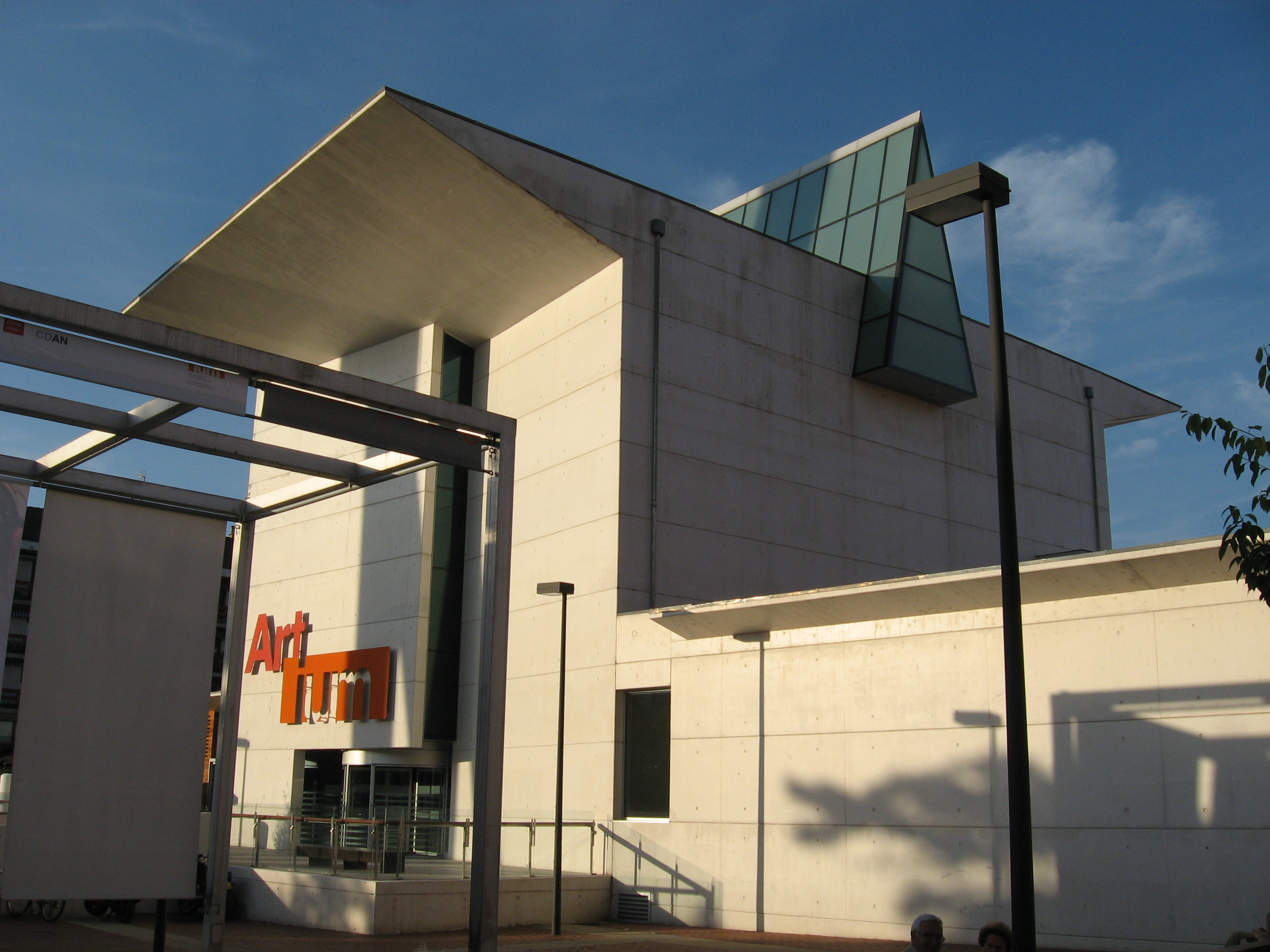
ARTIUM, Museo de Arte Contemporáneo del País Vasco

La capital alavesa está salpicada de museos de primer orden
Museo de Arte Contemporáneo del País Vasco-Artium Museoa
ARTIUM ofrece una colección de arte contemporáneo desde comienzos del siglo XX hasta la actualidad. Está considerada como la segunda colección más importante de España, después del Museo Reina Sofía de Madrid. En la casa-hotel del Conde de Dávila (de 1912), en pleno paseo de Fray Francisco (famoso por sus suntuosos y en ocasiones excéntricos palacios de principios del siglo XX), está el Museo de Bellas Artes de Vitoria: este centro ofrece una brillante selección de costumbrismo vasco, tallas románicas y góticas, trípticos flamencos y cuadros de los siglos XVIII y XIX. Junto con el Museo de Arqueología forma parte de una red museística que completan el de Armería (también en el paseo de Fray Francisco, junto a Ajuria Enea), el Museo de Ciencias Naturales (en la imponente Torre de Doña Otxanda, siglo XV) y el de Museo Fournier de Naipes (con la mayor colección de naipes del mundo gracias a la aportación de la empresa local Naipes de Heraclio Fournier S.A., fundada en 1868). Por otra parte, numerosas galerías de arte se distribuyen por la ciudad, acogiendo exposiciones de todo tipo.

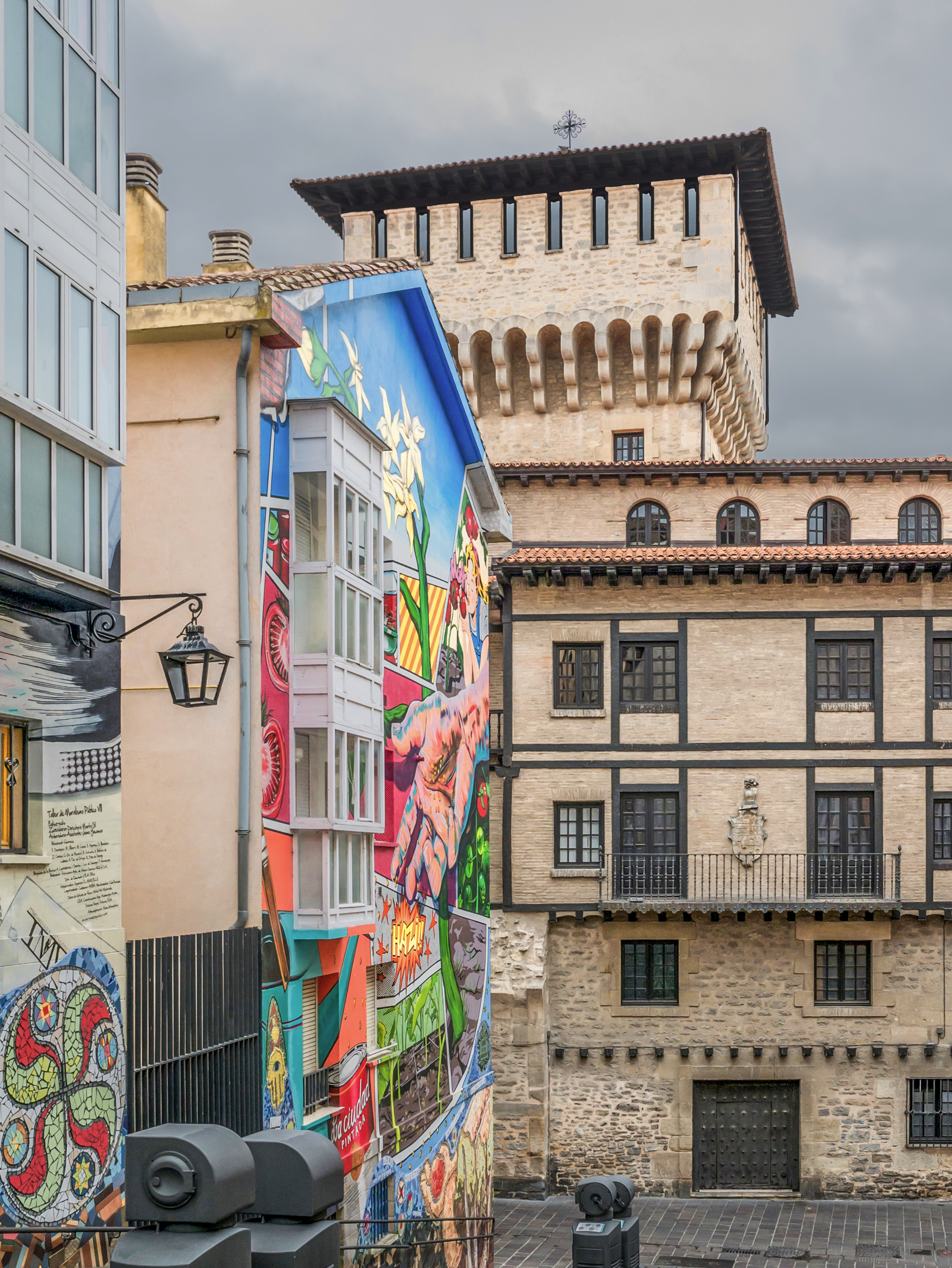
Torre de Doña Ochanda (Museo Ciencias Naturales)

Artium Museoa-Museo de Arte Contemporáneo del País Vasco
Su colección permanente está considerada como una de las mejores y más importantes en arte contemporáneo de todo el Estado. Fue inaugurado el 26 de abril de 2002 y es un museo abierto y dinámico. La Colección Permanente cuenta con obras de los artistas (por orden alfabético): Ana Laura Aláez, Txomin Badiola, Miquel Barceló, Joseph Beuys, Joan Brossa, Rafael Canogar, Juan Francisco Casas, Jacobo Castellano, Costus, Jake & Dinos Chapman, Eduardo Chillida, Salvador Dalí (Retrato de la Sra. Fagen), Óscar Domínguez, Equipo Crónica, Alberto García-Alix, Luis Gordillo, Eva Lootz, Manolo Millares, Joan Miró, Juan Muñoz, Jorge Oteiza, Pablo Palazuelo, Guillermo Pérez Villalta (El baño), Pablo Picasso (Mosquetero con pipa), Antonio Saura, Pablo Serrano, José María Sicilia, Antoni Tàpies, Darío Urzay, Juan Uslé y Darío Villalba, entre muchos otros. En total, la colección se compone de alrededor de 3000 piezas de pintura, escultura, grabado, dibujo, fotografía, video e instalaciones. La monumental La Mirada, escultura de hierro de 45 m de altura obra (2001) del artista Miquel Navarro, se yergue frente al edificio en la plaza que asoma a la calle de Francia.
Museo Diocesano de Arte Sacro de Álava
Ubicado en la girola de la catedral nueva, ofrece muestras del patrimonio artístico religioso de la provincia, dividida en secciones de talla en piedra, talla en madera, pintura sobre tabla, pintura sobre lienzo, orfebrería y mobiliario litúrgico.
Museo de Ciencias Naturales
El museo está instalado en la Torre de Doña Otxanda, un ejemplo de arquitectura medieval. Es además un centro de investigación y divulgación de las Ciencias Naturales.
BibatMuseo de Arqueología y Museo Fournier de Naipes
El Museo de Arqueología se encuentra en un moderno edificio anexo al Museo Fournier de Naipes. El conjunto de los dos museos se denomina Bibat y crea uno de los puntos más interesantes del casco medieval combinando antigüedad y modernidad. Mientras que el de arqueología es de construcción reciente, el de naipes tiene como sede el palacio renacentista de Bendaña. La fabricación de naipes ha sido una de las actividades más características de Vitoria, impulsada por Heraclio Fournier. En el museo cuenta con más de 20 000 barajas, algunas de ellas muy antiguas.

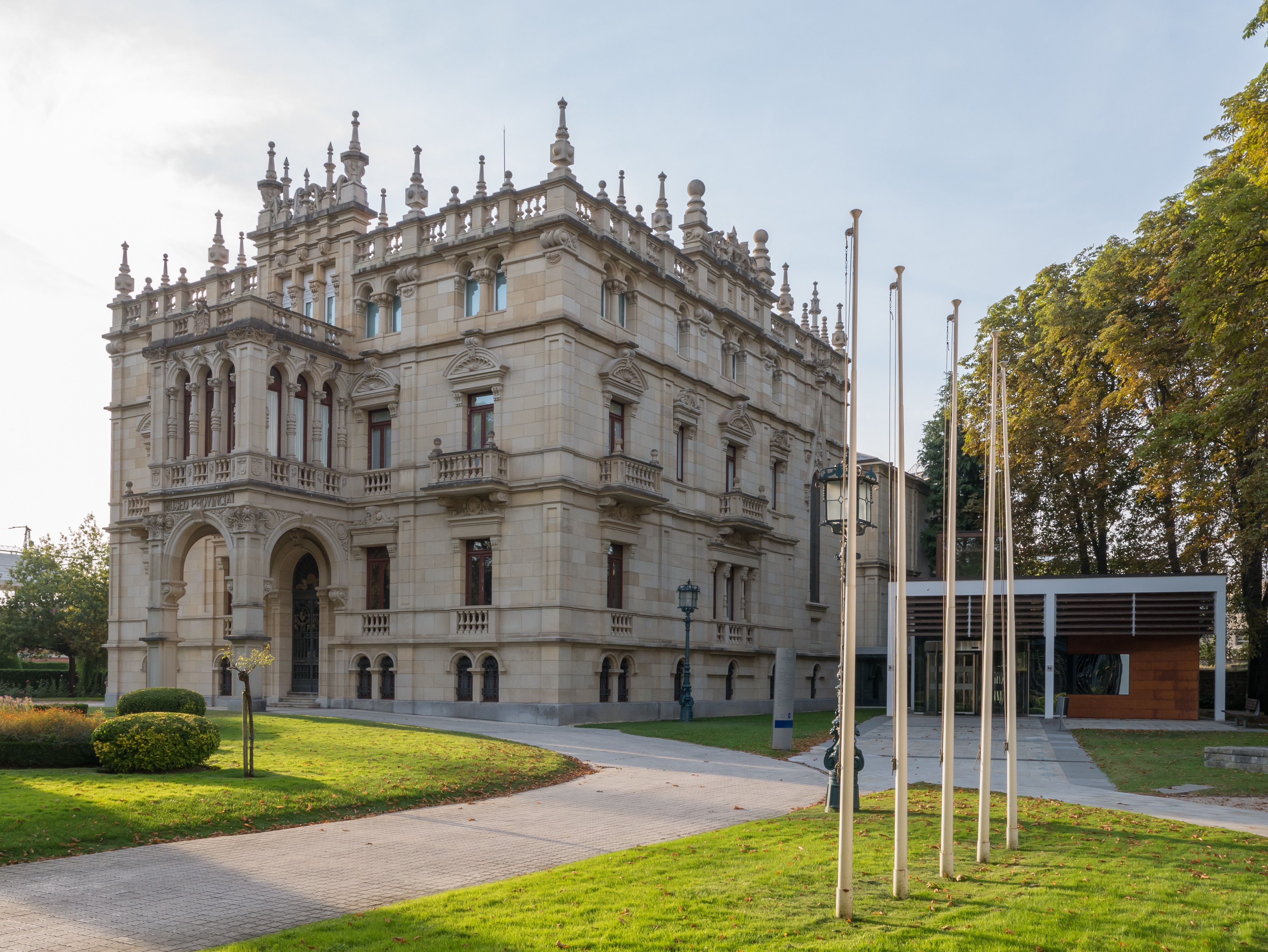
Museo de Bellas Artes
En una mansión neo-renacentista, el museo muestra tallas del siglo XIV, trípticos flamencos del XVI, cuadros de maestros españoles como Ribera y pintura moderna española entre la que pueden verse obras de Picasso o Zuloaga. El museo presta especial atención a la pintura costumbrista vasca.
Museo de Armería de Álava
Muy cerca del anterior, se halla este museo, en el que pueden verse armas de todas las épocas, desde hachas prehistóricas hasta pistolas del siglo XX. Hay una gran colección de armamento medieval y la reconstrucción de la batalla librada en Vitoria en 1813 durante la guerra de la Independencia.
Museo de los Faroles
Este original museo ubicado en el casco medieval, alberga las doscientas sesenta y siete piezas de vidrio policromado que, desde hace más de cien años, lucen en procesión por el centro de Vitoria cada 4 de agosto, con motivo de las fiestas de la Virgen Blanca.
Museo de la Policía Vasca
Ubicado en la academia de la Ertzaintza en el concejo de Arcaute. Su objetivo es recuperar, restaurar, conservar, documentar y exponer los testimonios materiales que contribuyan a comprender el actual régimen peculiar del País Vasco en materia policial.
Torre de Mendoza (Museo de Heráldica)
Torre medieval que data del siglo XIII, fue construida por Íñigo López de Mendoza en el concejo de Mendoza. El museo cuenta con una colección de escudos e indumentaria medieval y abundante información sobre heráldica alavesa. La planta superior del museo-torre es una magnífica atalaya con estupendas vistas de la parte occidental de la Llanada.

### Euskera
Desde 1981 el porcentaje de bilingües se ha ido incrementando progresivamente. En 2011 el 22,5 % de los habitantes de la ciudad (52 298 personas) eran bilingües, y otro 26,1 % (60 851 personas) era bilingüe pasivo. El 51,4 % no tenía conocimiento de euskera. El porcentaje de vascoparlantes es mayor en los tramos de edad más jóvenes. Así, el tramo de 10 a 14 años es el más bilingüe: solamente el 6 % no tiene conocimiento del euskera.

### Gastronomía
Para más información véase Gastronomía de la provincia de Álava.

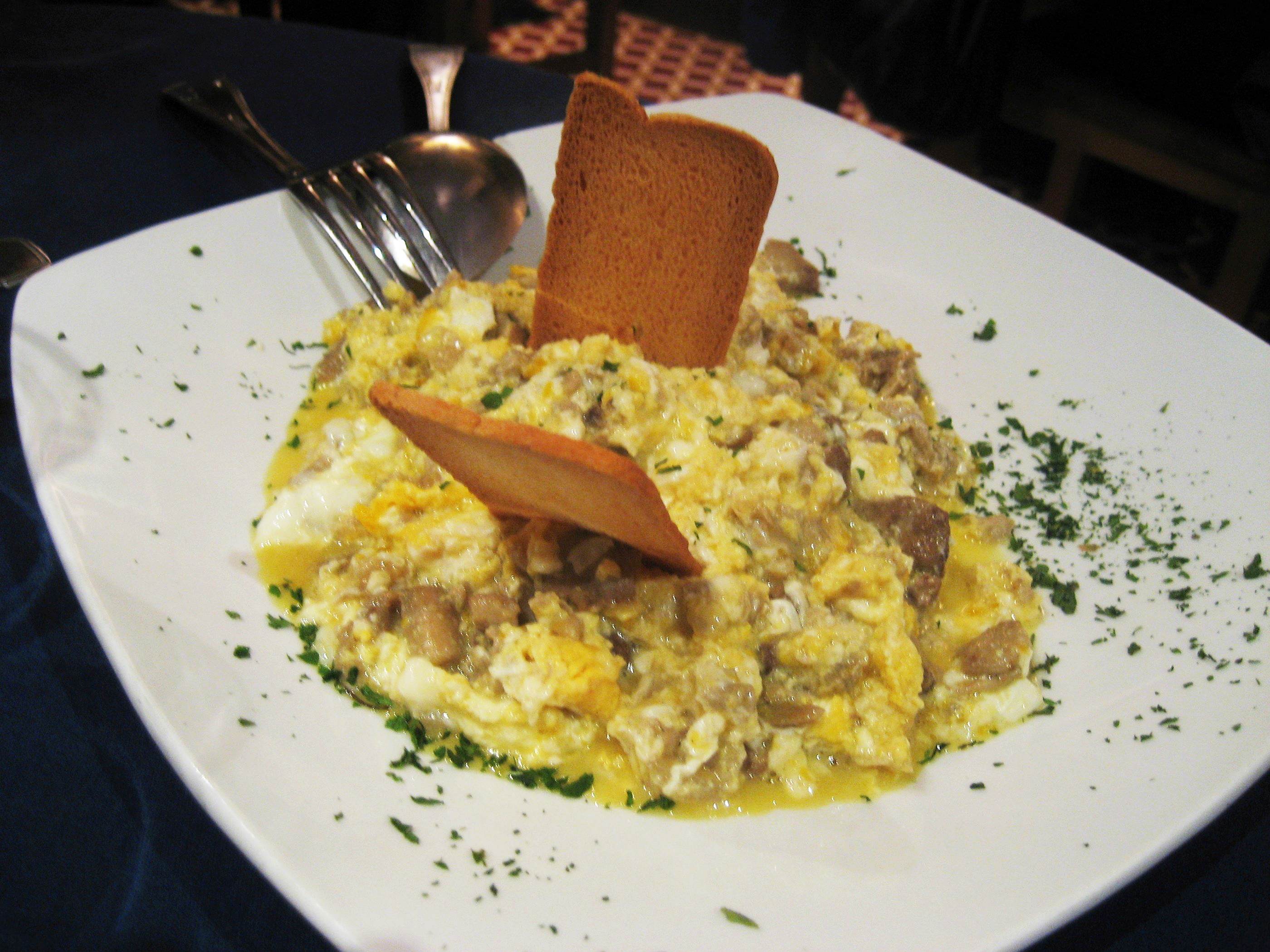
Revuelto de Perrechicos

La cercanía de la provincia de Álava con el mar Cantábrico aporta excelentes pescados y mariscos a las mesas vitorianas, pero las materias primas de la tierra son los ingredientes más habituales en los platos de la zona. Desde los caracoles a la alavesa, que se consumen con una salsa contundente, hasta las setas de temporada (en especial los muy preciados perrechicos, unas setas a las que se les ha llegado a llamar las «angulas del monte»). Los potajes son una parte importante del recetario vitoriano, las huertas cercanas aportan magníficas legumbres y hortalizas, en especial alubias rojas, pintas y blancas sin olvidar las habitas a la vitoriana y las menestras de verduras. Además, las carnes también adquieren protagonismo en los platos de la ciudad: desde los chuletones y las parrilladas hasta los platos de caza (la codorniz estofada es uno de los más tradicionales), pasando por embutidos como la morcilla que se elabora en distintos pueblos de la provincia.

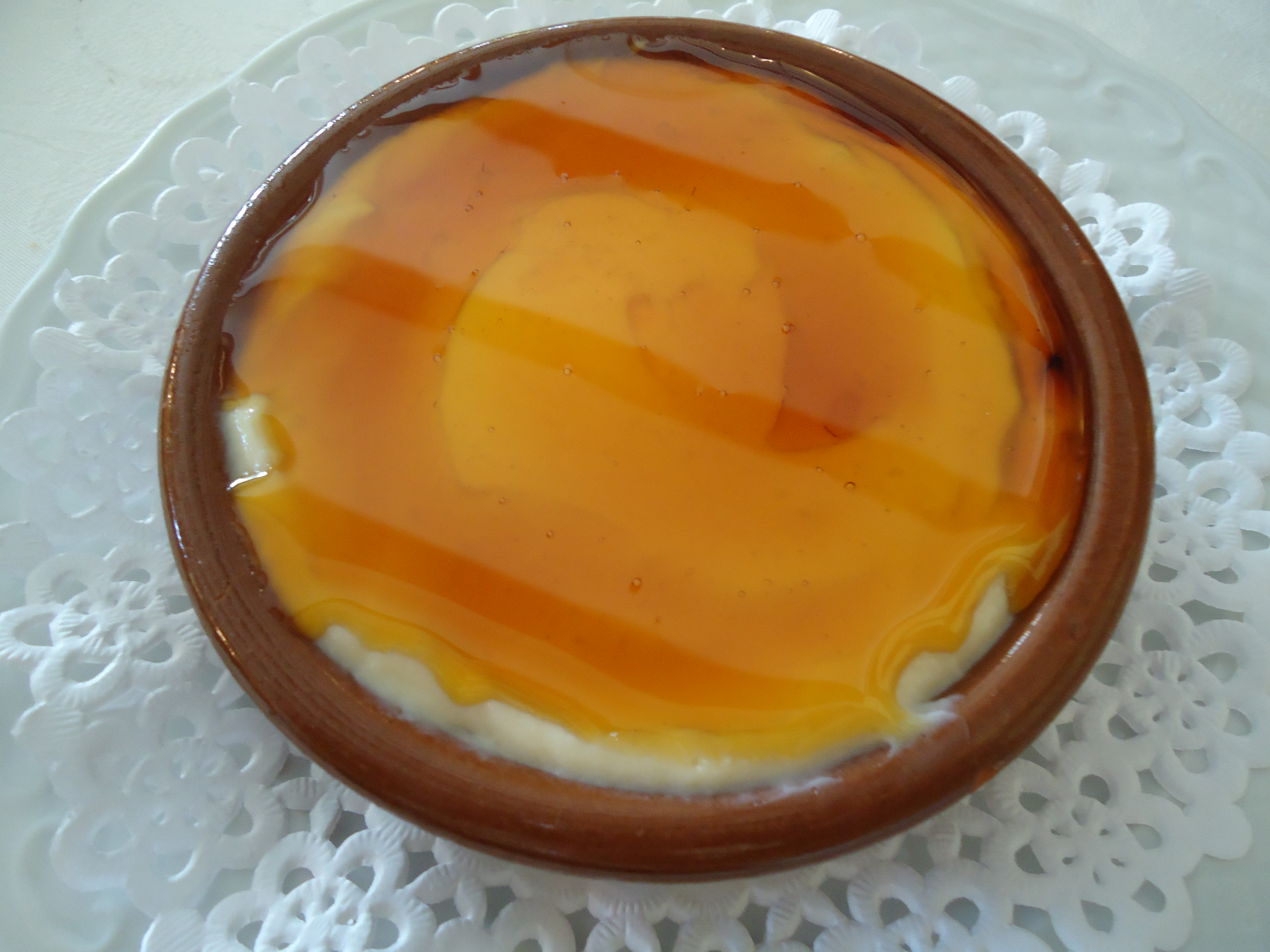
Goxua, postre típico de Vitoria

Como en todo el País Vasco, el pintxo es también típico en Vitoria, desde el clásico pincho de tortilla de patata elaborado con patatas alavesas, hasta nuevos diseños culinarios que combinan distintos ingredientes de la huerta, la tierra y el mar. Los postres tienen un gran arraigo en Vitoria, y la ciudad está salpicada de confiterías y pastelerías (centenarias algunas de ellas) que elaboran los dulces típicos de la zona: las trufas de chocolate, el goxua (dulce vitoriano elaborado con bizcocho, crema y nata) creación del pastelero Luis López de Sosoaga, el pastel vasco, los canutillos, los vasquitos y nesquitas y el arroz con leche. En cuanto a los vinos, hay que destacar la presencia en la provincia de Álava de una de las regiones más célebres en cuanto a enología se refiere como es la Rioja Alavesa, una de las tres subcomarcas en las que se divide la denominación de origen calificada (DOCa) de Rioja y la elaboración del Txakoli de Álava en la norteña Cuadrilla de Ayala, también con Denominación de origen.
En el 2014 Vitoria ganó el premio de Capital Española de la Gastronomía, tomando el testigo de Burgos. El premio fue otorgado por la Federación Española de Hostelería y la Federación de Periodistas y Escritores de Turismo.
Cabe destacar en lo gastronómico el pintxo-pote, se realiza rondas por los bares consumiendo una tapa con cada bebida al precio de un euro. En estos momentos hay más de veinte rutas por toda la ciudad.
El vino que se ofrece suele ser de la Rioja Alavesa y hay pintxos de todo tipo: tortillas manchadas, champiñones a la plancha, mini hamburguesas al roquefort...
Cabe destacar el pintxopote de calidad, donde parte de lo que recaudan los hosteleros se destina a la promoción de grupos musicales locales. También se da la Ruta de las barricas y la Ruta de las cervezas.

### Festividades y eventos

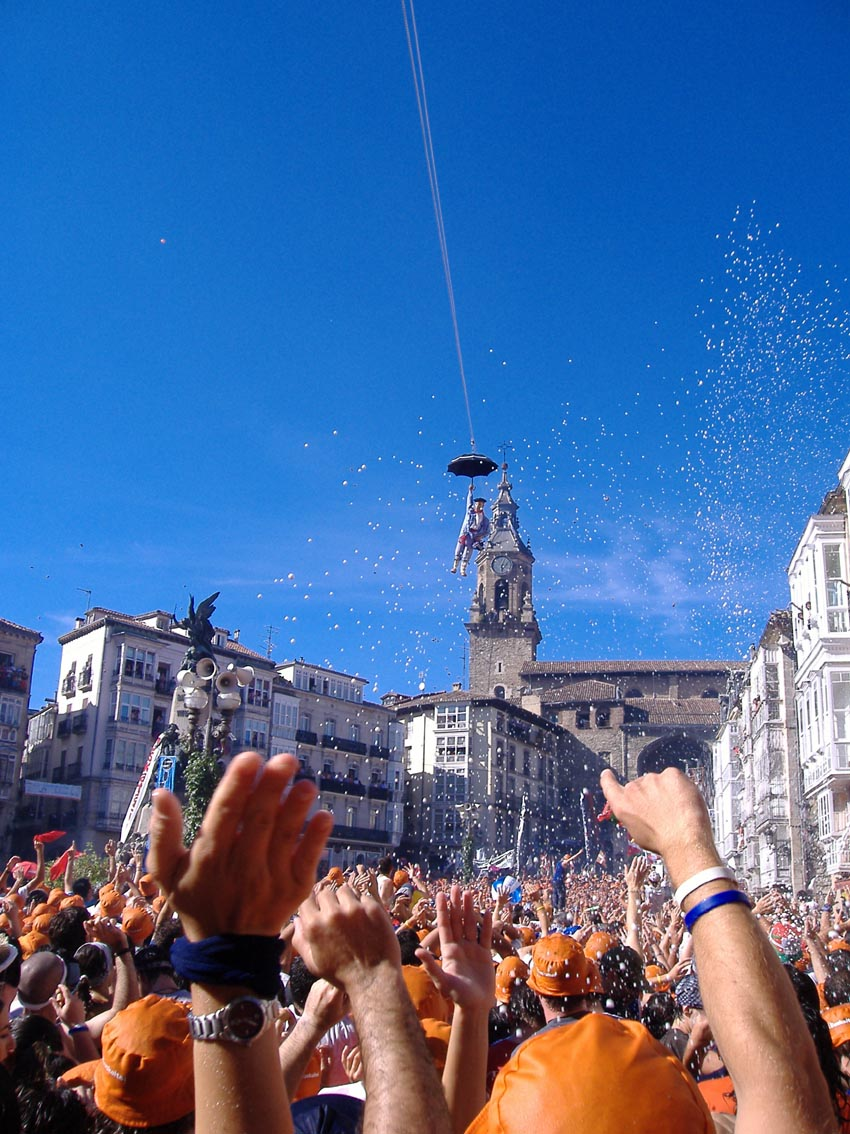
Bajada de Celedón, acto que da comienzo a las Fiestas de La Blanca

- Cabalgata de los Reyes Magos - 5 de enero
- Día de San Antón - 17 de enero
- Víspera de Santa Águeda - 4 de febrero
- Carnaval
- Semana Santa
- Fiestas de San Prudencio, patrón de los alaveses - 27 y 28 de abril
- Nuestra Señora de Estíbaliz, patrona de los alaveses - 1 de mayo
- Día del Blusa y de la Neska - Día de Santiago - 25 de julio
- Fiestas de La Virgen Blanca - 4 al 9 de agosto
- Romería de Olárizu - lunes siguiente a la virgen de septiembre
- Fiestas de los barrios
- Navidad - 24 de diciembre al 6 de enero

### Capital verde europea 2012

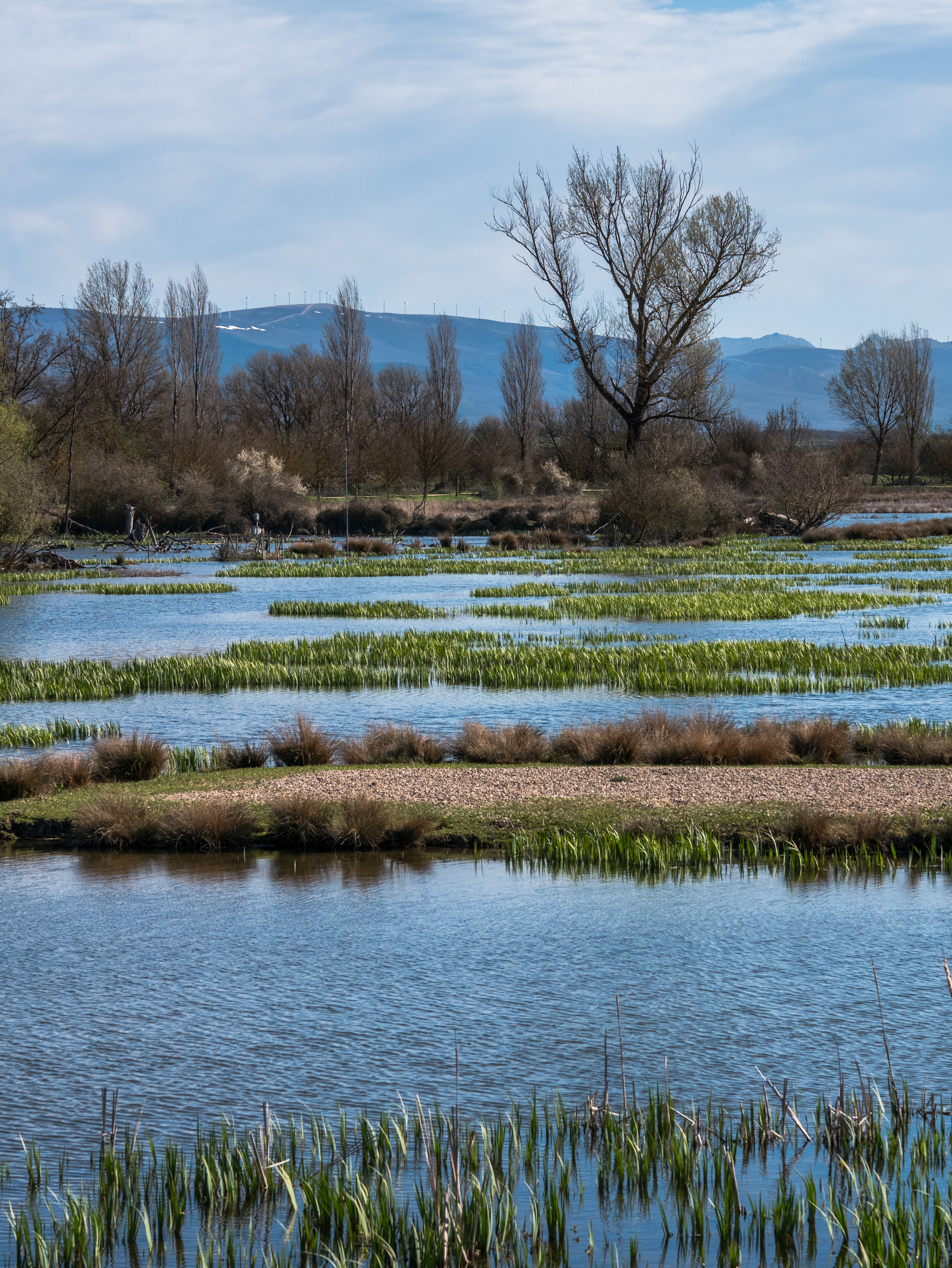
Humedales de Salburua en el Anillo Verde

La Comisión Europea reconoce el compromiso y esfuerzos de las ciudades europeas para encarar y atajar los problemas ecológicos y mejorar la calidad de vida de sus ciudadanos, disminuyendo el impacto y presión que ejercen sobre el medio ambiente mediante el The European Green Capital Award o Premio Capital Verde Europea.

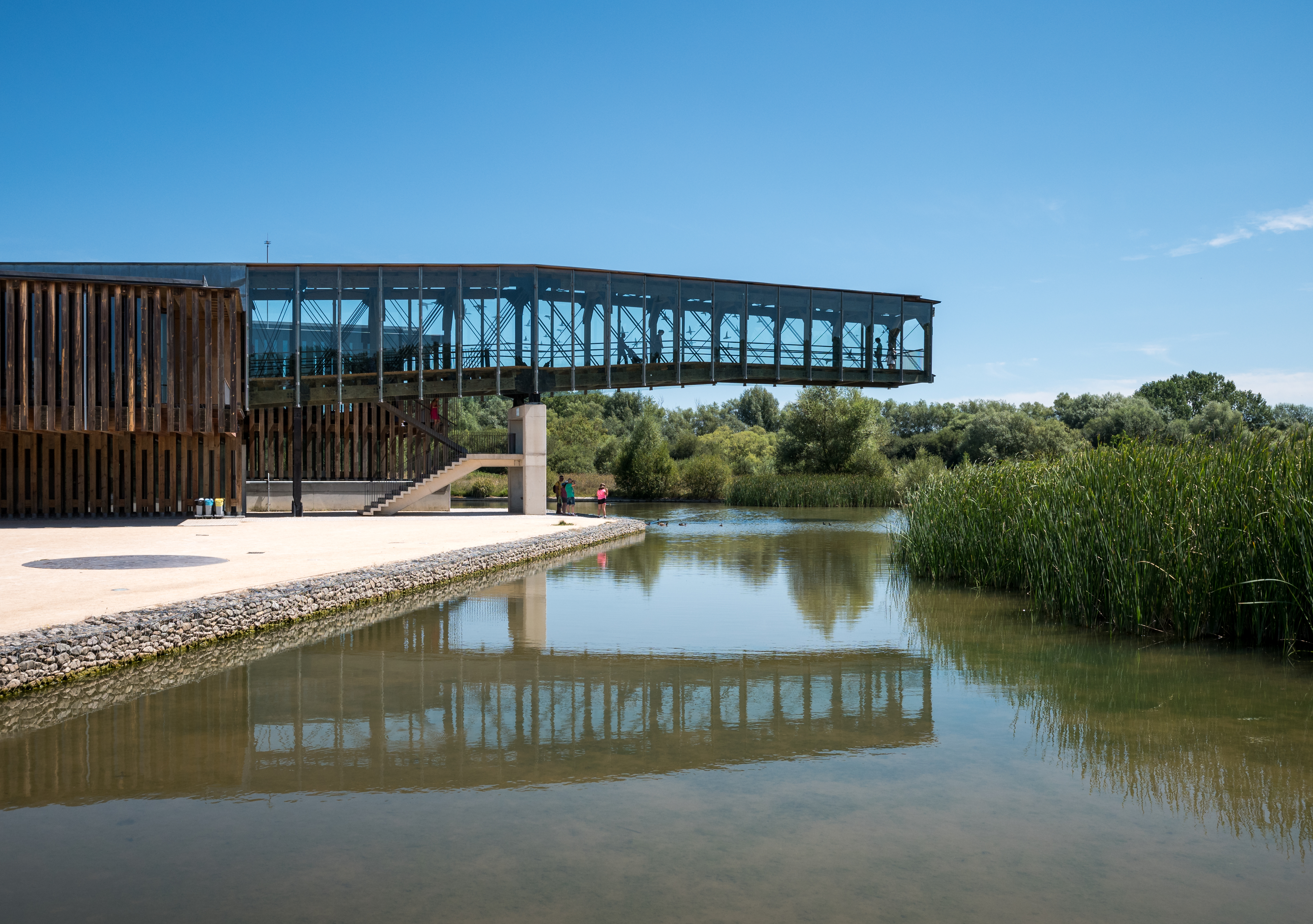
Centro Ataria

Las ciudades que acceden a este título son examinadas sobre una lista completa de criterios medioambientales. Cualquier urbe europea de más de doscientos mil habitantes que sea un referente en este sentido puede optar al galardón. El 21 de octubre de 2010, Vitoria fue designada por la Comisión Europea como Capital Verde Europea 2012. Esta distinción pretende reconocer a aquellas ciudades que: Han dado pruebas constantes de cumplir las normas medioambientales, se comprometen a plantear nuevos objetivos ambiciosos para la mejora del medio ambiente y desarrollo sostenible, pueden actuar como un modelo, inspirando a otras ciudades y promover las mejores prácticas a todas las otras ciudades europeas.
De esta manera, Vitoria se ha convertido en un modelo de actuación verde y ahora le corresponde compartir sus prácticas con otras ciudades para contribuir a la defensa del medio ambiente en toda Europa. Este galardón supone el máximo reconocimiento a más de treinta años de propuestas e iniciativas respetuosas con el medio ambiente. Es el resultado de un alto grado de liderazgo y consenso entre los partidos políticos en materia de desarrollo sostenible, movimiento medioambiental y apoyo de la ciudadanía a través de la campaña de concienciación Verde por fuera, verde por dentro que despertó un fuerte sentimiento de orgullo cívico y pertenencia, fomentando la conciencia verde.

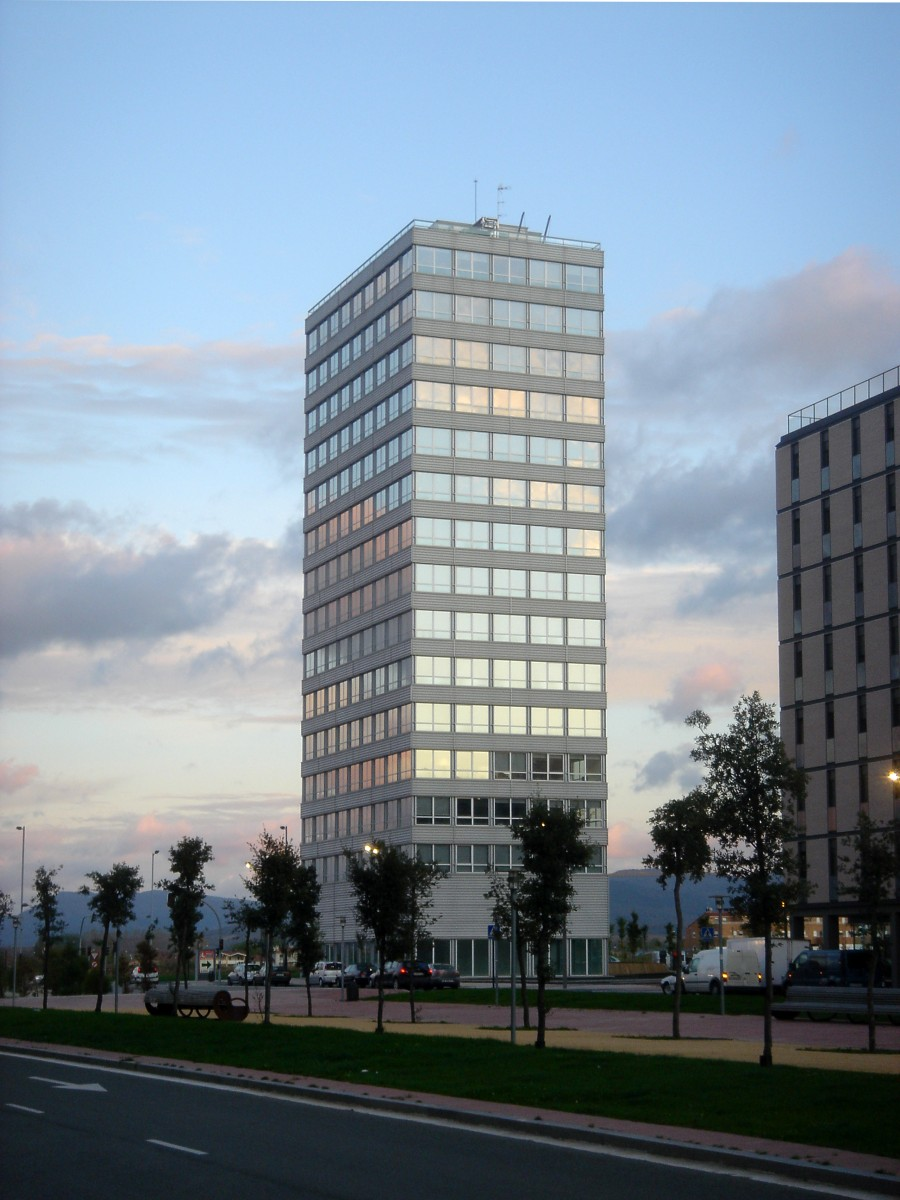
Torre Bioclimática en Vitoria

Contribución local a la lucha contra el cambio climático
Vitoria inició su lucha contra el cambio climático en 2006 con la Estrategia de Vitoria para la Prevención del Cambio Climático 2006-2012 (no vigente), con el objetivo principal de reducir en 300 000 toneladas anuales las emisiones de CO2 para el año 2012 y, a largo plazo, hacer de Vitoria una ciudad con huella de carbono neutra. Tras la firma del Pacto de los Alcaldes y Alcaldesas de Europa en 2009, Vitoria se comprometió a reducir las emisiones de CO2 en al menos un 20 % respecto a las producidas en el municipio en 2006 y a elaborar un Plan de Lucha contra el cambio Climático. El 23 de julio de 2010 el Ayuntamiento aprobó en Junta de Gobierno el Plan de Lucha contra el Cambio Climático 2010-2020, que fusiona y actualiza los objetivos y las acciones de la anterior Estrategia de Vitoria para la Prevención del Cambio Climático 2006-2012 y el Plan Local de la Energía 2007-2012, adaptándose al compromiso del Pacto de los Alcaldes y Alcaldesas de Europa, y estableciendo para Vitoria el objetivo de reducir la emisión de gases de efecto invernadero en un 25 % para 2020.
Transporte local y movilidad sostenible
El Plan de Movilidad Sostenible y Espacio Público de Vitoria pretende modificar los hábitos de movilidad de los ciudadanos para impulsar medios de transporte más sostenibles, aumentar la calidad del espacio urbano y mejorar la accesibilidad de todas las personas a los servicios básicos. El Plan se ha abordado desde un punto de vista multidisciplinar, con la participación de la mayoría de departamentos municipales. Se ha otorgado un papel relevante a la ciudadanía, que ha participado en la definición de un nuevo modelo de movilidad y de espacio público por medio de un foro ciudadano creado a tal efecto. Los resultados de este Plan comienzan a ser ya visibles y, desde que se ha puesto en marcha, este Plan ha cambiado de una forma silenciosa la manera en la que la ciudadanía se desplaza en la ciudad. El impulso de una nueva red de autobús, junto con las líneas del tranvía y la nueva regulación del aparcamiento en zona OTA han supuesto un aumento del 44 % de viajes mensuales en transporte público. A estas actuaciones hay que sumar las realizadas para incrementar el uso de la bicicleta en la ciudad.
Calidad del aire
El aire que respira la ciudadanía vitoriana es de la más alta calidad, y así lo refleja la puntuación que le otorga la Unión Europea frente a otras ciudades, la más alta de todas. El Ayuntamiento de Vitoria persigue proteger a la ciudadanía de los riesgos derivados de la contaminación del aire y mejorar su calidad de vida. Con este objetivo se elaboró el Plan de Gestión de la Calidad del Aire 2003-2010.
La Red automática de vigilancia y control de la contaminación del Gobierno Vasco, permiten al Ayuntamiento conocer el estado del aire que respiramos y, además, informar a la ciudadanía. Esta Red está formada por varias estaciones localizadas en distintos puntos de la ciudad.
El Ayuntamiento elabora una memoria que recoge los datos obtenidos por esta Red y su análisis, para poder evaluar el grado cumplimiento de la legislación sobre la calidad del aire ambiente.
Manejo de la escasez de agua
La ciudad tiene el ambicioso reto de reducir el consumo de agua por habitante a menos de 100 litros, siguiendo la tendencia que han tomado las cifras desde 1999. Se tiene en cuenta y se trabaja en el contexto del plan de acción ambiental del Programa 21 de las Naciones Unidas para mantener un uso sostenible y mejorar la calidad del agua.
Contaminación acústica

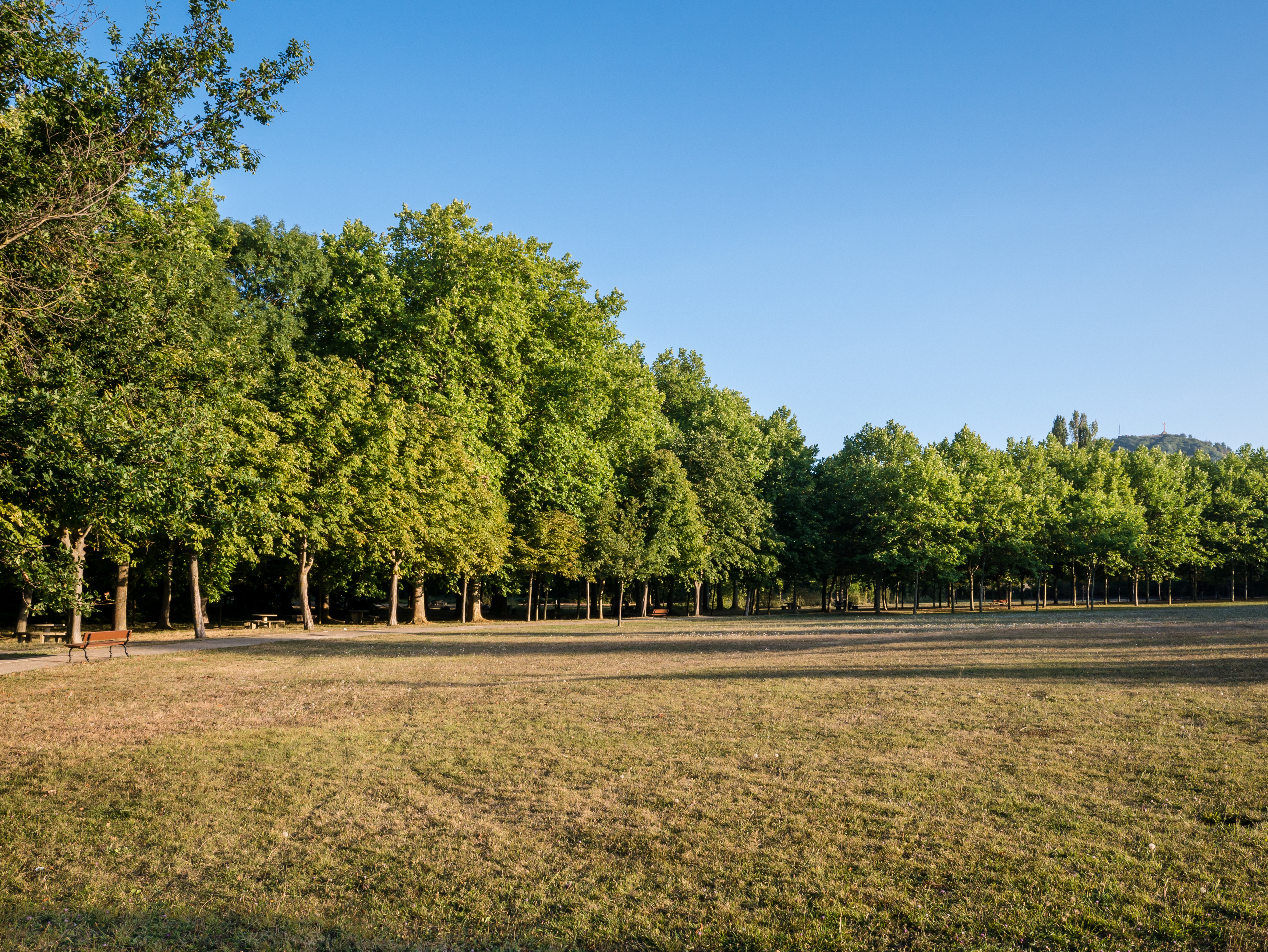
Parque de Olárizu, Anillo Verde

Vitoria cuenta con tres mapas de ruido hasta la fecha y trabaja ya en uno nuevo que estará listo para el año 2012. Para reducir los niveles de ruido, el Ayuntamiento dispone de una herramienta legal, la Ordenanza de Ruido y Vibraciones. Además, la reducción de los niveles de ruido debidos al tráfico es un objetivo del Plan de Movilidad. El nuevo mapa de ruido evaluará las mejoras obtenidas mediante esta aplicación.
Gestión de los residuos
En 2010 Vitoria aprobó el nuevo Plan Integral de Gestión de Residuos Municipales (2008-2016), basado en la estrategia de las «5-erres»: reducir la cantidad de residuos que se generan, reutilizar los residuos, reciclar, rechazar, no comprar productos envueltos en envases que generan residuos innecesarios y responsabilizar a quienes generan un residuo difícilmente reciclable o peligroso.
Anillo Verde de Vitoria
El anillo verde, es una zona verde natural que rodea como su propio nombre indica, en forma de anillo, el área urbana de la ciudad. Se compone de diversos parques seminaturales como los de Salburua, Zabalgana, Olarizu, Alegría, Armentia, Zadorra y Errekaleor; todos ellos disponen de un adecuado acondicionamiento, equipamientos y actividades para su conservación y disfrute. Un ejemplo de ello es Ataria, un centro de interpretación situado en los humedales de Salburua cuyo objetivo es fomentar el conocimiento de los humedales y mostrar sus valores, así como concienciar sobre la importancia de la biodiversidad y del patrimonio natural.

### Deporte
Vitoria es conocida por el Deportivo Alavés que volvió a la Primera División de la LFP en la temporada 2023/2024 tras conseguir el ascenso en el play off contra el Levante. En 2017, el Deportivo Alavés alcanzó por primera vez en su historia una final de Copa del Rey, la cual perdió 3-1 contra el Barcelona. Una final que albergó el último partido oficial del Estadio Vicente Calderón y a la cual se desplazaron 25 000 alavesistas. Cabe recordar que el equipo fue subcampeón de la copa de la UEFA en 2001, tras perder la final ante el Liverpool por 5 a 4, la cual ha sido considerada como una de las mejores finales europeas de todos los tiempos.
En cuanto al baloncesto, Vitoria destaca en el concierto internacional gracias al Baskonia, finalista de la Euroliga en varias ocasiones (2001 y 2005), ganador de la Recopa de Europa en 1996. Es considerado como uno de los mejores equipos de Europa a pesar de su poco presupuesto y recursos frente a otros equipos. En total suma 4 ligas, 6 copas del rey, 4 supercopas de España, 2 Euskal Kopa, y 1 trofeo Asociación. A este equipo se le caracteriza por su carácter, denominado Carácter Baskonia o Nortasuna Baskonia, en castellano y en euskera, respectivamente. Además, el Araski AES juega desde la temporada 2016/2017 en la primera división de la Liga Femenina de Baloncesto de España, tras conseguir el ascenso en la temporada anterior. El club de baloncesto Araberri tras perder la categoría en la liga LEB Oro de la temporada 2018-19 tras ser colista finalizó su participación en categorías de la Federación Española de Baloncesto al no querer inscribirse en ninguna categoría nacional. Respecto al patinaje de velocidad en línea destacan el Club de Patinaje Desliza Vitoria (antiguo Marianistas Vitoria) con Patxi Peula y Aura Cristina Quintana Herrera como integrantes más destacables y el Club de Patinaje Elurra K.E.. Ambos clubes participantes en la Maratones de la Copa del Mundo (World Inline Cup). En patinaje artístico destaca el Club de Patinaje Illusion Inline con Idoia Ramírez de la Piscina a la cabeza. También destacan los éxitos de otros deportistas individuales como Martín Fiz (maratón), Iker Romero (balonmano) o Almudena Cid, Lorena Guréndez, Tania Lamarca y Estíbaliz Martínez (gimnasia rítmica), Patxi Peula (patinaje en línea), que proceden de esta ciudad. Dentro del mundo de la montaña, esta ciudad también ha aportado grandes nombres como Juanito Oiarzabal, cuarto hombre en hacer los 14 ochomiles sin oxígeno, o los hermanos Pou, unos de los máximos exponentes mundiales en escalada en roca.

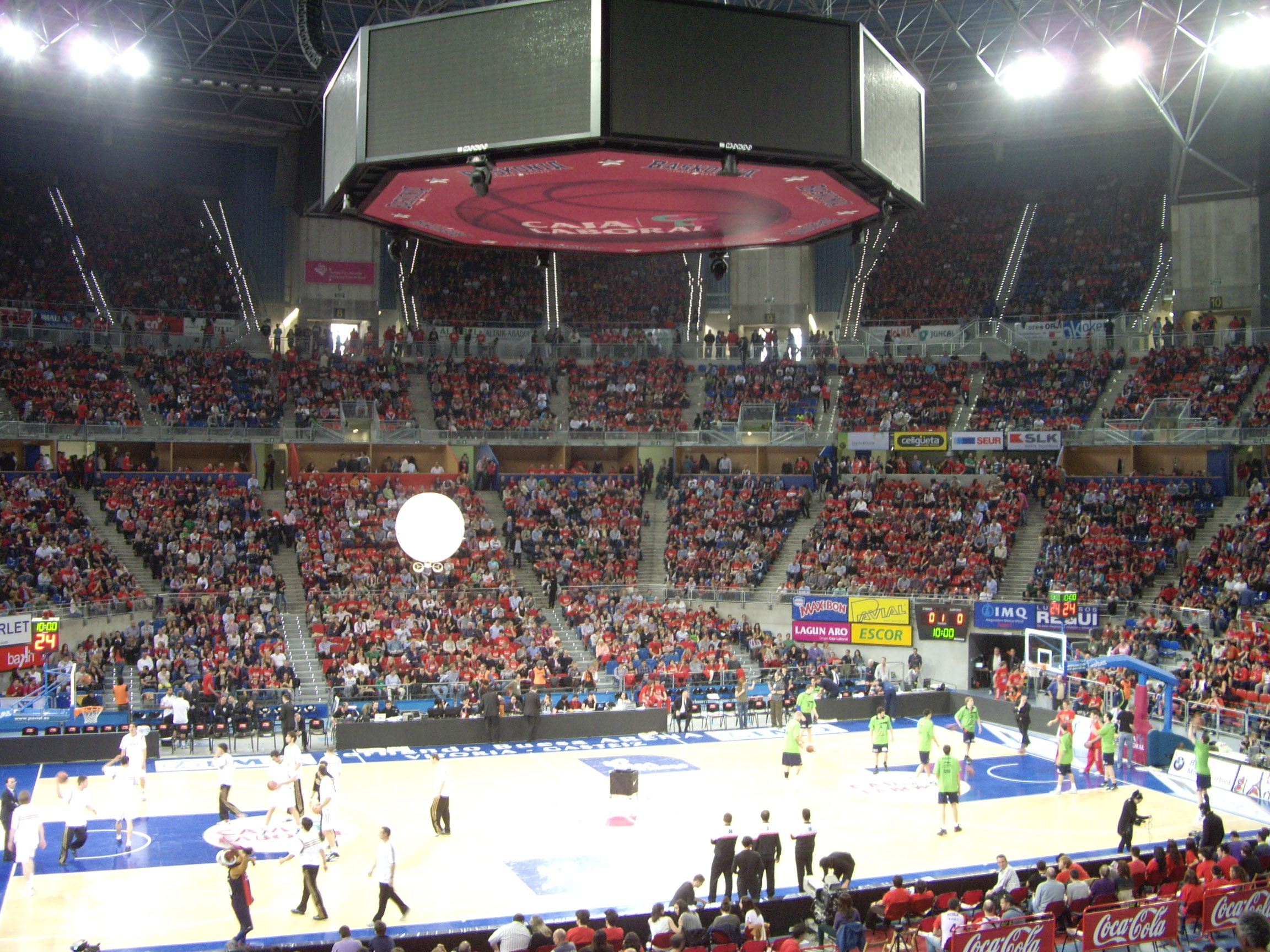
Pabellón Fernando Buesa Arena

#### Recintos deportivos
El más grande de la ciudad lo ocupa el Deportivo Alavés que juega en el estadio municipal de Mendizorroza que tiene capacidad para 19 840 espectadores. Asimismo, Vitoria cuenta con el Pabellón Fernando Buesa Arena, un recinto multiusos que ha sido ampliado recientemente pasando de tener capacidad para 10 400 personas antes del inicio de las obras, a tener capacidad para 15 504 personas. en su reinauguración el 5 de febrero de 2012. El pabellón se usa como sede del Saski Baskonia. Esta instalación ha acogido varios acontecimientos como conciertos, espectáculos de trial, cuatro Copas del Rey de Baloncesto (2000, 2002, 2008 y 2013), una final de la Eurocup (2010) y una Final Four de la Euroliga (2019). El número de abonados a la red deportiva de la ciudad ronda los 80 000.

#### Instalaciones deportivas
- CD Mendizorrotza
- CD Gamarra
- CP Aranalde
- CP Abetxuko
- CP Ariznabarra
- CP Arriaga
- CP El Campillo
- CP Landázuri
- CP San Andrés
- CP Olaranbe
- Frontones Jai-Alai

Además de las instalaciones deportivas con las que cuentan la mayoría de centros cívicos. También se cuenta con una considerable red de piscinas y piscinas recreativas como AquaMendi.

#### Eventos deportivos
Vitoria cuenta con numerosos eventos deportivos. Son muchos los que se desarrollan durante todo el año y algunos de ellos alcanzan fama internacional.

##### Vuelta ciclista al País Vasco
Abril es el mes elegido para cada edición de la Vuelta Ciclista al País Vasco. Vitoria cuenta con una tradición ciclista muy arraigada gracias a su espectacular naturaleza. Se trata de un gran evento que hace que la ciudad se vuelque en torno a la bicicleta.

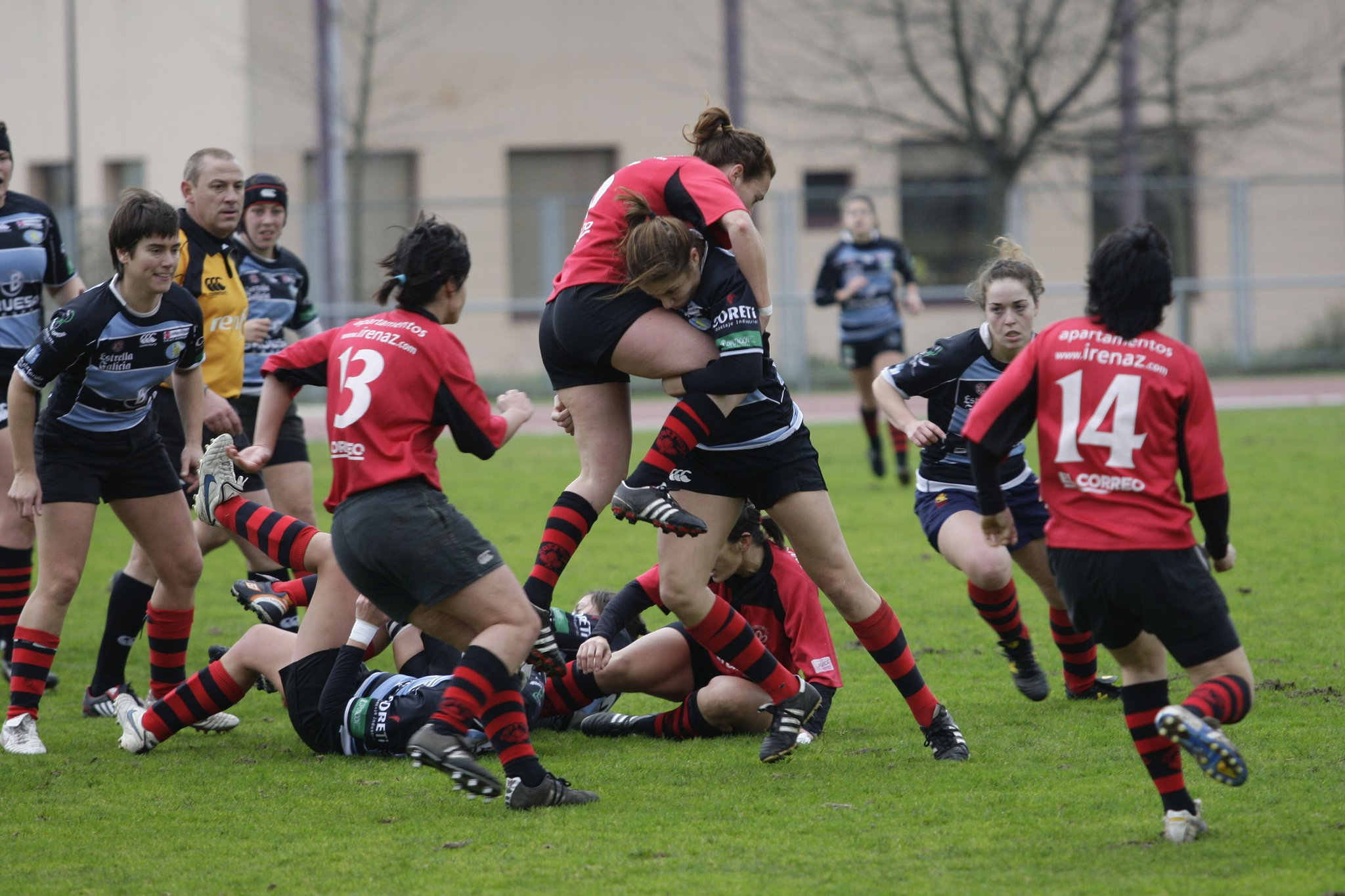
El equipo vitoriano Gaztedi

##### Araba Rugby Cup
Vitoria se convierte cada mayo en epicentro del rugby de cantera. La competición se desarrolla durante un fin de semana en las instalaciones municipales de Betoño, que repiten como escenario de un evento que año tras año bate récords de participación. El torneo mantiene su filosofía de origen: que valores como la deportividad, la solidaridad y el compañerismo presidan la competición.
La Araba Rugby Cup se ha convertido en un torneo de referencia como atestigua la presencia en el mismo de equipos provenientes no solo de todo el Estado, sino también de países vecinos como Francia y Portugal.

##### Maratón Martín Fiz
En mayo se celebra la prueba reina del atletismo. Una competición apadrinada por uno de los vitorianos de la élite del atletismo mundial. Martin Fiz. Paralelamente a la maratón, discurre una media maratón y otra popular de 10 km. Además se realiza una maratón txiki de 1 km para los más pequeños y acompañantes. La prueba de patines de 21k y 42k se celebró hasta 2019 y, a pesar del éxito de participación, no se ha vuelto a organizar tras la pandemia.

##### Carrera de la mujer
La capital alavesa alberga cada junio desde 2007 esta tradicional carrera en apoyo a la lucha contra el cáncer de mama. Una marea rosa de mujeres inunda la ciudad por una buena causa. Es habitual ver el cartel de «dorsales agotados» en las últimas ediciones, donde se han puesto a la venta más de 5000.

##### Campeonato nacional de atletismo de veteranos
Del 29 de junio al 1 de julio de 2018 por primera vez será sede del Campeonato de España de atletismo de veteranos.

##### Triatlón
Este campeonato combina natación, ciclismo y atletismo en una única prueba de gran dureza. Cada julio se convierte en una cita obligada y apuntada en el calendario por todos los alaveses que se acercan a animar y a vivir el ambiente.
Cuenta con dos distancias Half (1,9/94/21 km) y Full (3,8/180/42 km).
La primera parte de la prueba comienza en el parque de Landa, donde los participantes realizan el sector de natación mientras reciben los ánimos del público asistente.
Tras esto, los triatletas se montan en sus bicicletas y atraviesan por un precioso recorrido por los pueblos de la Llanada alavesa que llega hasta el centro de la ciudad, donde dejarán sus bicicletas para comenzar la carrera a pie.
En este último tramo tendrán que recorrer el centro de la ciudad hasta llegar a la meta, situada en la plaza de España.

##### Vuelta ciclista a España

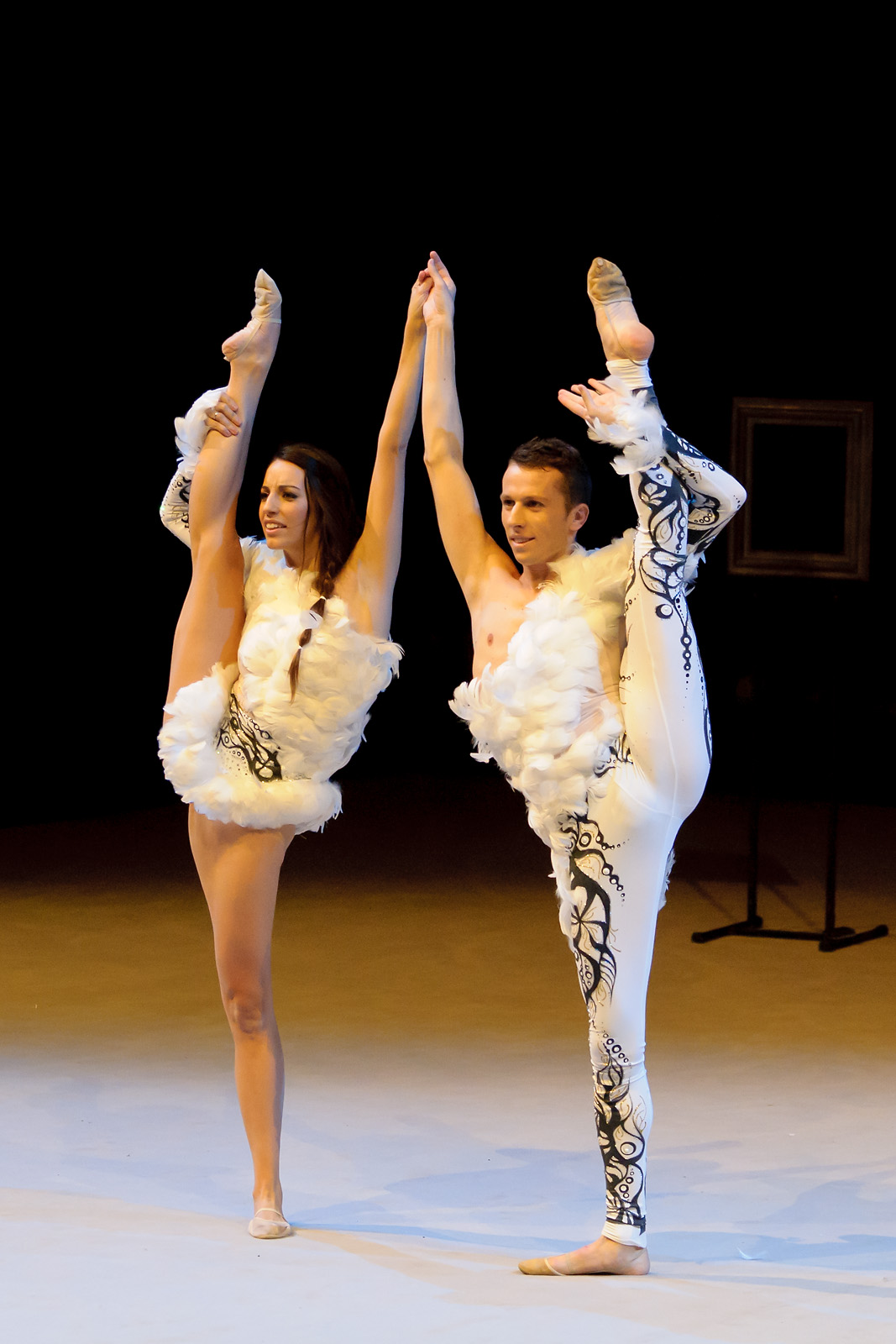
Euskalgym 2014

La capital alavesa ha tratado de participar activamente en este importante encuentro ciclista, que se celebra en septiembre, procurando ser meta o salida. Los miles de aficionados salen al encuentro del ciclista a cualquier rincón del territorio.

##### Euskalgym
La Gala internacional de Gimnasia Rítmica Euskalgym ha tenido su sede de 2014 a 2017 en Vitoria. Se trata de un evento no competitivo en el que participan destacadas figuras de la gimnasia rítmica, tanto españolas como de otros países. Ocasionalmente también actúan gimnastas de otras disciplinas. El mismo fin de semana se celebra además el Torneo de Conjuntos Euskalgym, en el que participan conjuntos de gimnasia rítmica de toda España, tanto base como federados, así como un Torneo de Gimnasia Rítmica Masculina.

##### Media maratón Vitoria
La Media Maratón, más conocida como La Media, se ha convertido en la prueba del País Vasco que sin tener premios en metálico, atrae cada año a miles de participantes de los que más de la mitad vienen de fuera de Vitoria y Álava.

##### San Silvestre
Desde hace treinta y cinco años,[¿desde cuándo?] el día 31 de diciembre por la tarde viene siendo costumbre celebrar por las calles de Vitoria la carrera popular que disputan cientos de corredoras y corredores y llena de público todo el recorrido. En esta carrera es muy habitual ver a los participantes disfrazados.

### Medios de comunicación

#### Prensa escrita
- Diario de Noticias de Álava
- Diario El Correo
- Berria
- Dato Económico

#### Radio
- Radio Vitoria
- Cope
- Cadena Ser
- Radio Gorbea
- Hala Bedi
- Onda Cero
- RNE
- Radio Siberia

#### Televisión
Antes existía Vitoria TV (VTV).

#### Medios digitales
- Norte Exprés
- Gasteiz Hoy
- Alea
- GasteizBerri

## Ciudades hermanadas
Vitoria está hermanada con las siguientes ciudades:
- Angulema, Francia[160]
- Asunción, Paraguay
- Zug, campos de refugiados de la provincia de Tinduf
- La Güera, campos de refugiados de la provincia de Tinduf
- Cogo, Guinea Ecuatorial
- Mar del Plata, Argentina
- Vitória, Brasil
- Anaheim, Estados Unidos
- Victoria, Estados Unidos
- Kutaisi, Georgia
- Ibagué, Colombia[161]
- Sullana, Perú
- Dortmund, Alemania